# Австралія
Австра́лія, або Співдру́жність Австра́лії, (англ. Commonwealth of Australia) — незалежна федеративна держава, розташована у Південній півкулі на однойменному материку, до якої також належать прилеглий великий острів Тасманія на півдні й численні дрібні навколо, серед яких Норфолк і Лорд-Гав у Тихому океані, Кокосові острови в Індійському та інші. Площа країни становить 7 688 287 км², це 6-те місце серед країн світу і перше серед країн Океанії. Австралія на півночі відділена від Папуа Нової Гвінеї водами Торресової протоки, водами Тиморського і Арафурського морів — від Індонезії та Східного Тимору; на сході — водами Коралового моря від Соломонових Островів, Вануату і Нової Каледонії (Франція); на південному сході — Тасмановим морем від Нової Зеландії. 
Населення країни становить 25,25 млн осіб. В Австралії багато іммігрантів, які становлять 26 % населення, за цим показником країна посідає 9-те місце у світі. Столиця Австралії — місто Канберра — розташоване у спеціально створеній Австралійській столичній території. Найбільше місто — Сідней. Країна високо урбанізована. Населення розподілене по території країни дуже нерівномірно: більшість мешканців проживає на південному сході, у штатах Вікторія та Новий Південний Уельс. Близько 60 % населення проживає в найбільших містах та їхніх агломераціях: Сідней, Мельбурн, Брисбен, Перт та Аделаїда. Середня густота населення — 3,3 особи на км², це один із найнижчих показників у світі. 
За сотню років країна зберегла та стабільно підтримує ліберально-демократичну політичну систему. Австралія — конституційна монархія, яку очолює британський монарх (Карл III), представлений генерал-губернатором (Сем Мостин). Виконавча влада в країні представлена кабінетом міністрів на чолі з прем'єр-міністром (Скотт Моррісон), що призначається двопалатним парламентом.  Федерація складається з 6 штатів, які мають власні уряди і парламенти, і 10 окремих територій.  Австралія — головна військово-політична сила в регіоні, 13-те місце у світі за військовими витратами.  Австралія є членом Організації Об'єднаних Націй (UN), Великої двадцятки (G20), Співдружності Націй, Тихоокеанського пакту безпеки (ANZUS), Організації економічного співробітництва та розвитку (OECD), Форуму тихоокеанських островів (PIF), Світової організації торгівлі (WTO), Азійсько-тихоокеанського економічного співробітництва (APEC), механізму АСЕАН +6. 
Австралія була заселена корінними австралійцями близько 60 тис. років тому. Австралійські аборигени розмовляли мовами, що становлять 250 окремих груп. Образотворче мистецтво аборигенів, з яким можна ознайомитись на скелях у різних куточках країни, є найстарішим у світі. Уперше європейці з'явились на континенті 1606 року під час голландської експедиції Віллема Янсзона. Східна частина Австралії була досліджена британською експедицією Джеймса Кука наприкінці XVIII століття. 26 січня 1788 року була заснована перша австралійська колонія — Новий Південний Уельс, цього дня відзначається національний день Австралії. 1829 року з утворенням Західної Австралії вся територія Австралії була включена до складу британської корони. До колонії на постійне проживання засилали засуджених, так британці поступово заселили південно-східне узбережжя континенту. На початку 1850-х років у країні розпочалась «золота лихоманка», що збільшила чисельність населення та значно пожвавила економіку. Населення континенту постійно зростало, до 1850-х років більша частина територій була досліджена. Загалом створили 6 самоврядних колоній. 1 січня 1901 року ці колонії об'єдналися, утворивши Австралійський Союз. 
Австралія — найстаріший, найпласкіший і найсухіший континент з найменш родючими ґрунтами на планеті. Величезні розміри країни забезпечують різноманіття ландшафтів із пустелями в центрі, тропічними лісами на північному сході й гірськими хребтами на сході. Австралія має багаті, хоча ще не повністю досліджені природні ресурси. 
Австралія — країна з високорозвиненою економікою, за цим показником вона посідає 13-те місце серед країн світу. Її економіка забезпечує 13-ту сходинку в рейтингу країн за доходом на особу. Австралія отримує доходи від видобутку й експорту корисних копалин, сільськогосподарської сировини, телекомунікації, банківської діяльності та виробництва.  Австралія посідає перші позиції у різноманітних рейтингах країн, як-от якість життя, охорона здоров'я, освіта, тривалість життя, економічна свобода та захист громадських і політичних прав, 3-тє місце серед країн світу за показником людського розвитку та 8-ме за загальним розвитком демократії. 

## Назва
Офіційна назва — Австралія (англ. Australia; англ. вимова: [əˈstreɪliə]). Згідно з рішенням уряду від січня 1976 року, за межами країни її називають просто Австралія, а уряд — австралійським, усередині країни — Австралійський Союз і уряд Союзу.
Назва країни походить від латинського терміна Terra Australis, що означає «південна земля». Територія була названа так ранніми європейськими дослідниками, що вважали гіпотетичний австралійський материк набагато більшим, таким, що спроможний врівноважити суходіл північних материків. Ще на карті давньогрецького ученого Птолемея на південь від південного тропіка значиться Невідома Південна земля (англ. Terra Australis Inkognita). Уперше топонім «Австралія» англійською мовою використано 1625 року в праці «Нотатка про Південну Землю Святого Духа» (англ. A note of Australia del Espíritu Santo) Річарда Гаклюйта, яку вперше видав Семюель Поур в антології «Hakluytus Posthumus». Це помилкове спотворення оригінального іспанського топоніма островів Вануату.Нідерландською топонім уперше був використаний 1638 року в прислівниковій формі нід. australische для позначення нововідкритих земель на південь від Батавії. Голландські вчені, на відміну від інших європейських, що продовжували користуватись латинською назвою, стали вживати терміни як australisch, так і Нова Голландія (нід. Nieuw Holland), який запропонував Абель Тасман 1644 року. Британський мандрівник Метью Фліндерс, який першим обплив навколо Австралії і склав карту австралійських берегів, вжив термін «Австралія» у своїй роботі «Подорож до Південної Землі» (англ. A Voyage to Terra Australis) як такий, що «більш приємний для вуха й подібний до інших назв континентів». Перше офіційне затвердження топоніма відбулося у квітні 1817 року, коли губернатор Нового Південного Уельсу Лохлен Маккуорі отримав карти Фліндерса від лорда Генрі Батерста. Уже у грудні він рекомендував Колоніальному міністерству офіційно дотримуватись цієї назви в документообігу. 1824 року Британське адміралтейство погодилось на використання топоніму на всіх своїх картах. 1830 року Гідрографічне бюро видало перший офіційний «Довідник Австралії» (англ. The Australia Directory).
З початку XX століття вживають також скорочений розмовний варіант назви країни — Оз, Оззі (англ. Oz; Aussie). Часто щодо мешканців Австралії вживають термін «антиподи», а стосовно країни — «Земля під низом» (англ. Land Down Under) або просто «Під низом» (англ. Down Under). Інші поширені епітети Австралії: «Велика Південна земля» (англ. the Great Southern Land), «Щаслива земля» (англ. the Lucky Country) — через однойменну книгу Дональда Горна 1964 року, «Засмагла країна»(англ. the Sunburnt Country) — через типове палюче сонце в ясному небі, «Темно-коричнева країна» (англ. the Wide Brown Land) — через колір її ґрунтів. Останні два вперше введені в обіг австралійською поетесою Доротеєю Макеллар 1908 року в знаковому патріотичному вірші «Моя країна».

## Природа
Австралійський Союз повністю займає однойменний материк із низкою прилеглих островів, найбільший із яких — Тасманія. Австралію часто називають островом-континентом через її розташування на однойменному найменшому з усіх континенті, або найбільшим островом на планеті. Площа країни дорівнює 7 688 287 км², 6-те місце серед країн світу, перше в Океанії. Це трохи більше ніж площа США без Аляски і Гаваїв. Це найбільша держава Південної півкулі та найбільша держава без сухопутних кордонів. Площа власне континенту становить 7 617 930 км² (2 941 300 кв. миль) + 0,1 млн км² прилеглих островів. Переважно рівнинний сухий материк (одну третину материка займають тропічні пустелі). На півночі країна омивається водами Арафурського і Тиморського морів, затоки Карпентарія, на півдні —водами Великої Австралійської затоки, на заході — відкритими водами Індійського океану, на сході — водами Коралового і Тасманового морів, Тихого океану. Довжина берегової лінії Австралії становить 34,2 тис. км (не враховуючи узбережжя островів). Берегова лінія розчленована мало, найбільші півострови — Кейп-Йорк і Арнемленд.

### Географічне положення
Територія Австралійського Союзу розташована між 9° і 55° паралелями південної широти та 72° і 167° меридіанами східної довготи. Країна простягається з півночі на південь на 3200 км, із заходу на схід — на 4100 км.
Крайні пункти Австралійського Союзу:
- Крайня північна точка — острів Брамбл-Кей (англ. Bramble Cay) у Торресовій протоці 09°08′00″ пд. ш. 143°52′00″ сх. д. / 9.13333° пд. ш. 143.86667° сх. д.
- Крайня південна точка — острови Бішоп і Клерк (англ. Bishop and Clerk Islets) на південний захід від острова Маккуорі 55°07′ пд. ш. 158°41′ сх. д. / 55.117° пд. ш. 158.683° сх. д.
- Крайня західна точка — острови Макдональд (англ. McDonald Islands) 53°02′20″ пд. ш. 72°36′04″ сх. д. / 53.03889° пд. ш. 72.60111° сх. д.
- Крайня східна точка — острів Норфолк (англ. Norfolk Island) 29°02′00″ пд. ш. 167°57′00″ сх. д. / 29.03333° пд. ш. 167.95000° сх. д.

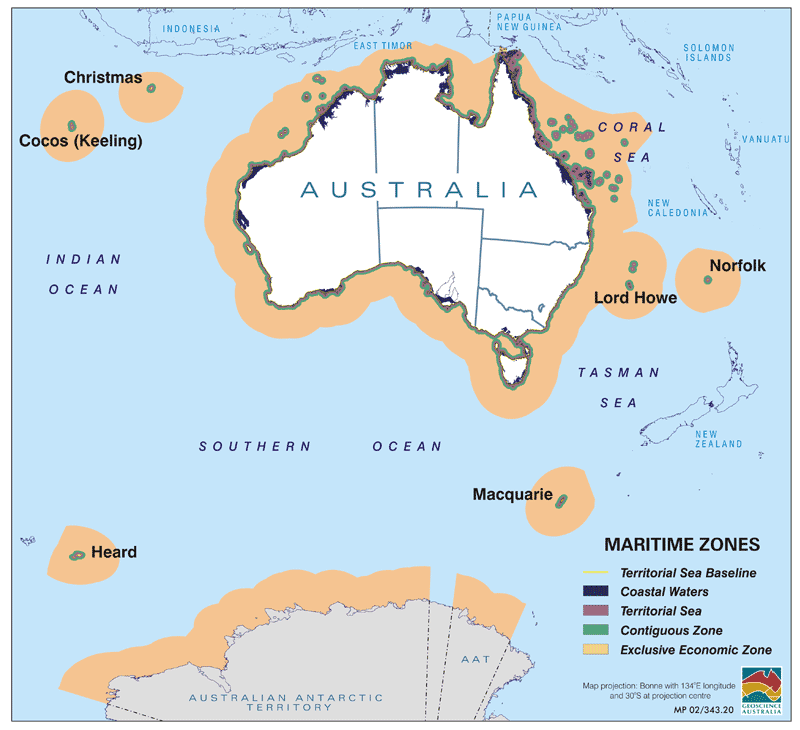
Морські кордони Австралійського Союзу
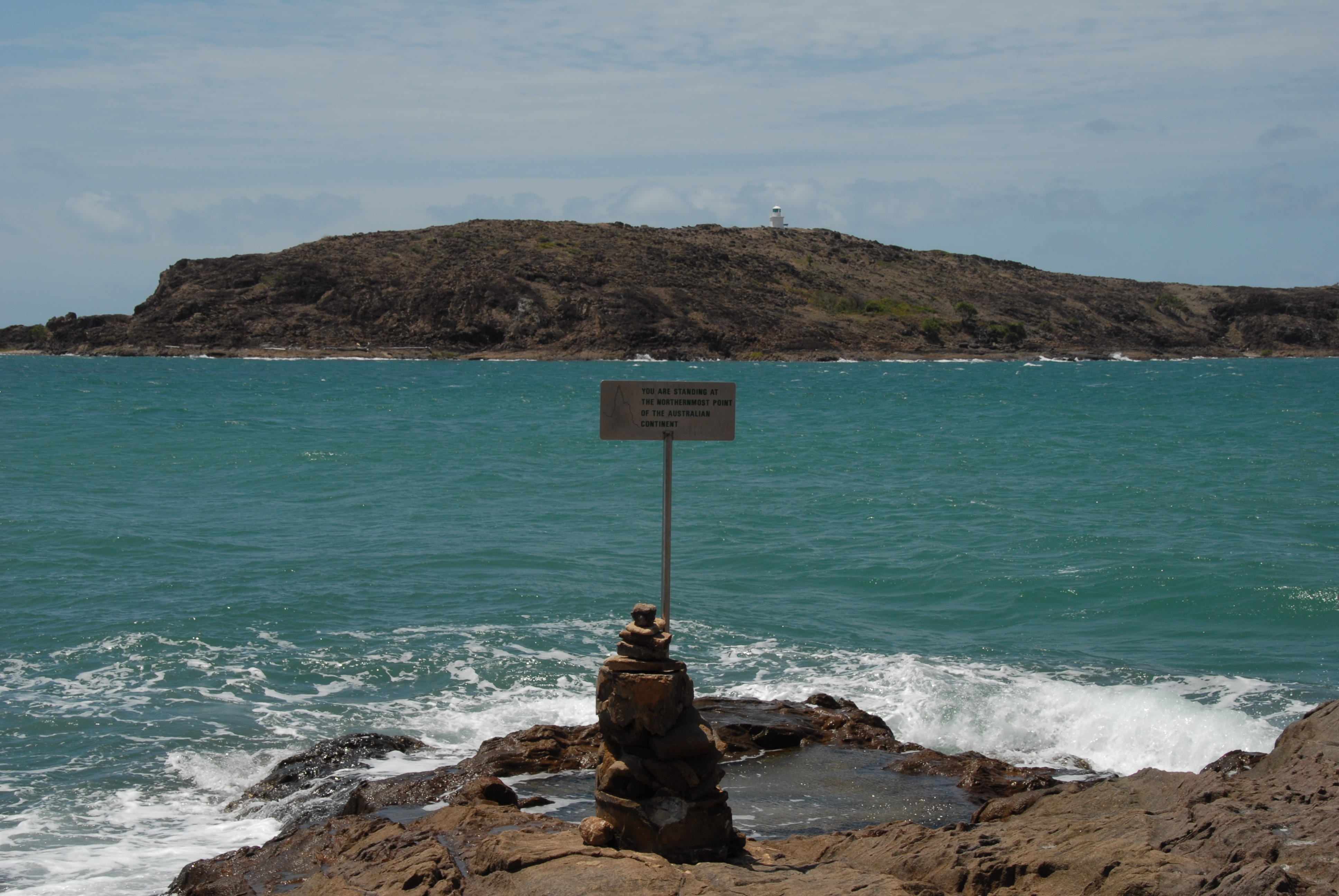
Мис Йорк
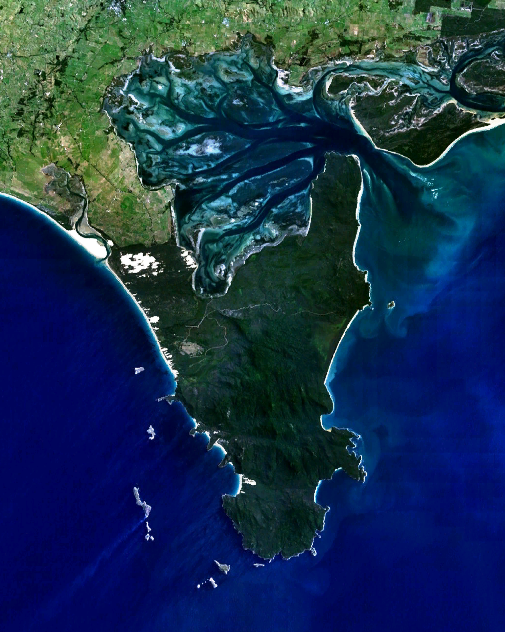
Південно-Східний мис
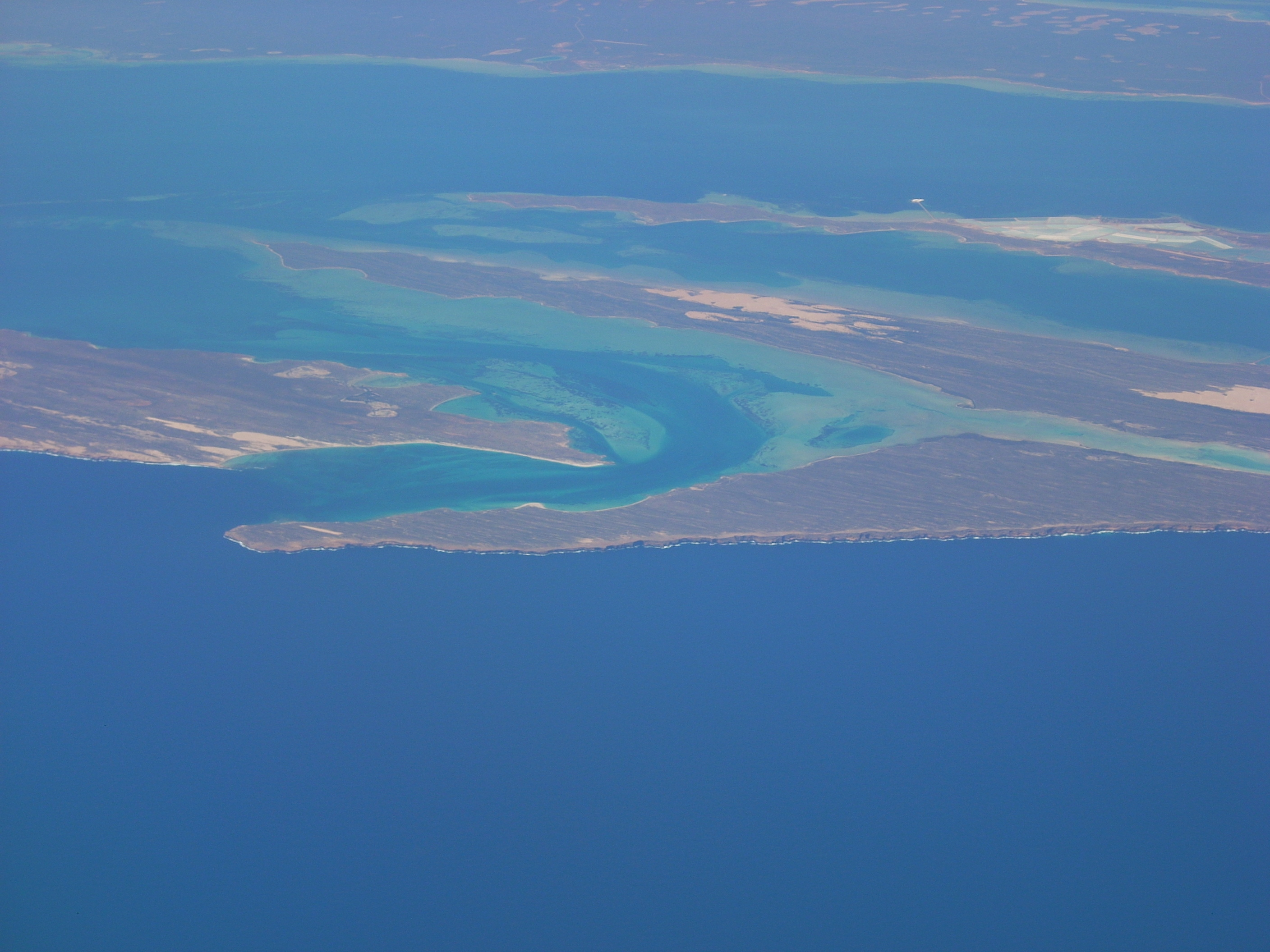
Мис Стіп-Пойнт
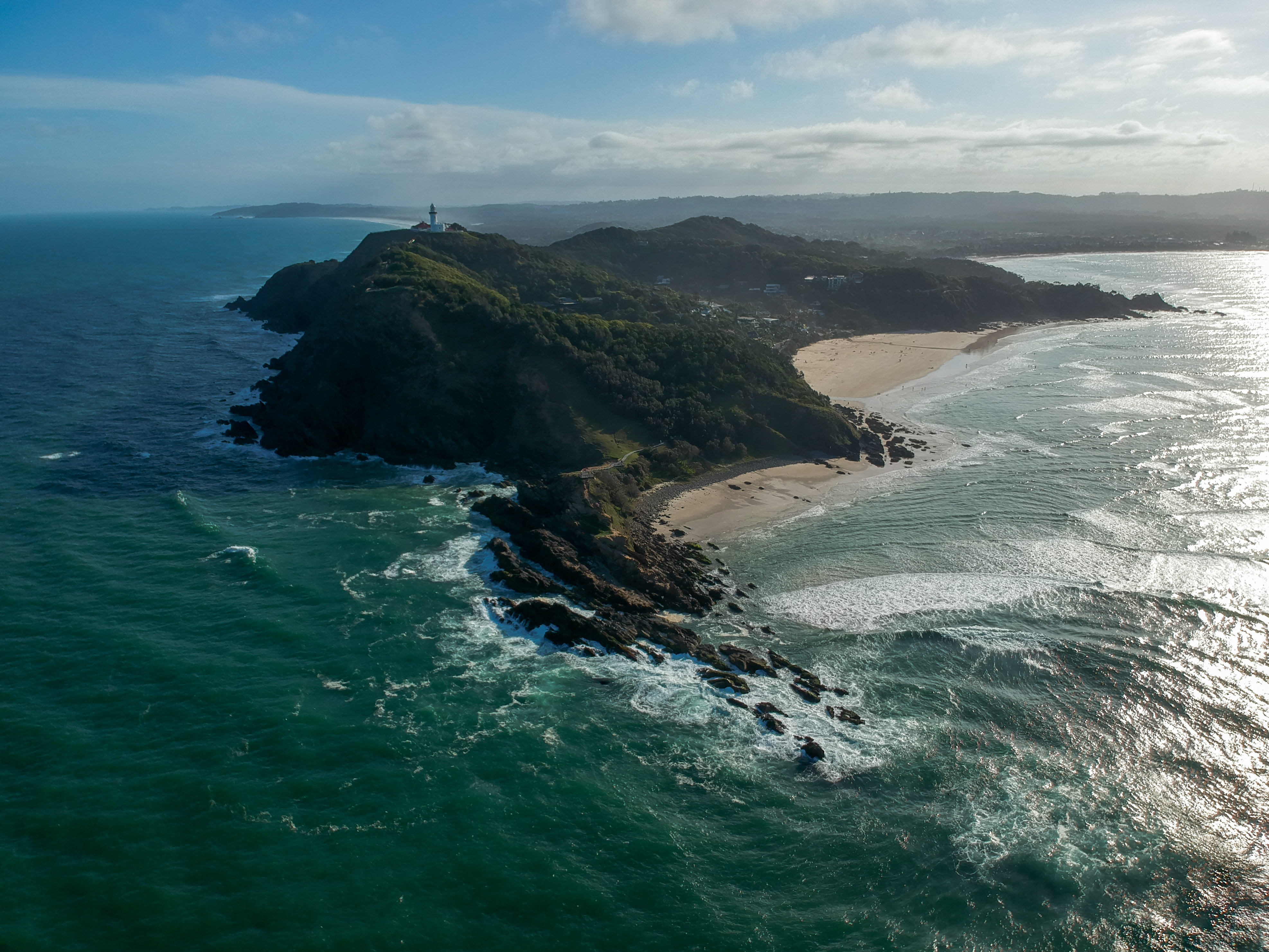
Мис Байрон
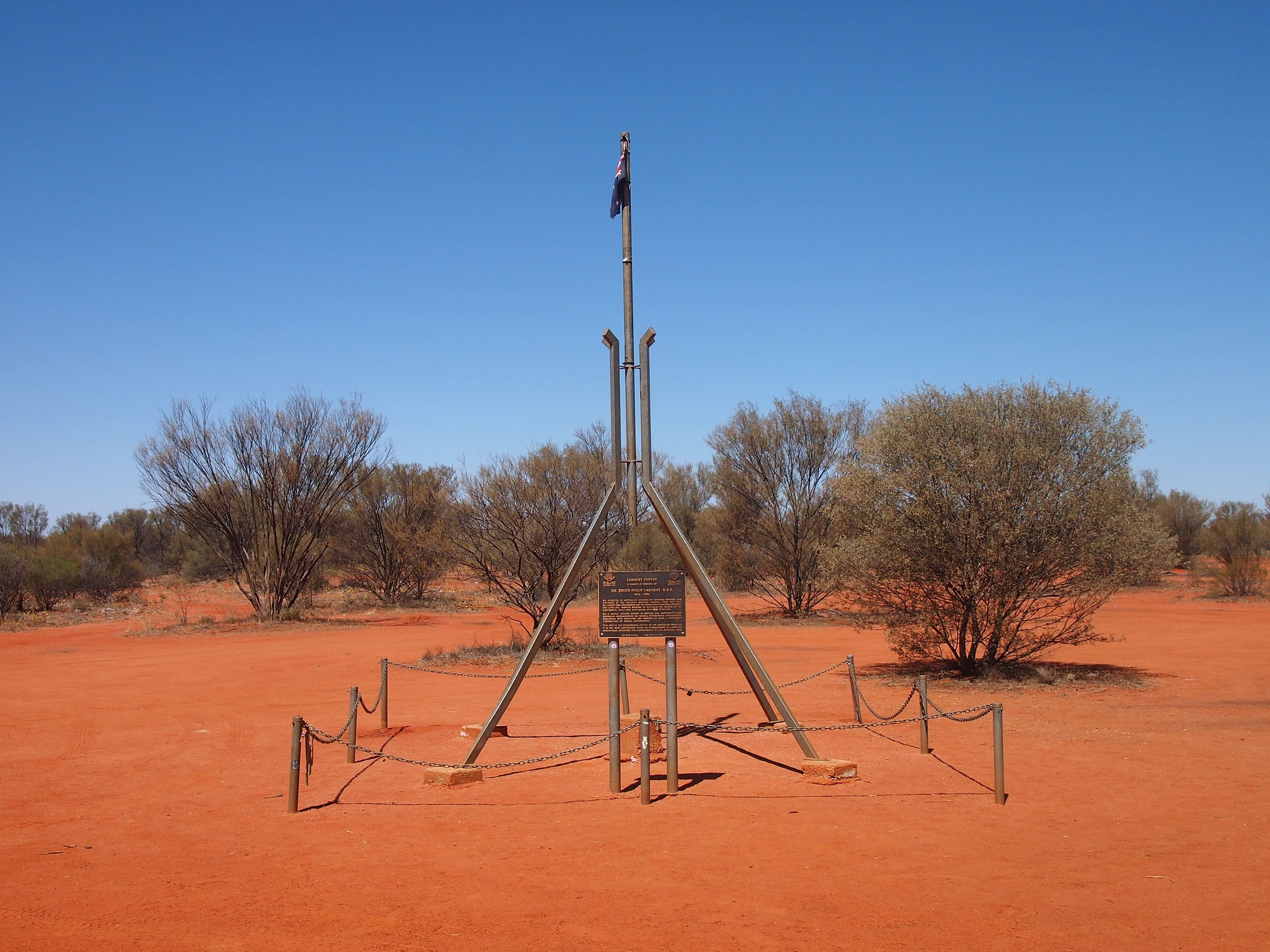
Центр Ламберта

Крайні пункти континенту:
- Крайня північна точка — мис Йорк (англ. Cape York) 10°41′00″ пд. ш. 142°32′00″ сх. д. / 10.68333° пд. ш. 142.53333° сх. д.
- Крайня південна точка — мис Південно-Східний (англ. South Point) 39°08′10″ пд. ш. 146°22′30″ сх. д. / 39.13611° пд. ш. 146.37500° сх. д.
- Крайня західна точка — мис Стіп-Пойнт (англ. Steep Point) 26°09′05″ пд. ш. 113°09′20″ сх. д. / 26.15139° пд. ш. 113.15556° сх. д.
- Крайня східна точка — мис Байрон (англ. Cape Byron) 28°38′00″ пд. ш. 153°39′20″ сх. д. / 28.63333° пд. ш. 153.65556° сх. д.
- Географічний центр — центр Ламберта (англ. Lambert Centre) 25°56′50″ пд. ш. 133°12′30″ сх. д. / 25.94722° пд. ш. 133.20833° сх. д.

Час в Австралії: UTC+10 (+8 годин різниці часу з Києвом). Літній час вводиться першої неділі жовтня переводом годинникової стрілки на 1 годину вперед, скасовується в першу неділю квітня переводом годинникової стрілки на 1 годину назад. Континентальна Австралія лежить у трьох годинних поясах: UTC+8, UTC+9,5, UTC+10; разом із островами зовнішніх територій: від UTC+5 на острові Герд до UTC+11 на острові Норфолк.

### Геологія
Австралія — дуже старий континент, що лежить на Індо-Австралійській літосферній плиті. У його основі на заході й у центрі (приблизно 70 % континенту) лежить докембрійський кратон, перекритий масивним осадовим чохлом. Найстаріші гірські породи досягають віком 2,7 млрд років. Центральна частина континенту зазнавала тривалого занурення у минулі геологічні епохи. Пізніші підняття та денудації зробили з Австралії найпласкіший континент із вирівняним та відносно одноманітним рельєфом. Зі східного краю до древнього кратону наприкінці палеозою приєдналась гірська країна (каледонського й герцинського гороутворення), що була зруйнована екзогенними процесами. В пізньому палеозої та в першій половині мезозою платформа була складовою частиною давнього материка — Гондвани. 25—30 млн років тому, під час альпійського орогенезу (неоген — антропоген), ці гори знов піднялися на висоти 800—900 м і утворили середньовисотний Великий Вододільний хребет.

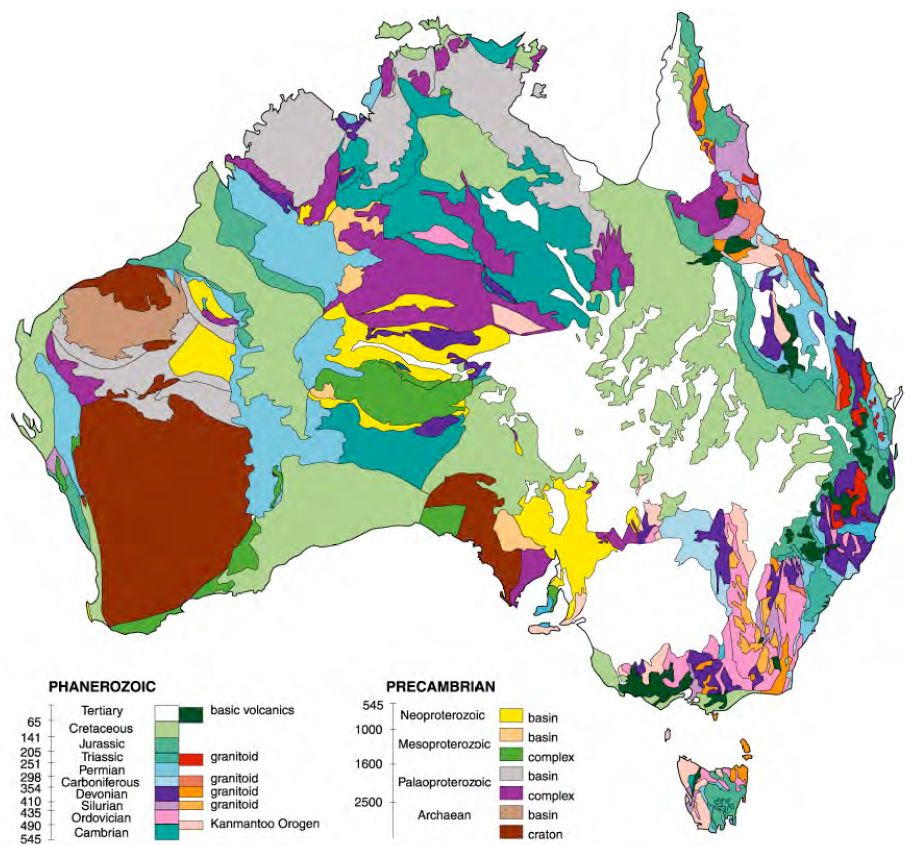
Геологічна карта Австралії (англ.)
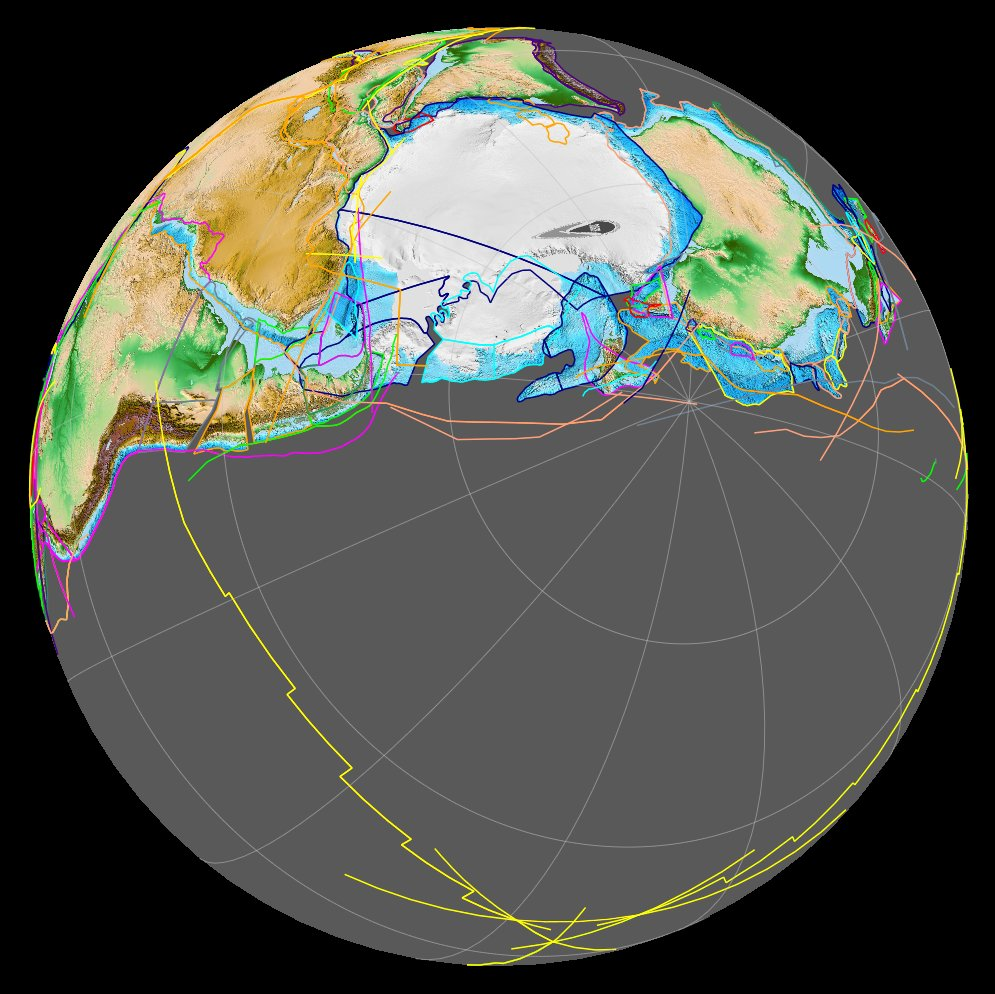
Австралія як частина Гондвани, 180 млн років тому
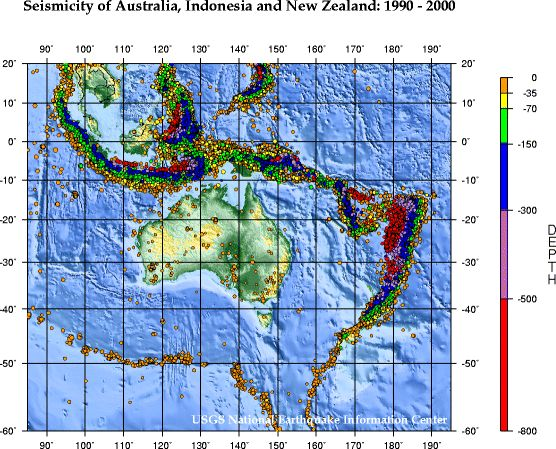
Сейсмічність Австралійської плити, 1990-2000 роки
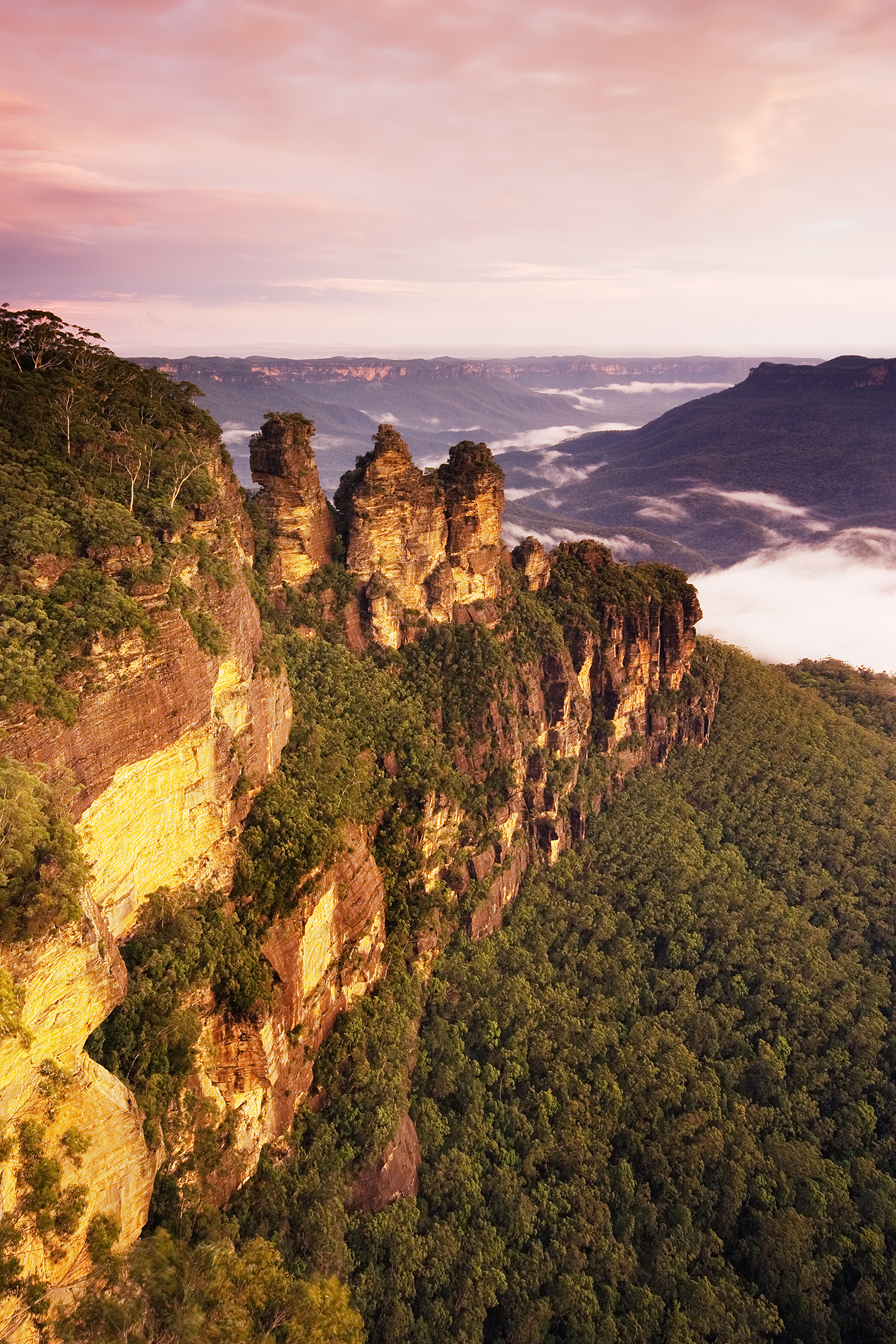
Блакитні гори

Старість кристалічної платформи зумовлює відносний сейсмічний спокій у країні. На території Австралії немає діючих вулканів, проте у південній частині Індійського океану в основі острова Герд лежить активний базальтовий стратовулкан — Біг-Бен (найвища вершина — Моусон-Пік), що є верхівкою підводного хребта Кергелен. Скелясті острівці Макдональд поруч також мають вулканіче походження.
Надра Австралії багаті на різноманітні корисні копалини: залізна руда, боксити, марганцеві, нікелеві, мідні, уранові, олов'яно-вольфрамові та поліметалеві руди — у гірських масивах західної Австралії та Великого Вододільного хребта; фосфати, гіпс, кам'яна сіль — у піщаних відкладеннях центральної Австралії, східного та південно-західного узбереж; кам'яне та буре вугілля — у різних регіонах країни; нафтоносні товщі шельфу північного заходу та південного сходу.

### Рельєф
Австралія повністю займає найменший плаский сухий материк (40 % в тропіках, ⅓ — пустеля, ⅔ — напівпустелі). Країна не має сухопутних кордонів. Австралія — найбільш рівнинний континент і найнижчий серед материків (майже на половині його поверхні середня висота не перевищує 300 м) з найстарішими родючими ґрунтами. Середні висоти — 330 м над рівнем моря; найнижча точка — уріз води озера Ейр (−15 м); найвища точка — гора Косцюшко (2229 м). Найвища вершина на території Австралії — Моусон-Пік (2745 м), що на острів Херд.
Ландшафти Австралії різноманітні. Вони відрізняються добре збереженими рисами давніх геологічних епох. Давні архейські поверхні місцями перекриті потужними латеритними корами, місцями виходять на поверхню у вигляді сильно денудованих масивів або окремими останцями. Унаслідок тропічного розташування більша частина території країни зайнята пустелями, напівпустелями та сухими рідколіссями.

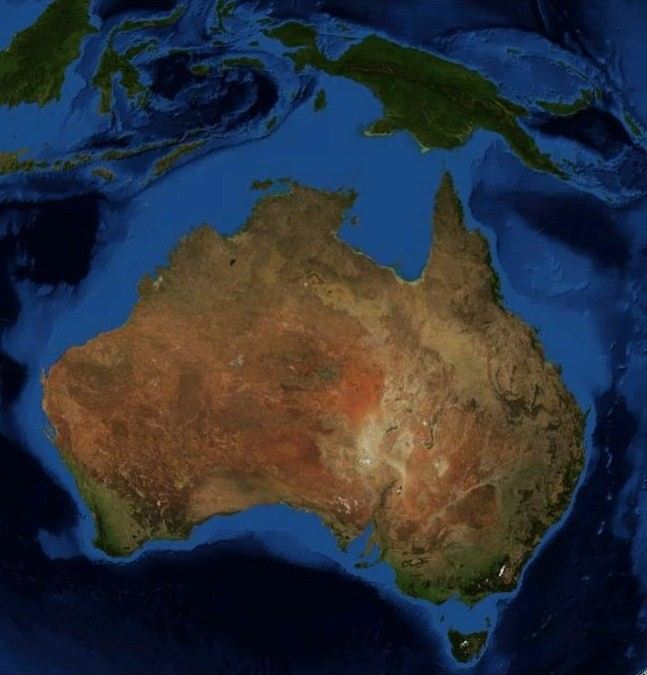
Супутниковий знімок Австралії
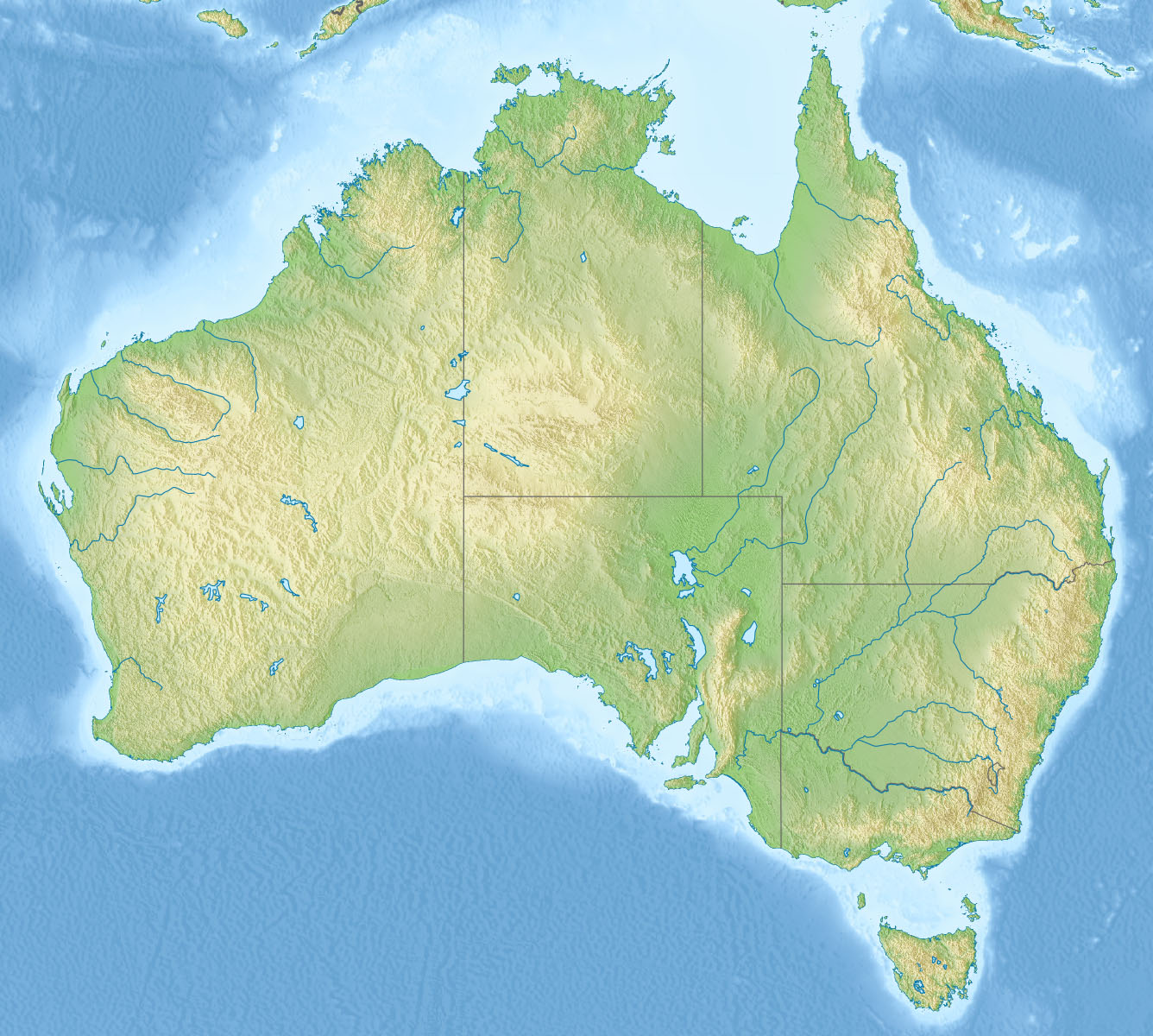
Гіпсометрична карта Австралії
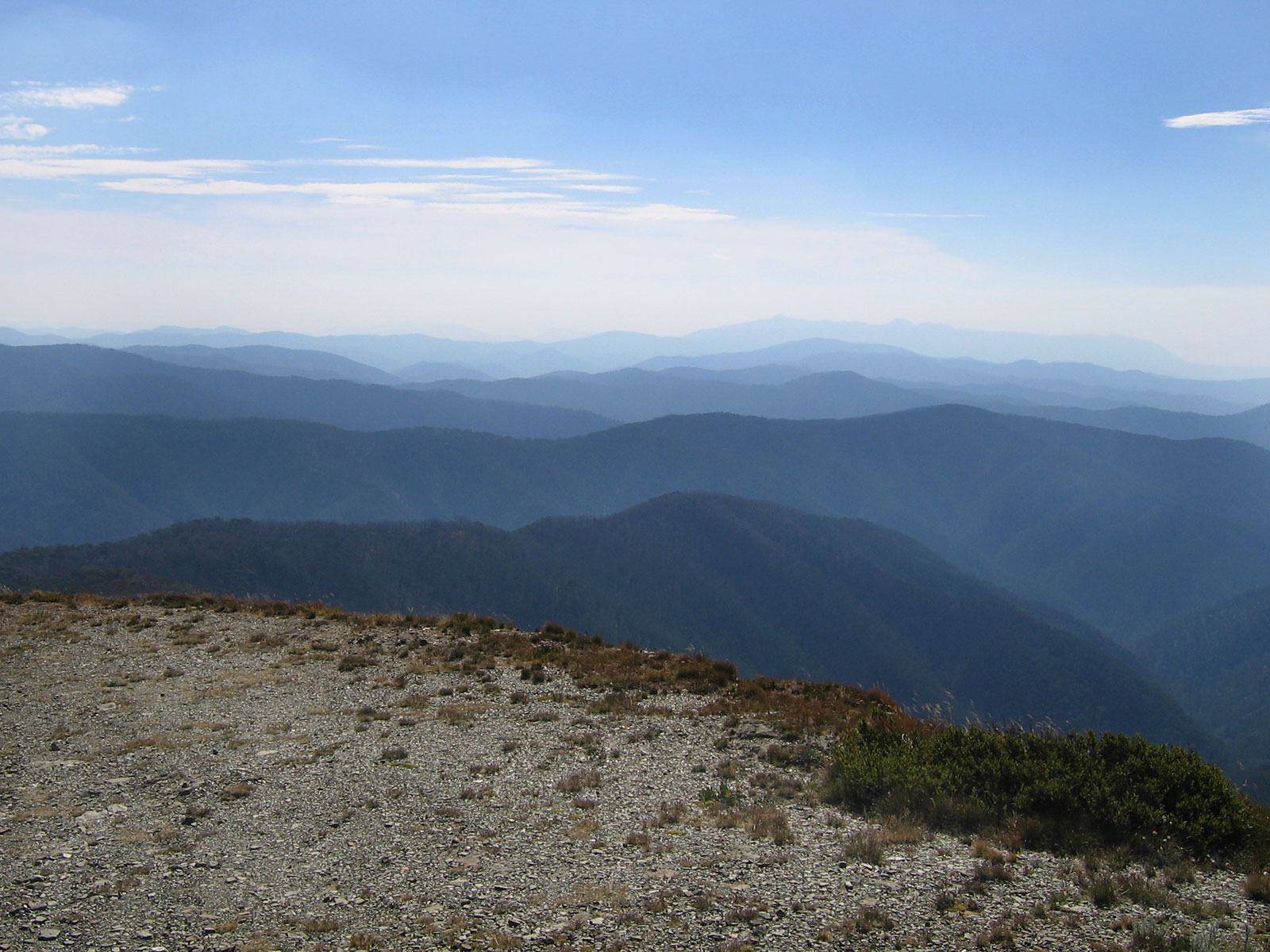
Великий Вододільний хребет
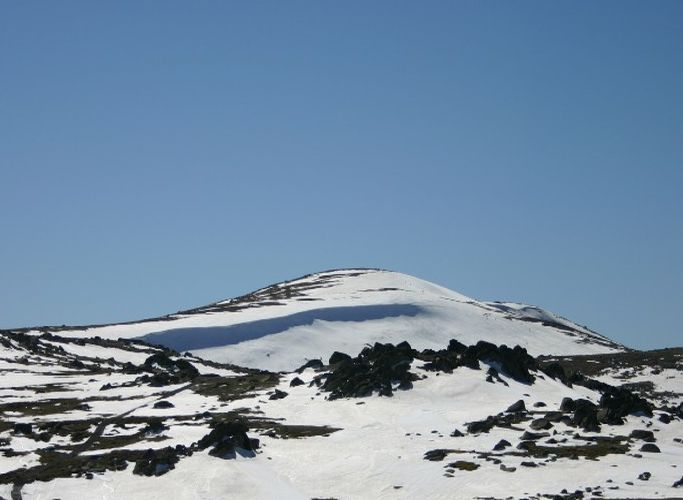
Гора Косцюшко
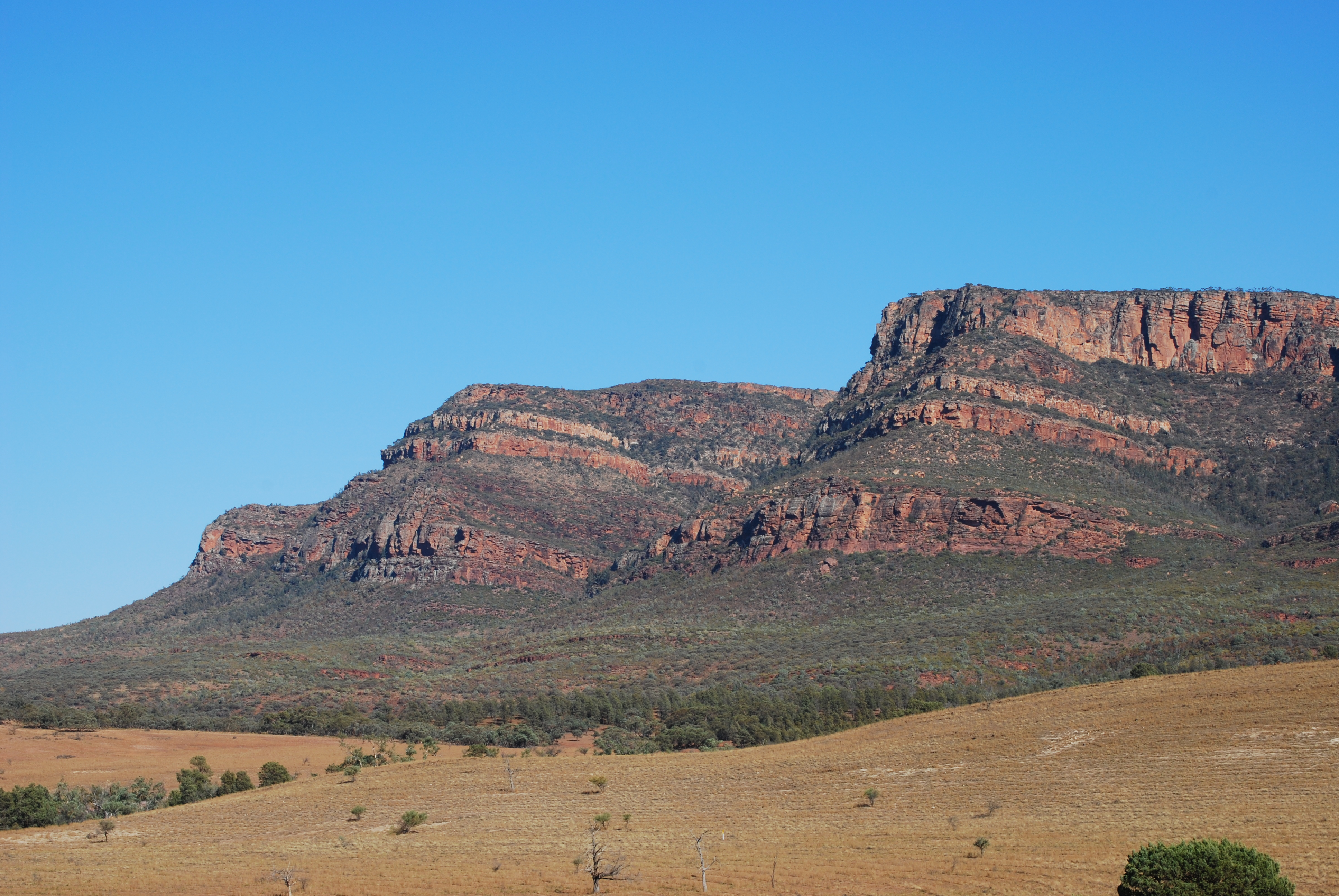
Хребет Фліндерс

Західна частина — Західно-Австралійське плоскогір'я, найстаріша частина континенту; середні висоти 400—500 м, найвища вершина — гора Брус (1236 м). Плоскогір'я оточене хребтами і столовими горами Кімберлі, Макдоннелл, Масгрейв, Гамерслі. На висотах 400—600 м лежать кам'янисто-щебенисті та піщані рівнини, оточені невисокими гірськими грядами та ізольованими платоподібними масивами. На сході плоскогір'я переходить у гірські хребти Макдонелл (гора Зіл, 1510 м) та Масгрейв (гора Вудрофф, 1440 м). Гора Аугустус у Західній Австралії вважається найбільшим монолітом у світі.
Центральна низовина з рядом озерних западин пересохлих солоних озер із висотами до 100 м лежить у районі масивного осадового чохла, що перекриває древній кристалічний масив. Найнижча точка континенту, −12 м, знаходиться на березі солоного озера Ейр. Серце країни — ряд великих пустель: Велика Піщана, Гібсона, Велика пустеля Вікторія, Сімпсон із відомою Налларборською рівниною на південному узбережжі. У центральній частині континенту довгі високі піщані гряди тягнуться в напрямку панівних вітрів, переважно південно-східних пасатів. У пустелі Сімпсона їхня довжина сягає 250 км, а висота 60 м (висота Патріаршого собору на Лівому березі у Києві). Між грядами річища пересохлих річок, або озерні западини — сліди минулих гумідних епох. З півдня низовина оточена горами Фліндерс і Лофті.
Східну частину Австралії займає Великий Вододільний хребет, розташований вздовж узбережжя, — низькі пагорби з вершинами переважно до 1600 м над рівнем моря. Це третій найдовший у світі гірський хребет, після Кордильєр і Анд. Він крутими схилами обривається до тихоокеанського узбережжя, та похилими сходами — «даунсами» знижується на заході. Хребет слугує найбільшим вододілом на континенті, на схід течуть річки до Тихого океану, на захід — до Індійського та внутрішніх безстічних областей. Найвищі масиви його концентруються на південному сході — Австралійські Альпи з найвищою вершиною країни, горою Косцюшко (2230 м). Постійні снігові та льодовикові масиви у горах відсутні, але присутні давні льодовикові форми рельєфу. В океані вздовж північно-східного узбережжя Австралії на 2 тис. км простягнувся Великий Бар'єрний риф, найбільший кораловий риф у світі.
Завдяки нетривалій історії освоєння материка європейцями, трохи більше 200 років, та непридатним для сільського господарства факторам, більшість ландшафтів зберегли свій первісний вигляд. Найбільше видозмінені та освоєні людиною ландшафти концентруються на південному сході та південному заході, уздовж східного узбережжя. Приблизно 10 % території країни зайнято селитебними землями (будівлі та споруди у населених пунктах, транспортні магістралі).

### Клімат
Кліматичні умови в країні обумовлюються розташуванням переважної частини території в тропічному поясі південної півкулі, зміна пір року відбувається обернено до зміни сезонів в Україні. Спекотне літо припадає на період з листопада по січень, прохолодна зима — на червень-серпень. Проте чітка зміна пір року простежується лише на півночі та на півдні, а виражається вона здебільшого в режимі зволоження. Австралія протягом усього року отримує значну кількість сонячної енергії, для всього материка характерні високі температури повітря, середні літні температури +20…+28 °C, середні зимові +12…+24 °C. Найнижчі зафіксовані температури на рівнинах −4…−6 °C, у горах (Австралійські Альпи) −22 °C. Над материком переважає континентальна тропічна повітряна маса й низхідні рухи повітря, що робить Австралію найсухішим континентом на планеті. Більша частина материка розміщена у широтах, де панує південно-східна пасатна циркуляція. І хоча повітряні маси рухаються з Тихого океану, вони не приносять значних атмосферних опадів у внутрішні райони материка, бо Великий Вододільний хребет перехоплює вологу, рясні опади випадають тільки на навітряних схилах гір у вузькій прибережній смузі. На півночі «сезон дощів» припадає на літо, на півдні — на осінь-зиму, на східному узбережжі дощі випадають відносно рівномірно протягом всього року. Близько 40 % материка дістає 50—250 мм опадів на рік і тільки 10 % — понад 1000 до 2000 мм (східне узбережжя). Крайня посушливість клімату Австралії істотно ускладнює використання земель у господарстві. Кожні 10—15 років в Австралії трапляються великі посухи, що тривають інколи по два-три роки. У цей період 2/3 материка дістає менше 25 мм опадів на рік. Проте справжнім стихійним лихом для Австралії є раптові зливи, з перевищенням місячної норми в 10—17 разів, що завдають величезної шкоди сільському господарству: гинуть урожаї та худоба, змивається ґрунт. На клімат Австралії суттєво впливають океанічні течії, зокрема диполь Індійського океану та Ель-Ніньйо, які корелюються періодичними посухами та сезонними тропічними системами низького тиску, які утворюють циклони у північній Австралії.

Кліматичні зони континенту
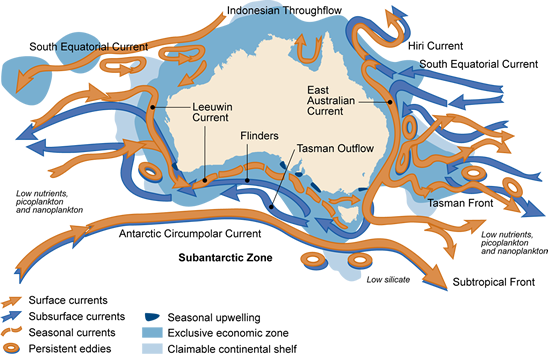
Морські течії навколо Австралії (англ.)
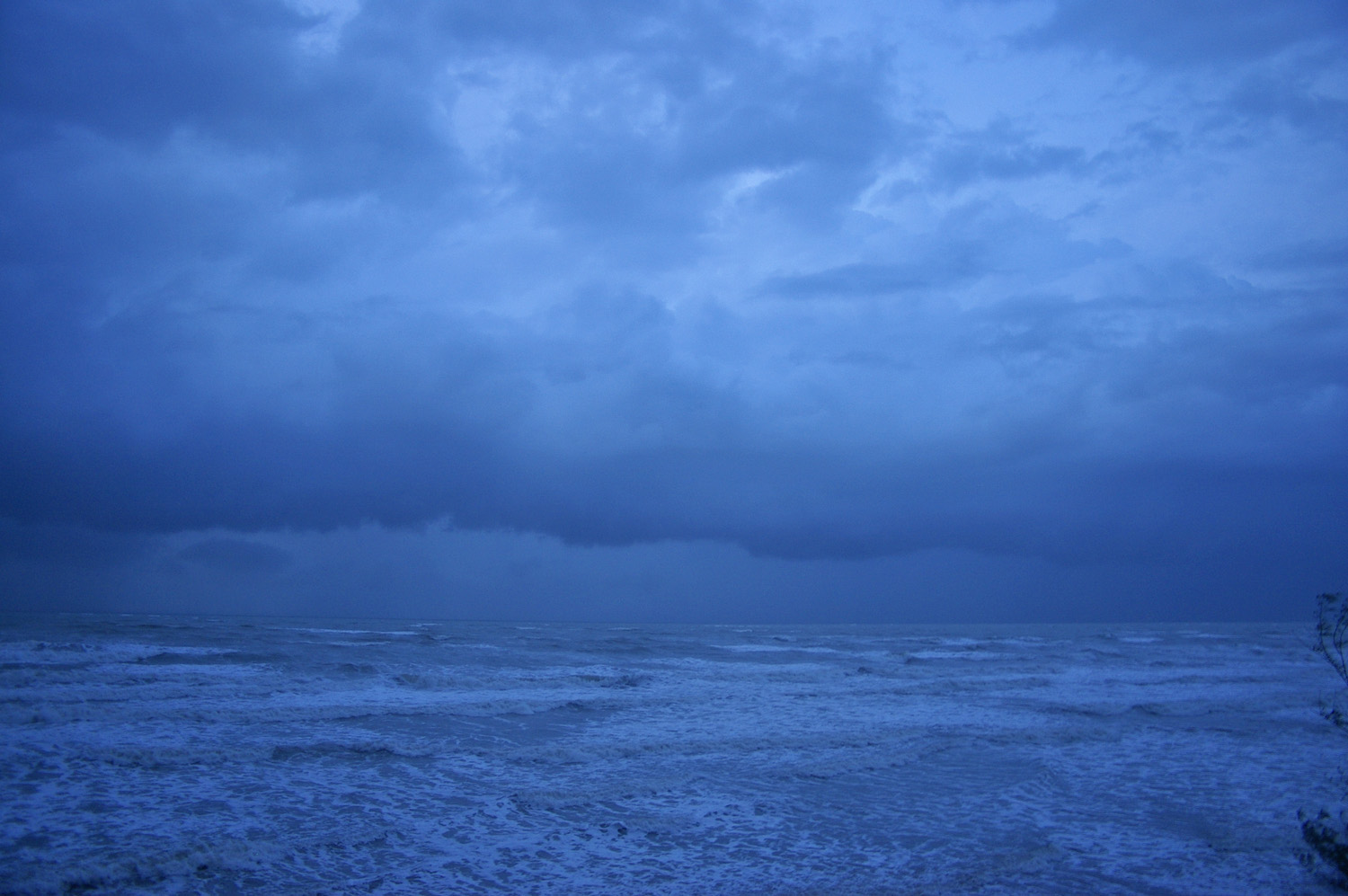
Вечірній мусонний шквал у Дарвіні
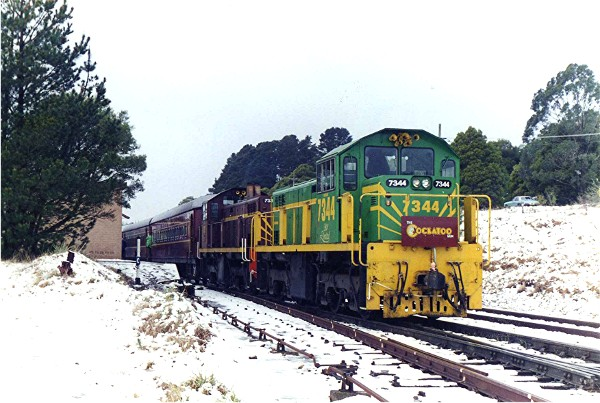
Сніг в Австралійських Альпах
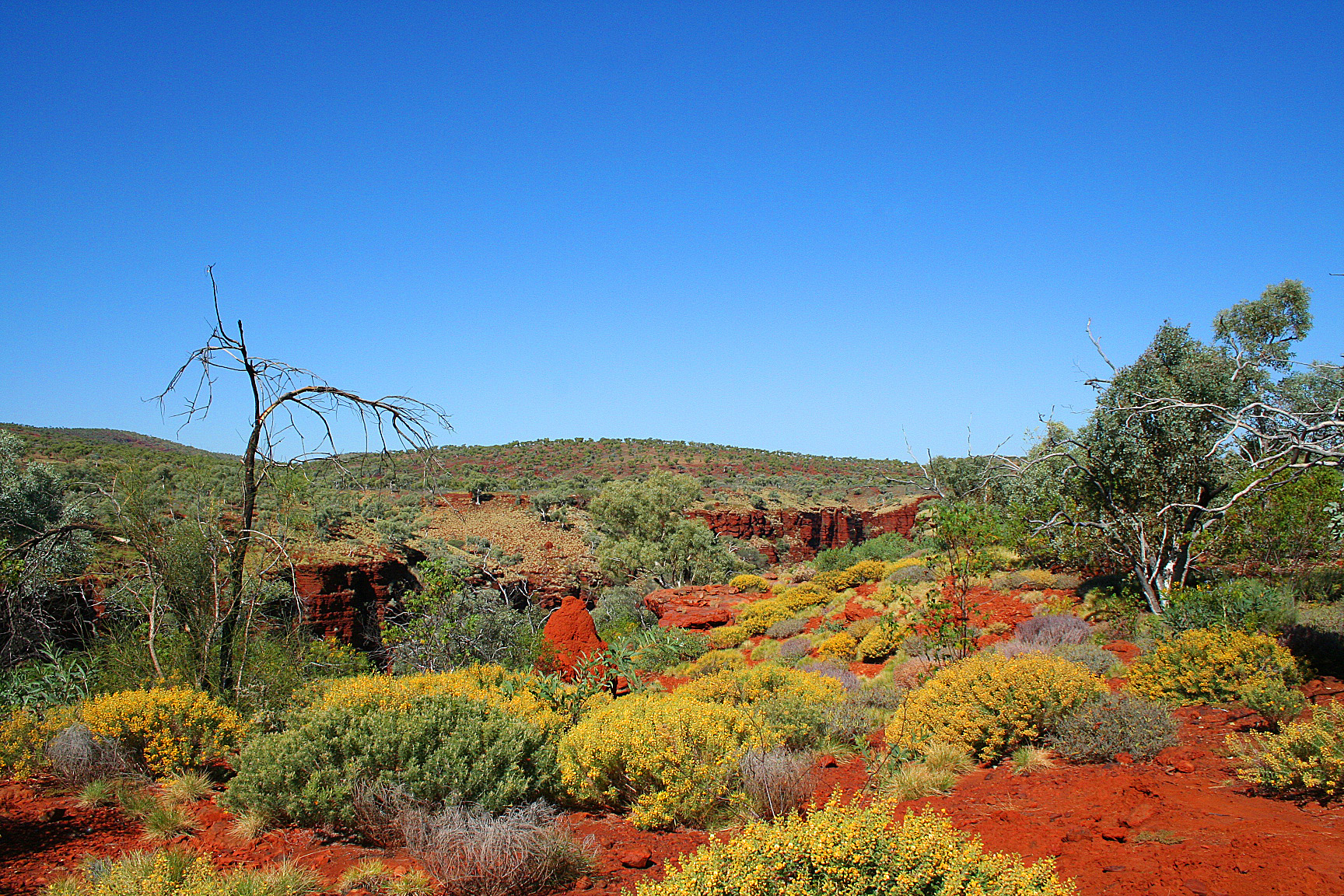
Типове ясне небо над пустелею

Північна частина країни до 20° південної широти лежить у субекваторіальному кліматичному поясі. Улітку переважають вологі екваторіальні повітряні маси, взимку — посушливі тропічні. Влітку вітри дмуть від, а взимку до екватора. Сезонні амплітуди температури повітря незначні, зимовий період ненабагато прохолодніший за літній. Пересічна середньодобова температура повітря у січні +28 °C, липні +24 °C. У літньо-осінній період (з листопада по квітень) з морів один-два рази (загалом до 14) надходять руйнівні тропічні циклони, під час яких швидкість вітрів перевищує 30 м/с. Так 1974 року циклоном «Трейсі» майже вщент була зруйнована столиця Північної Території, місто Дарвін. Вдалині від моря взимку може відзначатись сухіший сезон. Поблизу східного узбережжя півострова Кейп-Йорк вологість повітря та кількість опадів значні у всі сезони, з максимумом влітку. Агрокліматичні умови малопридатні для землеробства.
Західна та центральна частина континенту до 30° південної широти лежать у тропічному кліматичному поясі — клімат різко континентальний. Увесь рік панують тропічні повітряні маси. Спекотна посушлива погода з великими добовими амплітудами температури. Пересічна середньодобова температура повітря у січні +34 °C, липні +10 °C. Улітку середньодобова може 3—4 місяці не знижуватись нижче 37 °C; абсолютний максимум — 50 °C. Переважають східні пасатні вітри, у теплий сезон з морів та океанів можуть надходити шторми. Південний захід континенту відомий найбільш постійним вітром на планеті, морським бризом, що зветься «доктор Фрімантл». На рівнині Налларбор кліматичні умови подібні до центральноавстралійських, з меншими зимовими температурами та більш м'якими літніми посухами.
На півдні клімат субтропічний. Улітку переважає тропічне повітря з ясною тихою антициклонічною погодою, взимку — помірні з похмурою дощовою досить вітряною циклонічною. На південному заході значні сезонні амплітуди температури повітря і розподілу атмосферних опадів. На південному сході рівномірніший сезонний розподіл опадів, можливе випадіння снігу. Пересічна середньодобова температура повітря у січні +20 °C, липні +9 °C. Суховії з пустель можуть підвищувати середньодобові температури до +37…+38 °C. Ці частини країни дуже сприятливі до ведення землеробства, садівництва та розведення худоби — пшенично-вівчарський пояс.
Південна частина острова Тасманія лежить у помірному кліматичному поясі. Перевалюють помірні повітряні маси цілий рік, західний масоперенос. Значні сезонні амплітуди температури повітря. Відносно тепла зима з нестійкою погодою, штормовими вітрами, можливий сніговий покрив. Відносно прохолодне літо з більш антициклонічною погодою. Абсолютний мінімум до −6 °C, у горах до −22 °C. Зволоження рівномірне за сезонами, місцями надмірне. На заході вологі вітри з Індійського океану приносять рясні опади цілий рік; на східному узбережжі вітрова тінь, тож спостерігається посушливий сезон.

### Внутрішні води
Австралія надзвичайно бідна на поверхневі води країна, лише 10—17 % атмосферних опадів потрапляє до водотоків країни, решта випаровується та просочується в ґрунт. Річкова сітка розвинута мало, майже 60 % території — безстічні області. Більшість річок мають нерівномірний режим стоку; живлення дощове. Річний стік з континенту дорівнює 350 км³ (1 % поверхневого стоку планети). Розподіл поверхневих вод територією країни нерівномірний, половина припадає на малозаселену північну частину, а на найважливіший сільськогосподарський район басейну Муррею (2570 км) — Дарлінгу (2740 км) — лише 14 % (1 млн км²). Повноводні короткі річки стікають із невеликої площі східних схилів Великого Вододільного хребта до Тихого океану; більшість території країни належить до басейну Індійського океану, його річки пересихають у посушливий сезон. Найбільші річки: Фіцрой, Ропер, Фліндерс, Вікторія, Грегорі, Мерчісон, Гаскойн, Ашбертон, Де-Грей. На території західної та центральної Австралії присутні лише крики, що наповнюються водами на короткий період злив. Найгустіша річкова мережа на острові Тасманія, де річки мають переважно мішане дощове й снігове живлення.
Муррей бере початок на західних схилах Австралійських Альп та несе свої води до Великої Австралійської затоки на захід. Через значне випаровування та використання води на іригацію в районі гирла він сильно міліє та пересихає, вихід до затоки перекривають численні піщані коси. Дарлінг, права притока, через посуху може повністю пересихати вже в середній течії на період до 1,5 року. Ліві притоки Муррею, Маррамбіджі та Гоулберн, повноводні, під час повені розливаються на десятки км². Для річкових вод країни характерним є високий природний рівень солоності та замуленість через зростання ерозії ґрунтів. Через зведення лісів та інтенсивне землеробство піднявся рівень засоленості вод. Басейн Муррею-Дарлінгу майже повністю зарегульовано ставами, водосховищами, зрошувальними системами. Система гідроспоруд «Сніжні гори» перекидає води річки Сноуі-Рівер, що тече зі схилів Австралійських Альп на південь, до річкової системи Маррамбіджі на зрошення сільськогосподарських угідь. На водосховищах споруджено гідроелектростанції.

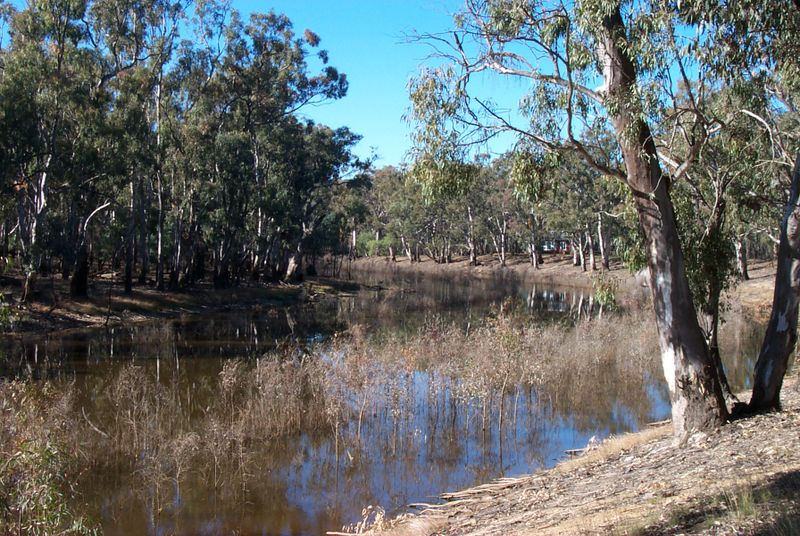
Муррей у середній течії
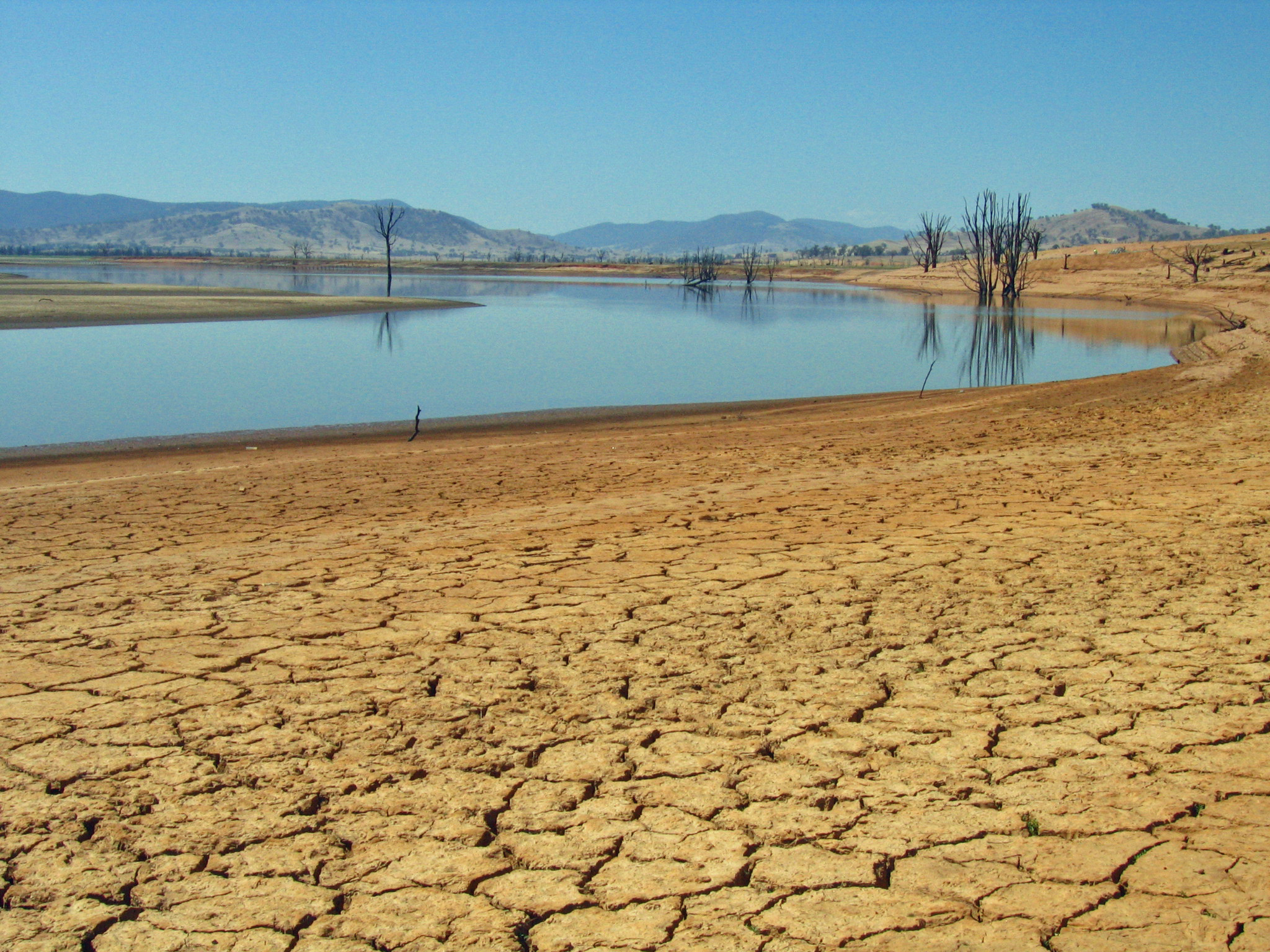
Муррей у нижній течії
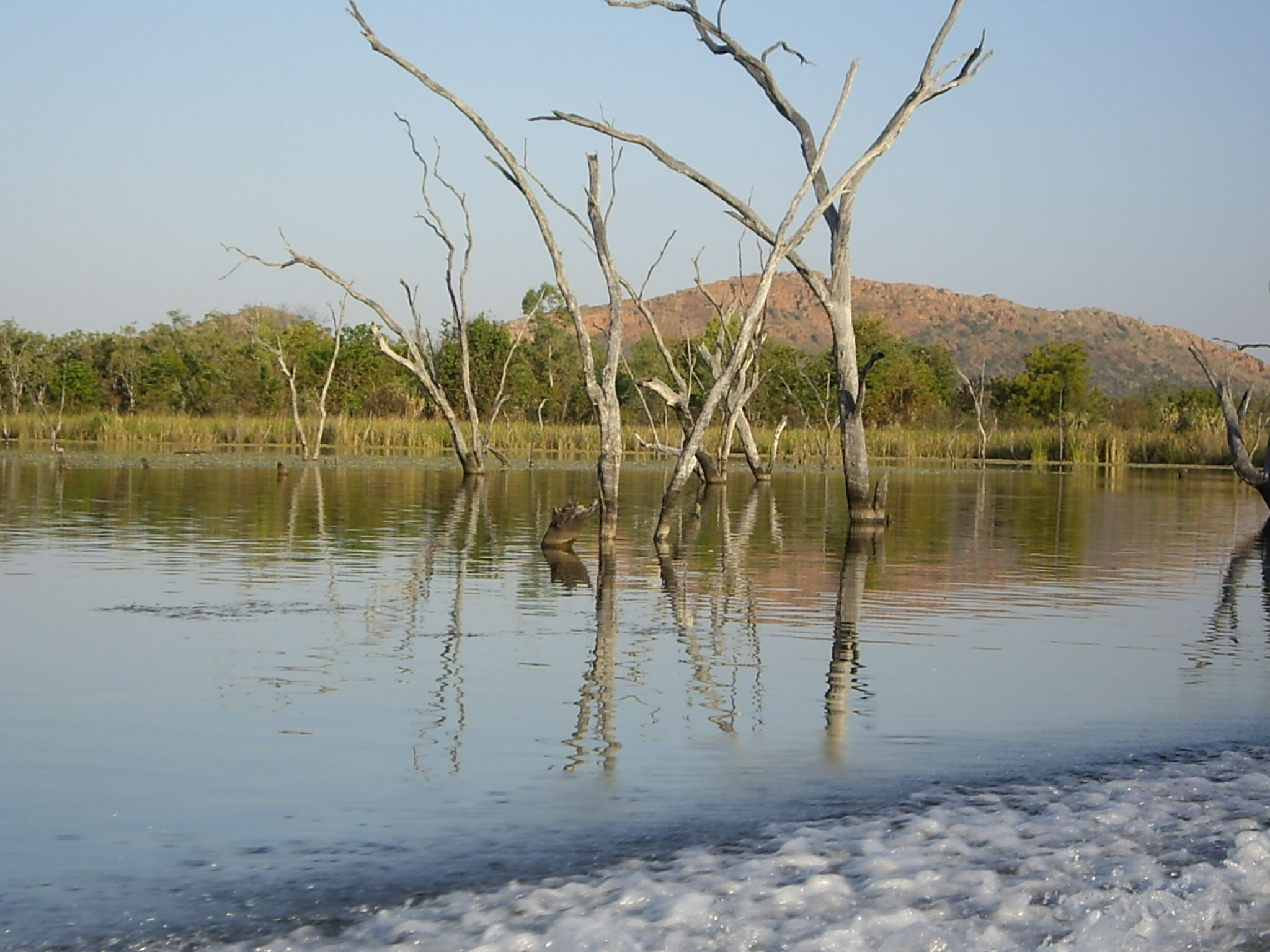
Північна річка Орд
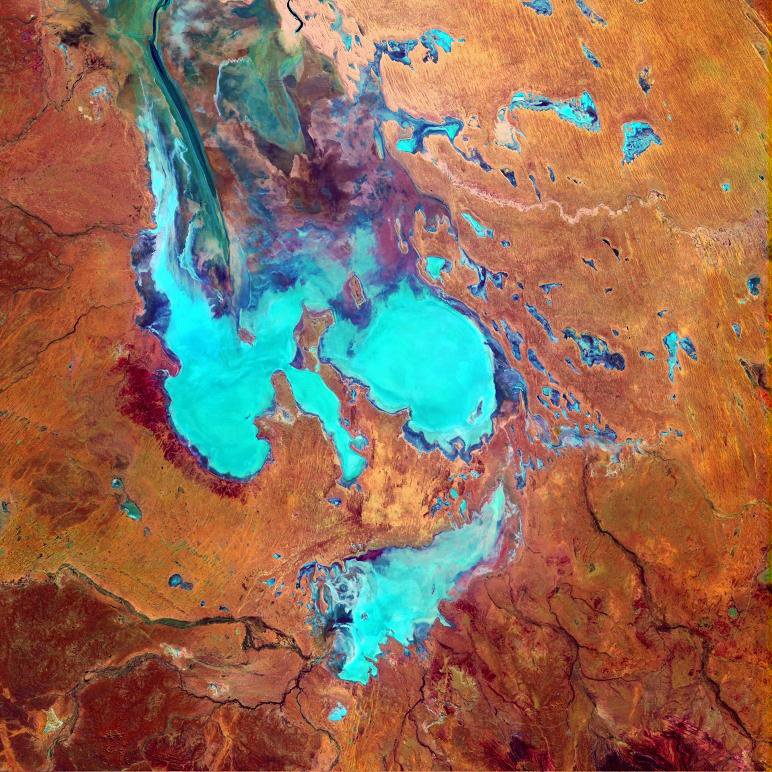
Озеро Ейр, супутниковий знімок
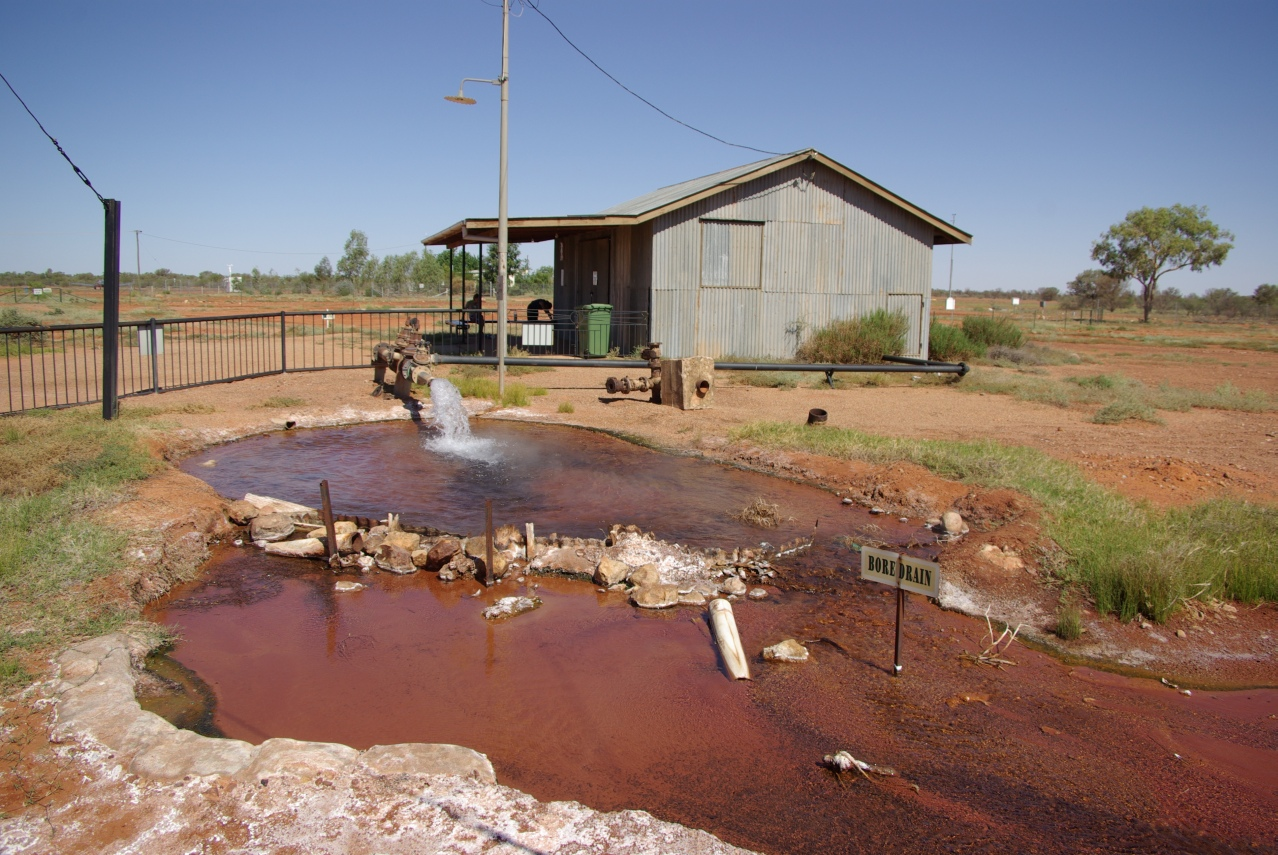
Артезіанська свердловина

У центральній частині континенту присутні западини безстічних областей, заповнені пересихаючими солоними озерами: Ейр, Герднер, Торренс, Фром, Дисаппойнтмент, Карнегі, Барлі. З півночі та сходу сюди збирають води довжелезні крики: Ейр-Крик, Даямантіна, Куперс-Крик. Найбільше за площею озеро країни — плейстоценове озеро Ейр, що в наш час здебільшого є солончаком, який наповнюється водою тільки після рясних злив. У тропічній частині країни, на річці Орд створено найбільше водосховище.
Загальна площа артезіанських басейнів країни сягає 3 млн км² (40 % площі країни). У тропічній частині Австралії, на схід від Великого Вододільного хребта в Центральній низовині, є найбільший у світі Великий артезіанський басейн. Більшість його солонуватих теплих вод залягає на значних глибинах (до 2 км); води використовують на потребу скотарства та в гірничій промисловості. Окрім використання артезіанських вод важливим для господарства країни є багаторазовий водообіг, очищення вод, опріснення морської води. Проте такий спосіб забезпечення прісною водою несе в собі небезпеку забруднення навколишнього середовища великою кількістю солей (приблизно 40 тонн на кожну 1 тис. м³ прісної води), що утворюються внаслідок опріснення.

### Ґрунти й рослинність
Розміщення ґрунтового покриву в загальних рисах підпорядковане широтній зональності, яка порушується лише в горах. Різкий посушливий тропічний клімат континенту призводить до того, що 3/4 території, від берегів Індійського океану на заході до західних схилів Великого Вододільного хребта на сході, займають пустелі та напівпустелі зі своєрідною рослинністю на пустельних ґрунтах вивітреної озалізненої материнської породи — «аридні червоні землі». Ґрунти кам'янистих поверхонь останців вкриті кременистим щебенем — «гіббер». У центральній частині континенту довгі буро-червоні піщані гряди з куртинами спініфексу розділяють фіолетово-зелені стрічки евкаліптів, акацій та казуарин вздовж сухих криків. На глинястих солончаках пересихаючих озер ростуть ендемічні види лободи та солянок. Унікальною особливістю Австралії є відсутність пустель на західному узбережжі тропічного поясу (аналог Атаками, Намібу), тут їх замінюють напівпустелі. Рослинність напівпустель представлена злаками, полином, солянками, акаціями та евкаліптами маллі-скребу на червоних і бурих щебенистих пустельних ґрунтах. На півночі, сході й півдні напівпустелі замінюють рідколісся з поодинокими евкаліптами, акаціями та казуаринами на червоних, червоно-коричневих, червоно-бурих та реліктових темних багатих гумусом ґрунтах. Останні ґрунти дуже родючі, вони багаті на дефіцитний для континентальних ґрунтів фосфор і не потребують штучних добрив. Рідколісся по річкових вододілах виходять до східного тихоокеанського узбережжя, де підзолисті ґрунти, які переходять у гірські лісові. Густий трав'яний покрив представлений високими (до 1,5 м заввишки) злаками: мітчелова, кенгурова, блакитна (Andropogon) та трава Фліндерса. На півдні у субтропічному поясі через брак зволоження поширюються непрохідні скреби та вересоподібні луки на родючих каштанових, коричневих, сіро-коричневих та реліктових червоно-бурих ґрунтах на південному заході.
Завдяки тривалій ізоляції континенту після розходження колишніх частин Гондвани в мезозойську еру його флора відрізняється багатьма реліктовими формами подібними до африканських, південноазійських, південноамериканських та новозеландських. 3/4 видів вищих рослин країни — ендеміки. Найхарактернішими деревами Австралії виступають 350 видів евкаліптів (до 135 м заввишки) в усіх (окрім кам'янистих пустель) природних ландшафтах континенту, від екваторіальних вологих лісів півночі до помірних вологих лісів Тасманії, загалом 2 % території країни. Евкаліпт представлений на державному гербі. Стійка до шкідників та гниття, різноманітного кольору деревина евкаліптів, яку використовують у суднобудуванні, будівництві, целюлозо-паперовій промисловості, на виготовленні меблів, цінується лісівниками всього світу. Його кора та листя містить до 40 % ефірних олій, які використовують фармацевти. Швидко зростаючі промислові насадження евкаліпта можна зустріти на усіх континентах. Через ефірні випаровування в евкаліптових лісах майже відсутній підлісок. Кущові форми евкаліптів утворюють специфічні рослинні угруповання: маллі-скреб та брігаллоу-скреб. Іншим характерним деревом Австралії виступає акація, що пристосувалась навіть до пустельних умов, де її зарості кущових форм утворюють своєрідний непролазний мальга-скреб на кам'янистих розсипах.

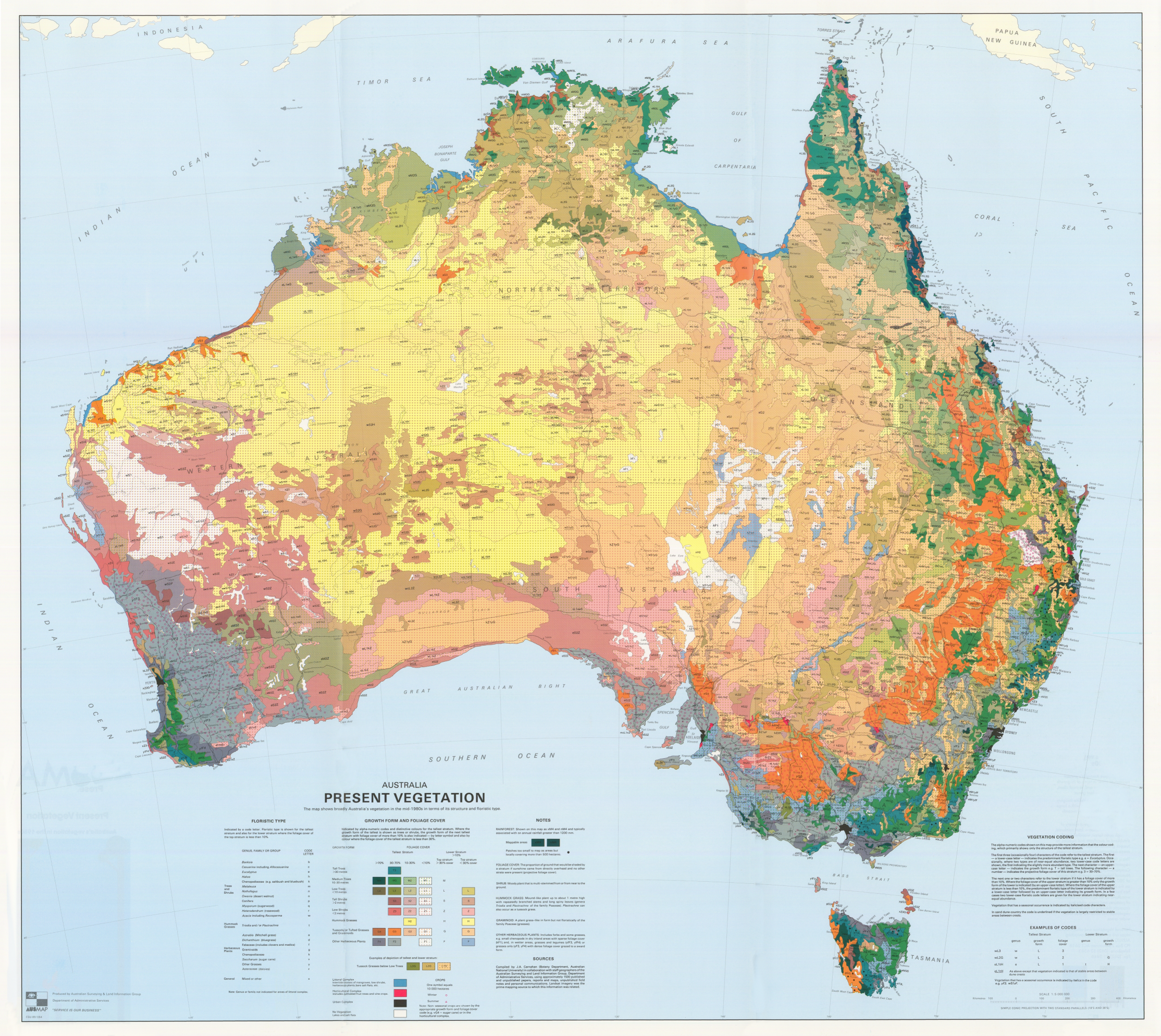
Карта рослинного покриву (англ.)
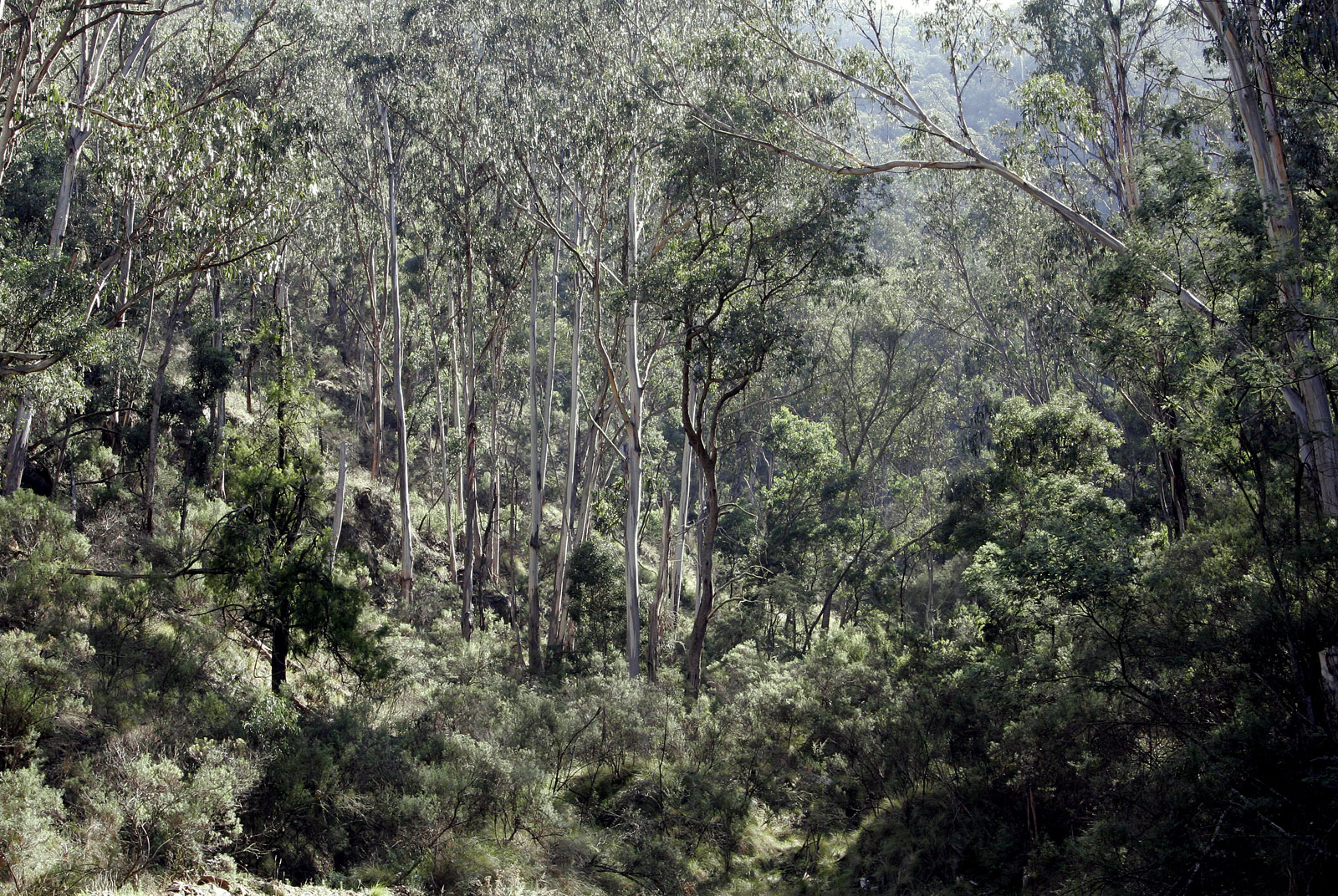
Евкаліптові ліси
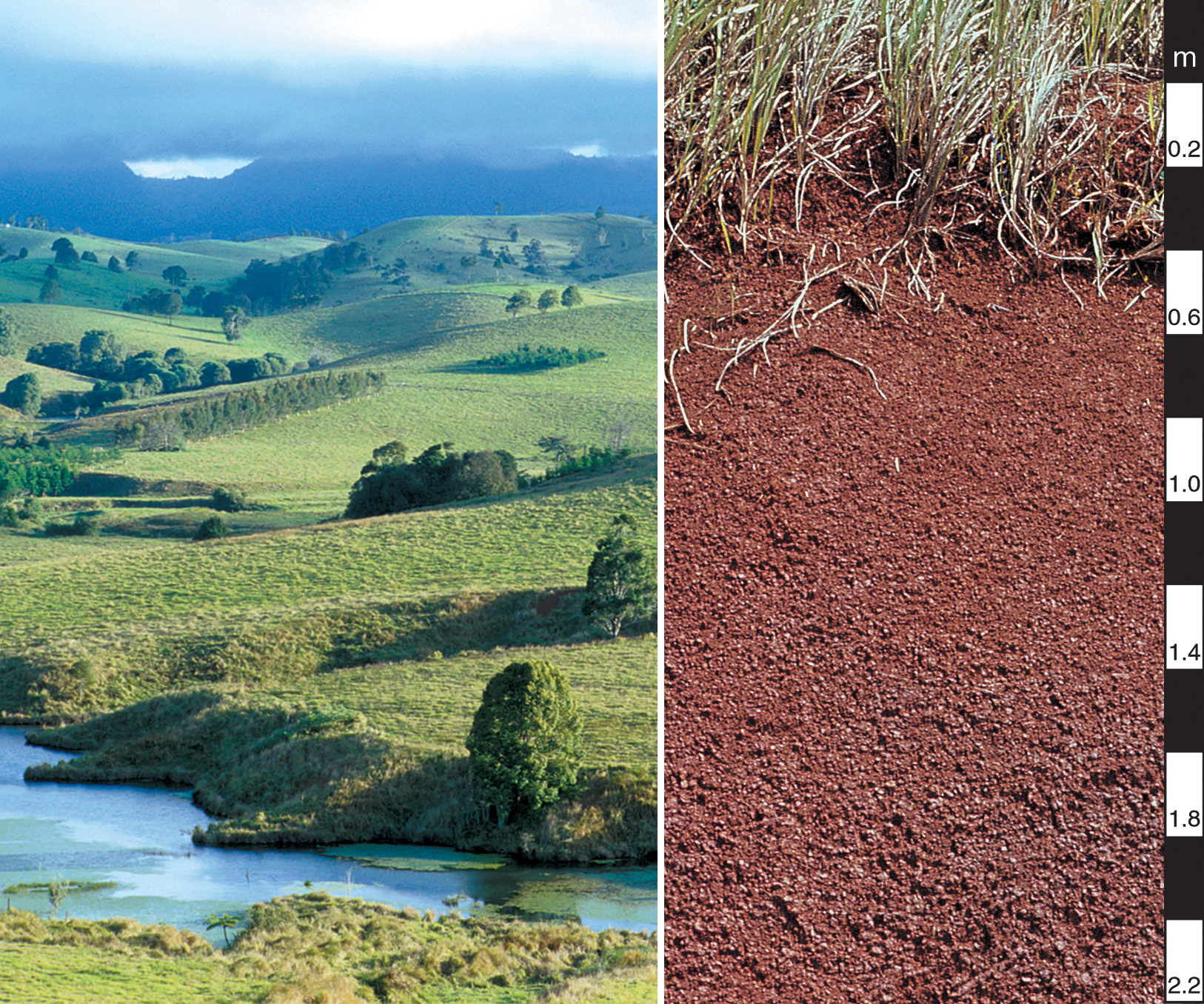
Червонозем Квінсленду
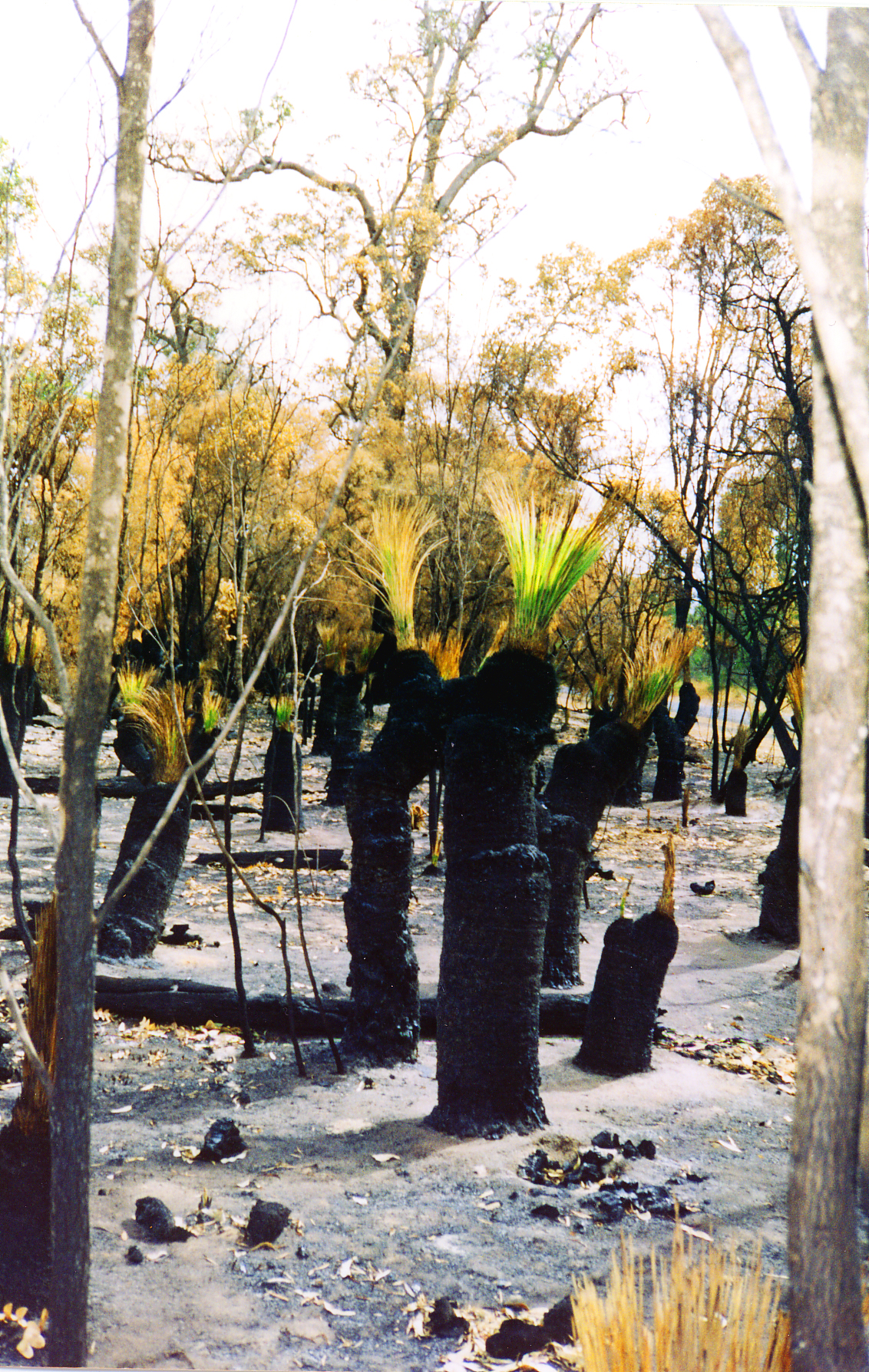
Скреб після пожежі
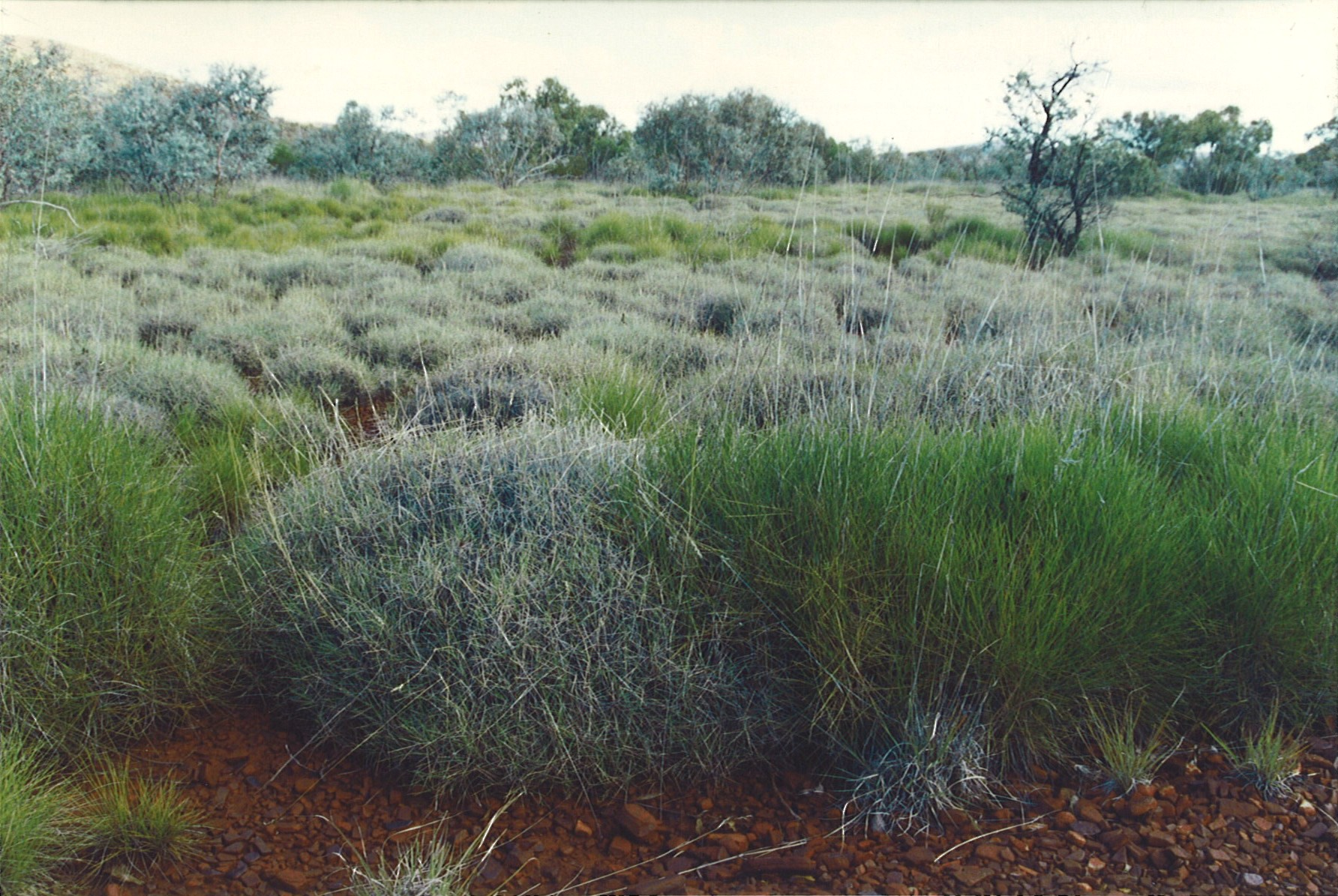
Напівпустельна рослинність
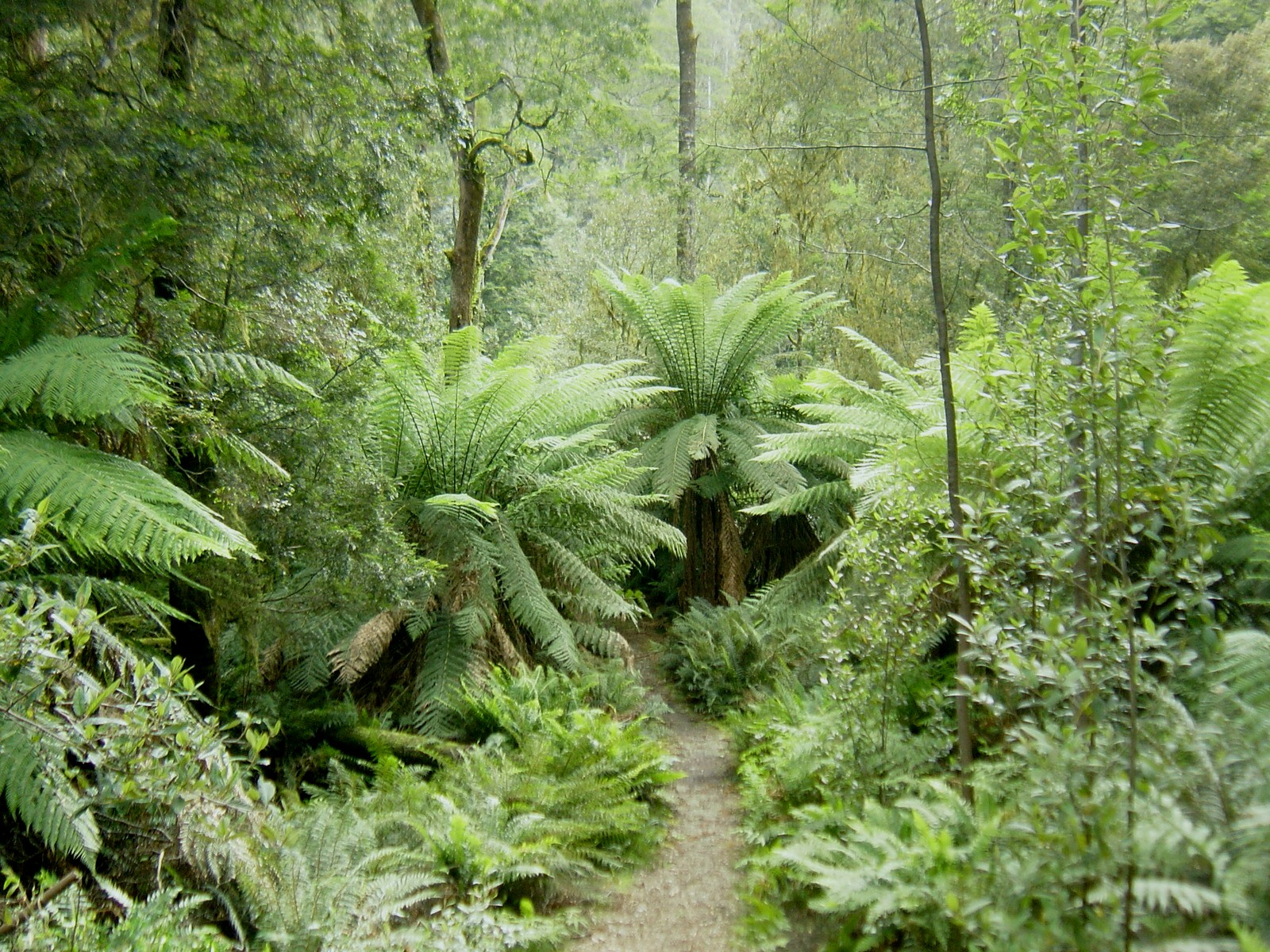
Вологі вічнозелені ліси Тасманії

Ліси Австралії займають лише 5 % території країни. Історично їхньому поширенню заважали тверді латеритні кірки вивітрювання в екваторіальній зоні та природні й антропогенні пожежі. Головні лісові масиви сконцентровані на червоно- і жовтоземах східного узбережжя — евкаліпт королівський (Eucalyptus regnans); на південно-західному узбережжі та на острові Тасманія на опідзолених бурих лісових ґрунтах — евкаліпт каррі (E. diversicolor). Незначні масиви евкаліптових лісів північного узбережжя досить далеко заходять по долинах криків на південь, безпосередньо в пустельну зону. Під пологом евкаліптів ростуть пальми, пандануси, деревоподібна папороть, трав'яні дерева, ліани з великими квітками обвивають стовбури. Уздовж річок та по заболочених низовинах східного узбережжя збереглися реліктові вологі тропічні ліси з фікусів, горіхових, рожевих та жовтих дерев, пальм, хвойних (у субтропіках — араукарії). Ці ліси у позаминулому столітті зазнали значного знищення через цінні породи деревини. До 1930-х років залишилось лише 38,5 млн га первісних лісів, усі інші були замінені вторинними. Тасманійські ліси представлені евкаліптами, південним буком, деревоподібними папоротями, південними хвойними породами. Часто вони з повністю непрохідними заростями у підліску. Через брак м'якої деревини хвойних порід в Австралії штучно висаджують великі масиви субтропічних видів із Середземномор'я та Північної Америки.

### Тваринний світ
Завдяки тривалій ізоляції континенту його фауна відрізняється реліктовими формами, що давно щезли, були замінені іншими, або ніколи не з'являлись на інших континентах — 90 % видів тварин ендемічні. У той самий час ця фауна є 10 % від усього біорізноманіття планети. Австралія — «країна живих викопних», тут збереглися представники древньої сумчастої фауни планети. На континенті відсутні такі широко представлені на інших материках такі групи тварин, як копитні та примати. Хижі представлені собакою динго, що з'явилась в Австралії разом із людиною досить недавно, 12—35 тис. років тому. Проти динго на межі штатів Квінсленд (району інтенсивного скотарства) та Південна Австралія спорудили довжелезний тин — найдовшу штучну споруду на планеті. Найбільшого різноманіття на континенті сягнули представники сумчастих: кенгуру, коала (сумчастий ведмідь), вомбати, кускуси, посуми, сумчастий диявол (ендемік Тасманії). Найбільший представник цієї групи, кенгуру, представлений на державному гербі. Руді та сірі кенгуру сягають 1,5 м зросту, тоді як група «валабі» представлена невеличкими тваринами, що живуть на скелях, деревах та займають екологічну нішу «ремигаючих» гризунів. Під час посухи їхні величезні стада масово виздихають. Великі кенгуру становлять конкуренцію сільськогосподарській худобі, тому щорічно їх мільйонами відстрілюють. М'ясо в'ялиться, йде на корм домашнім тваринам, шкури йдуть на заготівлю. 4 види кенгуру вимерли внаслідок людського винищення. Найпримітивніші звірі, однопрохідні, представлені ендеміками континенту, реліктами мезозойської епохи: єхидною, що мешкає повсюдно на континенті, та качкодзьобом, що населяє водойми південного сходу.

«Австралійська п'ятірка»
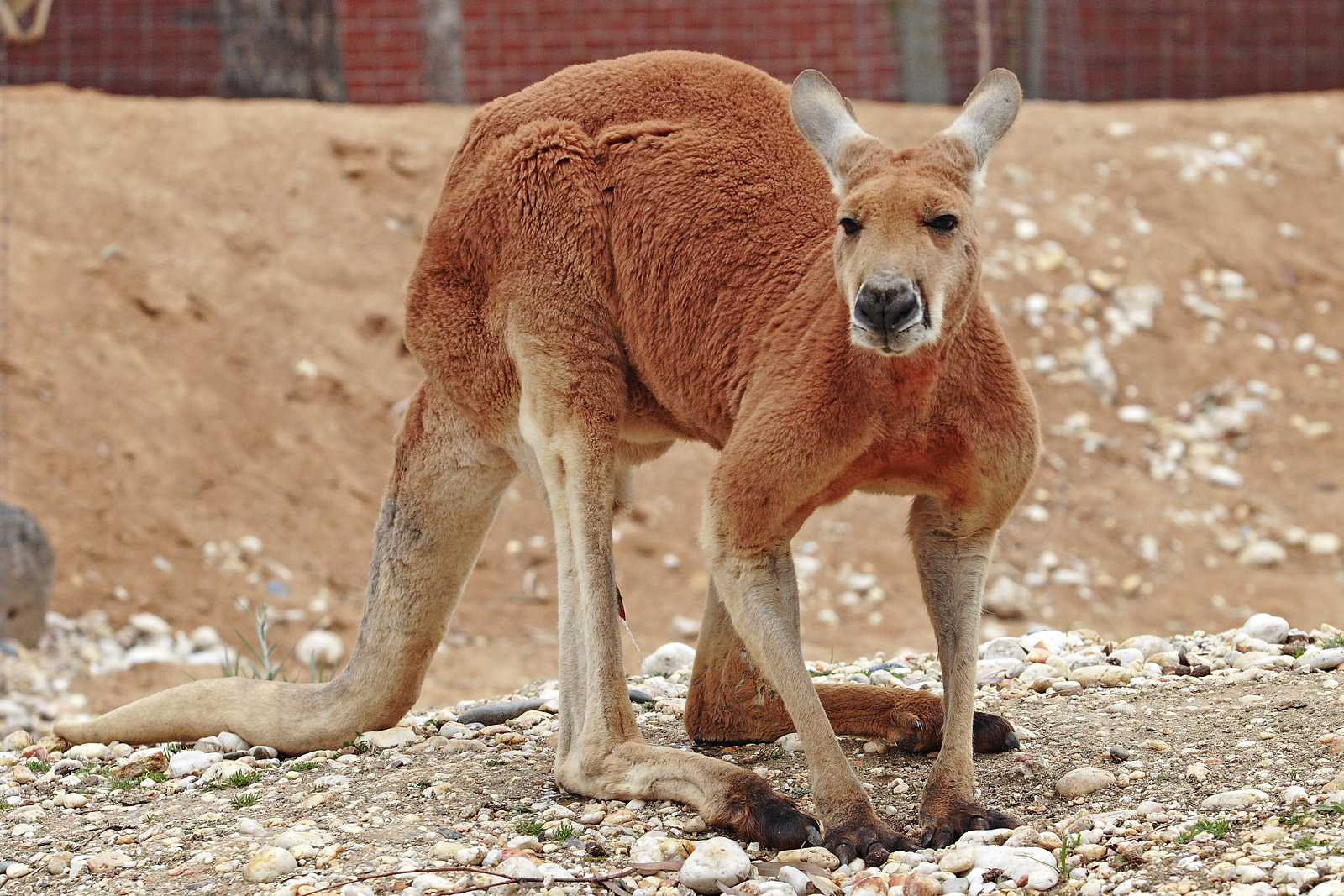
Великий рудий кенгуру
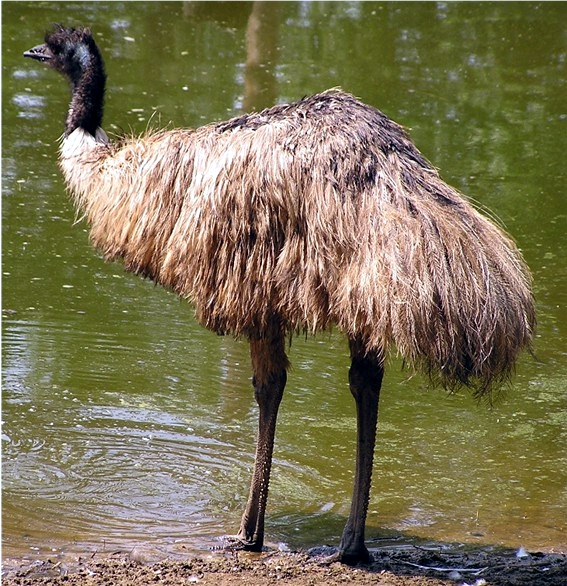
Страус ему
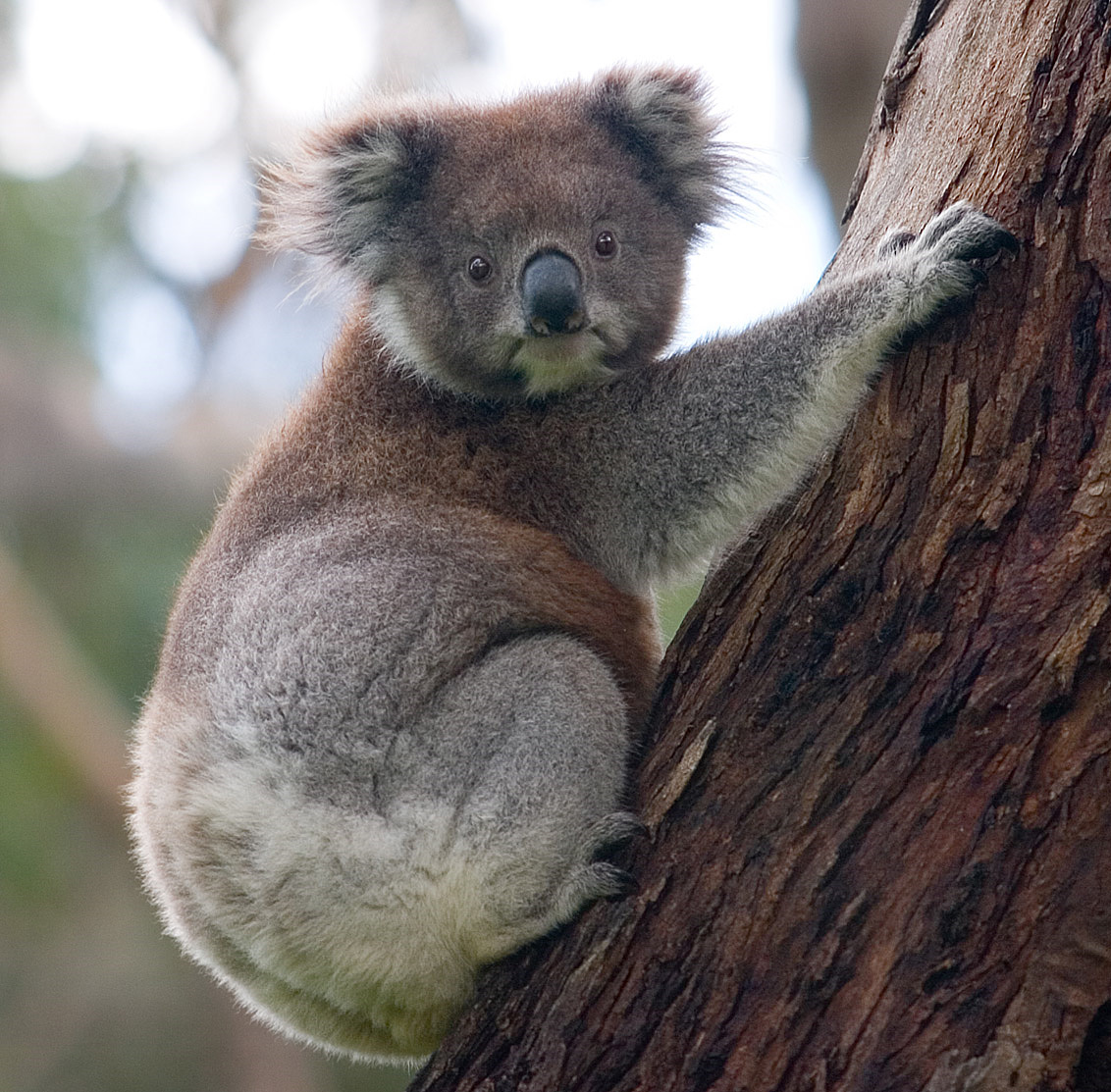
Коала
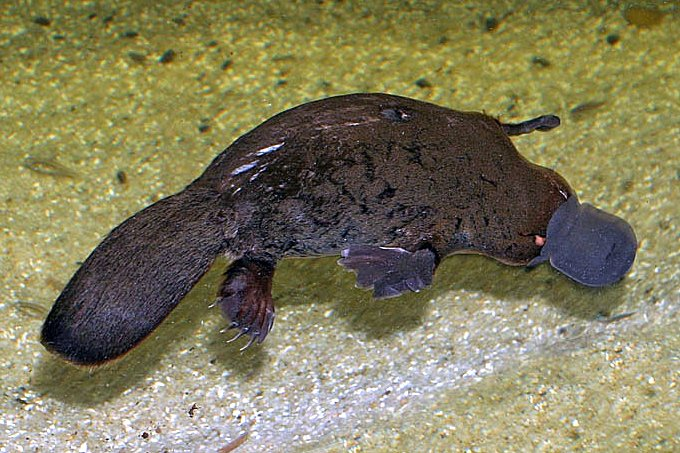
Качкодзьоб
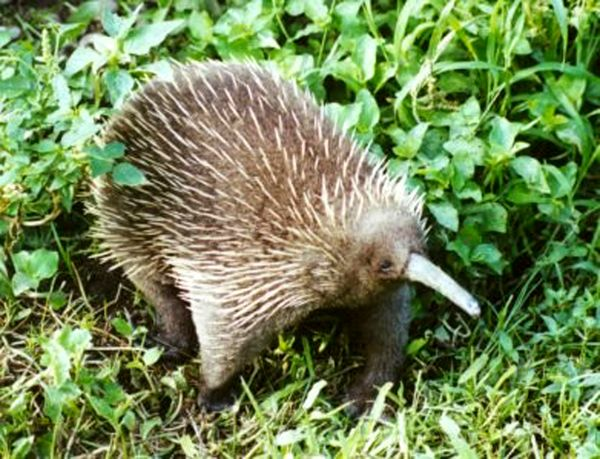
Єхидна

З Європи були інтродуковані на потребу мисливства: лисиці, олені та кролі. Останні через декілька десятиліть так розповсюдились штатом Вікторія, що майже вщент вигризали рослинність на певних ділянках, а під час посухи забивали висихаючі водойми своїми тільцями. Жодні спроби вплинути на їхню чисельність не давали результату, поки 1950 року епідемія міксоматозу не викосила значне поголів'я.
Найбільший представник орнітофауни континенту — страус ему, птах, що зображений на державному гербі. Він трохи поступається за розмірами своєму африканському родичеві й сягає ваги в 60 кг. У північних вологих лісах мешкає інший птах, що не літає — казуар. Самець цього птаха сягає 1,5 м заввишки й має яскраве своєрідно забарвлене пір'я. У лісах водяться різноманітні папуги, птах-пересмішник — лірохвіст, яскраво забарвлені райські птахи, рибалочка, медососи, сміттєві кури нагрібають величезні купи сміття — своєрідні інкубатори для яєць. На водоймах плавають ендемічні чорні лебеді. З Європи були завезені міські горобці та шпаки.
Плазуни представлені плащоносною ящіркою, ящіркою-молохом; у водоймах звичайні крокодили. З іхтіофауни цікавий представник дводишних риб, релікт мезозойської епохи — цератод (Ceratodus), що має одну легеню й здатний впадати в анабіоз у мулі під час посухи. Континент населяють численні види метеликів, москітів, термітів.

### Стихійні лиха та екологічні проблеми
На території країни спостерігаються небезпечні природні явища та стихійні лиха.
- На півночі: руйнівні циклони вздовж узбережжя; ерозія ґрунтів від надмірного випасу; Великий бар'єрний риф біля північно-східного узбережжя під загрозою від надмірного туризму та судноплавства.
- У центральній частині: суворі посухи, опустелювання.
- На сході й південному сході: лісові пожежі; ерозія ґрунтів від надмірного випасу; зведення лісів; процеси урбанізації; підвищення солоності ґрунту за рахунок використання води низької якості; обмеженість водних ресурсів.
- У навколишніх водах зменшення морських біоресурсів через перевилов та забруднення вод.
- Вулканічна діяльність на віддалених островах Герд і Макдональд.

### Охорона природи
Уперше на державному рівні питання охорони лісів порушили 1860 року. Головною проблемою лісівництва на континенті завжди були пожежі, під час яких вигорало більше лісу, ніж заготовлялось (в окремі роки до 5 % усіх лісових масивів континенту). Перед Другою світовою війною, коли під час пожежі на південному сході знищено 100 тис. га лісів, створили національну протипожежну службу, заборонили розводити багаття в лісах, почали контролювати скотарів, нарізали «пожежні шляхи», почали практикувати контрольовані підпала опаду, в тому числі із застосуванням пожежної авіації.
Фауна континенту досить вразлива як до безконтрольного полювання, так і до пресингу інтродукованих видів, свійських тварин (насамперед хижих кішок і собак, травоїдних овець). До «чорної книги» континенту занесено сумчастого вовка, що зник у середині XX століття. Іншої долі зазнав коала, що також міг зникнути в 1930-х роках, проти його флегматична миловидість дозволила провести успішну PR-кампанію зі збереження і розселення цього австралійського ендеміка.

Національні парки
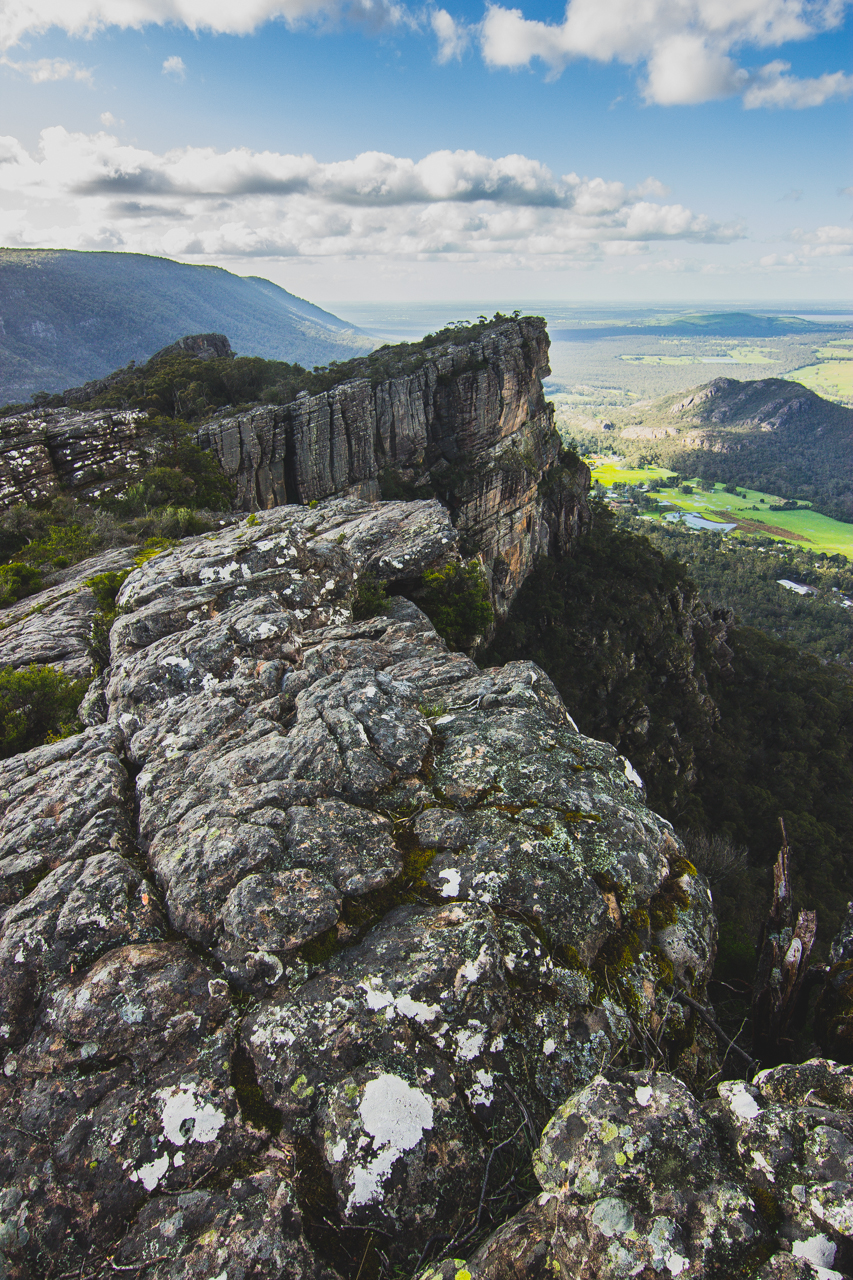
Гремпіанс
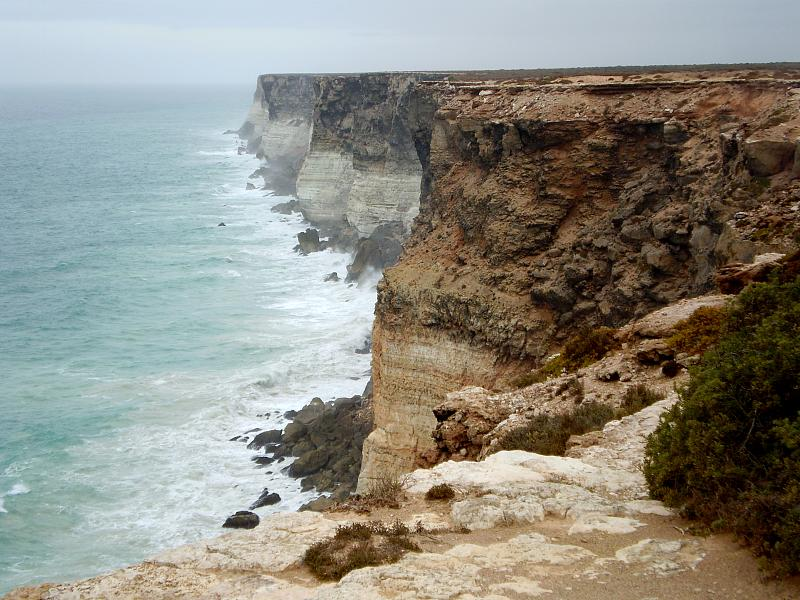
Нулларбор
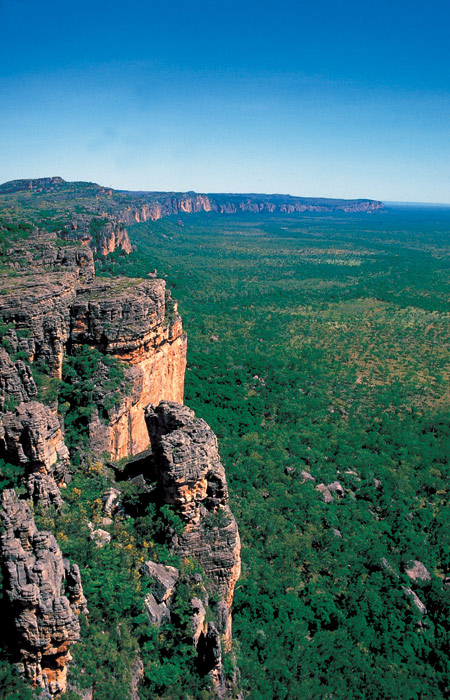
Какаду
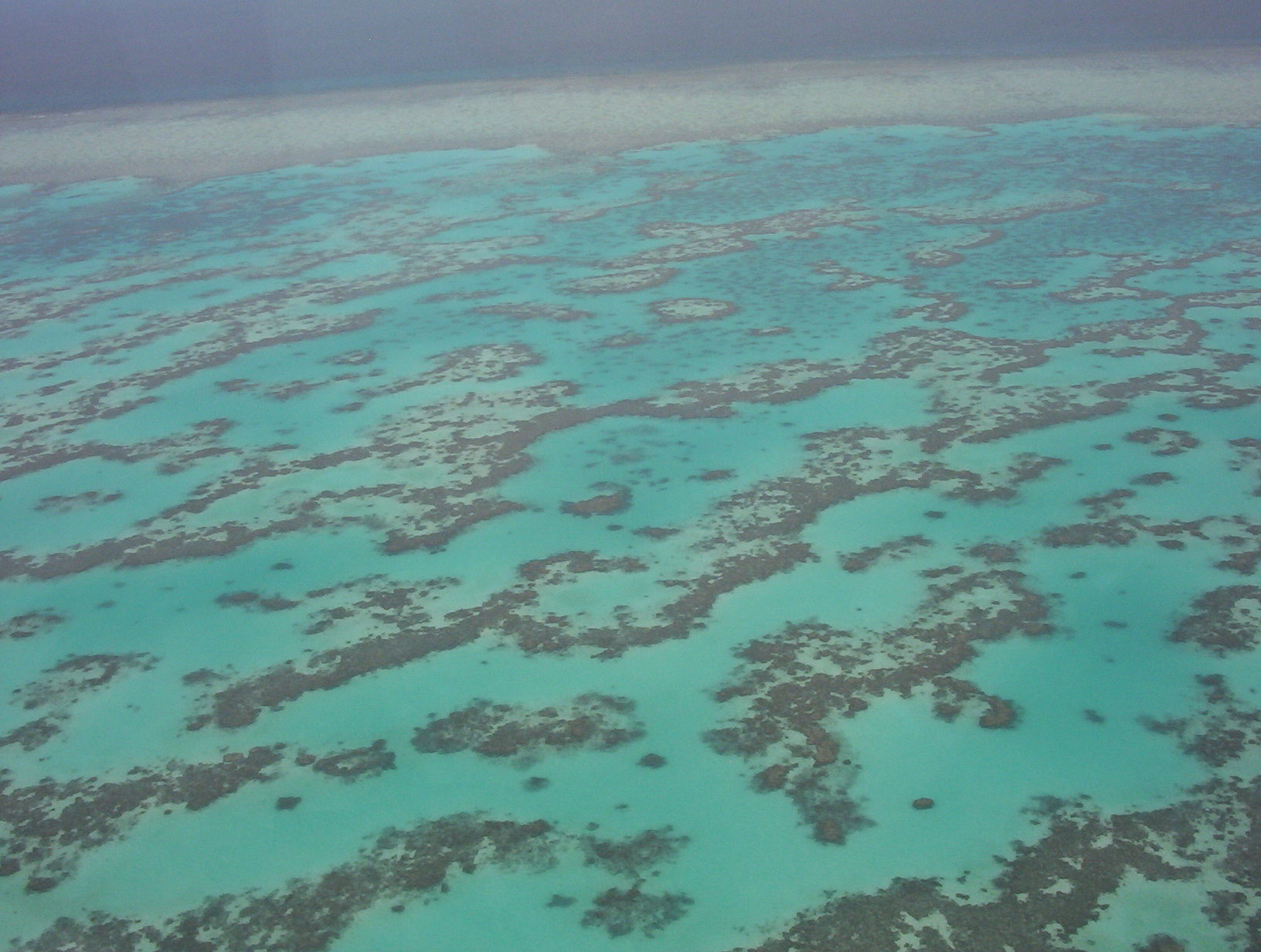
Великий Бар'єрний риф
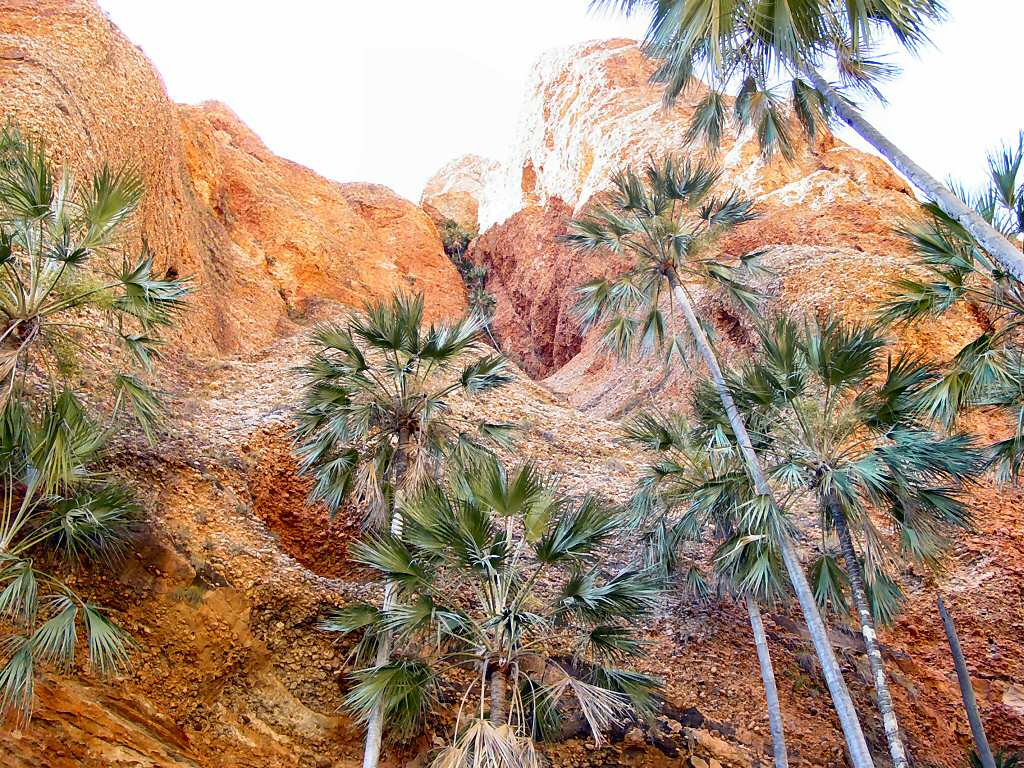
Пурнулулу

1973 року створено міністерство охорони природи Австралії. Згодом законодавчі органи штатів ухвалили закони щодо збереження природи, природокористування надрами й водами, охорони родючості ґрунтів, чистоти повітря. Загальна площа охоронюваних земель не перевищує 2 % території країни. Здебільшого це національні парки, що поєднують функцію як захисту природи, так і рекреаційну. Парками керує федеральне агентство Парки Австралії (англ. Parks Australia), створене 1999 року під керівництвом міністерства екології. Більшість із них знаходяться поблизу міст і слугують місцем відпочинку містян. М'який режим заповідності дозволяє в них проводити видобуток корисних копалин, заготівлю деревини і обмежений випас худоби. Найстаріші та найвідоміші національні парки: Костюшко, Вайперфілд, Вїлсонс-Промонторі, Еунгелла, Сенктуері. Також широко відомі національні парки Улуру-Ката-Тьюта, Какаду, Пурнулулу, Південно-Західний національний парк та область озер Уїлландра, які входять до списку Світової спадщини ЮНЕСКО. Величезні території були узяті під охорону також у пустельних місцевостях — Грейт-Вікторіа-Дезерт, Палм-Веллі, Сімпсон-Дезерт. Гострою проблемою постала розвідка нафтових полів на шельфі Коралового моря у другій треті XX століття, що становила пряму загрозу збереженню Великого Бар'єрного рифу. Поблизу міста Кернс створили морський національний парк для збереження коралового рифу.

### Фізико-географічне районування
За фізико-географічним районуванням Австралія поділяється на 3 фізико-географічні країни:
- Західноавстралійська (займає майже половину материка і охоплює Західну Австралію, північ Південної Австралії та південну частину Північної Території; рельєф представлений плато та височинами; клімат здебільшого тропічний пустельний або напівпустельний; ґрунти: червоноземи, фералітні, латеритні, піщані аридні; рослинність: склерофітні ліси, савани, пустища з акацією та евкаліптом);
- Центральна (розташована між Західною платформою та Великим Вододільним хребтом, включає Великі Австралійські пустелі, озера Ейр, Торренс, Гарднер; низинна, майже безстічна область; аридний клімат з річною кількістю опадів менш ніж 250 мм; піщані, кам'янисті та солончакові пустелі із надзвичайно розрідженою ксерофітною рослинністю);
- Східноавстралійська (охоплює Великий Вододільний хребет і прибережні низовини від мису Йорк до Тасманії; найвологіша частина континенту з найбільш різноманітними ландшафтами; рельєф гірсько-пагорбовий (Блакитні гори, Австралійські Альпи); клімат: від субекваторіального (на півночі) до помірного океанічного (Тасманія); багаті бурі і червоно-бурі ґрунти, латеритні та гірські ґрунти; рослинність: тропічні та субтропічні ліси, евкаліптові ліси, гірські степи).

## Історія
Перші люди заселили Австралію 60 тис. років тому. Вони переправились через Торресову протоку і східним узбережжям дістались до острова Тасманія на півдні. До XVIII століття аборигени Австралії жили в умовах первісного ладу і не знали землеробства.
Гіпотези про існування загадкової Невідомої Південної землі (лат. Terra Incognita Australis) висували ще античні географи й космографи, через умовну потребу врівноважити земну кулю чимось масивним «знизу». Перші звістки про північні береги австралійського континенту до Європи у XVI столітті привезли португальці, що переказали малайські оповідання, почуті ними на Молуккських островах. 1606 року голландський мореплавець Віллем Янсзон на судні «Дейфкен» переплив Торресову протоку й пройшов уздовж узбережжя півострова Кейп-Йорк. 1642 року Абель Тасман із південного заходу підійшов до берегів острова Тасманія. Голландці дали ім'я нововідкритим землям — Нова Голландія (нід. Nieuw-Holland). 1688 року береги континенту досліджував британський мореплавець Вільям Дампір. 1770 року британський капітан Джеймс Кук на кораблі «Індевор» підійшов до східного узбережжя континенту. 1797 року англійський мореплавець Метью Фліндерс відкрив Бассову протоку, впродовж 1801—1803 років обійшов навколо материка, дослідив південні, східні та північні береги й запропонував назвати новий нововідкритий континент — Австралією.

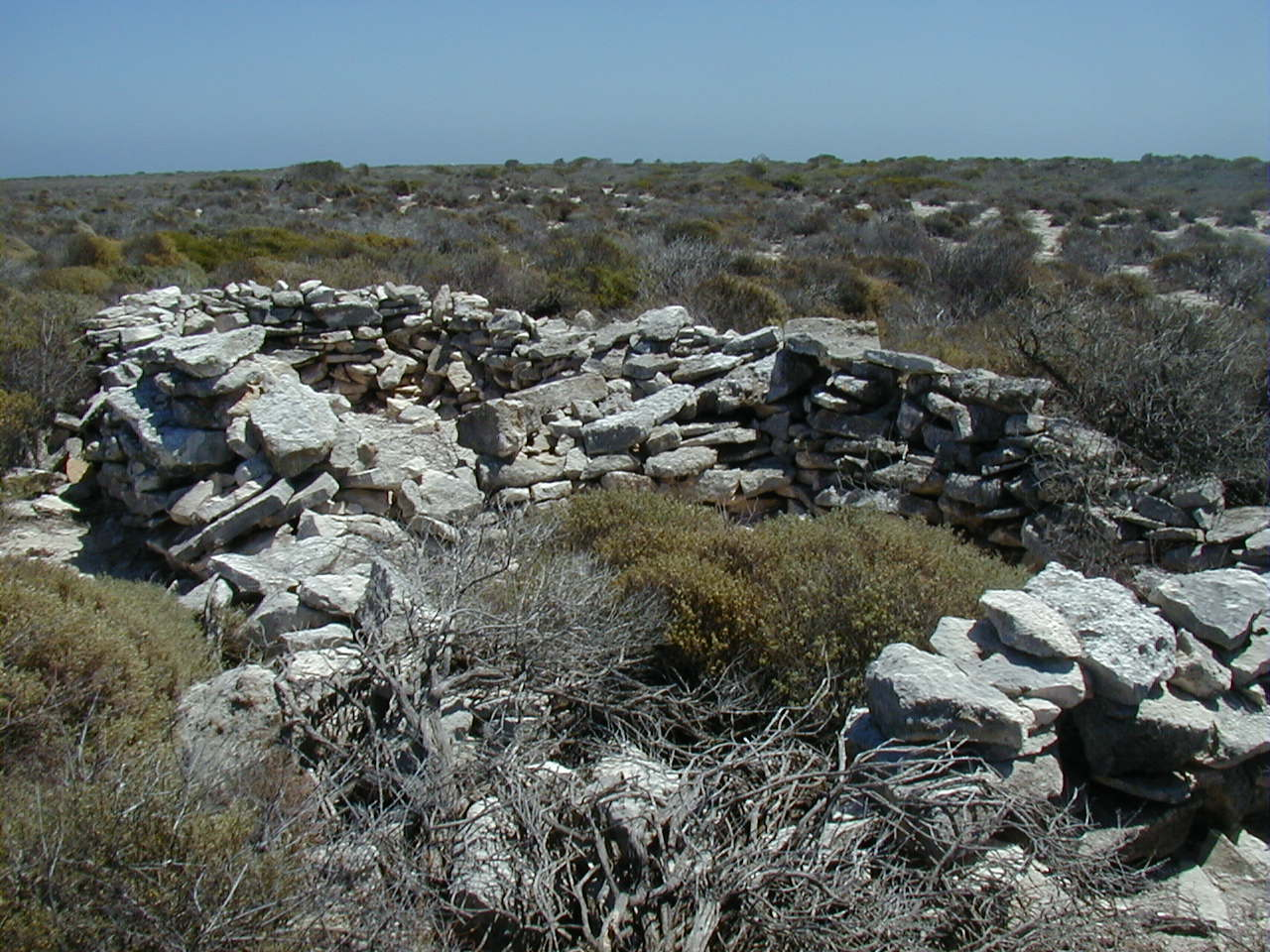
Перше європейське поселення на острові Західний Валлабі, 1629 рік
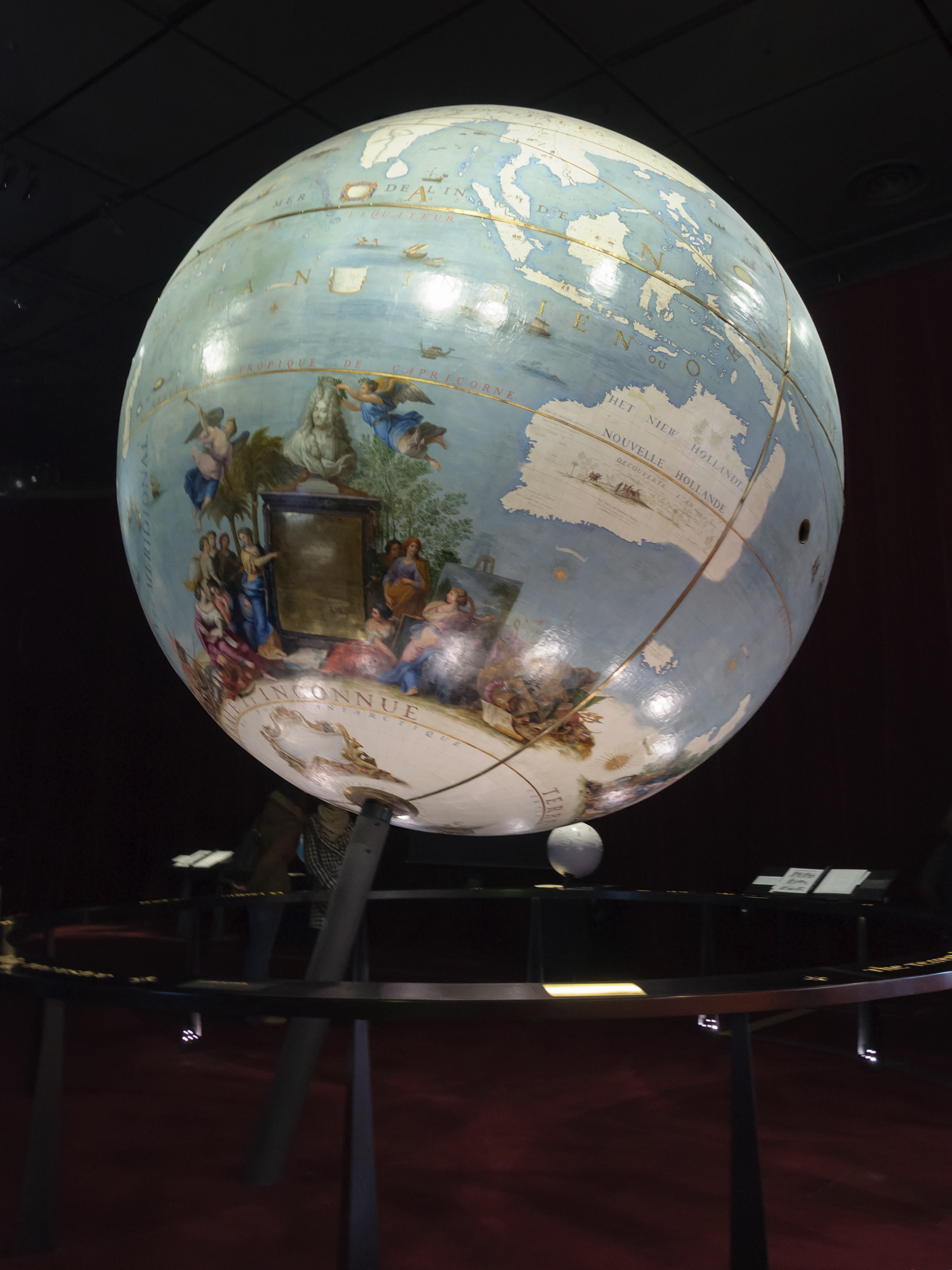
Нова Голландія на глобусі Вінченцо Коронеллі, 1683 рік
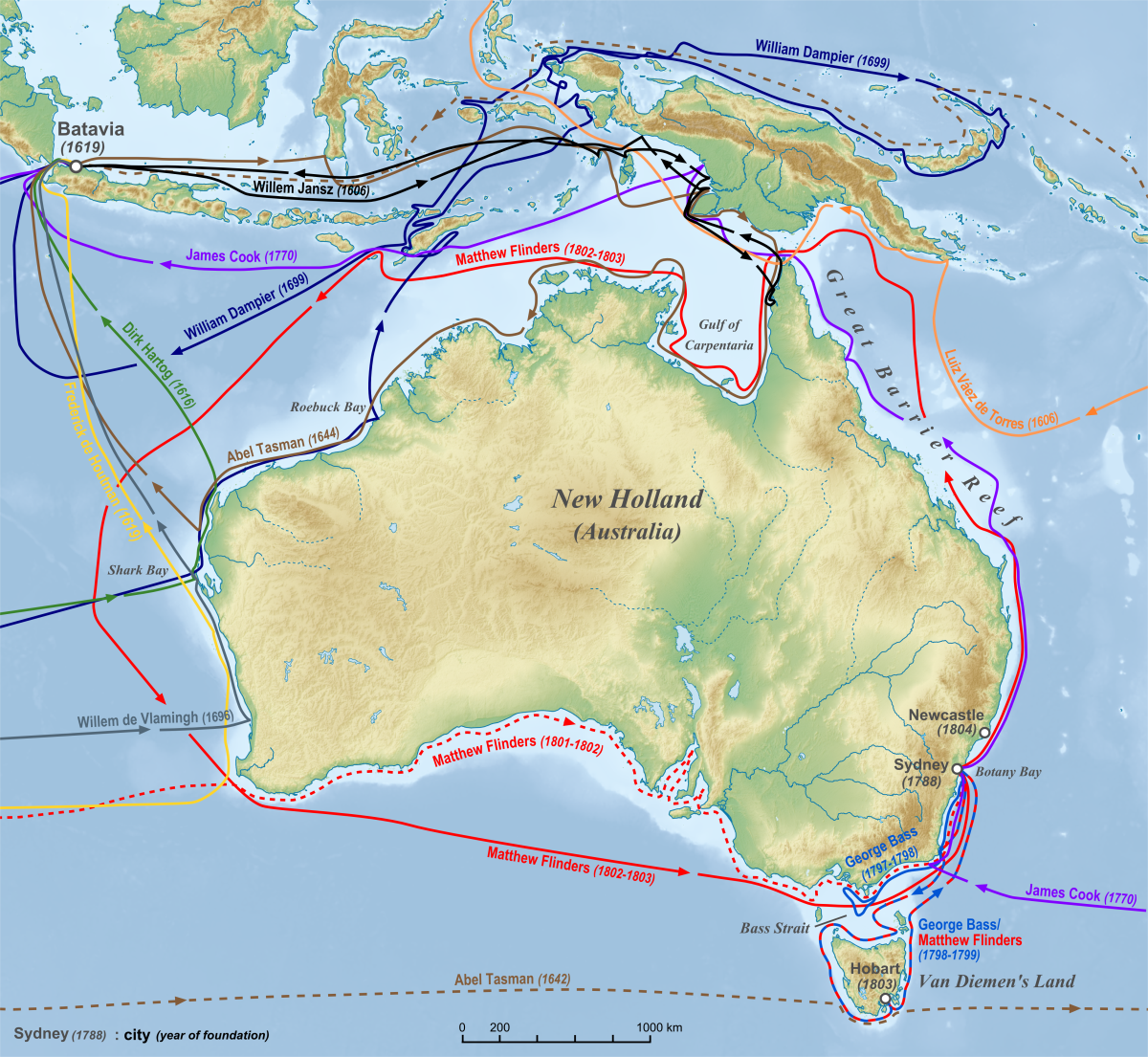
Дослідження Австралії до 1812 року
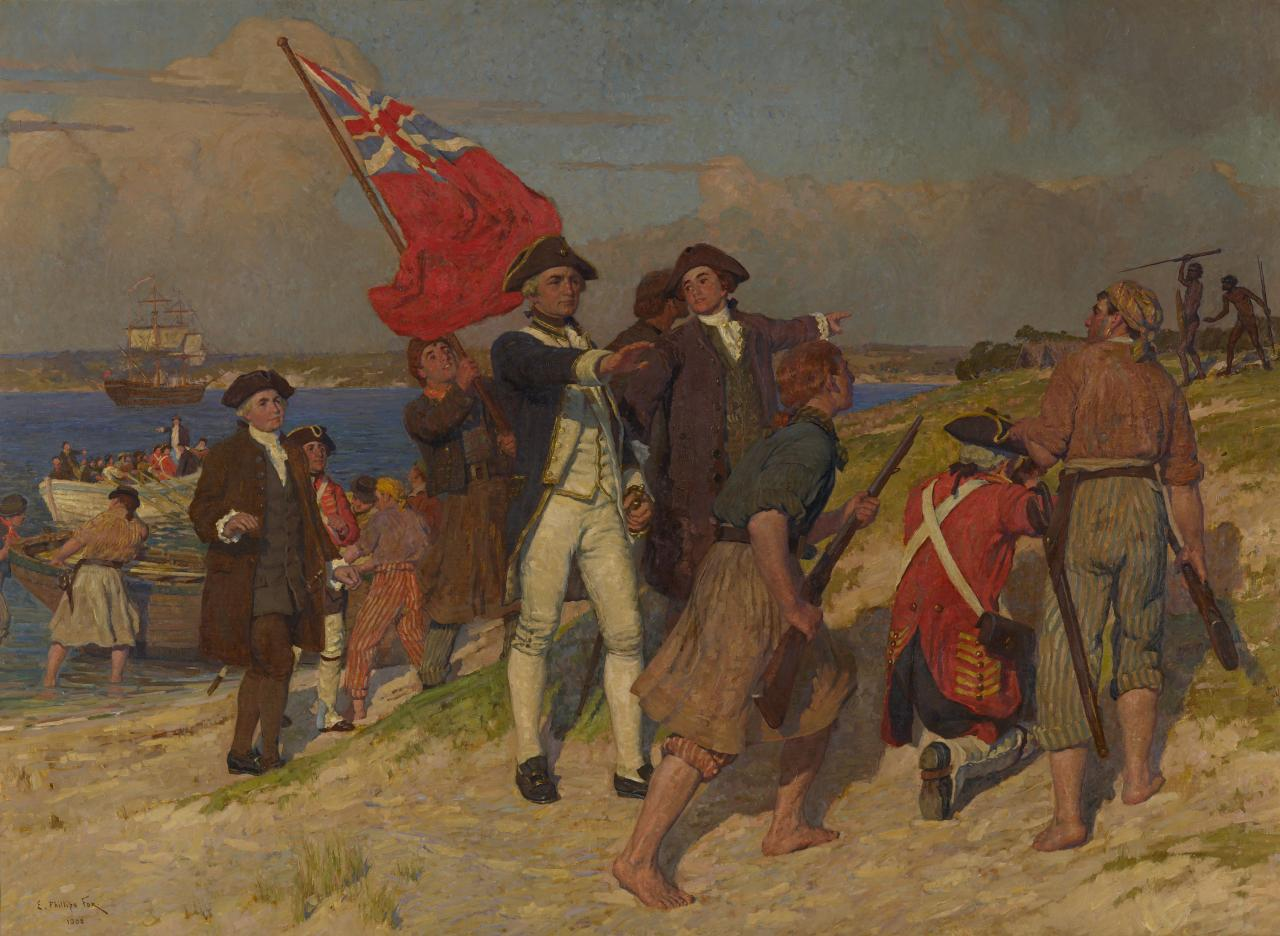
Висадка капітана Кука в Ботанічній затоці
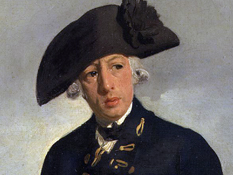
Артур Філіп, перший губернатор Нового Південного Уельсу
Процес творення Австралійського Союзу

### Колонізація
26 січня 1788 року — національний день Австралії, того дня була заснована перша колонія — місто Сідней. Адміністрація колонії та військові чини захоплювали найкращі землі південно-східної Австралії, а тубільців, що за рівнем свого розвитку не могли бути використані як об'єкт експлуатації, витісняли в пустелі й фізично винищували. З кінця XVIII століття Австралія стала місцем заслання для британських правопорушників, діячів чартистського руху. Найбільшим місцем перебування засланих був Порт-Артур на тихоокеанському узбережжі острова Тасманія. 1813 року відбулася перша спроба потрапити в центральні райони материка, колоністи пройшли крізь долини Блакитних гір та відкрили безмежні простори пасовищ внутрішньої частини — почалась землеробська лихоманка скватерів. 1824 року засновано колонію Новий Південний Уельс, столицею якої став Сідней. 1829 року з утворенням Західної Австралії вся територія Австралії була включена до складу британської корони. З XIX століття починається планомірне винищення місцевого населення, витіснення його на неродючі пустельні землі. У 1820-х роках була заснована колонія Земля Ван-Дімена на острові Тасманія, а 1843 року всі внутрішні райони острова були нанесені на карту. Розпочалося планомірне полювання на місцевих мешканців, так звана Чорна війна. Остання аборигенка-тасманійка померла 1876 року. 1840 року Павел Стшелецький відкрив найвищу вершину Австралії та дав їй ім'я польського національного героя — Тадеуша Косцюшка. Чарлз Стерт уперше відкрив річку Дарлінг, пустелю Сімпсона. Томас Мітчелл дослідив незвідані райони південного сходу, Джордж Грей — Західної Австралії. Людвіг Лейхгард успішно пройшов від хребта Дарлінг до північного узбережжя, але його експедиція з намірами пройти від східного до західного узбережжя зазнала невдачі й загубилась у пісках Центральної Австралії. Роберт Берк та Вільям Уїлс уперше в 1860—1861 роках пройшли від південного узбережжя (Мельбурн) до берегів затоки Карпентарія, але загинули в пустелі на зворотному шляху. Десятки експедицій були спрямовані вглиб західної та центральної частини країни задля дослідження незвіданих куточків. Джон Макдуал Стюарт декілька разів пройшов континентом з півдня на північ та назад.
З середини XIX століття до початку XX всі придатні до землеробства та скотарства землі на континенті були захоплені скватерами. Відкриття величезних пасовищ і розвиток вівчарства спричинили приплив британського капіталу. Фермери на півдні збирали два врожаї на рік (пшениці й кукурудзи); на півночі були закладені плантації цукрової тростини; в центральних районах випасались величезні стада худоби (вівці, рогата худоба). У середині XIX століття в штатах Вікторія та Новий Південний Уельс, а пізніше й у Західній Австралії відкрили поклади золота — розпочинається «золота лихоманка». 1854 року відбувається Еврикське повстання золотошукачів, після спроб жорстокого придушення колоніальний уряд надав колоніям певні права самоврядування. Розвиток вівчарства та відкриття золотих родовищ створили велику потребу в робочій силі, величезний потік переселенців спрямував на континент. Відбувається стрімке зростання населення, економічного розвитку країни. Якщо 1851 року в Австралії проживало 438 тис., то 1861 року — вже 1,17 млн осіб. У першій половині XIX століття Австралія поставляла на світовий ринок лише вовну і шкіру. З появою рефрижераторного транспорту в другій половині XIX століття країна почала вивозити багато м'яса і масла, що стимулювало розвиток тваринництва. 1890 року в Брокен-Гілл штату Новий Південний Уельс відбувся перший страйк гірників та робітників-стригалів, пізніше утворено профспілку.

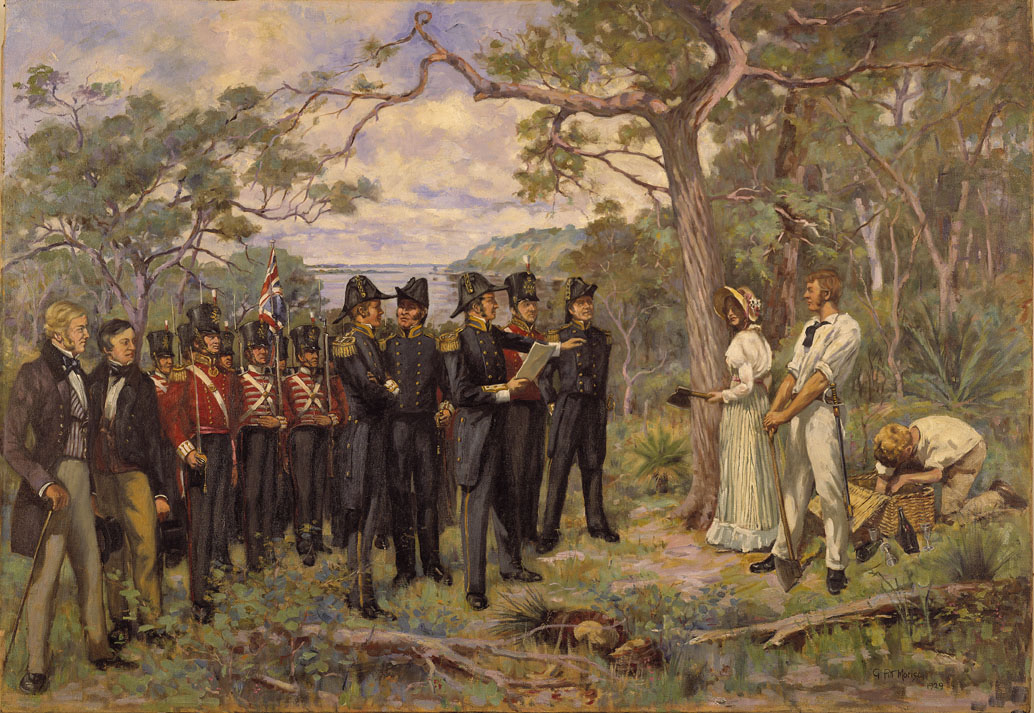
Заснування Перта, 1829 рік
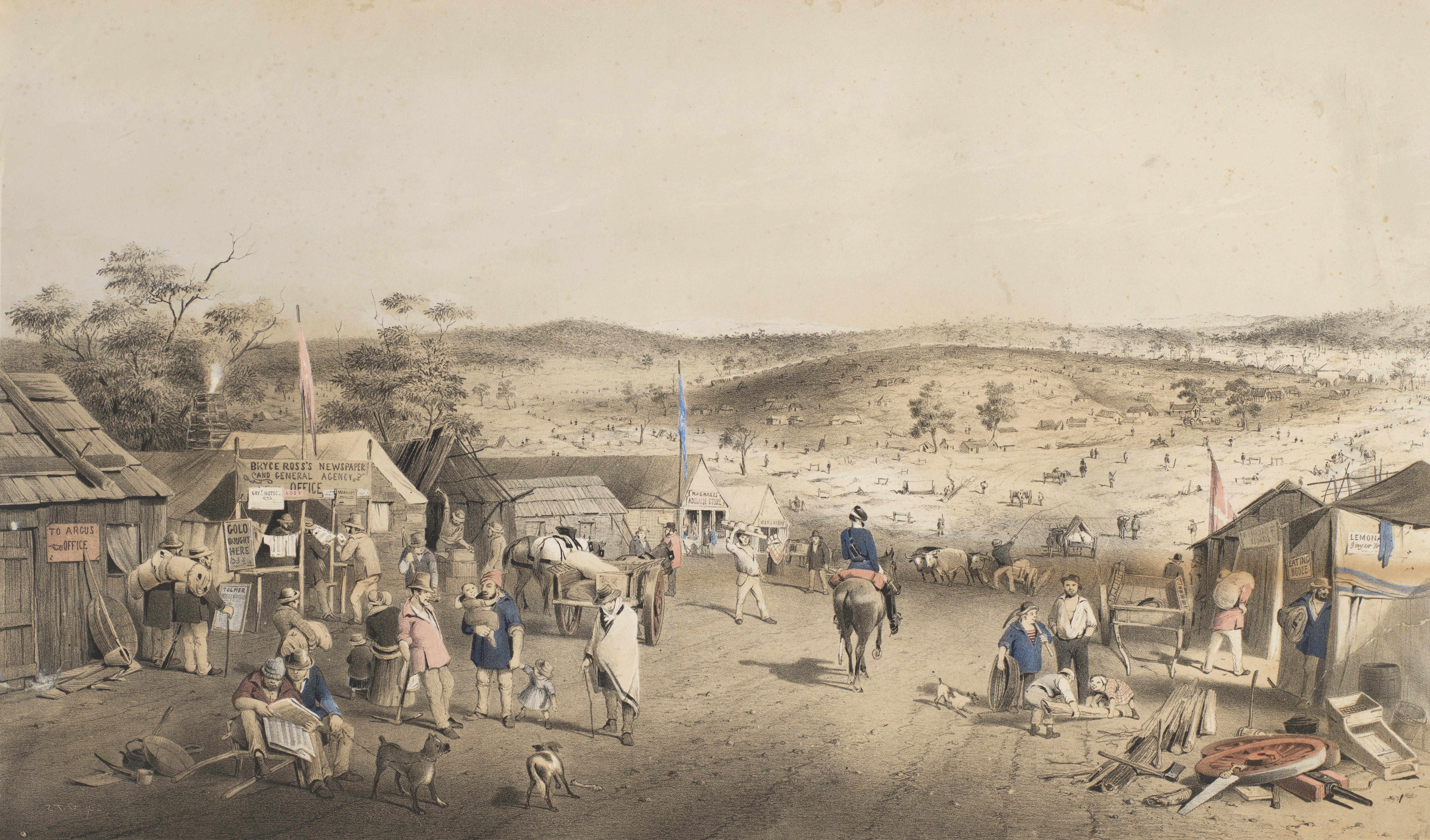
Поселення золотошукачів у Форест-Крік, 1852 рік
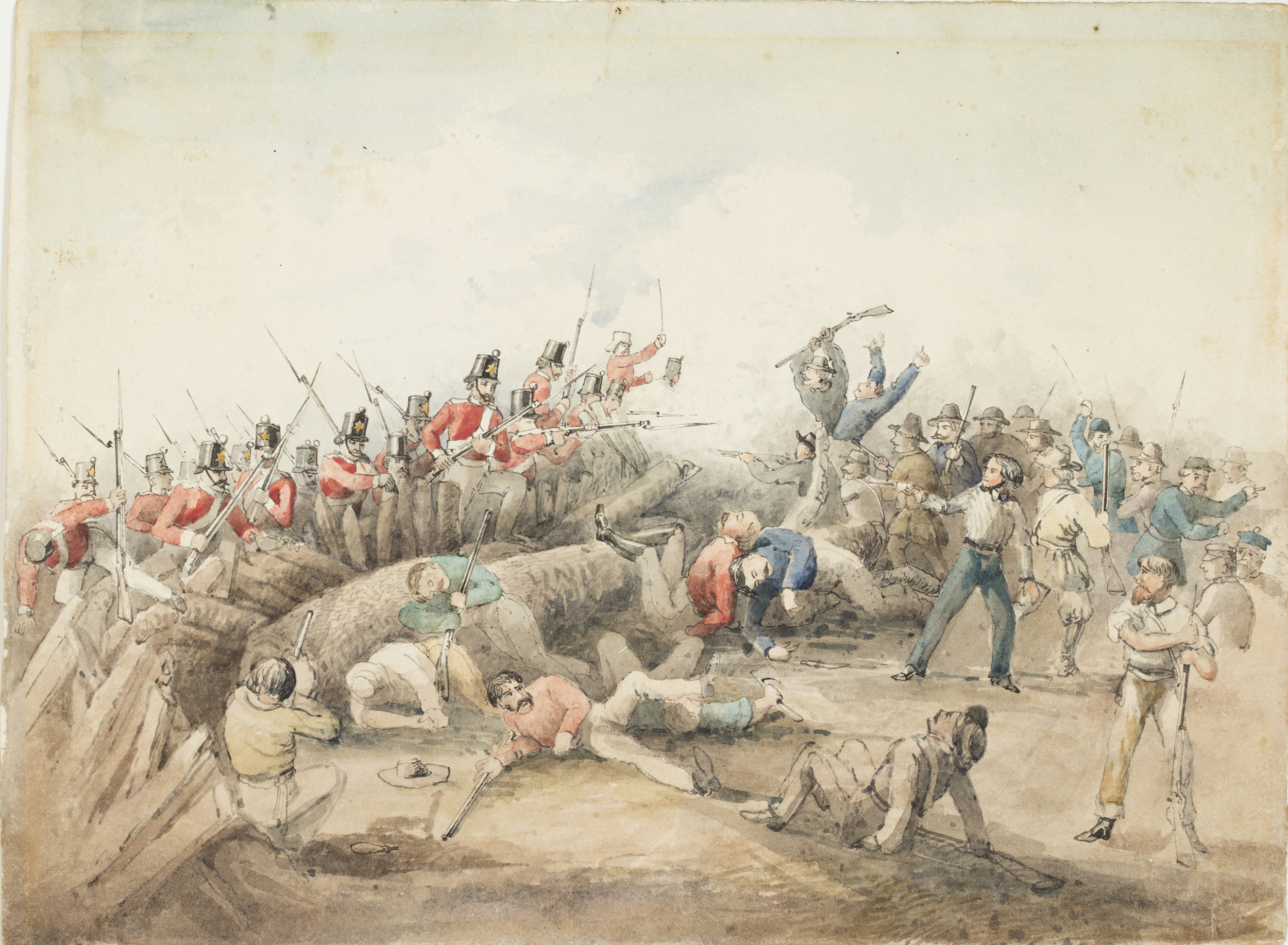
Еврикське повстання, 1854 рік
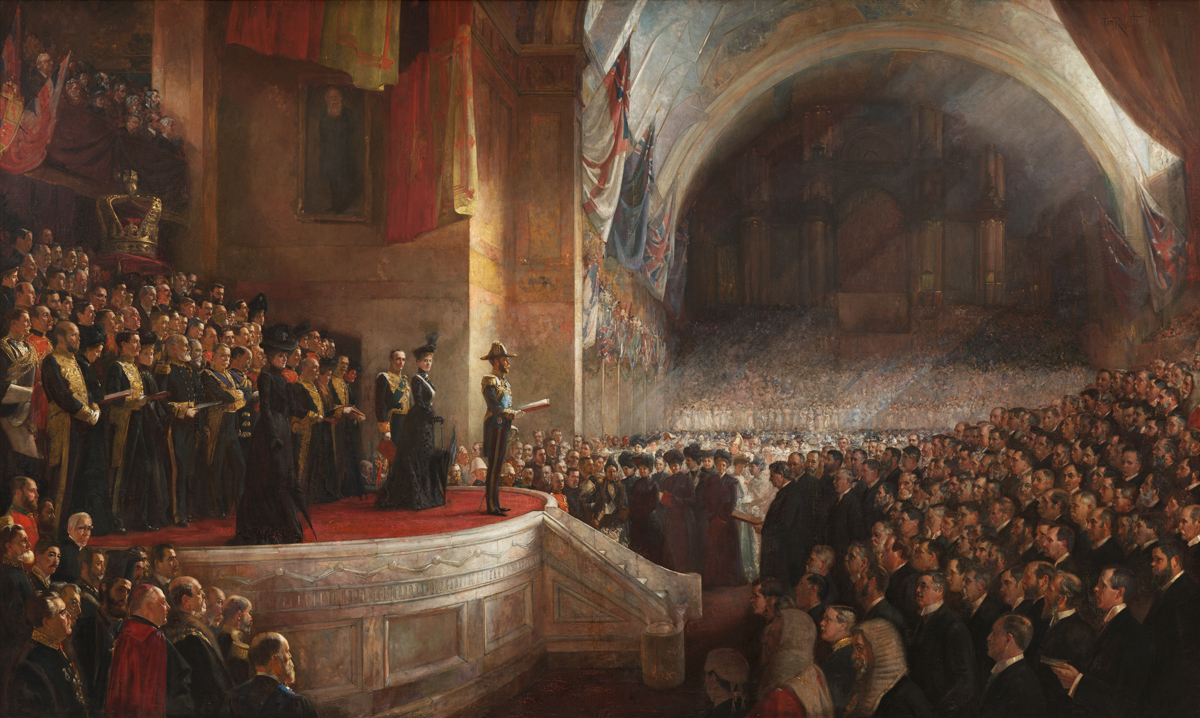
Відкриття австралійського парламенту
Перший і другий прем'єр-міністри країни

### Австралійський Союз
У 1870-х роках на континенті існувало вже 6 окремих британських колоній, які з 1873 по 1883 роки вели перемовини про утворення федерації. Велика Британія підтримала цю ідею, сподіваючись використати її в своїх інтересах у районі Тихого океану. 1889 року запропоновано проєкт конституції такої федерації. 1 січня 1906 року проголошено федерацію 6 штатів — Австралійський Союз. Федерація у складі 6 штатів, колишніх колоній, дістала статус домініону. Був створений федеральний уряд на чолі з генерал-губернатором. 1908 року утворено окрему столичну територію для розміщення столиці країни — міста Канберри. Країна була домініоном британської Співдружності націй до 1931 року, коли за Вестмінстерським актом отримала повну незалежність від Великої Британії. Але ще довгі роки її зовнішня політика перебувала в фарватері британської. Австралія забезпечувала колишню метрополію вовною, бараниною, мінеральною сировиною. У 1890-х роках виникла лейбористська партія, яка мала значний вплив і 1904 року вперше сформувала уряд. У 1911—1912 років, на противагу поміркованим лейбористам, створюються революційні робітничі організації, одним із їх організаторів був росіянин Артем (Сергєєв Ф. А.).
Під час Першої світової війни австралійський корпус брав участь у боях у складі британських військ у Франції та на Близькому Сході. По закінченню війни Австралія, спільно з Великою Британією та Новою Зеландією, отримала від Ліги Націй мандат на управління колишніми німецькими океанійськими колоніями. Австралія з 1906 року керувала британською колонією Папуа (південно-східна частина острова Нова Гвінея), з 1919 року підопічною територією Нова Гвінея (північно-східна частина Нової Гвінеї, архіпелаг Бісмарка, північна частина групи Соломонових островів) та, за угодою з Великою Британією і Новою Зеландією, островом Науру. 1920 року була заснована комуністична партія. Впродовж 1919—1921, у 1927, 1929—1933 роках відбулись великі робітничі страйки. Світова економічна криза 1929—1933 років завдала тяжкого удару економіці країни, що орієнтувалася значною мірою на зовнішні ринки, до 30 % працездатного населення залишились без роботи.
Під час Другої світової війни Австралійський Союз входив до антифашистської коаліції держав, австралійські війська воювали на тихоокеанському театрі бойових дій разом з американцями проти японських військ. Остання впритул наблизилась до континенту, здійснивши бомбардування порту Дарвін на півночі. 1942 року Австралійський Союз отримав автономію від Великої Британії у внутрішніх справах і зовнішніх відносинах, виступав у ролі активного союзника Великої Британії і США азійських операціях. Інженерні війська США допомогли австралійцям прокласти тисячі км транспортних магістралей, збудували десятки аеродромів, морських причалів.

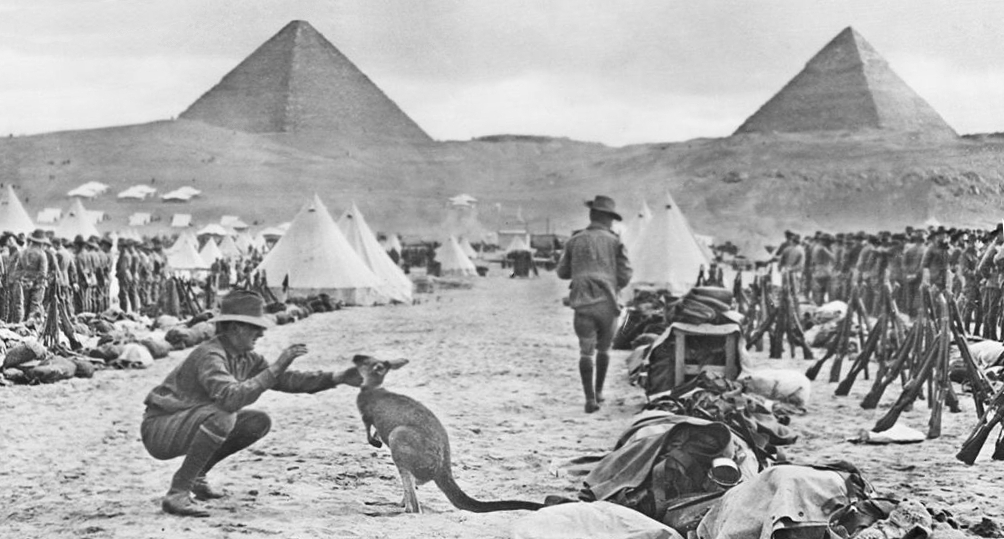
Австралійський корпус у Єгипті, 1914 рік
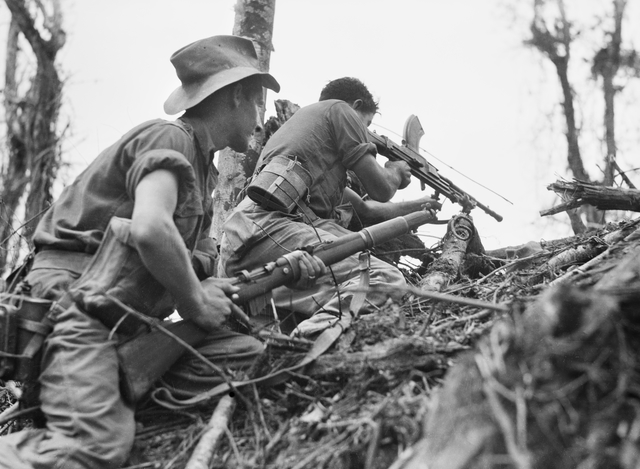
Австралійські солдати у Папуа, 1941 рік
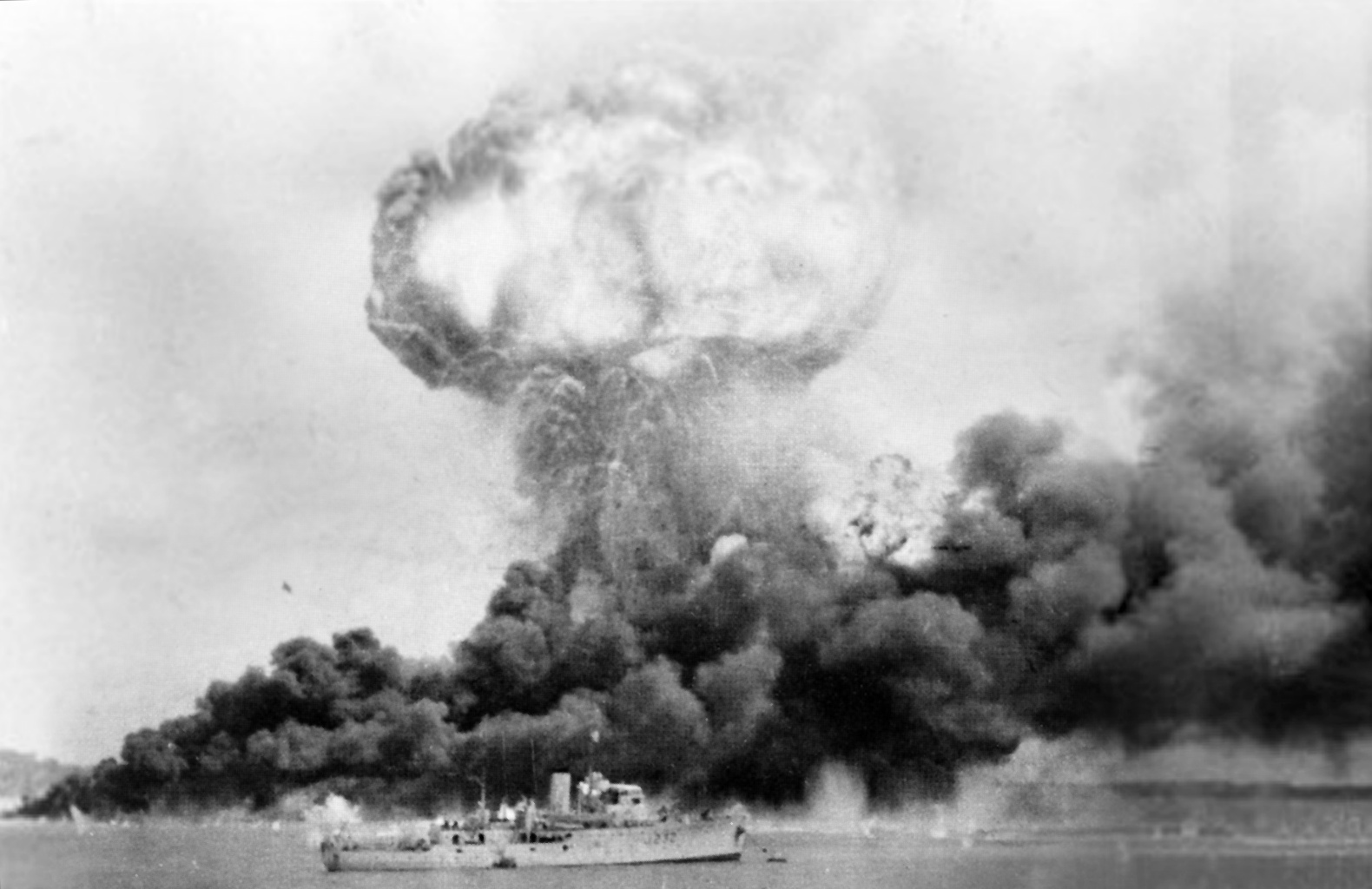
Бомбардування Дарвіна, 1942 рік
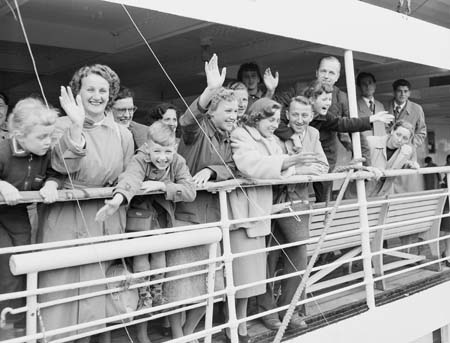
Голландські мігранти на пароплаві, 1954 рік
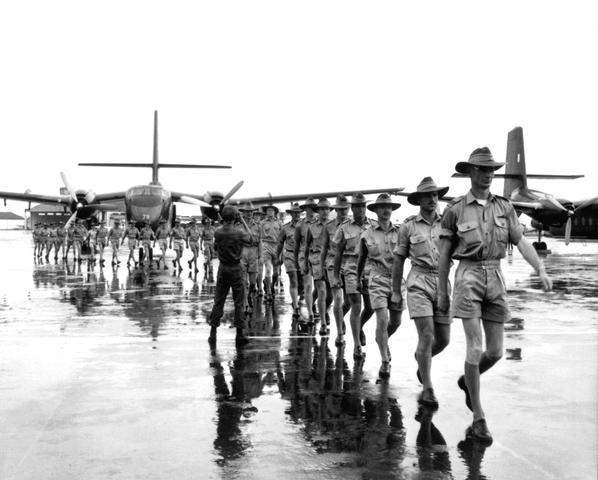
Австралійські солдати у В'єтнамі, 1964 рік

Післявоєнний період з 1944 по 1972 рік ознаменувався правлінням Ліберальної партії Австралії, що виражала інтереси промисловців, в коаліції з Аграрною партією — «ера Мензіса», уряди Холта і Гортона. Швидке економічне зростання підживлювалось міграційними потоками, величезними іноземними інвестиціями в гірничу промисловість. Війська Австралії брали участь у війні в Малаї (1948—1960). Країна 1951 року виступила ініціатором створення тристороннього військового блоку АНЗЮС (разом із Новою Зеландією та США). 1954 року Австралія вступила до політичного блоку південноазійських країн СЕАТО (розпущений 1977 року). Уряд Австралійського Союзу погодився на випробування британської атомної і водневої зброї на території країни. 1962 року підписано договір про військову співпрацю з американським урядом, на території країни розпочалося будівництво військових баз США. 1967 року аборигенам були надані всі громадянські права. 1970 року разом із Новою Зеландією, Великою Британією, Малайзією та Сінгапуром створено оборонний блок АНЗЮК. Австралія брала участь у миротворчій місії на Корейському півострові (1950—1953), пізніше у В'єтнамі.
1973 року до влади прийшла Лейбористська партія, яка переглянула текст конституції, надала внутрішнє самоврядування Папуа — Новій Гвінеї, а пізніше, 1975 року, незалежність.
Після перемоги на виборах 1993 року прем'єр-міністр Пол Кітінг підтвердив своє бажання бачити Австралію республікою до 2000 року. 1999 року на референдумі не була підтримана ідея переходу від конституційної монархії до республіки.

## Політична система
Австралійський Союз — парламентська монархія, королівство Співдружності, зі збереженням конституційно-правових зв'язків із колишньою метрополією, Великою Британією. Австралія входить до складу Співдружності націй. За формою державного устрою Австралія є федерацією. Законодавчу владу в штатах здійснюють місцеві парламенти, виконавчу — місцеві уряди. В кожному штаті є власний губернатор, який представляє британського монарха і формально очолює виконавчу гілку влади. Державне управління територіями здійснює федеральний уряд. Територія штатів поділена на графства і муніципалітети, їхнє населення обирає представницькі органи місцевого самоврядування — ради, які, в свою чергу, створюють власні виконавчі органи. Право на громадянство за місцем народження (jus soli) не визнається; лише за походженням (jus sanguinis) — принаймні один із батьків повинен бути громадянином, або постійно проживати в Австралії; подвійне громадянство визнається. Кваліфікаційний період для натуралізації (постійне проживання на території держави) становить 4 роки.

### Конституція

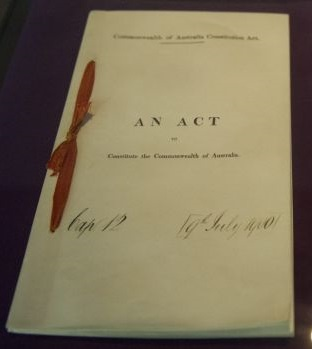
Конституційний акт

Державний лад Австралії визначений конституцією, що була прийнята 9 липня 1900 року й набула чинності 1 січня 1901 року. Прийняття першого конституційного закону засвідчило об'єднання 6 колишніх британських колоній і створення єдиної союзної держави. Поправки до конституції вносились декілька разів, останній раз 1977 року. Поправки до конституції пропонуються в парламенті й виносяться на загальнонаціональний референдум, закон про який повинен набрати абсолютну більшість голосів в обох палатах. Поправки затверджуються на референдумі більшістю виборців мінімум у 4 штатах і територіях та королівською згодою. Зміни кордонів штатів та зменшення представництва у парламенті потребують згоди британського монарха. Федеральна конституція встановила принципи розмежування компетенції у справах управління між федерацією і штатами. В усіх штатах утверджено власні конституції, в деяких ще до введення федеральної. 2017 року заплановано провести референдум щодо поправок до конституції, які б закріпили особливий статус аборигенів у державі.

### Голова держави
Австралію очолює монарх, від 8 вересня 2022 року — король Карл III (англ. Charles III). У країні монарха представляє генерал-губернатор (англ. Governor-General), від з 28 березня 2014 року сер Пітер Косгроув, якого призначає монарх на термін 5 років за згодою австралійського парламенту. 5 вересня 2008 року на посаду генерал-губернатора, після виходу на пенсію Майкла Джеффері, вперше в історії була призначена жінка — Квентін Брайс. Формально генерал-губернатор наділений широкими повноваженнями, але практично всі його рішення мають бути контрасигновані урядом. Останнє правило іноді порушувалося, і генерал-губернатор діяв самостійно, наприклад, стосовно розпуску палат парламенту. Генерал-губернатор очолює федеральну виконавчу раду, яка має допомагати йому в управлінні державними справами. Раду складають усі міністри уряду країни та інші особи, призначувані генерал-губернатором — розширений склад кабінету міністрів.

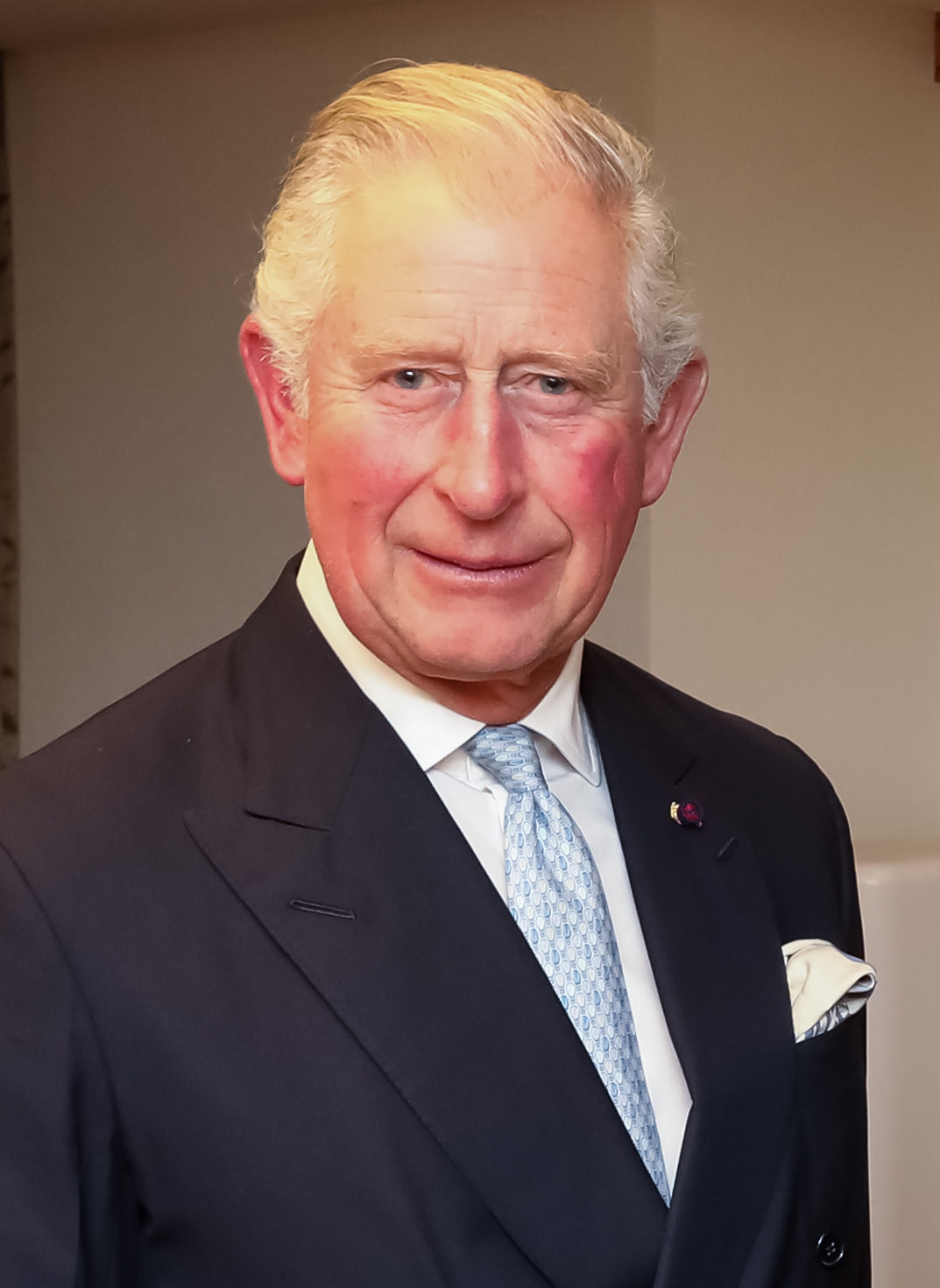
Король Австралії, Карл III
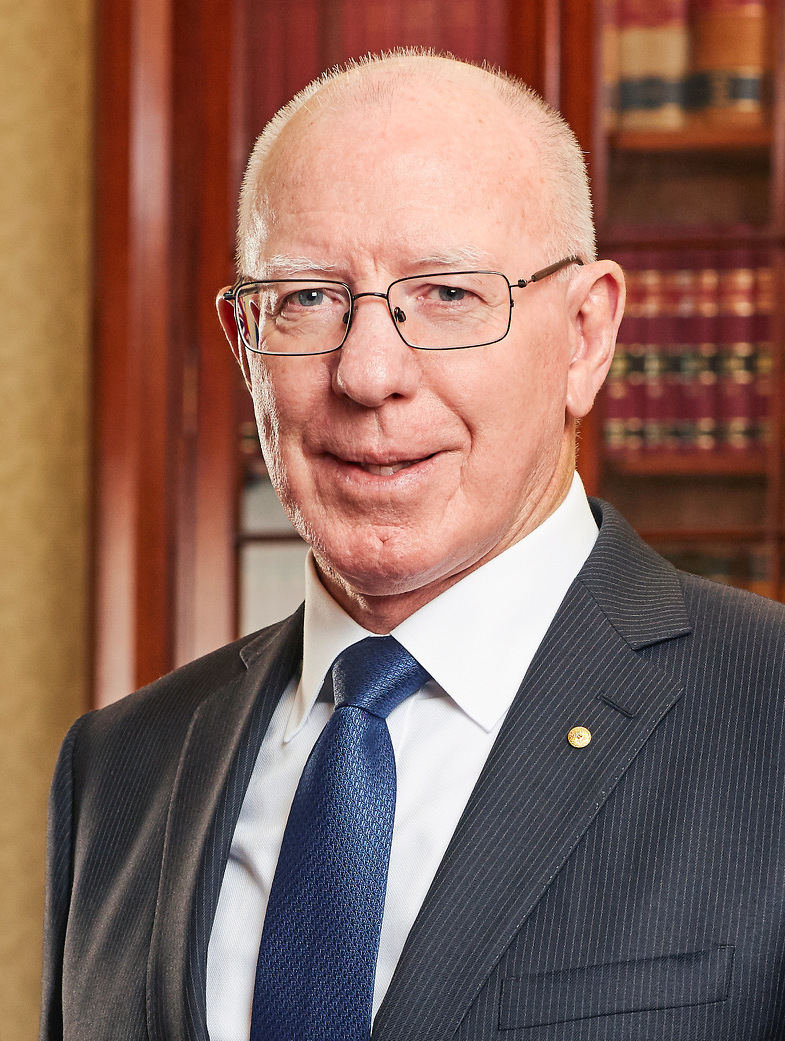
Генерал-губернатор Девід Герлі
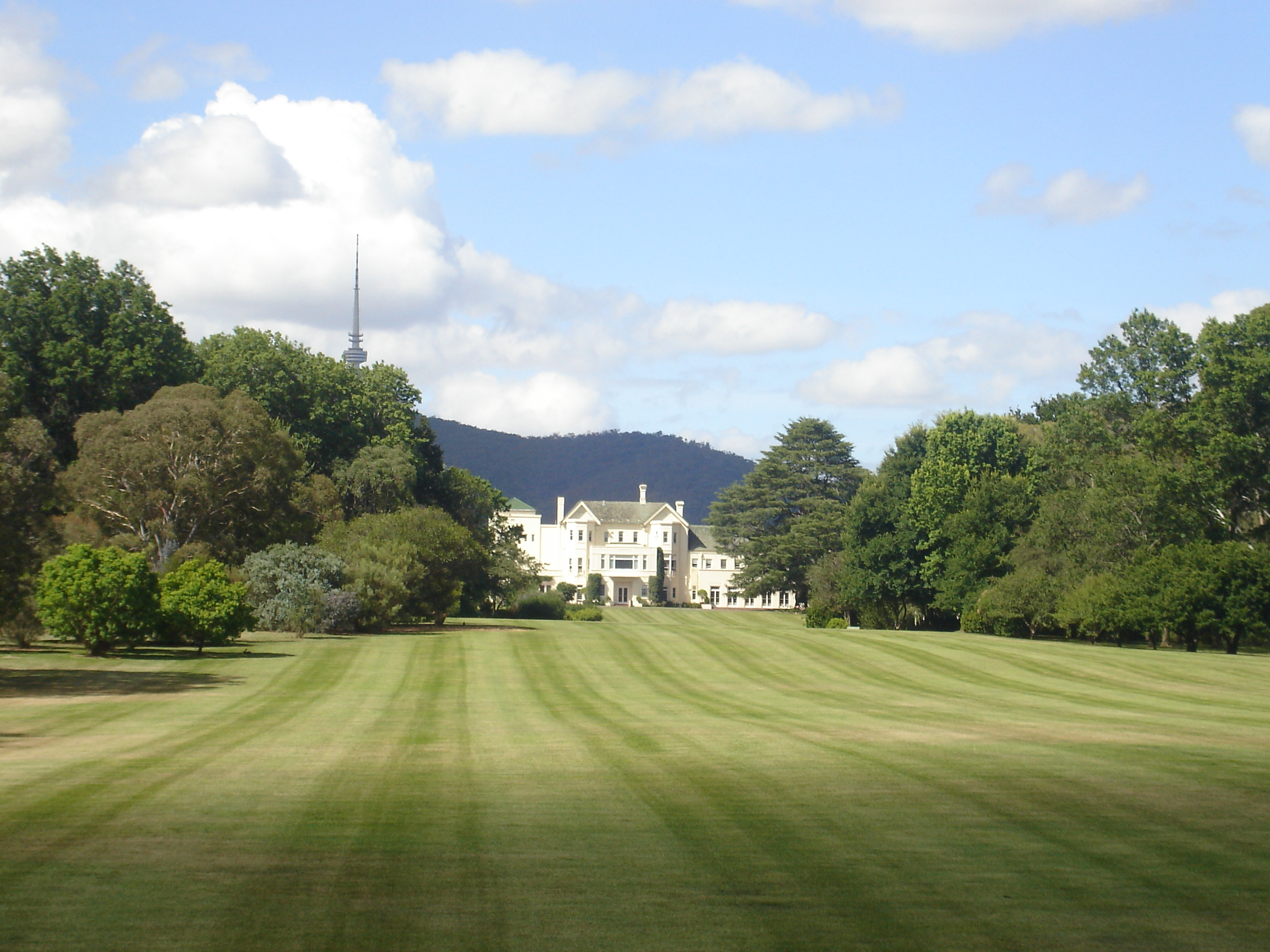
Резиденція генерал-губернатора, Канберра

### Виконавча влада
Виконавча влада належить генерал-губернатору та уряду. Уряд очолює прем'єр-міністр, від 23 травня 2022 року Ентоні Албанізі. Конституцією формально не визначено порядок формування уряду. Встановлено, що міністри повинні бути водночас і членами однієї з палат парламенту. Формування уряду за британською традицією регулюється конституційними угодами, тобто політичними нормами неписаного характеру. Прем'єр-міністр є лідером парламентської більшості, на посаді його затверджує генерал-губернатор. Склад кабінету міністрів пропонується прем'єр-міністром із членів парламенту і затверджується генерал-губернатором.

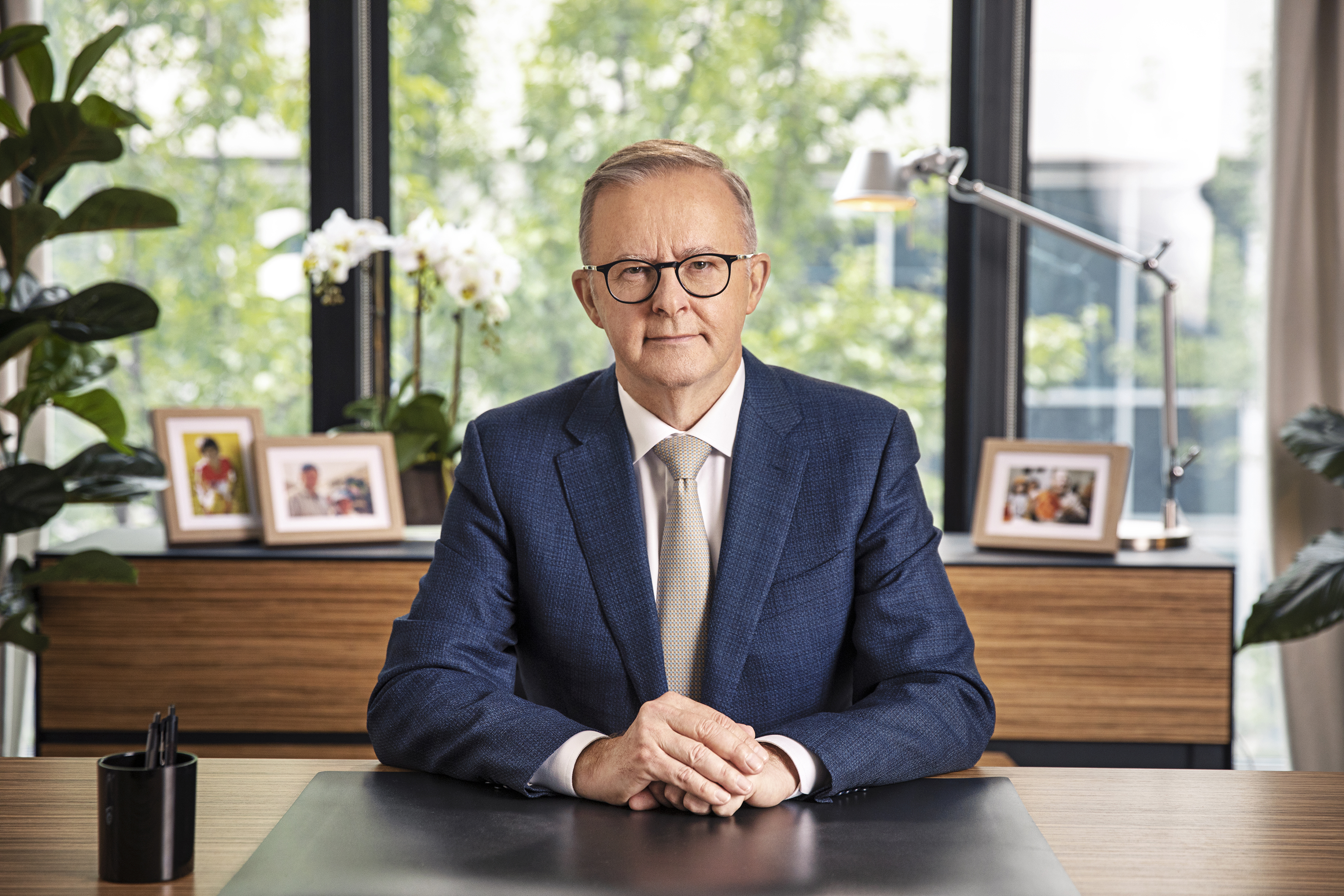
Прем'єр-міністр, Ентоні Албанізі
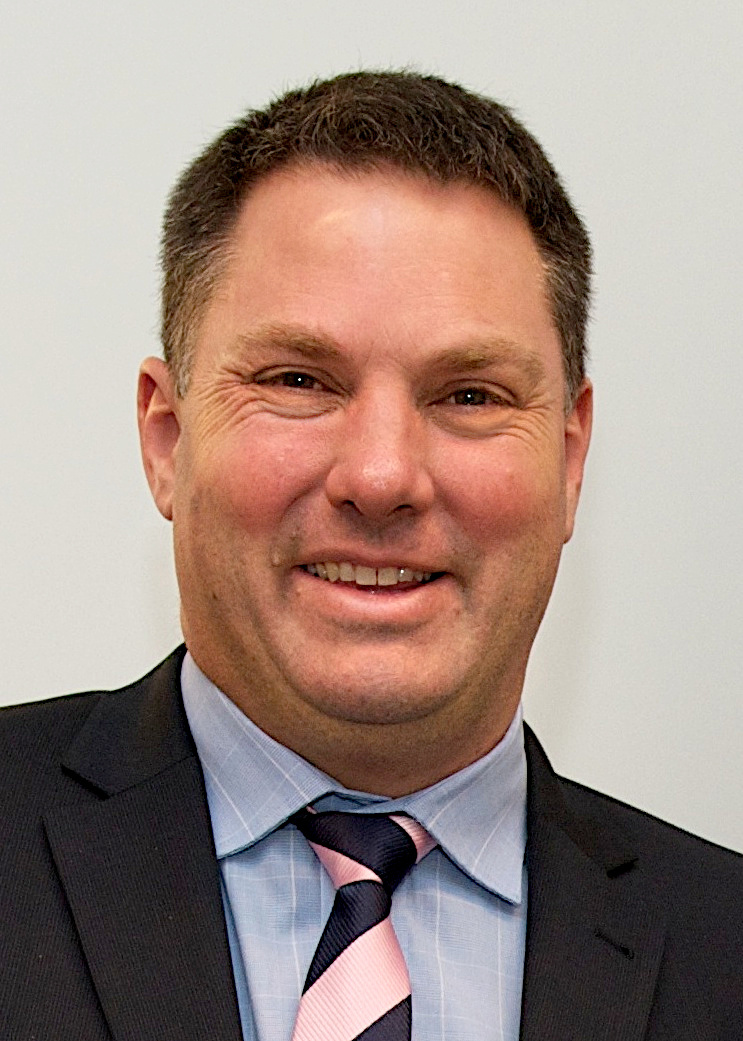
Віцепрем'єр-міністр, Річард Марлес
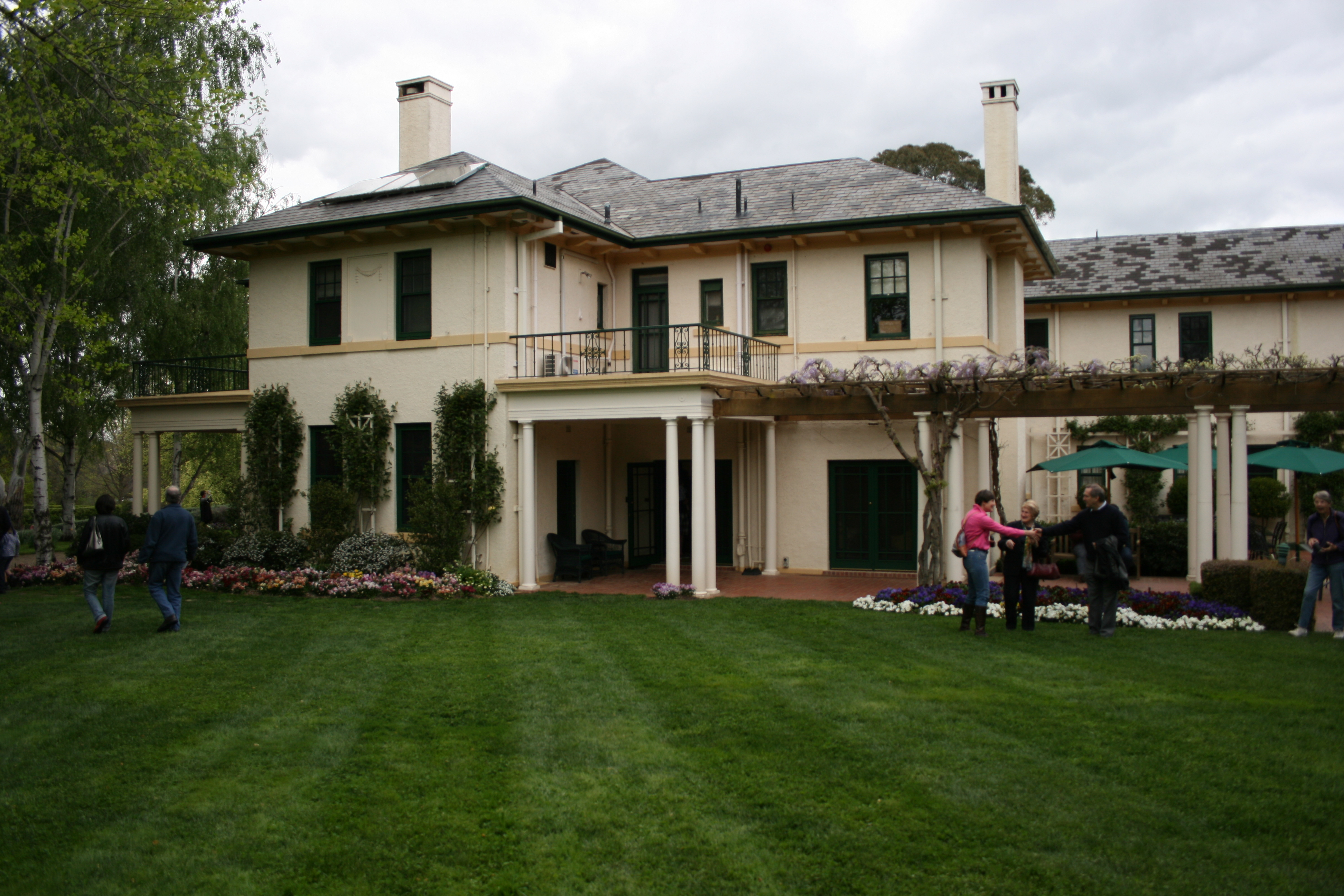
Лодж, резиденція прем’єр-міністра
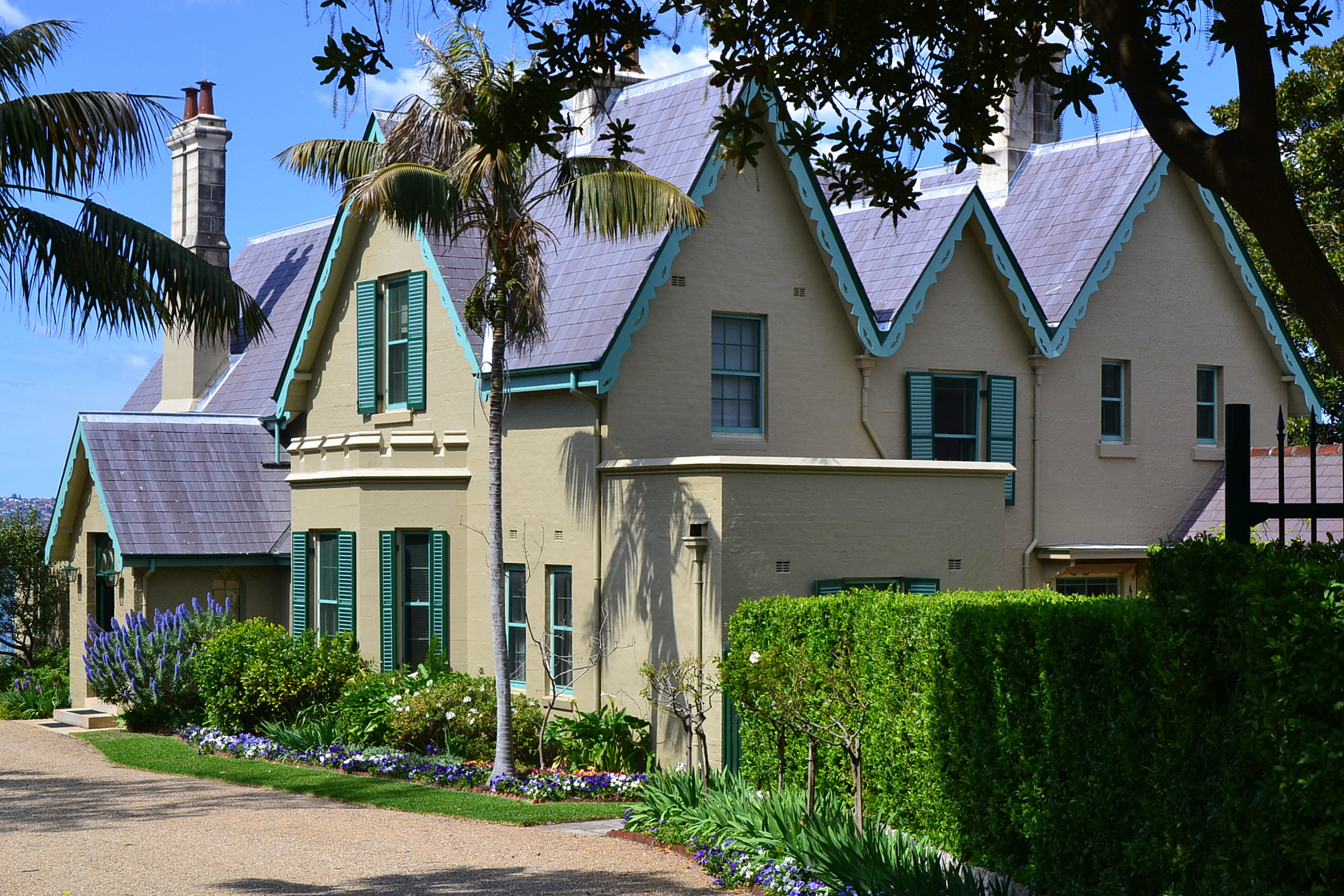
Кіррібіллі-Гаус, резиденція прем’єра в Сіднеї
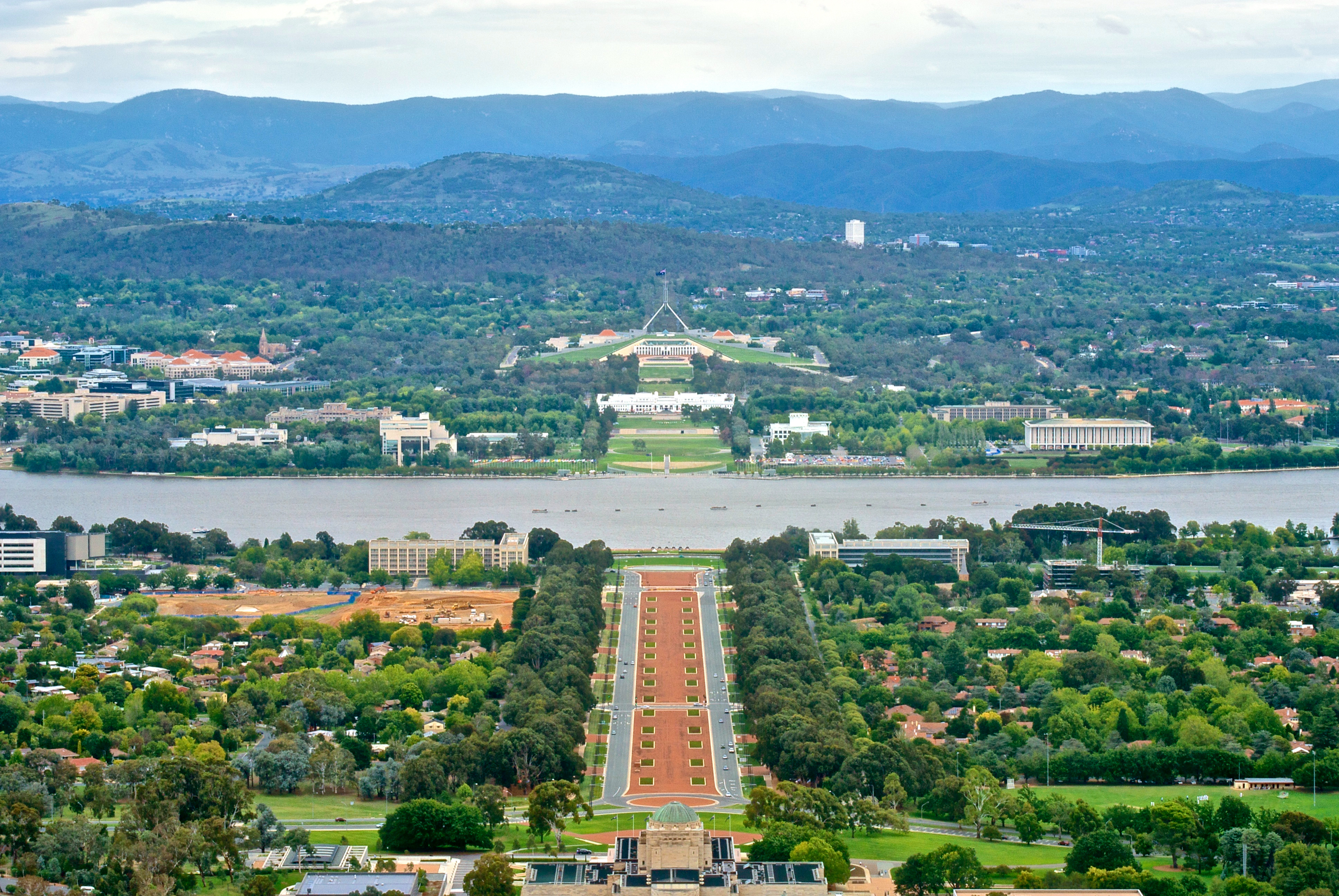
Урядовий квартал (ліворуч за ставом)

Кабінет міністрів складається з профільних міністерств:
- Внутрішніх справ (англ. Home Affairs).
- Гуманітарних служб і цифрової трансформації (англ. Human Services and Digital Transformation).
- Екології (англ. Environment).
- Енергетики (англ. Environment).
- Закордонних справ (англ. Foreign Affairs).
- Зв'язку і мистецтв (англ. Communications and the Arts).
- Малого і сімейного бізнесу, професійної та вечірньої освіти (англ. Small and Family Business, Skills and Vocational Education).
- Імміграції, громадянства і мультикультуралізму (англ. Immigration, Citizenship and Multicultural Affairs).
- Інфраструктури, транспорту і регіонального розвитку (англ. Infrastructure, Transport and Regional Development).
- Міст, міської інфраструктури і населення (англ. Cities, Urban Infrastructure and Population).
- Оборони (англ. Minister for Defence).
- Оборонного персоналу (англ. Defence Personnel).
- Оборонної промисловості (англ. Defence Industry).
- Освіти (англ. Education).
- Охорони здоров'я (англ. Health).
- Охорони здоров'я аборигенів (англ. Indigenous Health).
- Праці та відносин у промисловості (англ. Jobs and Industrial Relations).
- Промисловості, інновацій та науки (англ. Industry, Science and Technology).
- Регіональних служб, місцевої влади та децентралізації (англ. Regional Services, Sport, Local Government and Decentralisation).
- Ресурсів і Північної Території (англ. Resources and Northern Australia).
- Сільського господарства і водних ресурсів (англ. Agriculture and Water Resources).
- Сім'ї і соціальних служб (англ. Families and Social Services).
- Торгівлі, туризму та інвестицій (англ. Trade, Tourism and Investment).
- У справах аборигенів (англ. Indigenous Affairs).
- У справах ветеранів (англ. Veterans' Affairs).
- У справах жінок (англ. Women).
- У справах людей похилого віку (англ. Senior Australians and Aged Care).
- Фінансів (англ. Treasurer).
- Фінансів і державної служби (англ. Finance and the Public Service).

Штати Австралійського Союзу мають свої конституції, парламенти і губернаторів. Місцевими справами відають органи самоврядування — виборні ради, які перебувають під наглядом урядових органів.

### Парламент
Найвища законодавча влада належить двопалатному федеральному парламентові (англ. Commonwealth Parliament), до складу якого входять монарх, призначений генерал-губернатор, що представляє монарха і дві палати: верхньої — Сенат (англ. Senate) і нижньої — Палата представників (англ. House of Representatives). Президент Сенату — Скотт Раян (англ. Scott Ryan); спікер нижньої палати — Тоні Сміт (англ. Tony Smith). Склад обох палат формується за результатами загальних прямих виборів. Вибори до палати представників проводяться за мажоритарною (мажоритарно-преференційною) кожні 3 роки обирається 150 депутатів, а до сенату — за пропорційною системою, від кожного з 6 штатів по 2 сенатори і по 2 від двох територій, усього 76 сенаторів, на термін 6 років, з переобранням половини складу палати через кожні 3 роки. Віковий ценз для виборчого права для обох палат однаковий, для активного 18 років, а пасивного — 21 рік. Палати парламенту загалом рівноправні. Разом із тим усі фінансові законопроєкти спочатку вносяться на розгляд нижньої палати. Сенат може відхилити їх у цілому, але не наділений правом робити поправки. Уряд звітує перед нижньою палатою, палатою представників.

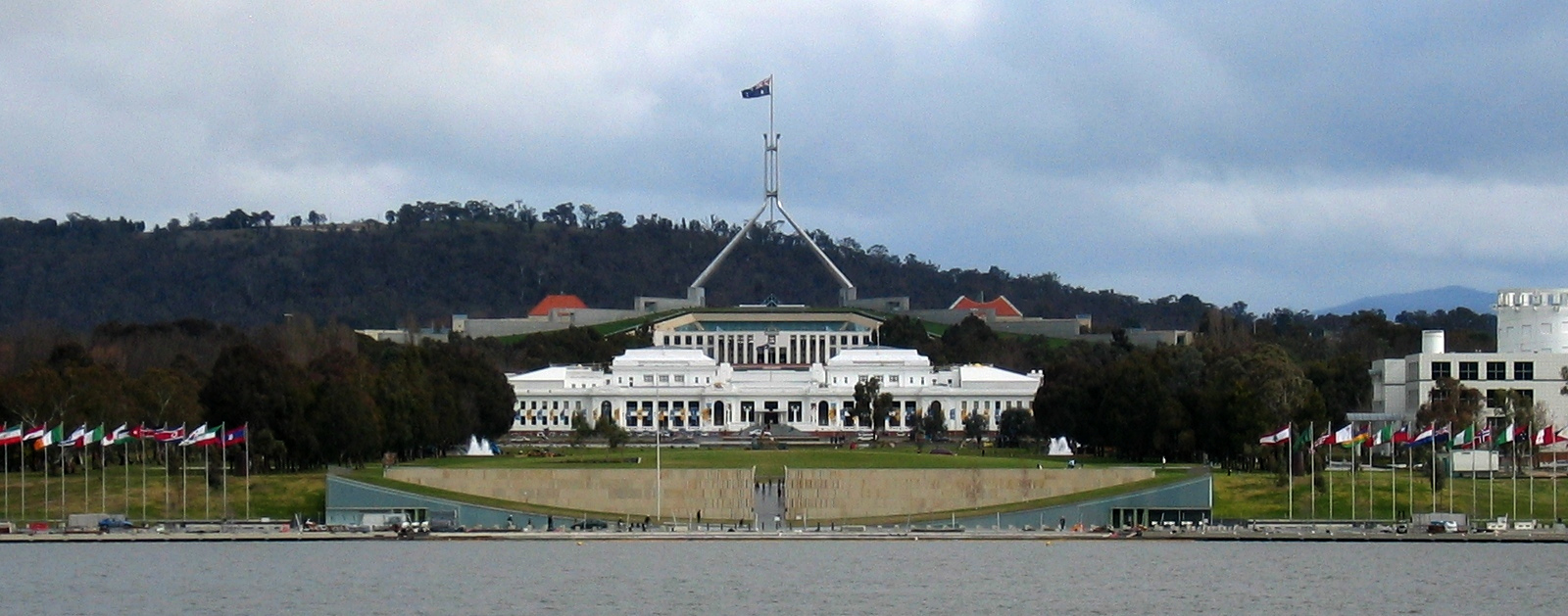
Стара (попереду) і нова (позаду) будівлі парламенту
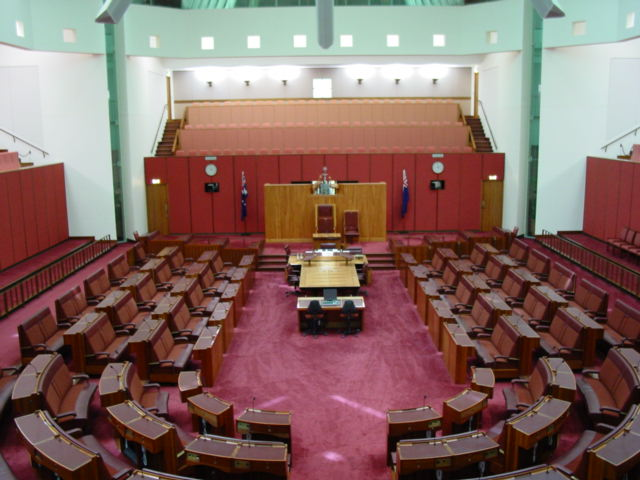
Зала засідань Сенату
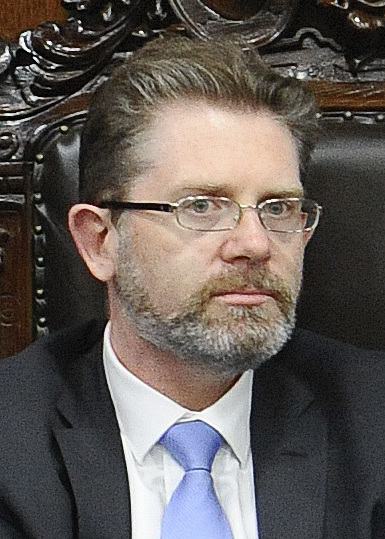
Президент Сенату, Скотт Раян
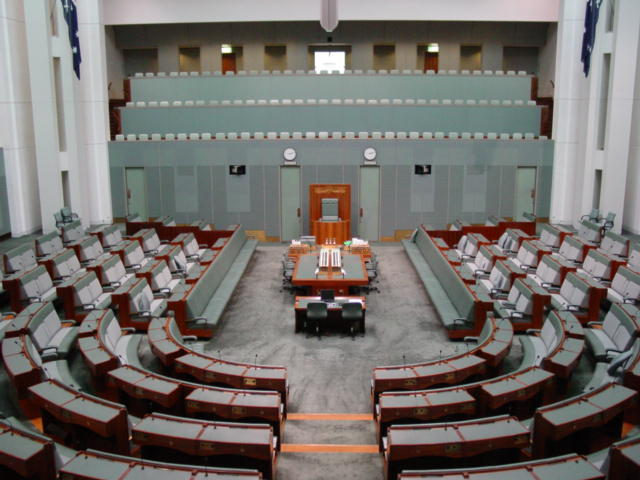
Зала засідань Палати представників
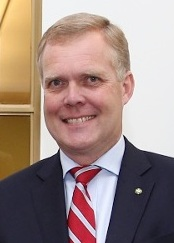
Спікер нижньої палати, Тоні Сміт

#### Політичні партії
В австралійському політичному житті домінують три політичні партії, дві з яких складають правоцентристську ліберально-національну коаліцію. Ліберально-національна коаліція перебувала при владі з 1996 по 2007 роки, однак на парламентських виборах 2007 року перемогу здобули лейбористи, на виборах 2010 року вони повторили свій успіх. Останні парламентські вибори відбулися 2 липня 2016 року, наступні заплановані на 2020 рік. Представництво жінок у сенаті — 36,8 %, у палаті представників — 28,7 %, загалом — 31,4 %. На парламентських виборах до парламенту пройшли наступні політичні партії:
- Націонал-ліберальна коаліція, загалом 76 місць (51 %):
  - Ліберальна партія (англ. Liberal Party of Australia, Lib.), лідер — Скотт Моррісон (англ. Scott Morrison) — 45 місць (30 %). Ліберально-консервативна партія правого центру, що представляє інтереси ділових кіл, середнього класу і деяких груп сільського населення. Утворена 1931 року, до 1944 року мала назву Об'єднана партія Австралії[72].
  - Національна партія (англ. National Party of Australia, NP), лідер — Майкл Маккормак (англ. Michael McCormack) — 10 місць (7 %). Колишня аграрна партія (англ. Country Party), заснована 1916 року — правоцентристська сільсько-консервативна партія, що представляє інтереси сільського населення і взагалі жителів сировинних районів[72].
  - Ліберал-національна партія Квінсленду (англ. Liberal National Party (Queensland), LNP), лідер — Деб Фреклінгтон (англ. Deb Frecklington) — 21-ше місце (14 %). Молодший партнер ліберально-національної коаліції, що представляє її в штаті. Виникла 2008 року і стала впливовою силою не тільки в регіоні (після перемоги на виборах у Законодавчі збори штату 2012 року сформувала уряд штату), але й у федеральному парламенті.
- Лейбористська партія (англ. Australian Labor Party, ALP), лідер — Білл Шортен (англ. Bill Shorten) — 69 місць (46 %). Соціал-демократична партія, тісно пов'язана з профспілками. Заснована 1891 року, як партія робітничої аристократії[72].

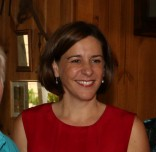
Деб Фреклінгтон
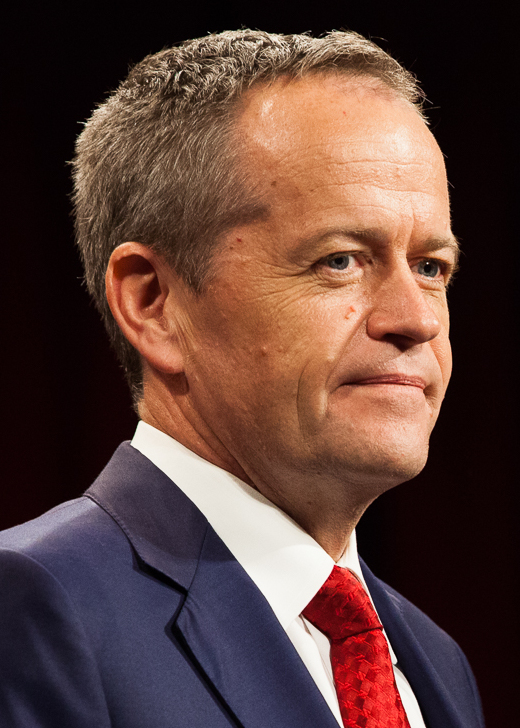
Білл Шортен
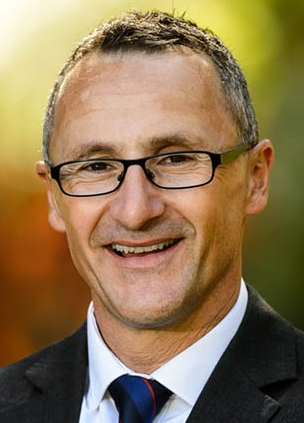
Ричард ді Наталі
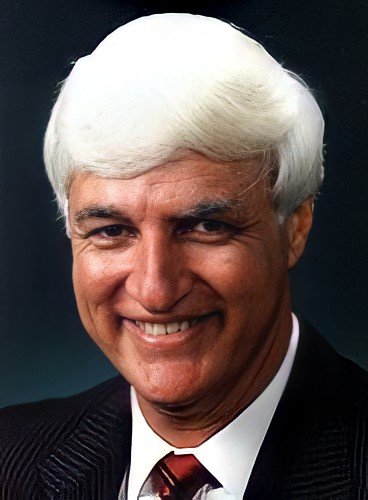
Боб Каттер

Інші впливові політичні партії:
- Австралійська партія зелених (англ. Australian Greens Party, AGP); лідер — Ричард ді Наталі (англ. Richard Di Natale).
- Аграрна ліберальна партія (англ. Country Liberal Party, CLP); лідер — Адам Джилс (англ. Adam Giles).
- Родина передусім (англ. Family First Party, FFP); лідер — Боб Дей (англ. Bob Day).
- Австралійська партія Каттера (англ. Katter's Australian Party, KAP); лідер — Боб Каттер (англ. Bob Katter).
- Об'єднана партія Палмера (англ. Palmer United Party, PUP); лідер — Клів Палмер (англ. Clive Palmer).
- Соціалістична партія, утворена 1920 року. До 1972 року комуністична партія[72]. Після того як посварилася з КПРС, утворено нову «справжню марксистсько-ленінську» соціалістичну партію.
- Демократична лейбористська партія сформована впродовж 1955—1958 років крайніми правими, що вийшли або були виключені з лейбористської партії[72].
- Австралійська партія заснована 1969 року групою колишніх членів ліберальної партії.

Інші групи політичного впливу: різного рівня бізнесові (ротарі клуби та інші), природоохоронні та соціальні групи, профспілки. Профспілки в Австралійському Союзі виникли у 1850-х роках. 1956 року вони налічували близько 1,7 млн членів. Австралійська рада профспілок, заснована у 1927 році, входить до Міжнародної конфедерації вільних профспілок, охоплює понад 300 професійних союзів, що об'єднують більш як половину робітників країни. Австралійський робітничий союз створено реформістами.

### Судова влада

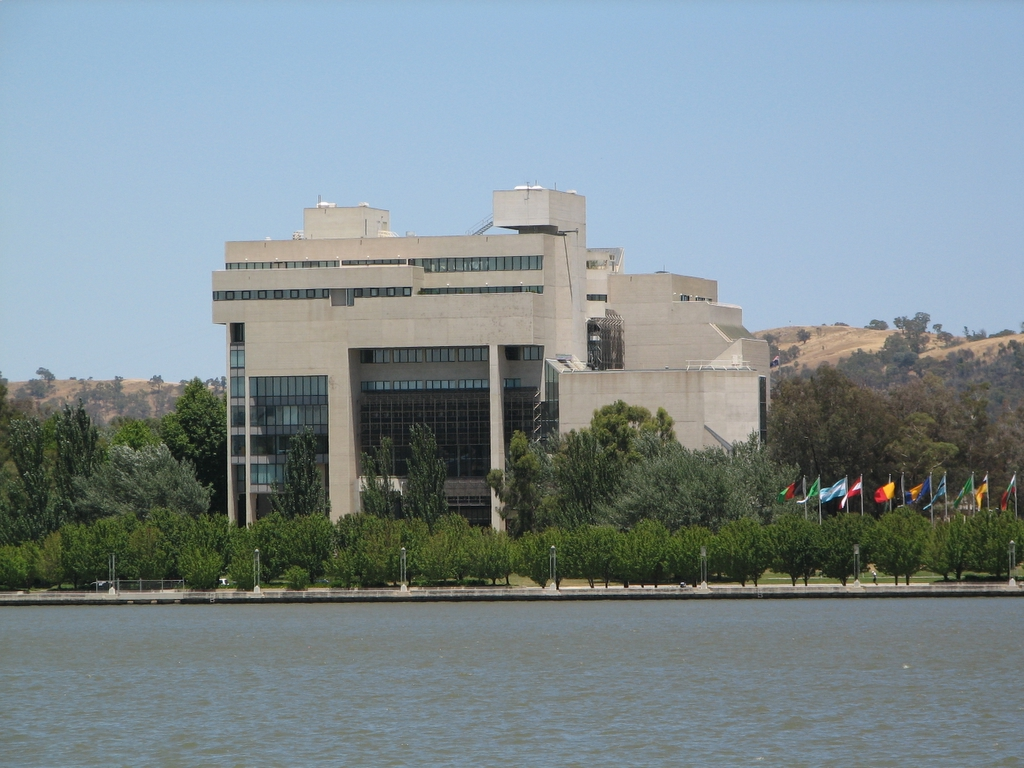
Будівля Високого суду Австралії

Правова система в державі базується на моделі англійського загального права. Австралійська судова система складається з федеральних судів, судів штатів, а також кількох спеціалізованих судів з обмеженою юрисдикцією. Серед федеральних судів найвищими повноваженнями володіє Високий суд (англ. High Court of Australia) з 7 суддів, який має право тлумачити конституцію і здійснювати конституційний контроль за діяльністю державних органів. У кожному штаті, 2 материкових територіях та на острові Норфолк присутні власні верховні суди. Судді верховних судів призначаються радою при генерал-губернаторі безстроково до віку у 70 років.
Держава визнає юрисдикцію Міжнародного суду із застереженнями, визнає юрисдикцію Міжнародного кримінального суду. Австралія бере участь у функціонуванні міжнародної кримінальної поліції Інтерпол (ICPO) з вересня 1948 року.

### Міжнародні відносини
Австралія і Східний Тимор 2007 року в договорі про Тиморське море погодилися відкласти на 50 років вирішення суперечки про ділянку спільного кордону і порівну ділити доходи від видобутку вуглеводнів. Через те, що Індонезія не ратифікувала остаточно положення договору про морський кордон з Австралією від 1997 року, деякі політичні кола оскаржують права Австралії на острови Ашмор і Картьє, особливо через те, що уряд Австралії закрив деякі ділянки утвореного на островах заповідника для традиційного індонезійського рибальства і ввів обмеження на ловлю риби і морепродуктів. Деякі сусідні країни висловлюють занепокоєння з приводу оголошення Австралією 2004 року морської дослідницької зони завширшки 1 000 морських миль від лінії узбережжя. Австралія заявила про зону інтересів у Антарктиді загальною площею 3,37 млн км². 2004 року Австралія подала заявку до Комісії ООН з визначення меж континентального шельфу (CLCS) на розширення власної шельфової зони на 3,37 млн км² (приблизно 30 % площі її виключної економічної зони). Від 2003 року збройні сили Австралії очолюють Регіональну місію з допомоги Соломоновим Островам (RANSI), яка покликана підтримувати громадський і політичний порядок, а також зміцнювати безпеку в регіоні.
Посол Австралії в США, з 28 січня 2016 року — Джозеф Бенедікт Хокей (англ. Joseph Benedict Hockey). Будівля амбасади знаходиться за адресою: 1601 Massachusetts Avenue NW, Washington DC, 20036. Генеральні консульства відкриті у містах Атланта, Чикаго, Гонолулу, Х'юстон, Лос-Анджелес, Нью-Йорк, Сан-Франциско. Посол США в Австралії, з 25 вересня 2013 року — Моррел Джон Беррі (англ. Morrell John Berry). Будівля американської амбасади знаходиться в місті Канберра, за адресою: Moonah Place, Yarralumla, Canberra, Australian Capital Territory 2600. Генеральні консульства відкриті у містах Мельбурн, Перт, Сідней.

#### Членство в міжнародних організаціях
Австралія входить до складу низки регіональних і глобальних міжнародних організацій:
- Тихоокеанського пакту безпеки (ANZUS),
- Азійсько-Тихоокеанського економічного співробітництва (APEC),
- Регіонального форуму АСЕАН (AMF),
- партнер по діалогу Асоціації держав Південно-Східної Азії (ASEAN),
- Австралійської групи (AG),
- Співдружності націй (Commonwealth of Nations),
- Спільноти демократій (CD),
- Плану Коломбо (CP),
- Саміту країн Східної Азії (EAC),
- Великої двадцятки (G-20),
- Міжнародного агентства з атомної енергії (IAEA),
- Міжпарламентського союзу (IPU),
- Агентства з ядерної енергії[en] (NEA),
- Групи ядерних постачальників (NSG),
- Організації із заборони хімічної зброї (OPCW),
- країна-партнер Організації з безпеки і співробітництва в Європі (OSCE),
- спостерігач Тихоокеанського альянсу (Pacific Alliance),
- Паризького клубу (Paris Club),
- Постійної палати третейського суду (PCA),
- Форуму тихоокеанських островів (PIF),
- спостерігач Системи центральноамериканської інтеграції (SICA),
- Секретаріату Тихоокеанської спільноти (SPC),
- ООН (UN) з 1945, постійний представник при ООН — Джилліан Елізабет Берд (англ. Gillian Elizabeth Bird)[75],
- Організації Об'єднаних Націй з питань освіти, науки і культури (UNESCO),
- Управління Верховного комісара ООН у справах біженців (UNHCR),
- Місії ООН в Південному Судані (UNMISS),
- Об'єднаної місії ООН в Східному Тиморі (UNMIT),
- БАПОР (UNRWA),
- Організації ООН зі спостереження за перемир'ям (UNTSO),
- Всесвітньої туристичної організації (UNWTO),
- Всесвітнього поштового союзу (UPU),
- Всесвітньої організації інтелектуальної власності (WIPO),
- Комітету Цангера (ZC)[17].

#### Українсько-австралійські відносини
Дипломатичні відносини України з Австралією встановлено 26 грудня 1991 року.

### Державна символіка
Національний символ країни: сузір'я Південний хрест (п'ять зірок), кенгуру, ему. Національні кольори: зелений, золотавий.

#### Прапор
Державний прапор Австралії, затверджений 1901 року, є прямокутним полотнищем синього кольору з прапором Великої Британії у верхньому квадранті біля древка, великою білою семикутною зіркою (Зірка Федерації) в нижньому квадранті біля древка, чотирма білими семикутними і однією п'ятикутною зіркою у вигляді сузір'я Південний Хрест у правій половині полотнища. Промені зірки Федерації означають суб'єкти австралійської федерації.

#### Гімн
Державним гімном Австралії є пісня «Розвивайся, прекрасна Австраліє» (англ. «Advance Australia Fair»), слова і мелодію до якої 1878 року написав Пітер Доддс Маккормік. Гімн офіційно затверджено 1984 року. На додаток до національного гімну і на рівні з ним у країні використовують британський гімн «Боже, бережи короля».

### Адміністративно-територіальний поділ
У адміністративному плані територія Австралії поділяється на 6 штатів (англ. state), 2 території (англ. territory), 1 столичну федеральну територію і 6 зовнішніх територій (англ. external territory). Штати розділено на 700 з гаком районів місцевого самоврядування (англ. Local Government Area).
|                                  | Суб'єкт федерації                                                    | Адміністративний центр             |
| Штати                            | Штати                                                                | Штати                              |
| -------------------------------- | -------------------------------------------------------------------- | ---------------------------------- |
| 1                                | Вікторія (Victoria)                                                  | Мельбурн (Melbourne)               |
| 2                                | Західна Австралія (Western Australia)                                | Перт (Perth)                       |
| 3                                | Квінсленд (Queensland)                                               | Брисбен (Brisbane)                 |
| 4                                | Новий Південний Уельс (New South Wales)                              | Сідней (Sydney)                    |
| 5                                | Південна Австралія (South Australia)                                 | Аделаїда (Adelaide)                |
| 6                                | Тасманія (Tasmania)                                                  | Гобарт (Hobart)                    |
| Території                        |                                                                      |                                    |
| 1                                | Австралійська столична територія (Australian Capital Territory)      | Канберра (Canberra)                |
| 2                                | Джервіс-Бей (Jervis Bay Territory)                                   | Джервіс-Бей (Jervis Bay Village)   |
| 3                                | Північна Територія (Northern Territory)                              | Дарвін (Darwin)                    |
| Зовнішні території               |                                                                      |                                    |
| 1                                | Ашмор і Картьє (Ashmore and Cartier Islands)                         | —                                  |
| 2                                | Герд і Макдональд (Heard Island and McDonald Islands)                | Атлас-Коув (Atlas Cove)            |
| 3                                | Кокосові Острови (Cocos (Keeling) Islands)                           | Західний острів (West Island)      |
| 4                                | Острови Коралового моря (Coral Sea Islands)                          | острів Вілліс (Willis Island)      |
| 5                                | Норфолк (Norfolk Island)                                             | Кінгстон (Kingston)                |
| 6                                | Острів Різдва (Christmas Island)                                     | Флаїнг-Фіш-Коув (Flying Fish Cove) |
| Невизнані претензії в Антарктиці |                                                                      |                                    |
| 1                                | Австралійська антарктична територія (Australian Antarctic Territory) | Дейвіс (Davis Station)             |

Штати і території

Хронологія державотворення Австралійського Союзу

Політико-адміністративний устрій штатів копіює федеральний устрій, в усіх штатах; окрім Квінсленду, двопалатні парламенти. Власні однопалатні парламенти мають також материкові території, окрім Джервіс-Бею. Нижні палати парламентів — законодавчі зібрання (англ. Legislative assembly), у Південній Австралії — палата зібрань (англ. House of Assembly). Верхні палати парламентів штатів — законодавчі ради (англ. Legislative Council). Згідно з конституцією держави, легіслатури штатів не обмежені у власних повноваження щодо законодавчого регулювання будь-яких питань власного життя, тоді як права федерального парламенту чітко перелічені у розділі 51 конституції. Наприклад, тільки парламенти штатів мають право приймати місцеві закони щодо освіти, кримінального права поліції, охорона здоров'я, транспорту та місцеве самоврядування, а федеральний парламент не має жодних спеціальних повноважень щодо регулювання цих сфер місцевого життя. Проте закони Союзу мають перевагу над місцевими законами у випадку правових колізій. У федеральному віданні питання оподаткування прибутків. У більшості випадків материкові території мають ті самі повноваження, що й штати, за винятком того, що федеральний парламент має право змінювати або скасовувати будь-які законодавчі акти, прийняті парламентами території. Виконавча влада у штатах представлена місцевими урядами на чолі з місцевими прем'єр-міністрами (англ. Premier), у територіях — головними міністрами (англ. Chief Minister). Король у штатах представлений губернаторами (англ. Governor), у Північній Території — адміністратором (англ. Administrator of the Northern Territory). Федеральний парламент має право безпосередньо адмініструвати зовнішні території та територію Джервіс-Бей. Острів Норфолк з 1979 по 2015 рік мав значну автономію. Відповідно до «Закону про острів Норфолк» від 1979 року мав власну законодавчу асамблею та представника короля. 2015 року федеральний парламент скасував самоврядування острова, синхронізував податкове та соціальне законодавство, замінив місцеву законодавчу асамблею консультативною радою. Острів Маккуорі адмініструється урядом Тасманії, острів Лорд-Гов — урядом Нового Південного Уельсу.

### Збройні сили
Збройні сили Австралії (англ. Australian Defense Force; ADF) складаються з сухопутних військ (англ. Australian Army), військово-повітряних сил (англ. Royal Australian Air Force; RAAF), військово-морських сил (англ. Royal Australian Navy; RAN) та Командування об'єднаних операцій (англ. Joint Operations Command; JOC). Номінальним головнокомандувачем військ виступає генерал-губернатор, який призначає начальника сил оборони (англ. Chief of the Defence Force) за згодою парламенту, з 6 липня 2018 року — генерал Енгус Кемпбелл. Повсякденними справами війська займається начальник, за міністром оборони залишається формування оборонної політики й адміністрування забезпечення армії. Станом на листопад 2015 року загальна чисельність військових країни дорівнювала 81,2 тис. осіб, з яких 57,9 тис. особовий склад, а 23,2 тис. — резервісти. Мінімальний вік для добровільної військової служби за згодою батьків — 17 років. Станом на 2012 рік, призов на строкову військову службу відсутній. Для жінок існують обмеження лише на службу в силах спецпризначення. Щорічні витрати на оборону станом на 2017 рік складають 2 % від ВВП держави (12-те місце у світі), 2012 року — 1,71 % від ВВП.

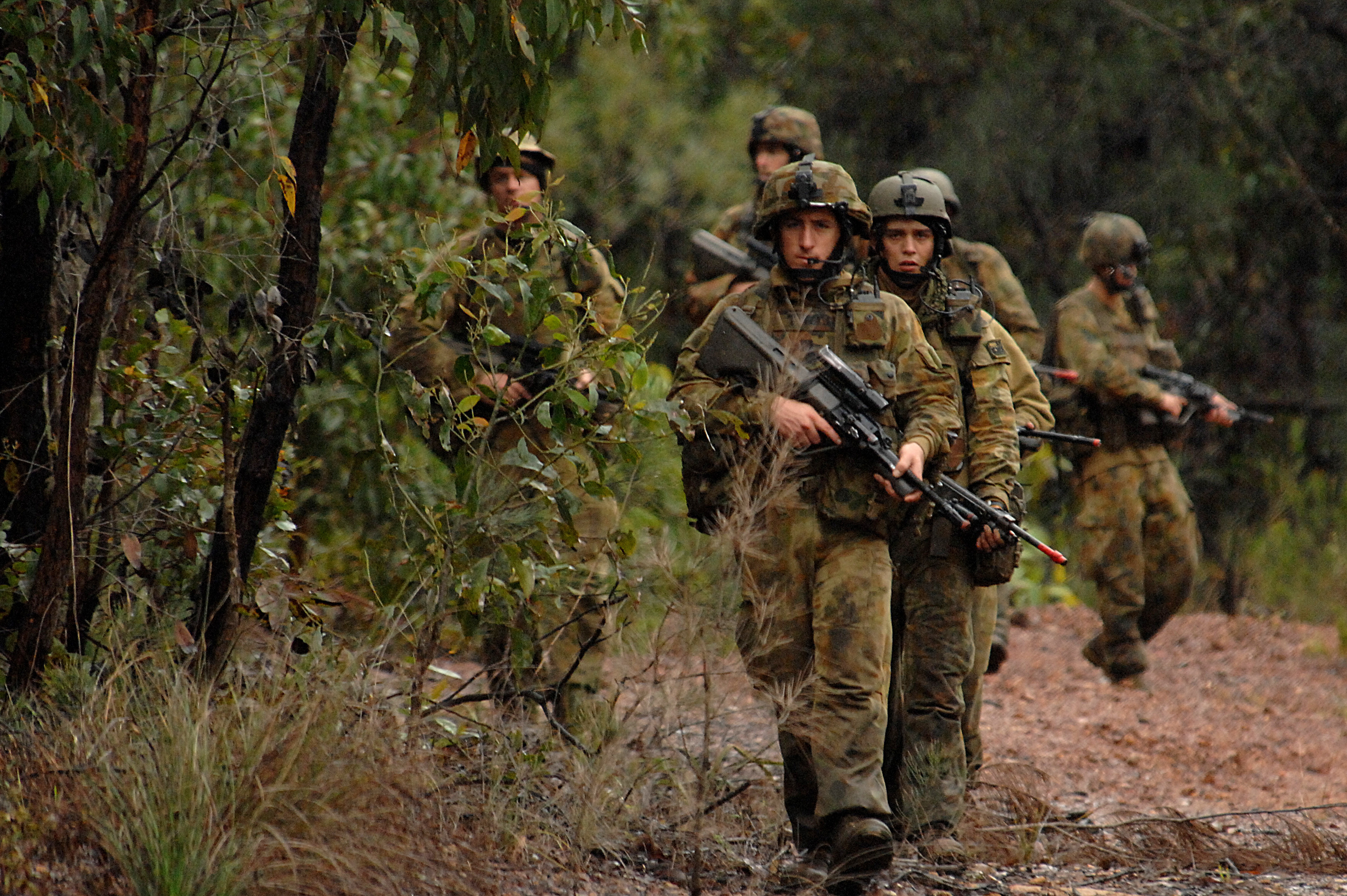
Австралійські військові на навчаннях
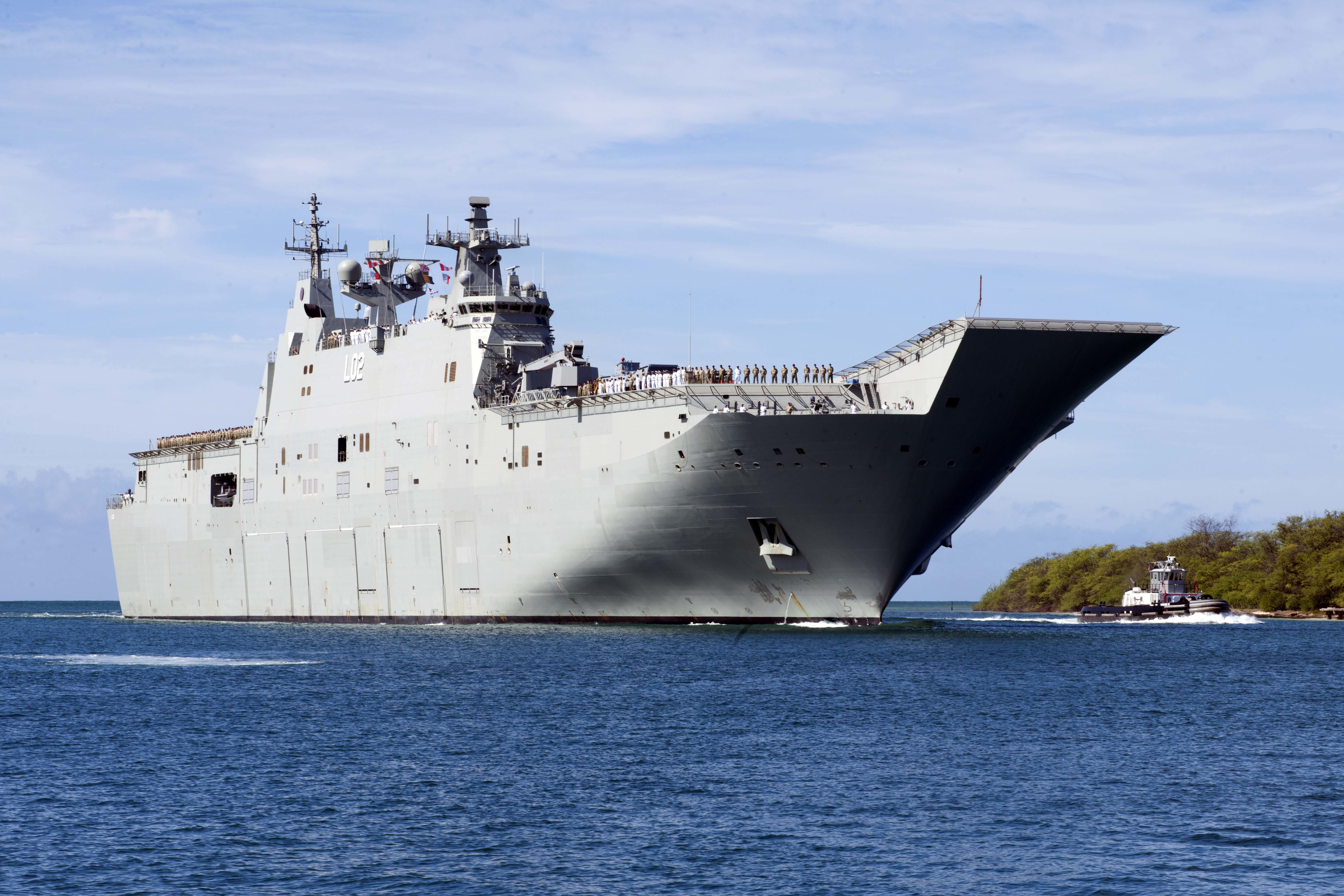
Вертольотоносець HMAS Canberra
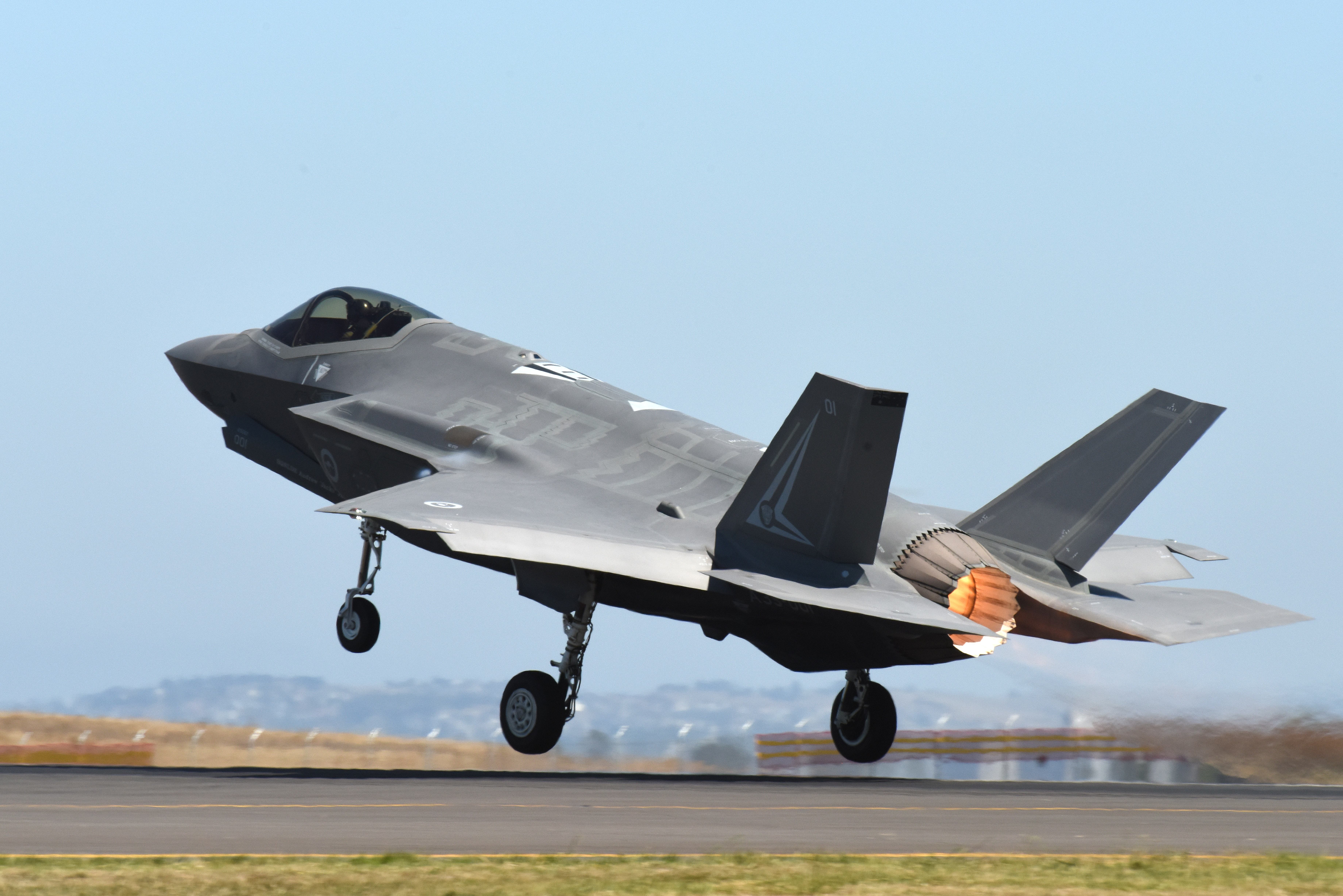
F-35 у складі ВПС Австралії
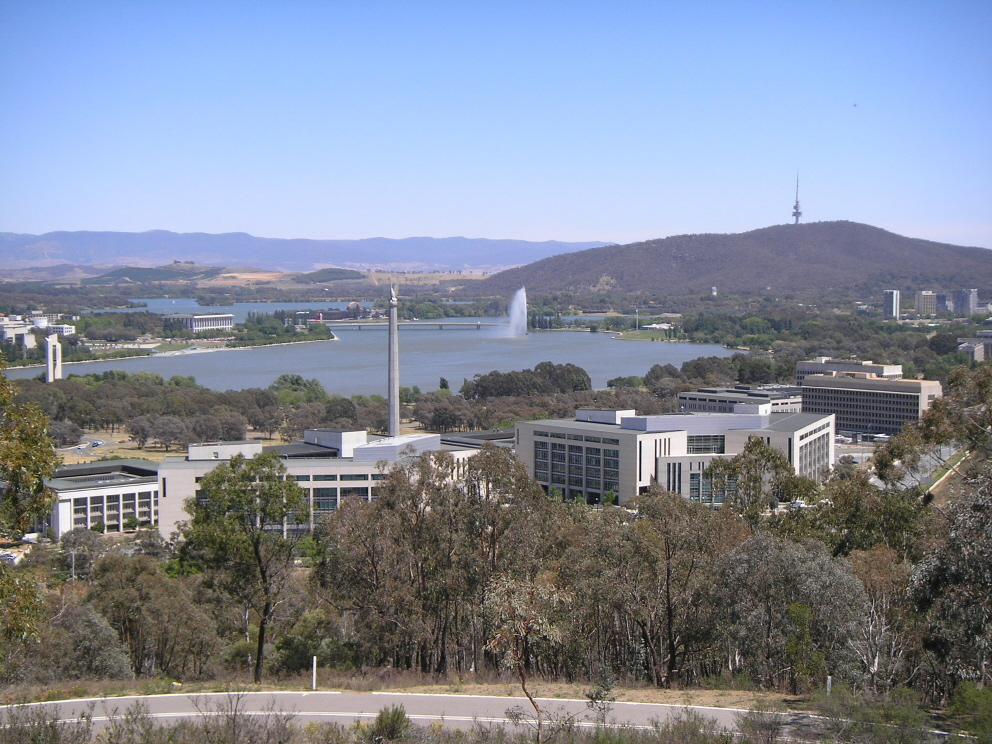
Расселл-офіс — штаб сил оборони країни
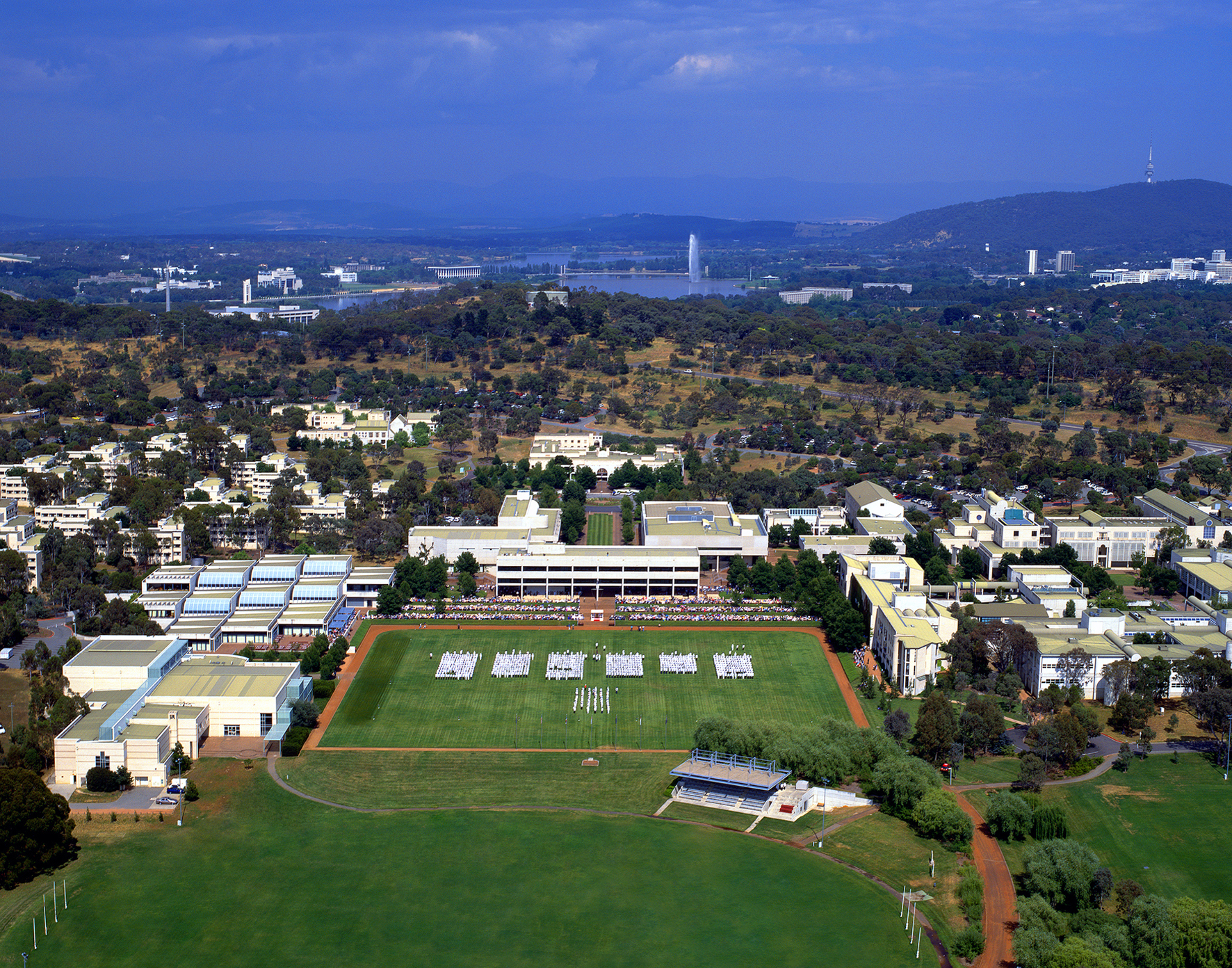
Військова академія в Канберрі

Австралія брала участь у миротворчих операціях ООН та регіональних організацій, підтримці населення при стихійних лихах та збройних конфліктах, включно з вторгненням до Афганістану 2001 року й Іраку 2003 року. Станом на 2017 рік 2241 австралійський військовий бере участь у 12 міжнародних операціях у районах.

## Економіка
Австралійський Союз — одна з економічно найрозвиненіших індустріально-аграрних країн світу. На світовому ринку вона виступає як один з основних постачальників мінеральної та сільськогосподарської сировини. Валовий внутрішній продукт (ВВП) Австралії 2019 року за паритетом купівельної спроможності становив 1,143 трлн доларів США; 2018 року — 1,121 трлн доларів США. За офіційним обмінним курсом — 1,39 трлн (станом на 2019 рік); у розрахунку на душу населення — 62,75 тис. доларів США (15-те місце у світі). Зростання ВВП 2019 року становило 1,84 % (146-те місце у світі), 2018 року ВВП зріс на 2,77 %.
Розподіл ВВП за секторами економіки (станом на 2017 рік):
- агровиробництво — 3,6 %,
- промисловість — 25,3 %,
- сфера послуг — 71,2 %[17].

Розподіл ВВП за кінцевими споживачами (станом на 2017 рік):
- споживання домогосподарств — 56,9 %,
- державне споживання — 18,4 %,
- інвестиції в основний капітал — 24,1 %,
- інвестиції в товарно-матеріальні запаси — 0,1 %,
- експорт товарів і послуг — 21,5 %,
- імпорт товарів і послуг — −21 %[17].

Прямі іноземні інвестиції в економіку Австралії на 31 грудня 2015 року дорівнювали 642,2 млрд доларів США (15-те місце у світі). Інвестиції компаній і населення Австралії в закордонні економіки на 31 грудня 2015 року дорівнювали 475,7 млрд доларів США (18-те місце у світі). Валове національне заощадження 2013 року становило 24,2 % від ВВП; 2015 року — 22,20 % від ВВП (66-те місце у світі). Нерівність розподілу сімейного доходу (коефіцієнт Джині) 2008 року дорівнював 30,3 (119-те місце у світі), 1994 року дорівнював 35,2.
Характерною рисою австралійської економіки є високий рівень концентрації та централізації виробництва, загалом це 50 найбільших компаній — BHP Group Limited, найбільша у світі гірничодобувна компанія; Wesfarmers; Woolworths Limited; які разом із Commonwealth Bank, найбільшим банком Південної півкулі, та National Australia Bank, найбільшим банком Австралії, увійшли до списку Fortune Global 500 2017 року. У другій половині XX століття світової ваги досягали підприємства «Остреліан ойл енд газ корпорейшн», вуглеводні; «Колоніел шугар рифайнінг», цукрова галузь, та ін. Держава фінансує різноманітні науково-дослідні розроби, створено федеральну Організацію з наукових і промислових досліджень, планує розміщення промислових підприємств, фінансує перспективні напрямки розвитку певних регіонів, готує спеціалістів для затребуваних галузей економіки. Великі концерни, тісно зв'язані з монополіями США і Великої Британії, майже повністю контролюють економіку. 2018 року країна посіла 18-те місце в рейтингу «Doing Business» від Світового банку. Для Австралії важливим є близькість до південно- та східноазійських ринків збуту сировини і продукції. За сторіччя своєї незалежності вона змогла увійти до 20 найбільших економік світу (G20), 15—16 листопада 2014 року в виставковому центрі міста Брисбен пройшов 9-й саміт голів країн Великої двадцятки. Факторами такого стрімкого росту слугували багаті природні ресурси, капіталістичний курс розвитку від самого початку незалежності, залучення технологій, капіталу, ринків збуту своєї метрополії — Великої Британії. Приток висококваліфікованих кадрів та капіталу з метрополії, скватерство відразу великих площ сільгоспугідь дозволило швидко розвиватись агропромисловому комплексу, а пізніше гірництву. Під час Другої світової війни завдяки американським інженерним військам країна значно покращила власну транспортну інфраструктуру морських портів, шосейних доріг, аеродромів.

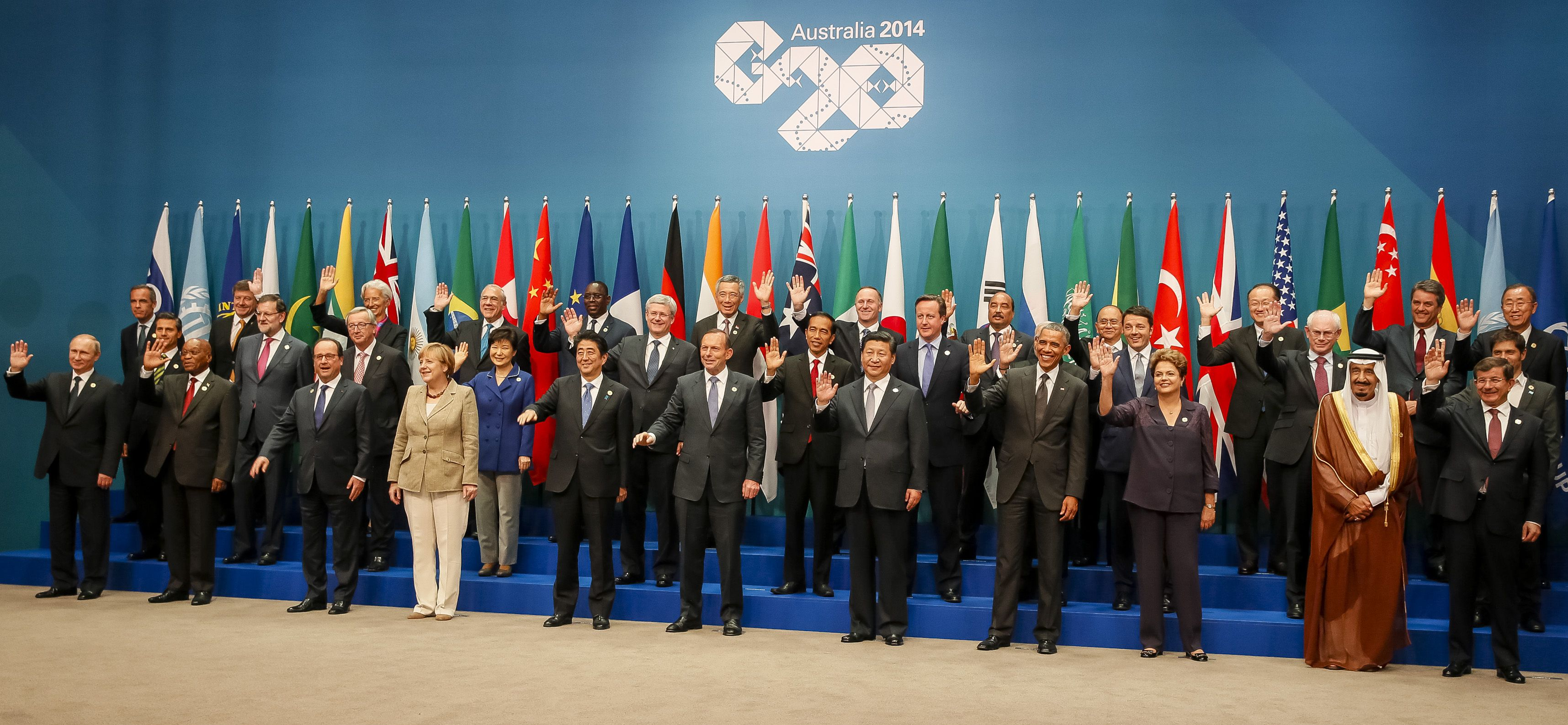
Саміт G20 у Брисбені
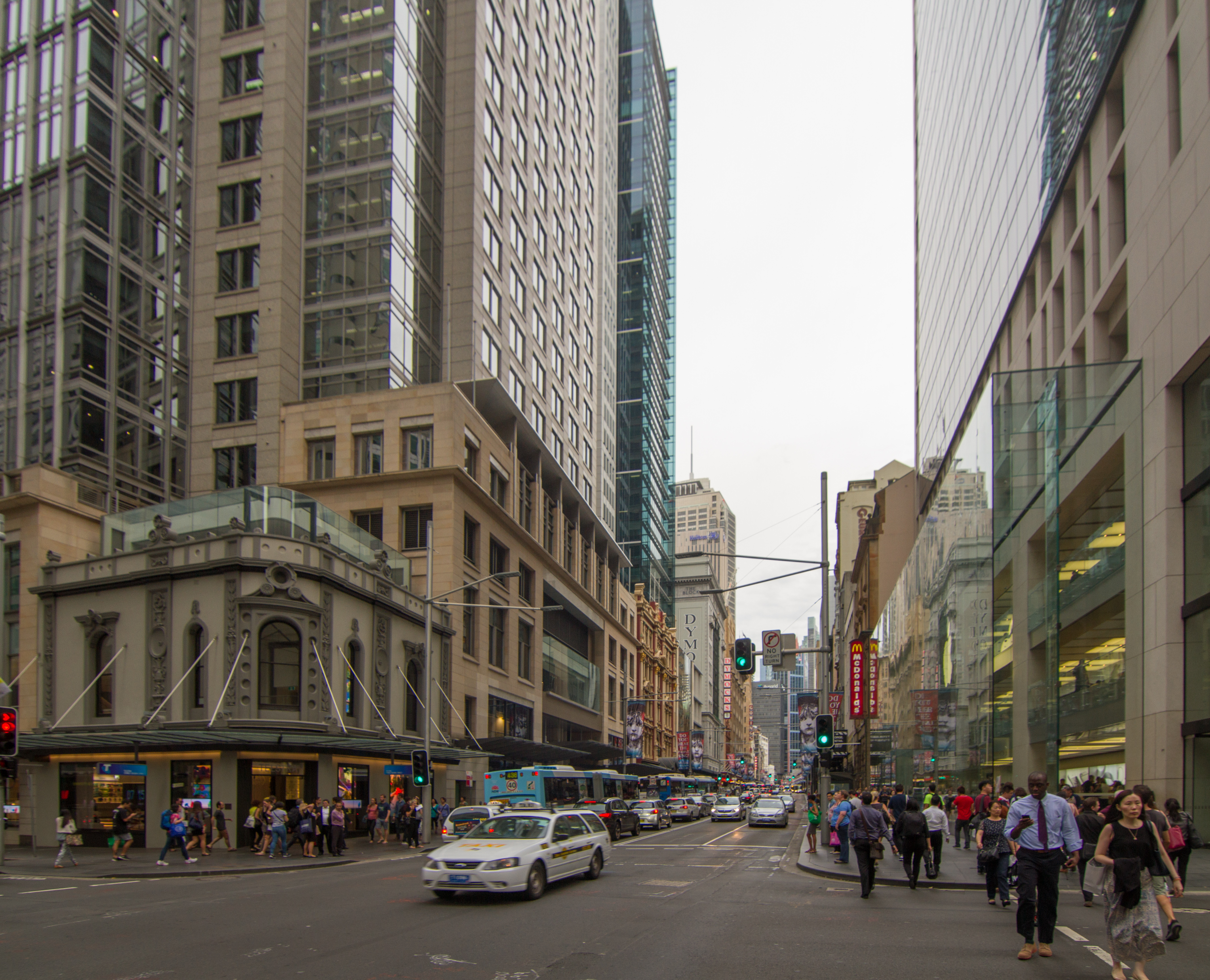
Джордж-стріт, головна ділова вулиця Сіднея
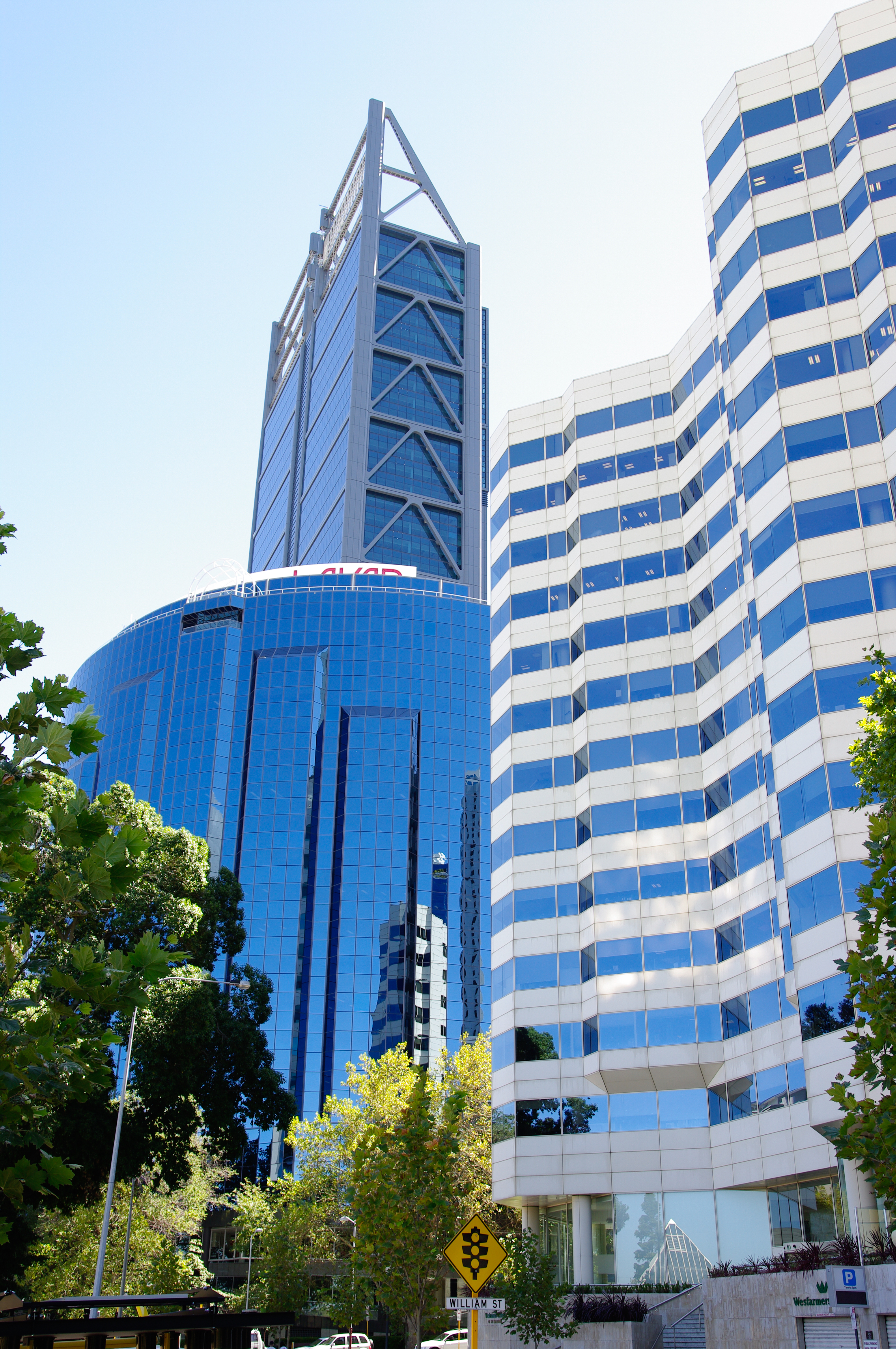
Штаб-квартира Wesfarmers
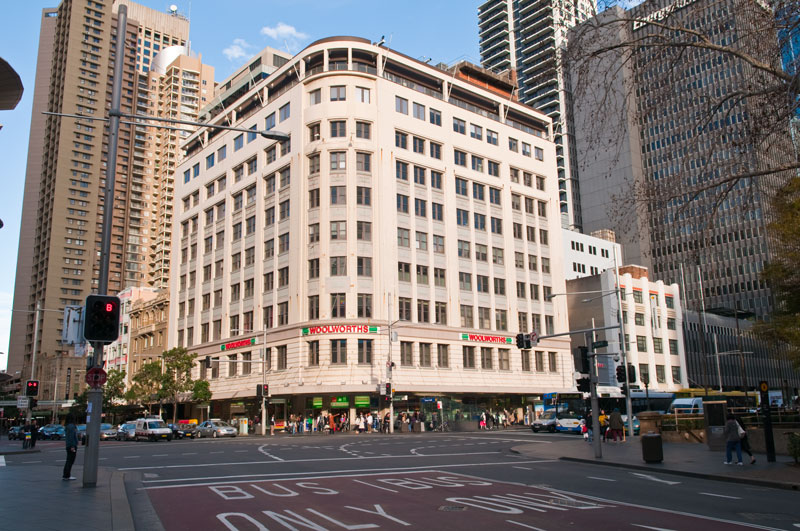
Штаб-квартира Woolworths Limited

На період з 1960-х років припадає економічний бум освоєння природних ресурсів країни, переважно корисних копалин. Їхня розробка перетворила Австралію на одного з провідних постачальників мінеральної сировини на світові ринки. Слідом за гірничою промисловістю швидко підтягнулись автомобільна, верстатобудівна, радіоелектронна, виготовлення сільськогосподарських машин. Разом із тим країна зуміла зберегти за собою роль провідного постачальника таких сільськогосподарських товарів на світові ринки, як вовна та пшениця. Під час енергетичної кризи 1970-х років японські, американські та європейські інвестори заново «відкрили» для себе Австралію. Відбувалась так звана «битва мільярдів» за можливість інвестувати в розробку природних ресурсів континенту. Таким чином залучили близько 10 млрд доларів. У цей період частка британських інвестицій знизилась з половини до 10 %, на перше місце вийшов американський та японський капітал. За період 1973—1978 років ВВП країни подвоївся. На початку 1980-х років у країні розпочалася «нова золота лихоманка», коли на старі вироблені золотоносні райони Західної Австралії та штату Вікторія через зростання цін на жовтий метал знов звернули увагу. У той самий час висока автоматизація та механізація індустрії, закордонні гастарбайтери значно підвищили долю безробітних.

### Фінанси
Фіскальний рік в Австралії починається 1 липня і закінчується 30 червня. Рівень інфляції в країні 2019 року становив 1,6 %, 2018 року вона дорівнювала 2,77 % (146-те місце у світі). Резерви іноземної валюти і дорогоцінних металів на 31 грудня 2017 року становили еквівалент 66,58 млрд доларів США, на 31 грудня 2016 року — 55,07 млрд (33-тє місце у світі). Зовнішній борг країни 2017 року дорівнював 1,714 трлн доларів США, на 31 грудня 2016 року становив 1,547 трлн (11-те місце у світі).
Національною валютою Австралії слугує австралійський долар (AUD). За 1 долар США (USD) 2020 року давали 1,34 австралійського долара; 2019 року — 1,464. Розмінною грошовою одиницею (1⁄100) слугує цент. Емісійним центром виступає Резервний банк Австралії. До 1966 року був у вжитку австралійський фунт стерлінгів (1,25 австралійського фунта стерлінгів дорівнювали 1 британському фунту стерлінгів).
Резервний банк Австралії (англ. Reserve Bank of Australia) — центральний банк країни, голова — Гленн Роберт Стівенс (англ. Glenn Robert Stevens). Облікова ставка центрального банку 28 лютого 2013 року становила 3,00 % річних (106-те місце у світі). Основна ставка кредитування комерційними банками країни на 31 грудня 2014 року становила 5,95 % річних; на 31 грудня 2015 року — 5,60 % річних (135-те місце у світі). Загальний обсяг внутрішнього кредитування банками небанківських установ 2014 року становив 2,097 трлн доларів США, 31 грудня 2015 року — 1,932 трлн (12-те місце у світі).

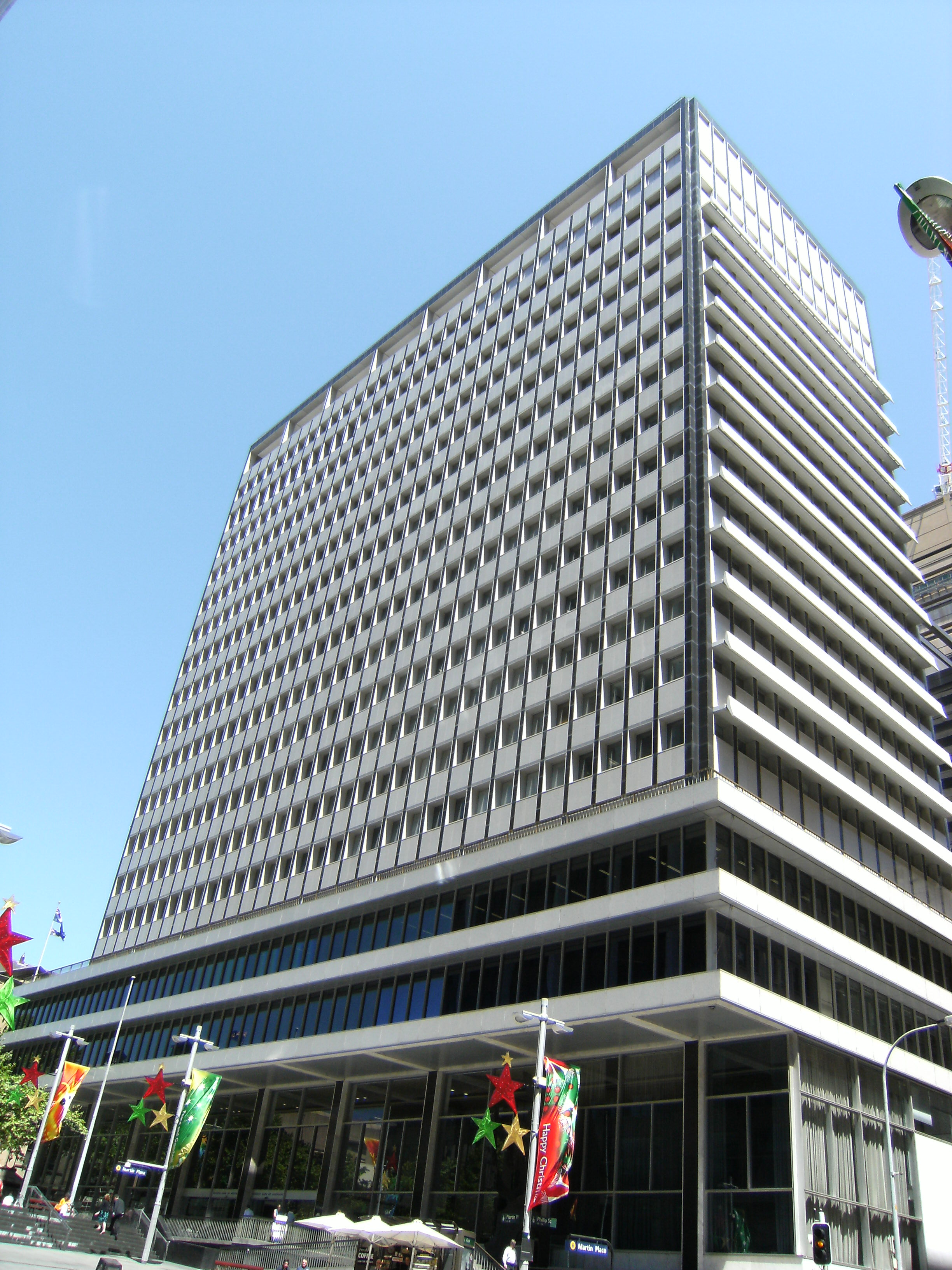
Резервний банк Австралії
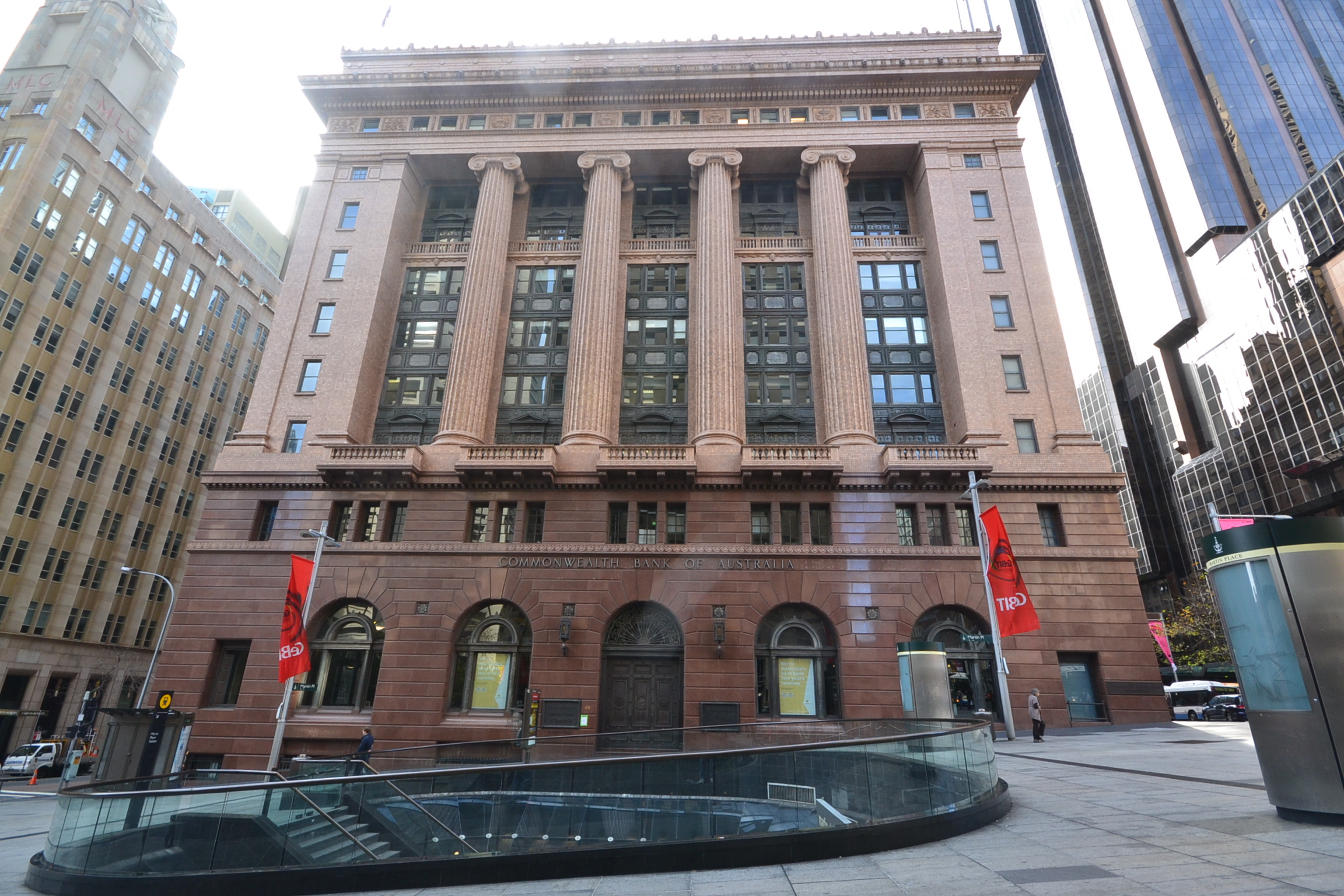
Союзний банк Австралії
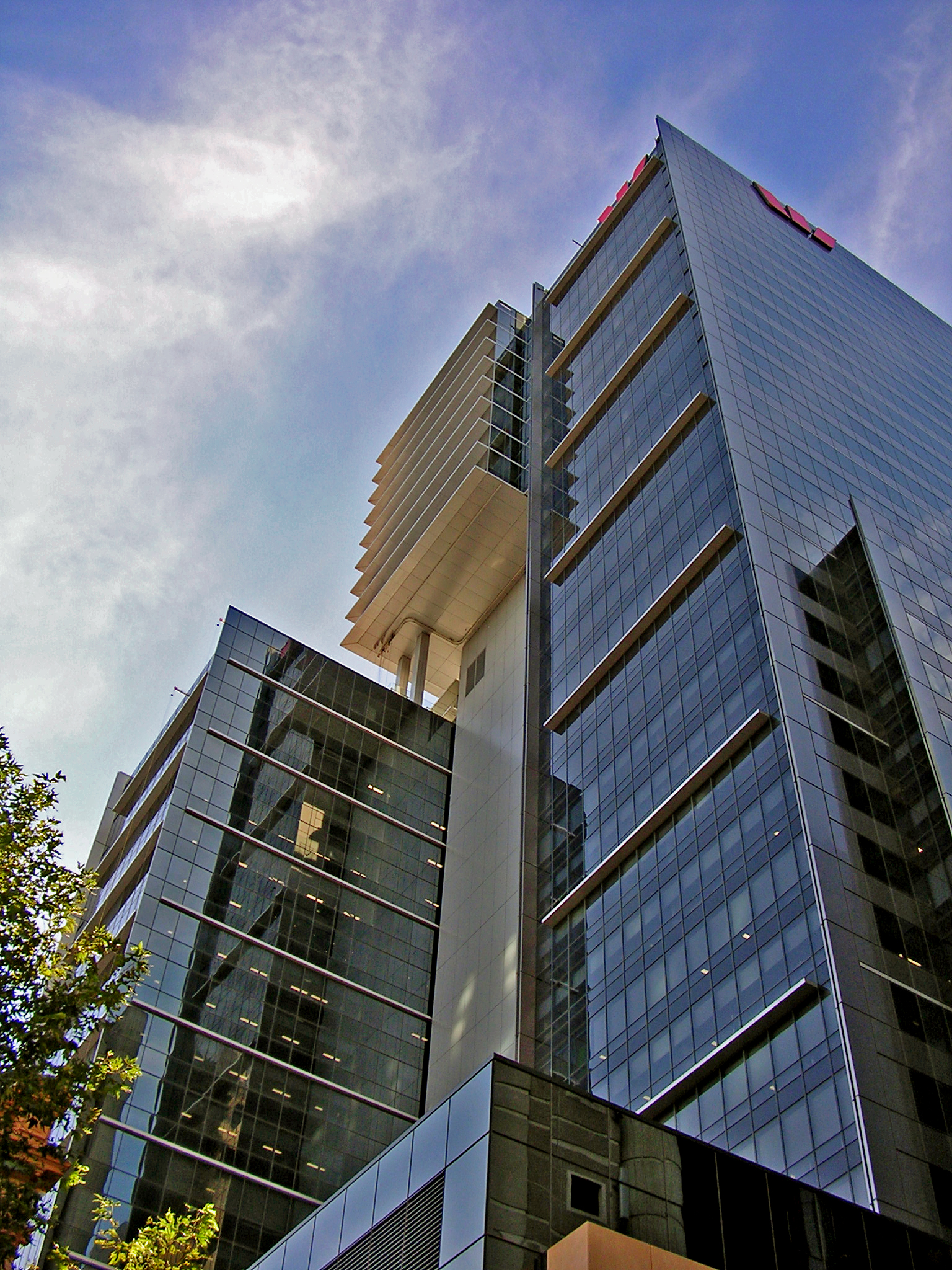
Національний банк Австралії
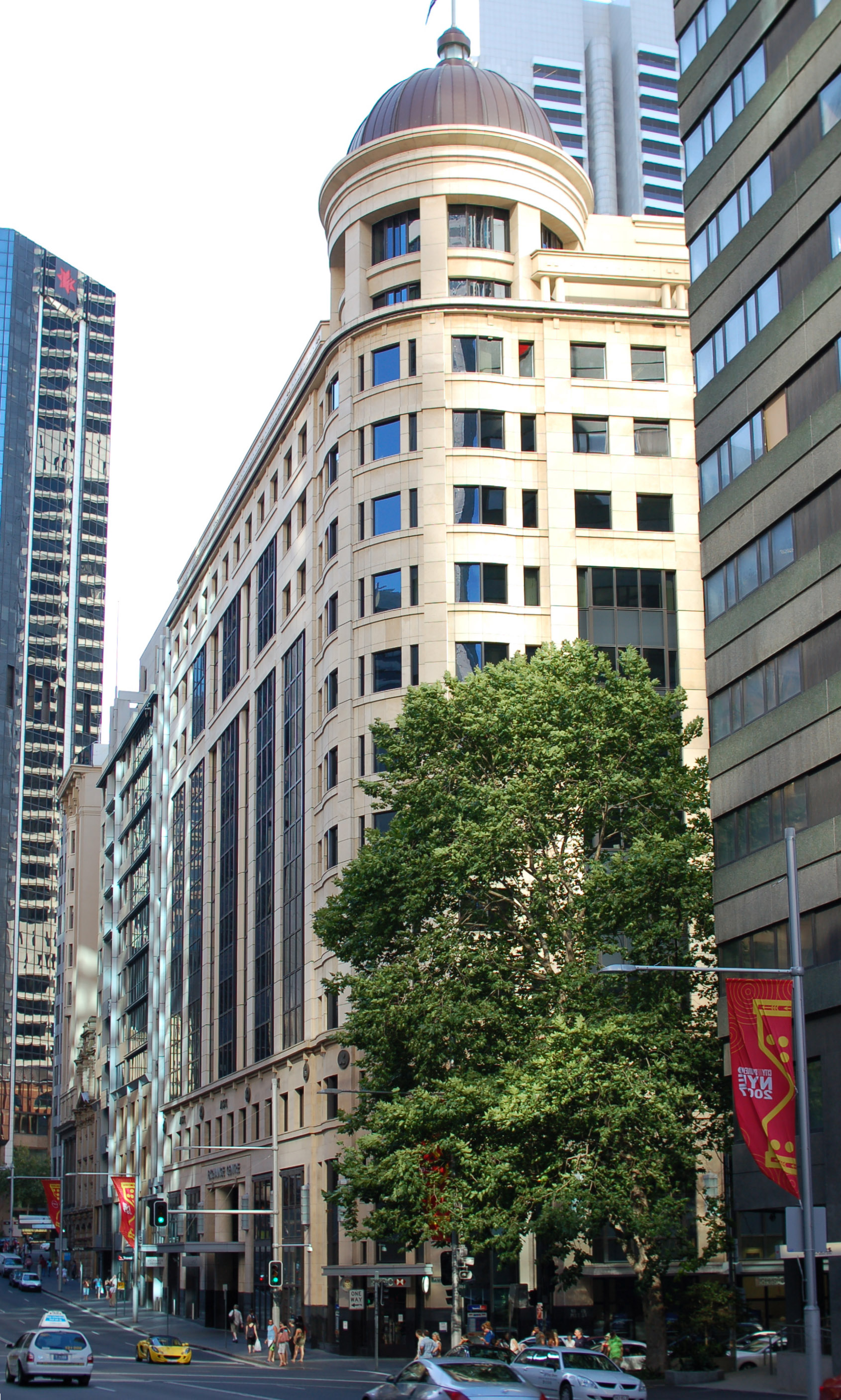
Сіднейська фондова біржа

Загальна ринкова вартість акцій підприємств на фондовому ринку країни, станом на 31 грудня 2012 року, дорівнювала 1,286 трлн доларів США (10-те місце у світі), а 2010 року — 1,455 трлн.
Надходження до державного бюджету Австралії 2015 року становили 425,7 млрд, витрати — 451,4 млрд доларів США, дефіцит бюджету склав 2,1 % від ВВП (76-те місце у світі). Надходження усіх видів до державного бюджету 2015 року дорівнювали 34,3 % ВВП (65-те місце у світі). Державний борг, станом на 2015 рік, дорівнював 44,30 % річного ВВП (104-те місце у світі); 2014 - 42,4 % ВВП. Запас грошової маси на 31 грудня 2013 року дорівнював 1,661 трлн доларів США за обмінним курсом (11-те місце у світі). Загальна маса готівкової національної валюти в обігу + депозити до запитання на 31 грудня 2015 року була еквівалентна 222,3 млрд доларів США за тогочасним обмінним курсом (19-те місце у світі).

### Промисловість
Майже усі промислові центри сконцентровані по узбережжю країни (більша її частина зосереджена на південному сході), виконуючи роль переробки сировини й експорту виготовленої продукції морськими портами. Вони пов'язані залізницями та шосейними дорогами з внутрішніми районами видобутку, вирощування та заготівлі сировини. Головними галузями промисловості виступають також машинобудування, хімічна, легка, харчова. Річні темпи зростання промислового виробництва 2015 року становили 2,70 % (95-те місце у світі.
Головною галуззю переробної промисловості країни довгий час була металургія. Чорна металургія історично сконцентрована на південному сході, де присутня сировина у вигляді залізної руди та коксівного вугілля — Ньюкасл, Порт-Кембл, Літгоу, а також на південному заході (Куїнана) та півдні (Вайалла). 1958 року виплавили 2,3 млн тонн чавуну й 3,2 млн тонн сталі. Розвинена також кольорова металургія на місцевій сировині: поліметали — цинк (Рідстон), свинець (Порт-Пірі); нікель, мідь (Таунсвілл), олово. Під час енергетичної кризи 1970-х років країна переорієнтувалась з експорту бокситів на виплавку алюмінію на дешевій місцевій електроенергії вугільних ТЕС, зменшивши собівартість його виплавки вчетверо. 1980 року обсяги виробництва алюмінію зросли до 280 тис. тонн.
Головні промислові центри сконцентровані на південному сході, східному узбережжі та на південному заході. Машинобудування в країні представлене автомобілебудуванням (переважно з частин, що імпортуються з США і Великої Британії), автобуси (Голд-Кост, Брисбен), вантажівки (Данденонг, Престон); електротехнікою (Сідней, Мельбурн, Аделаїда, Брисбен), виготовленням сільськогосподарських машин, транспортною галуззю, приладобудуванням. Така важлива галузь переробної промисловості, як суднобудування була майже згорнута у період до 1980-х років (Сідней, Мельбурн, Вайалла, Брисбен).
Хімічна промисловість виготовляє мінеральні добрива на потребу сільського господарства, переробляє сиру нафту, виготовляє засоби захисту рослин, сірчану кислоту, мінеральні добрива, вибухові речовини. В Австралії розвинена фармацевтична галузь, великі інвестиції від британських та американських компаній. На Тасманії виробляється 40 % світової сировини наркотичних матеріалів, частково вони переробляються на кодеїн та інші лікарські засоби компанією Tasmanian Alkaloids, що належить Johnson & Johnson. Компанія GlaxoSmithKline вирощує опійний мак у штаті Вікторія.
У текстильній промисловості провідне місце займало виробництво вовни у штатах Вікторія і Новий Південний Уельс.

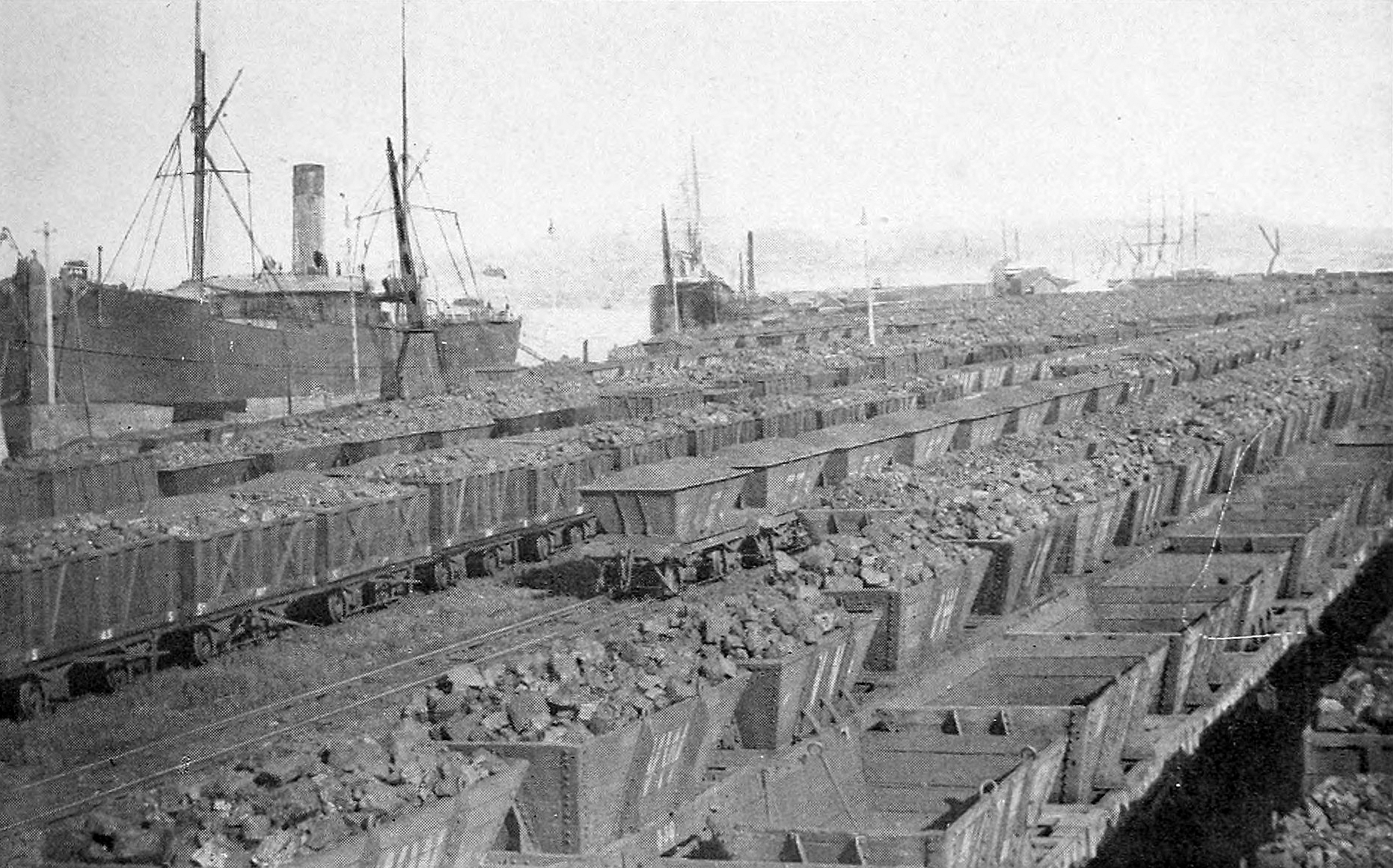
Відвантаження вугілля в порту Ньюкасл, 1891 рік
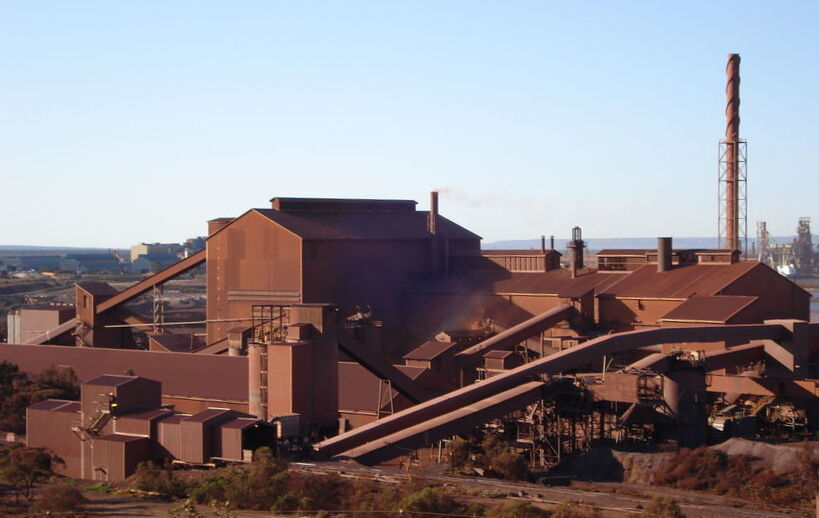
Металургійне підприємство Вайалли
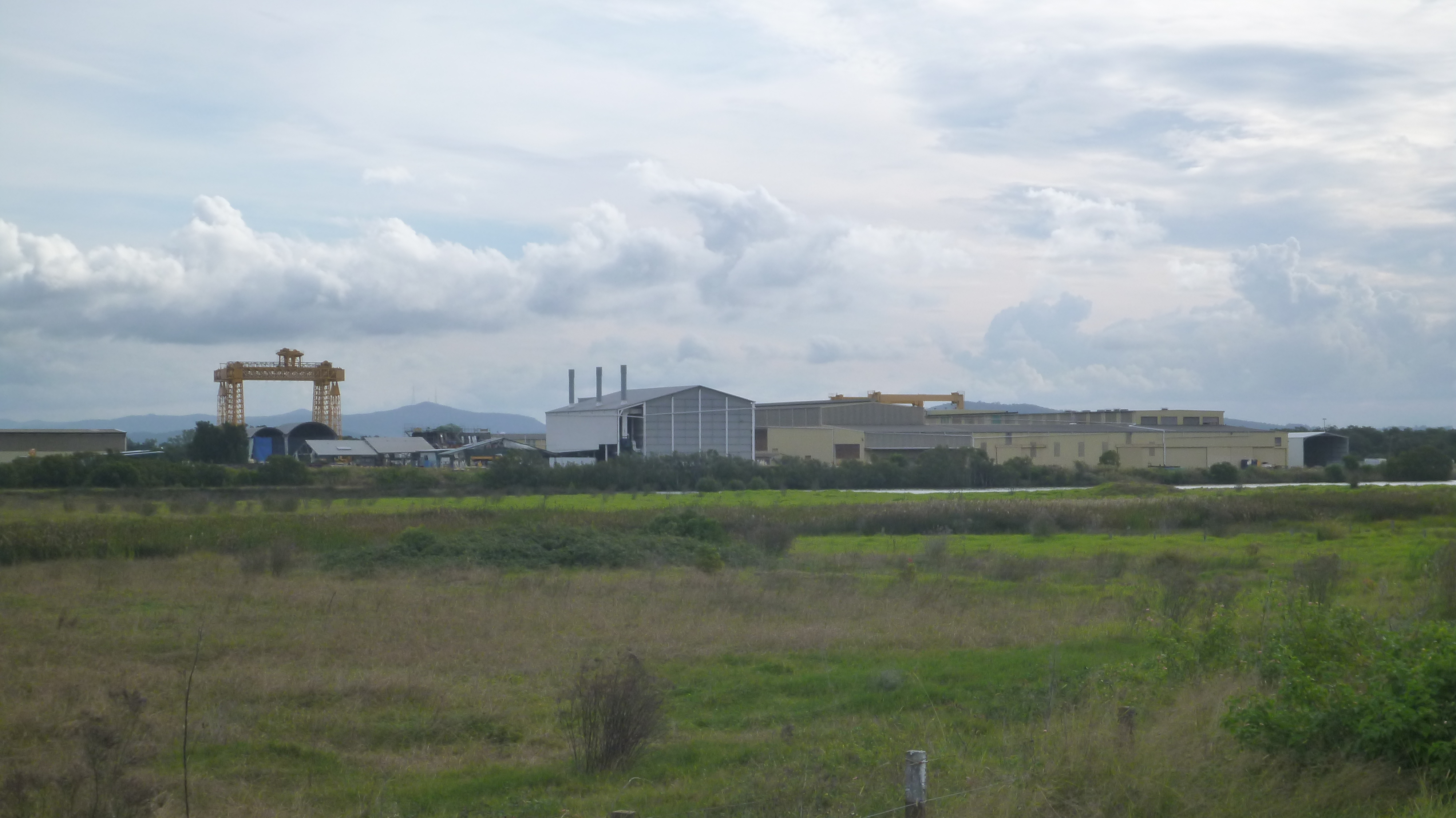
Суднобудівне підприємство Forgacs shipyard, Ньюкасл
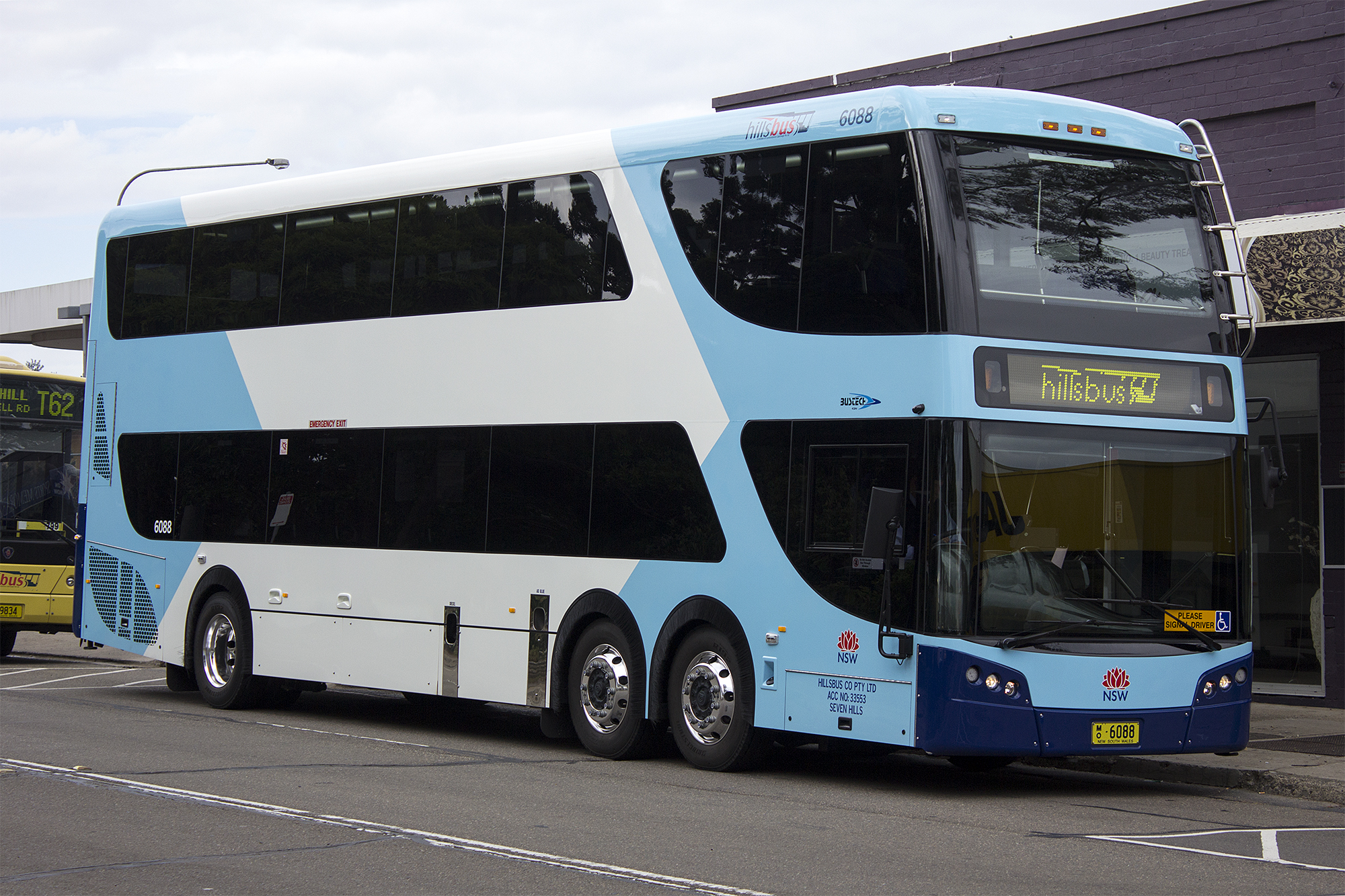
Автобус компанії Bustech
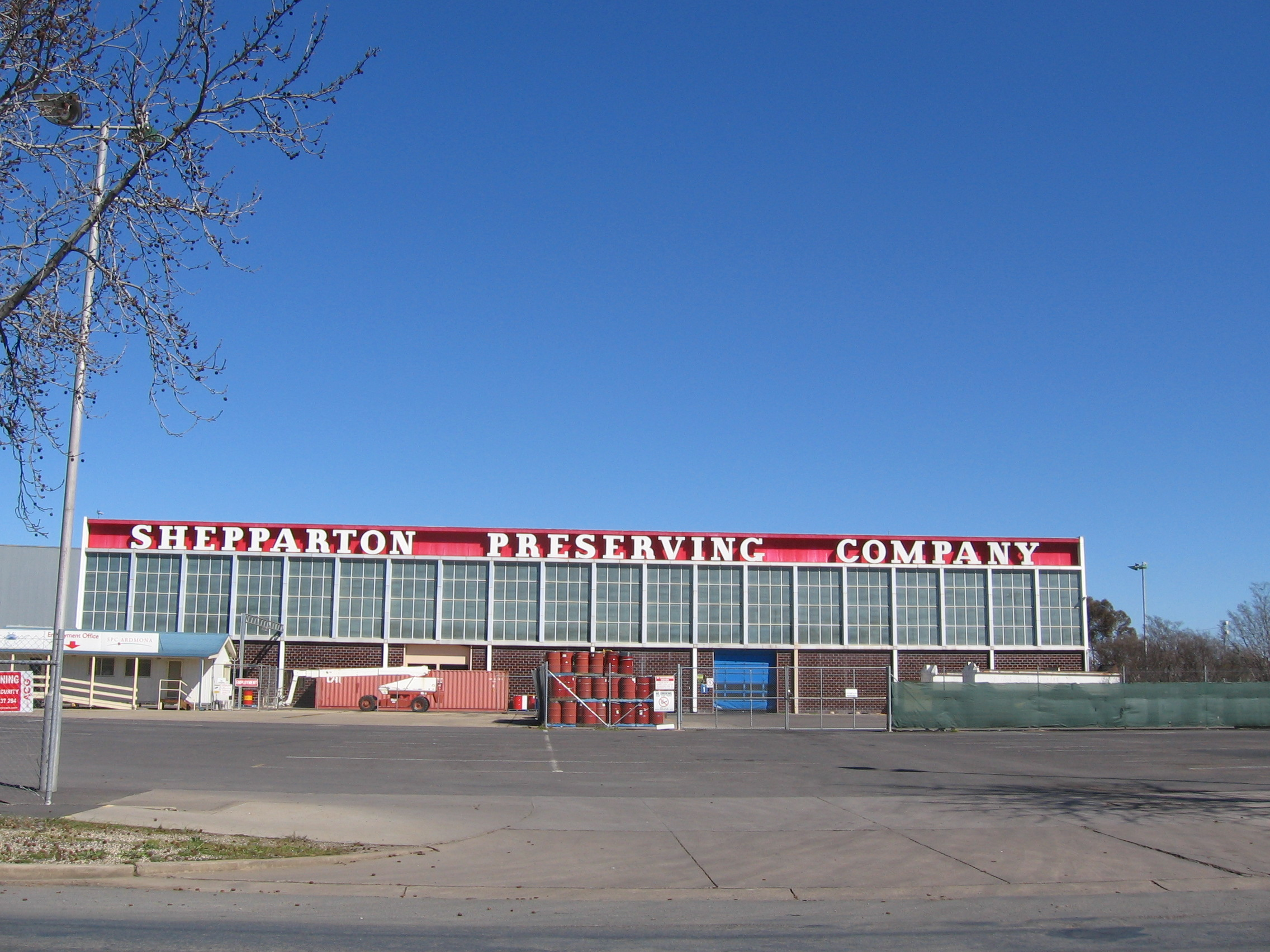
Консервний завод компанії SPC Ardmona у Шеппартоні

Харчова галузь представлена підприємствами з виготовлення борошна, пива, м'яса, молока, цукру, консервів, переробки фруктів. Харчова промисловість експортоорієнтована, на вивіз йде більше 70 % продукції. Виділяються м'ясокомбінати, зосереджені в містах штатів Квінсленд, Вікторія і Новий Південний Уельс. Підприємства борошномельної, маслоробної, цукрової, пивоварної промисловості розміщені більш рівномірно в портах і внутрішніх районах.

#### Гірнича промисловість
У країні розвинута гірнича промисловість. Гірництво у другій половині XX століття слугувало локомотивом економічного зростання Австралії і давало 5 % ВВП. Австралія має величезні запаси енергетичної сировини. Розвідані запаси кам'яного вугілля становлять 200 млрд тонн; головні райони видобутку — поблизу Ньюкасла та Порт-Кембла (Сіднейський вугільний басейн), на сході Квінсленду (Блер-Атолл, Колліновілл). Більша частина його йде на експорт, де країна займає перші позиції з цієї сировини — 29 % світового експорту. Буре вугілля штату Вікторія (Моруелл) використовують для ТЕС. За запасами уранових руд країна в світових лідерах. На півночі країни компанія «Енергетичні ресурси Австралії» веде розробку родовищ Рейнджер та Набарлек. На кінець XX століття розвідані запаси природного газу становили 7 млрд тонн. Головні родовища: північно-західний шельф континенту, басейн Куперс-Крик (Південна Австралія). Розвідані 1964 року шельфові родовища нафти в Бассовій протоці змогли до кінця століття повністю забезпечити внутрішні потреби на цей вид сировини. Великі запаси нафти розвідані на острові Барроу; 2 млрд тонн сланцевої нафти родовища Рандл на сході Квінсленду.
Австралія славиться власним видобутком багатих залізних руд відкритим способом. Головний центр видобутку — масив Гамерслі, поблизу міста Пілбара на північному заході (90 % видобутку країни). Руда йде на експорт через порти Дампір і Порт-Гедленд. Для місцевих потреб металургії залізні руди видобувають на південному сході. 1957 року видобуток (за вмістом металу) залізної руди склав 2,5 млн тонн, головним чином у Південній Австралії, район Айрон-Ноб.
Марганцеві руди видобувають на острові Грут-Айленд. У Маунт-Айза розробляють мідні, срібні, цинкові та свинцеві родовища. Найбільші родовища міді розробляють у Теннант-Крик, Маунт-Айза, Рим-Джангл, Кобар; поліметалів — Брокен-Гілл; нікелю та кобальту— Камбалда, Грінвейл; вольфраму — Вольфрам-Кемп; золота — Калгурлі, Норсмен; срібла — Маунт-Айза, Роузбері; олова — Пілбара, Россарден. 1958 року в країні видобуто 318 тис. свинцевої руди; 250 тис. тонн цинкової. У невеликих розмірах видобувають молібден, вольфрам, марганець, кобальт.
За обсягами видобутку таких руд, як залізна (85 млн тонн), боксити (26 млн тонн), цинкова (45 тис. тонн) та свинцева (35 тис. тонн) Австралія перебуває у світових лідерах. Австралійський Союз займає перше місце у світі з виробництва цирконію і рутилу. Боксити розробляють переважно на півночі (Вейпа, Гов, Мітчелл-плато) та на південному заході (хребет Дарлінг).

Відсоток населення зайнятого в гірничій галузі
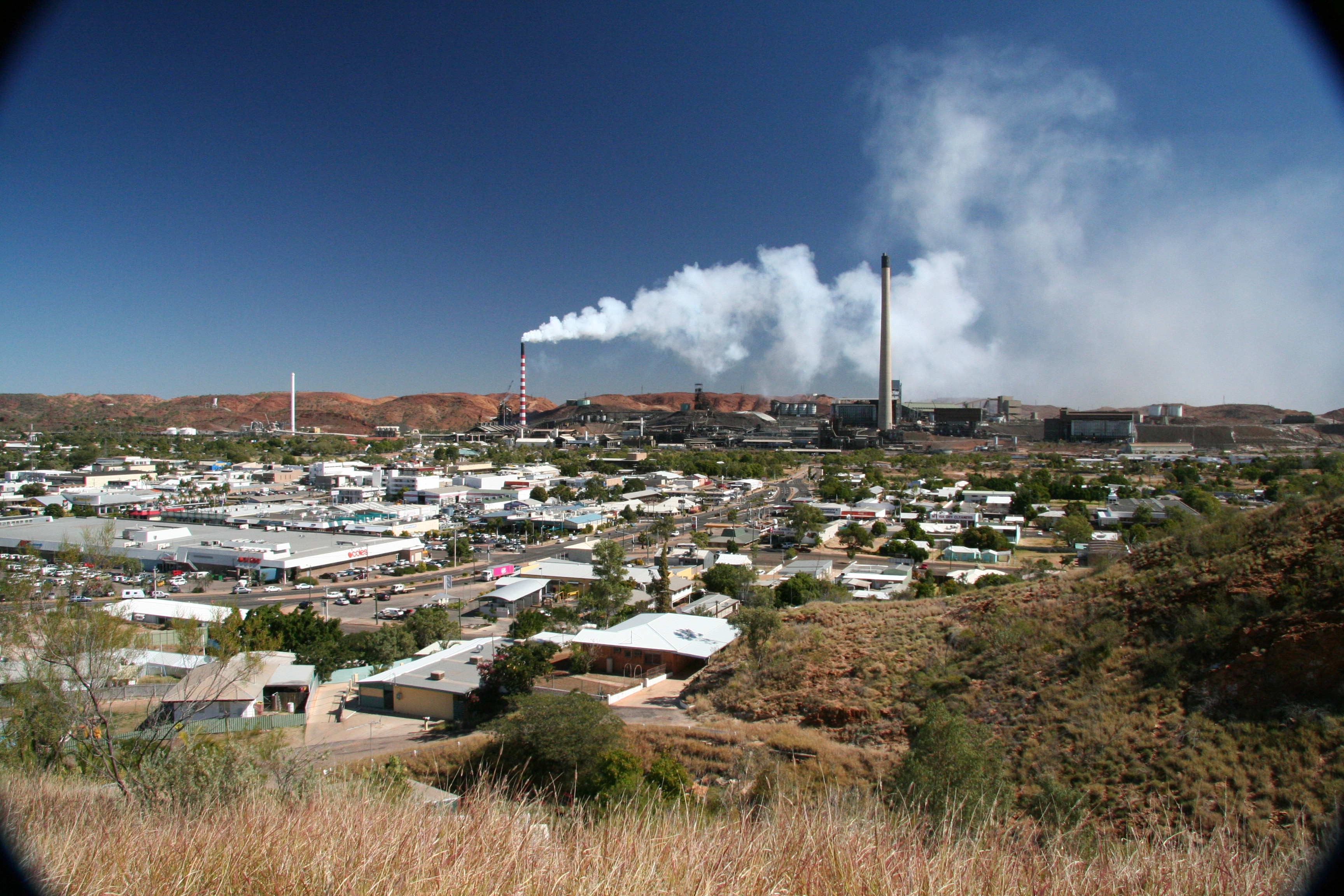
Маунт-Айза
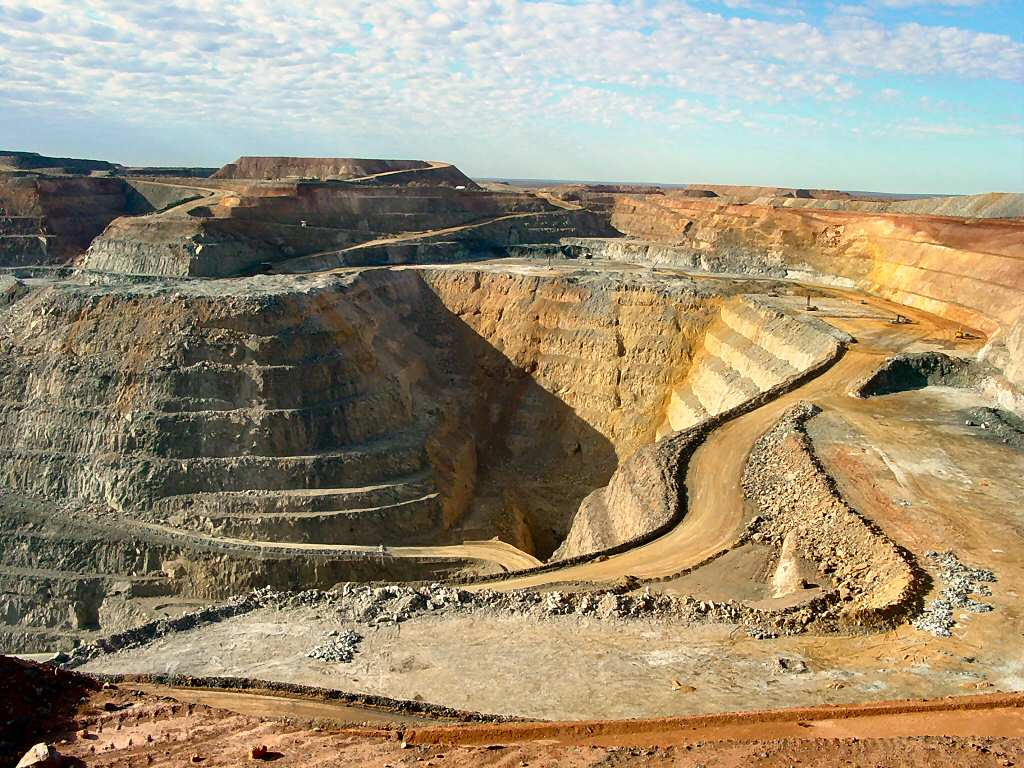
Золотоносне родовище Калгурлі
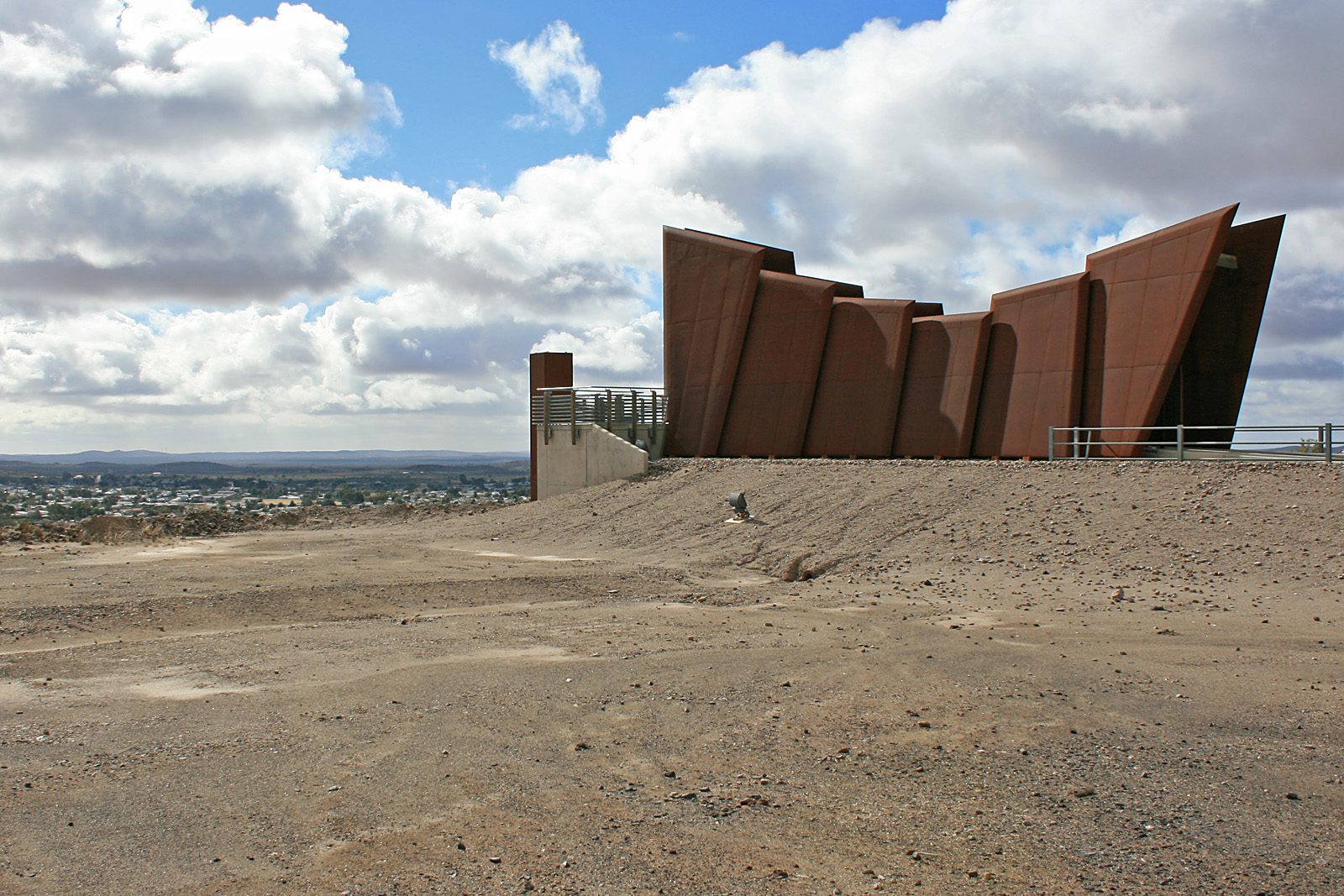
Меморіал гірникам у Брокен-Гілл
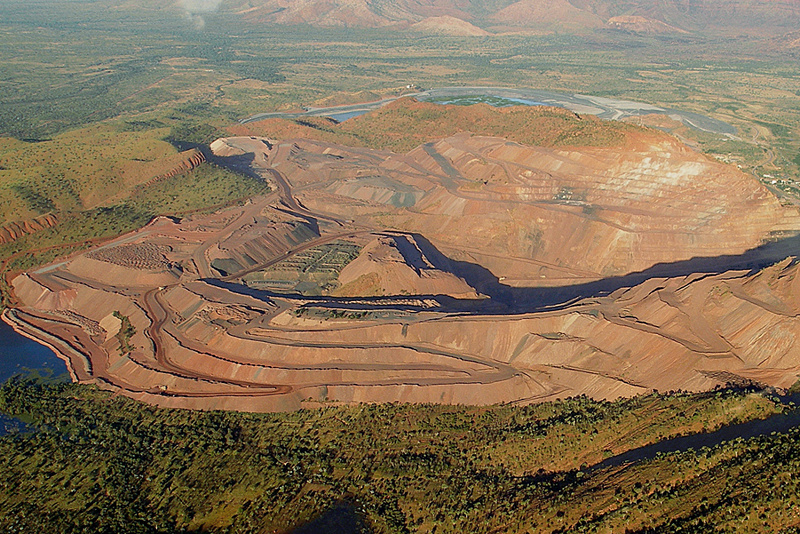
Арджайл — найбільша у світі копальня алмазів

У надрах Австралії зберігається 20 % світових запасів алмазів — плато Кімберлі (Арджал-Пайп), півострів Арнемленд. Окрім алмазів надра країни багаті на гіпс (солоні озера), блакитний азбест, фосфати (Гілл).
Здебільшого відкрите видобування корисних копалин у країні сильно впливає на стан навколишнього середовища — знищується рослинний та ґрунтовий покрив, токсичні сполуки забруднюють поверхневі води, порушується водний режим, природні ландшафти змінюються техногенними (кар'єри, відвали, терикони, тераси, виїмки). У XX столітті рекультивація земель відбувалась дуже повільними темпами, а відведенню земель під гірничі розробки надавався пріоритет, навіть за рахунок природоохоронних територій. Англійський письменник Ентоні Троллоп так змалював закинуті золотоносні поля Гімпі у Квінсленді: «Мабуть, саме так буде виглядати земля після Страшного суду, коли усі мертві облишать свої могили».

### Енергетика
Основу енергетики Австралійського Союзу становить викопне паливо: кам'яне і буре вугілля. 1958 року видобуто кам'яного вугілля 20,7 млн тонн (переважно штати Новий Південний Уельс і Квінсленд), бурого — близько 11 млн тонн (район Мельбурна). Загальна потужність електростанцій Австралії, станом на 2012 рік, дорівнювала 63,25 ГВт (16-те місце у світі). Частка електрогенеруючих потужностей 2017 року, що працюють на:
- викопному паливі — 72 % (101-ше місце у світі);
- атомній енергії — 0 %;
- гідроенергії — 11 % (113-те місце у світі);
- інших відновлювальних ресурсах — 17 % (49-те місце у світі)[17].

1958 року вироблено 20 млрд кВт·год електроенергії, з яких 4/5 на вугільних теплоелектростанціях. За 2012 рік вироблено 235,2 млрд кВт·год електроенергії (20-те місце у світі); загальний обсяг спожитої — 222,6 млрд кВт·год (18-те місце у світі). Станом на 2016 рік уся країна була електрифікована і все населення мало доступ до електромереж. Електроенергія, внаслідок географічної віддаленості, не експортується і не імпортується. Викиди двоокису вуглецю під час спалювання викопного палива в процесі виробництва і споживання енергії за 2012 рік дорівнювали 420,6×1012 тонн (17-те місце у світі).

Відсоток населення зайнятого в енергетиці
Карта підприємств відновлювальної енергетики (англ.)
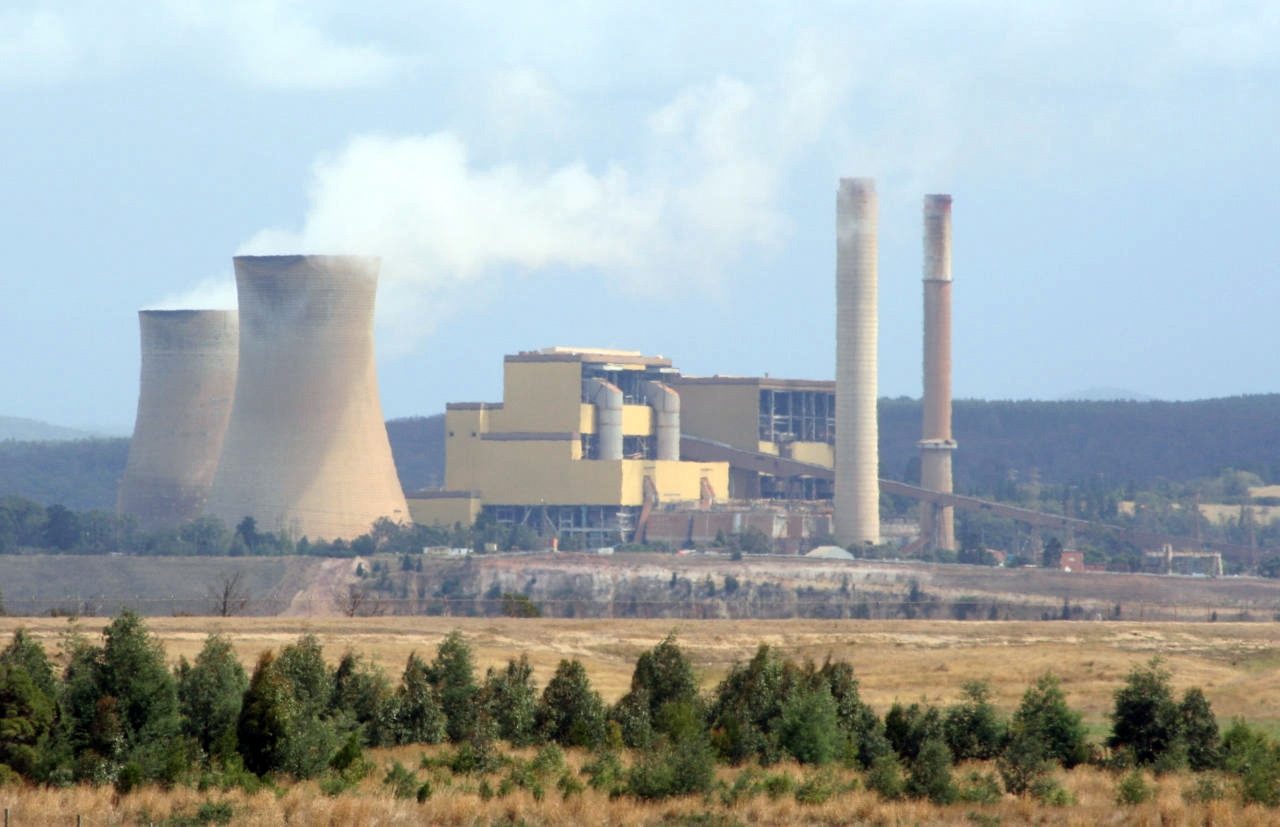
ТЕС Яллурн працює на бурому вугіллі
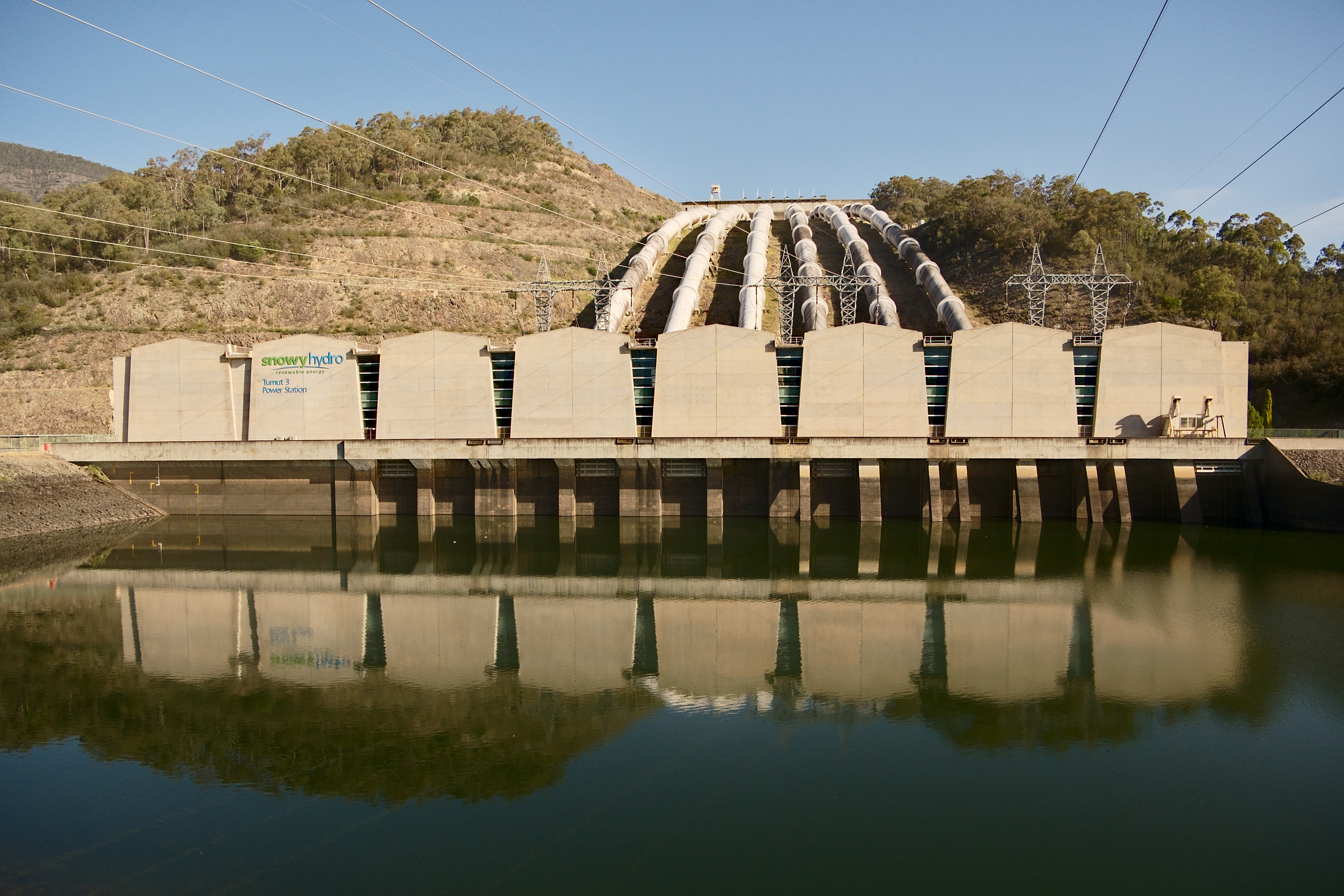
ГЕС Тумут-3 у Снігових горах
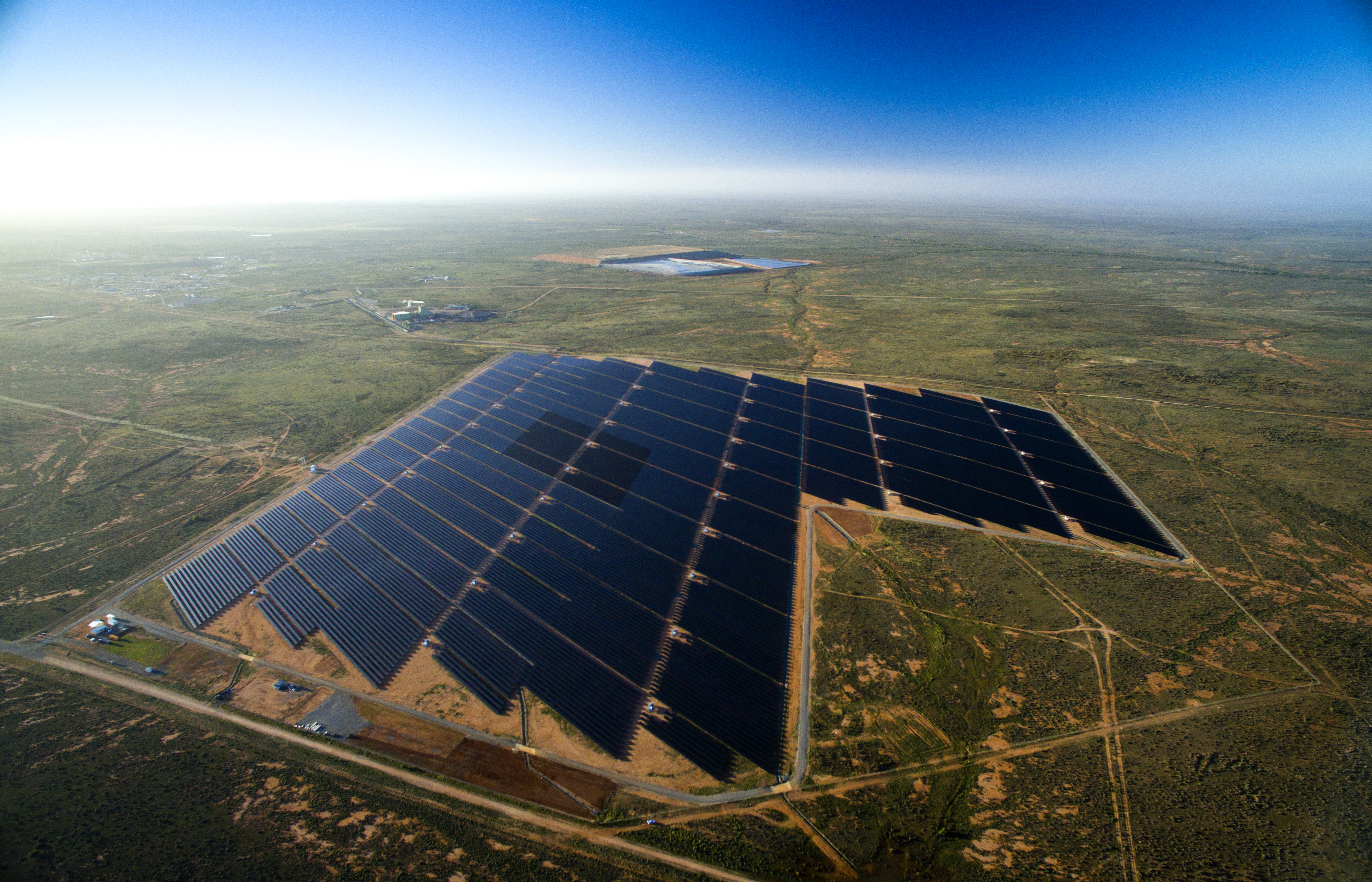
СЕС Брокен-Гілл

Країна досить бідна на гідроенергетичні ресурси, майже всі вони освоєні. Це гідровузли Сніжних гір на південному сході та північного заходу Тасманії. У Снігових горах споруджено великий гідрокомплекс: 7 водосховищ, 8 ГЕС (4,7 МВт), 90 км комплексу тунелів, що сполучають у єдину систему річки Маррамбіджі, Муррей, Тамет та Сноуі-Рівер. 1911 року розпочато будівництво гідроенергетичного вузла на північному заході Тасманії, в районі озера Грейт-Лейк та басейні річки Деруент.

#### Нафтогазова промисловість
Рівень видобутку сирої нафти 2014 року дорівнював 354,3 тис. барелів на добу (31-ше місце у світі). Річний обсяг експорту сирої нафти за 2013 рік становив 235,4 тис. барелів на добу (29-те місце у світі); імпорт — 461,9 тис. барелів на добу (20-те місце у світі). Загальні доведені запаси нафти в надрах країни, станом на 1 січня 2015 року, дорівнювали 1,193 млрд барелів (40-ве місце у світі).
Рівень видобутку природного газу 2014 року становив 62,72 млрд м³ (15-те місце у світі); споживання того ж року склало 38,79 млрд м³ (24-те місце у світі). Річний обсяг експорту природного газу за 2014 рік становив 31,62 млрд м³ (11-те місце у світі); імпорт — 6,937 млрд м³ (30-те місце у світі). Загальні доведені запаси природного газу в надрах країни, станом на 1 січня 2014 року, дорівнювали 1,219 трлн м³ (24-те місце у світі).
2013 року країна експортувала 53,6 тис. барелів на добу різних нафтопродуктів (55-те місце у світі);
Виробництво нафтопродуктів на нафтопереробних підприємствах 2013 року дорівнювало 630,6 тис. барелів на добу (28-ме місце у світі); споживання 2014 року — 1,082 млн барелів на добу (21-ше місце у світі). Потужність заводів 1958 року становила 8,6 млн тонн сирої нафти на рік. Австралія 2014 року імпортувала 424,0 тис. барелів сирої нафти на добу (17-те місце у світі).

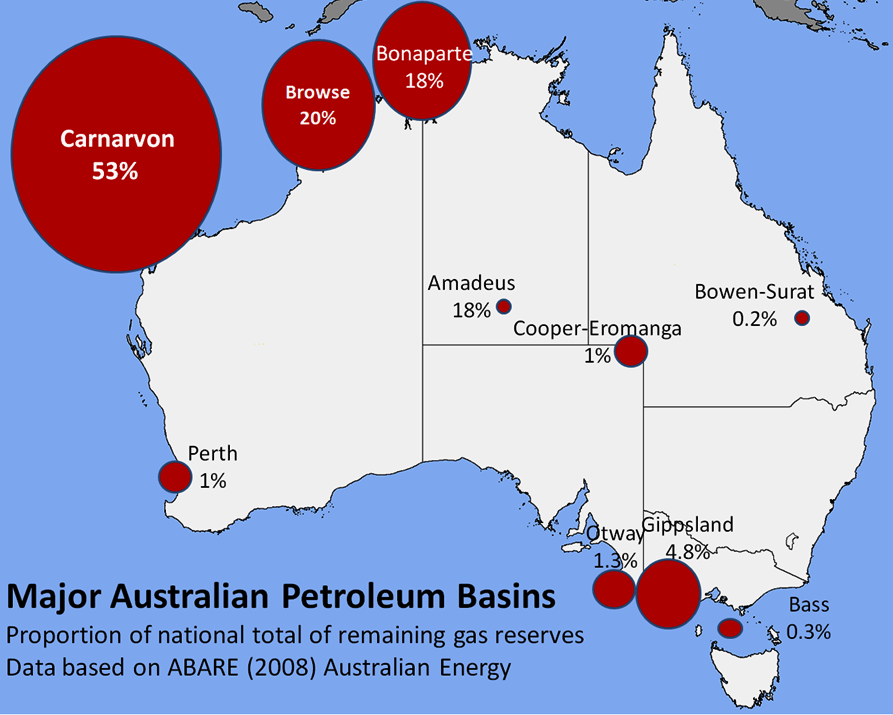
Запаси найбільших родовищ природного газу
Карта нафтогазових родовищ Австралії
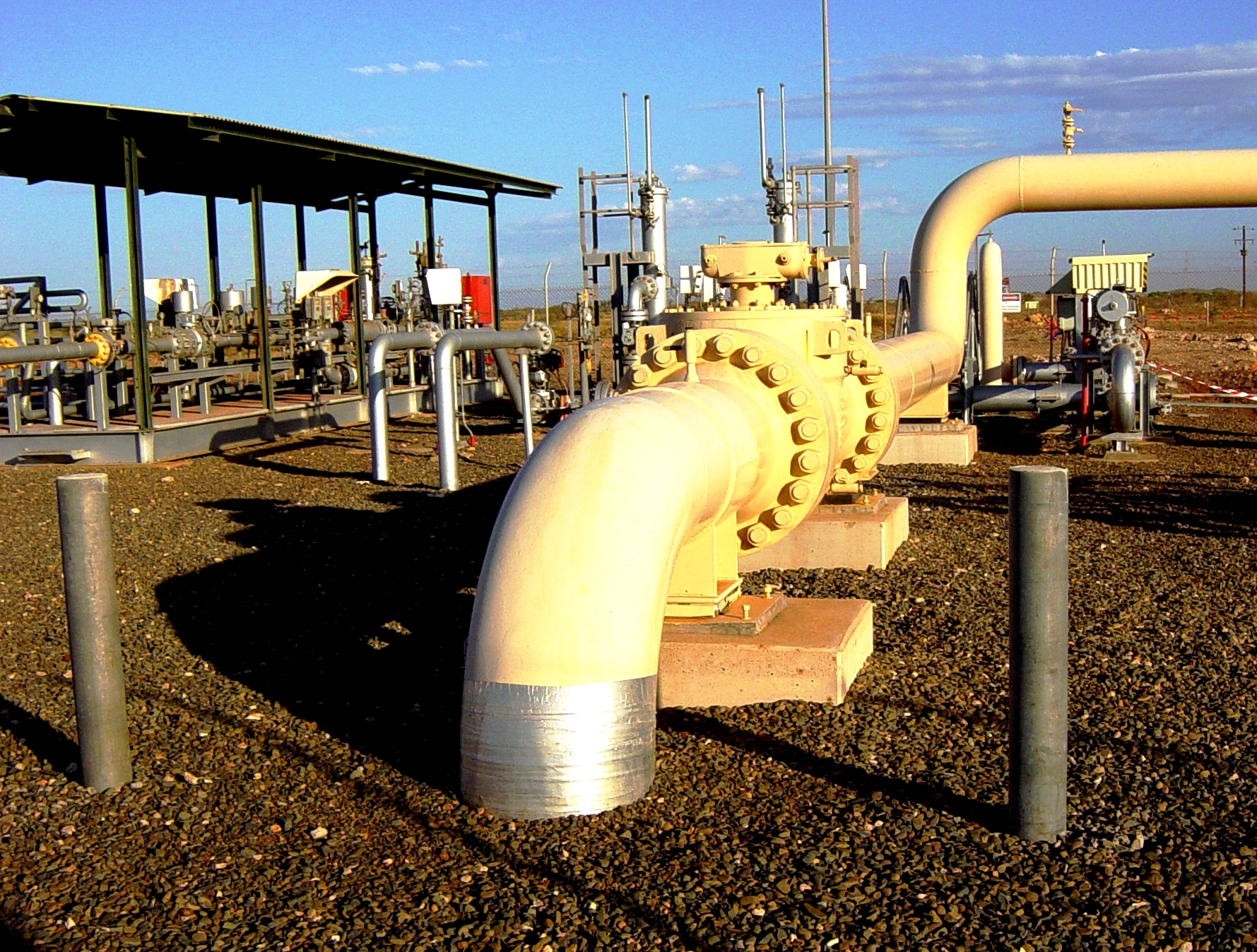
Газопровід у Західній Австралії

### Аграрний сектор
Австралія займає одне з провідних місць на ринку сільськогосподарської продукції. Її сільське господарство інтенсифіковане, високомеханізоване, фермерського укладу, відзначається високою товарністю. Продукція агровиробництва (пшениця, вовна, м'ясо, фрукти та ін.) завжди давало до 1/3 вартості експорту країни. Експорт сконцентрований у руках великих компаній: Australian Agricultural Company, Dalgety plc та ін. Держава залишає за собою сильні позиції в галузі: вона займається виділенням і розподілом субсидій, контролює якість продукції, займається організацією зберігання експортних культур, іригацією земель. Робітники висококваліфіковані, отже великої чисельності робочих рук галузь не потребує, окрім як сезонно, під час стрижки овець або збору фруктів.
Регіонально виділяються 4 сільськогосподарські масиви:
1. Вирощування пшениці, м'ясо-вовняного тваринництва (ВРХ, вівці) — південний захід, південь, південний схід, схід Тасманії.
2. Пасовищного вовняного тваринництва (вівці) — захід, басейн Дарлінгу, Великий артезіанський басейн, район центральних озер.
3. Пасовищного м'ясного тваринництва (ВРХ) — східне узбережжя, Квінсленд, північ.
4. Земель, що не використовуються — внутрішні райони, заболочене північне узбережжя, центральна частина південного узбережжя, захід Тасманії.

Земельні ресурси Австралії (оцінка 2011 року):
- придатні для сільськогосподарського обробітку землі — 53,4 %,
  - орні землі — 6,2 %,
  - багаторічні насадження — 0,1 %,
  - землі, які постійно використовують під пасовища — 47,1 %;
- землі, зайняті лісами і чагарниками — 19,3 %;
- інше — 27,3 %[17].

Австралійський Союз — країна великого землеволодіння. Найкращі землі захопили британські аристократи, лендлорди і скваттери. 1950 року на господарства, що мали понад 1 тис. га (11 % від загальної кількості ферм) припадало 89,6 % землі, а на господарства дрібних фермерів (28 % від загальної кількості ферм) — лише 0,3 % землі. Під ріллею зайнято трохи більше 1 % всієї площі країни. Скотарство і землеробство (крім прибережних районів) мають екстенсивний напрям. На більшій частині території країни землеробство можливе лише за штучного зрошення. Станом на 2012 рік у країні налічувалось 25,5 тис. км² зрошуваних земель.

Відсоток населення зайнятого в аграрному секторі
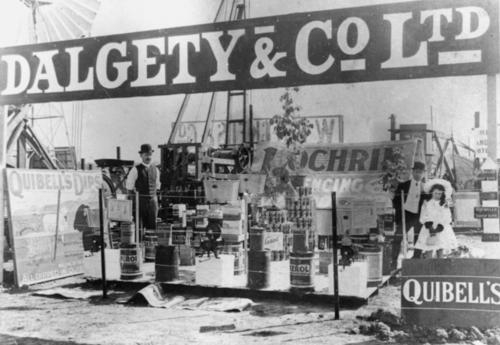
Виставка продукції компанії Dalgety у Рокгемптоні, 1907 рік
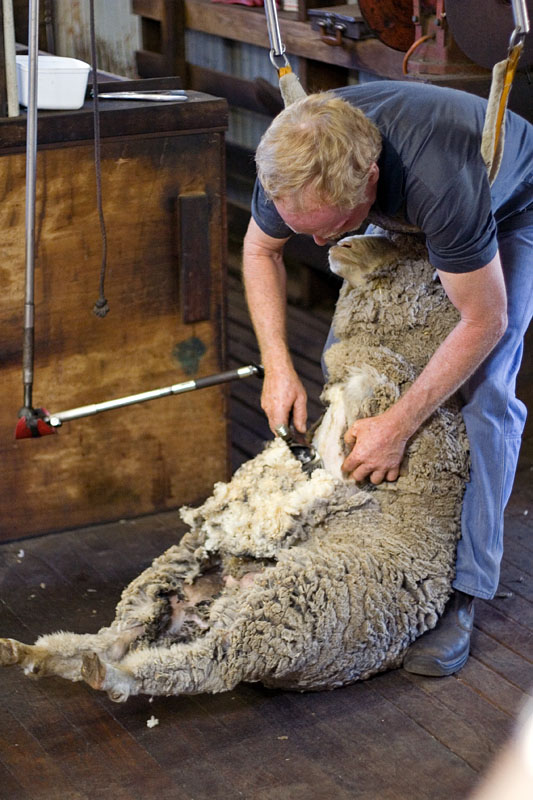
Стрижка овець
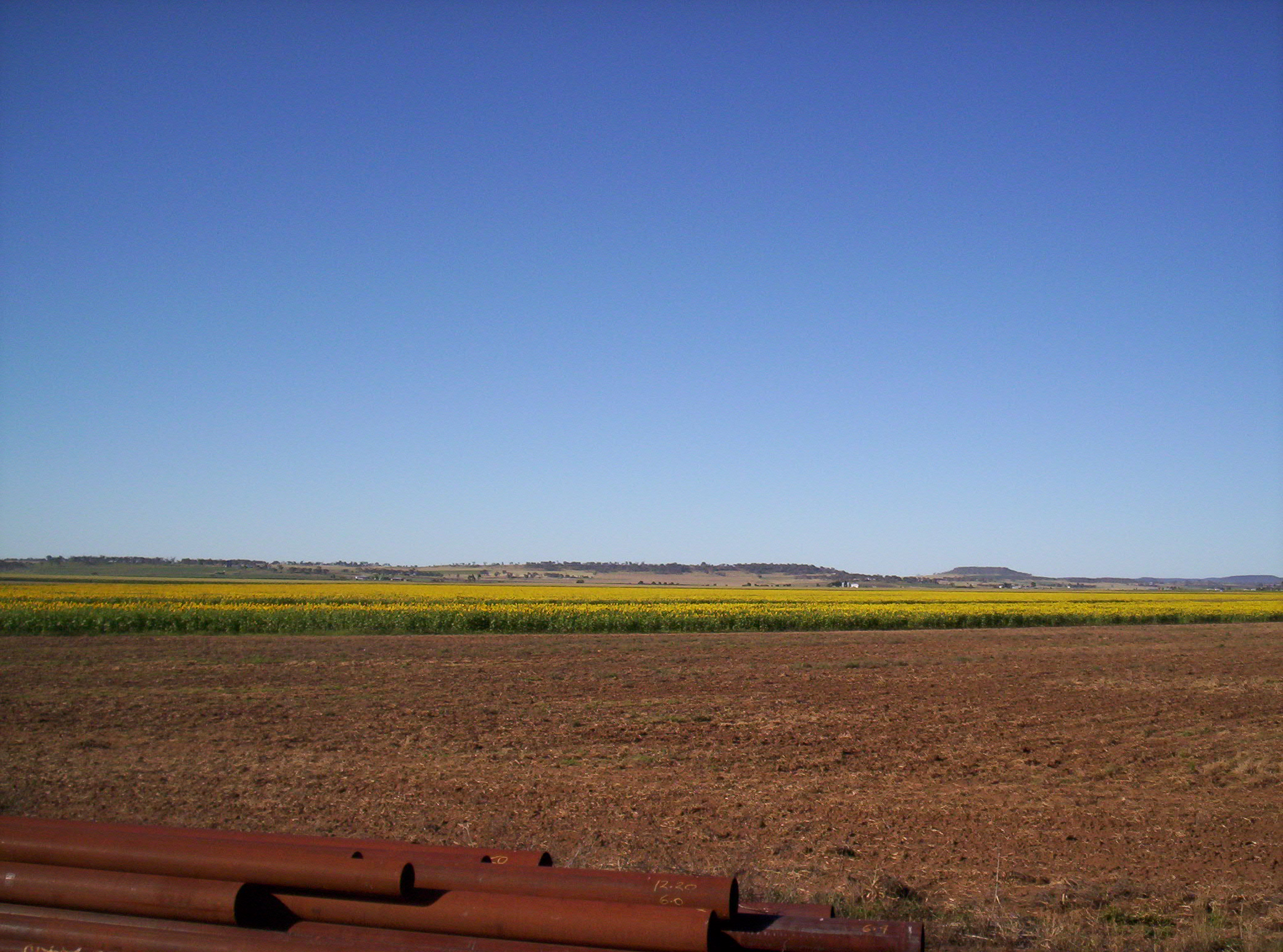
Посіви соняшнику у Квінсленді
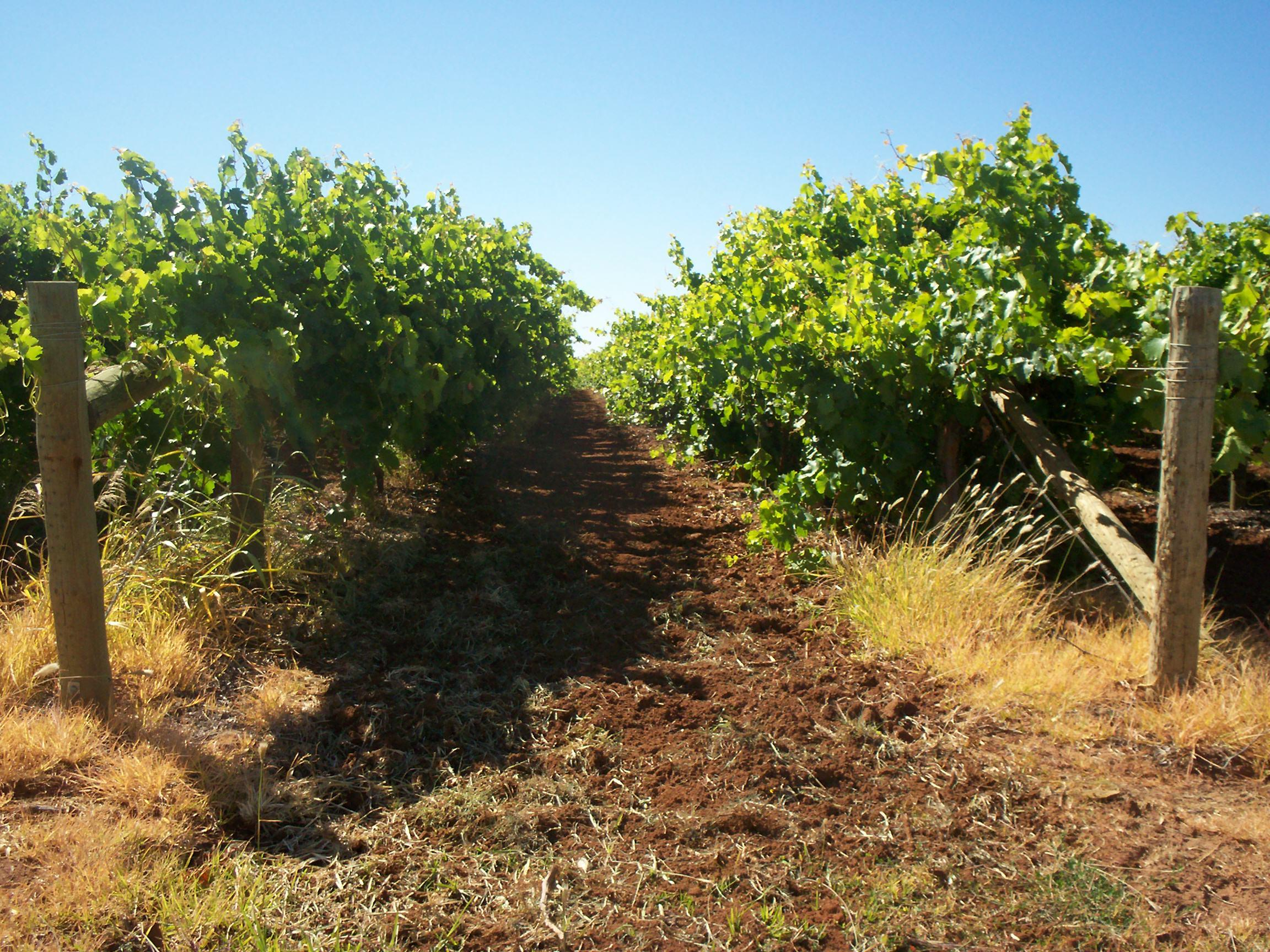
Виноградники у штаті Вікторія

Тваринництво — провідна галузь сільського господарства країни, що дає близько 2/3 вартості сільськогосподарської продукції. Пасовищне тваринництво стало чинником утворення великих за площею господарств. Середня площа ферми в Австралії 2,3 тис. га, тоді як у Канаді — 0,2 тис. га, в США — 0,18 тис. га. Одна від одної ферми віддалені на десятки, сотні км. Під пасовищами зайнято 90 % фермерських угідь. Проте у другій половині XX століття розпочався процес укрупнення господарств, коли за період 1970-х років кількість фермерів зменшилась з 300 тис. до 175 тис.. Австралія — значний виробник м'ясо-молочних продуктів, мороженого м'яса, масла, сиру, консервованого молока.
Вівчарство зосереджене на південному сході країни, Новий Південний Уельс (46 % поголів'я), Вікторія (18 %). За поголів'ям овець (149,3 млн голів 1958 року; 120 млн голів 1980 року) Австралія посідає перше місце у світі. Австралія є головним постачальником вовни на світові ринки (30 %), це високоякісна сировина (мериносні вівці). Перші вівці на континент були завезені наприкінці XVIII століття з Південної Африки, з яких була виведена чудова місцева порода австралійського мериноса, що дає з однієї голови 9—21 кг чудової вовни за сезон. Увесь рік вівці перебувають на пасовищі, стрижуть їх двічі на рік. Настриг вовни у сезон 1958/59 років склав 662 тис. тонн. Внутрішня переробка вовни слабко розвинена. Концентрація вівчарства в руках великих власників винятково висока, 1950 року лише 1,6 % всіх господарств концентрували близько 1/3 всього поголів'я (від 100 тис. голів кожне).
Окрім вівчарства, в країні займаються експортним м'ясним скотарством, переважно на півночі. У напівпустелях, де можливо дістатись артезіанських вод, також займаються пасовищним скотарством. Худоба живиться свіжим листям спініфексу та опалим листям акацій. Найважливіші райони молочного тваринництва — південно-східне узбережжя, м'ясного — Квінсленд. Поголів'я великої рогатої худоби 1958 року становило 16,9 млн голів. Поширене також свинарство, поблизу великих міст; конярство, заради перегонів; бджолярство; у пустелях розводять верблюдів.
Австралія є одним із найбільших у світі виробників і експортерів зернових. Найбільше значення серед зернових культур має пшениця. «Пшеничний пояс» Австралії починається у Квінсленді й тягнеться вздовж східного узбережжя на південь до штату Вікторія; окремий пшеничний регіон на південному заході материка. Посівна площа пшениці в середньому коливається від 11,1 до 13,4 млн га. На її частку припадає понад половина всіх посівних площ, переважно в штатах Новий Південний Уельс, Вікторія, Південна Австралія і Західна Австралія (94 % посівних площ). Врожайність пшениці різниться за роками залежно від погодних умов і становить від 0,9 до 2,1 тонн/га. Переважно це озима пшениця, яка вельми чутлива до посух. У середньому експорт пшениці становить від 7,5 до 18,0 млн тонн; імпорт — 0,1—0,3 млн тонн. Споживання усередині країни — 5,3—6,5 млн тонн. Перехідні запаси — 3,2—9,6 млн тонн. Посівна площа під ячменем становить 3,5—4,6 млн га. Середня врожайність 1,0—2,3 тонн/га. Виробництво коливається в рамках 3,9—10,4 млн тонн. Експорт — 1,9—6,4 млн тонн, залежно від світової кон'юнктури. Споживання всередині країни становить 2,2—3,8 млн тонн. Перехідні запаси — 0,6—2,7 млн тонн. Серед інших зернових культур виділяються кукурудза, яку використовують загалом на фураж (Квінсленд); сорго, яке вирощують на зерно і на фураж; тритикале (гібрид жита і пшениці).
З олійних культур поширені земляний горіх, соняшник, сафлор, ріпак, канола, соя. Невеликі площі зайняті посівами рису, тютюну, бавовнику. У субекваторіальному поясі Квінсленду вирощують цукрову тростину, банани, ананаси, манго, папаю. З площі 0,3 млн га у Квінсленді щорічно збирають 3 млн тонн цукру. Найбільша компанія «Колоніел шугар рифайнінг». На південному сході вирощують цитрусові, кісточкові, яблука, виноград; на півдні — виноград, цитрусові, яблука; на Тасманії експортний фрукт — яблука. Приміські ферми південного сходу забезпечують країну овочами та зеленню. У якості кормових трав для поголів'я м'ясо-молочної худоби використовують конюшину та люпин.

### Транспорт
Транспорт у житті країни з великою територією та віддаленим географічним положенням відіграє дуже важливу роль. Уряд держави розвиває транспортну інфраструктуру значними фінансовими інвестиціями, запроваджує проєкти з розвитку сполучення віддалених і слабко освоєних регіонів, будує транспортні комплекси заради перспективного розвитку окремих місцевостей, або пожвавлення розвитку певних галузей економіки.
У здійсненні міжрайонних зв'язків провідна роль належить залізничному транспорту. Загальна довжина залізничних колій країни, станом на 2015 рік, становить 33 343 км (8-ме місце у світі), з яких 3 247 км широкої 1600-мм колії (372 км із них електрифіковано), 17 446 км стандартної 1435-мм колії (650 км із них електрифіковано), 12 318 км вузької 1067-мм колії (2076 км із них електрифіковано). Більшість залізниць перебувають у державній власності. Найзабезпеченіші залізницями південний схід і частково південно-західні райони Австралії. Ширина колії різних штатів не узгоджена між собою. Єдиної мережі залізниці на континенті довгий час не представляли. Залізниці здебільшого неелектрифіковані, їх використовують для вантажних перевезень, це маршрути підвозу мінеральної та сільськогосподарської сировини до морських портів. Залізниці поєднують промислові центри східного узбережжя, міста південного сходу та заходу (Перт — Сідней). Північне та південне узбережжя сполучені залізницею Аделаїда — Дарвін, від Дарвіна йде гілка до Ларрими, далі на південь до Аліс-Спрингса шосейна дорога, від якої вузькоколійка до Порт-Огасти.
Загальна довжина автошляхів в Австралії, станом на 2011 рік, дорівнює 823 217 км, з яких 356 343 км із твердим покриттям і 466 874 км без нього (9-те місце у світі). Переважна більшість автошляхів зосереджена у південно-східній частині країни. Їх інтенсивно використовують у господарстві, 3/4 вантажно-пасажирських перевезень відбувається автомобільним транспортом. Головний період буму будівництва шосейних доріг, особливо стратегічного значення, припав на часи Другої світової війни. Більшість із них виконувалось інженерними військами США. Шосе від Аліс-Спрингса до Ларрими, що сполучило північне та південне узбережжя; трансконтинентальне шосе Калгурлі — Порт-Огаста.
- Карта основних транспортних магістралей Австралії

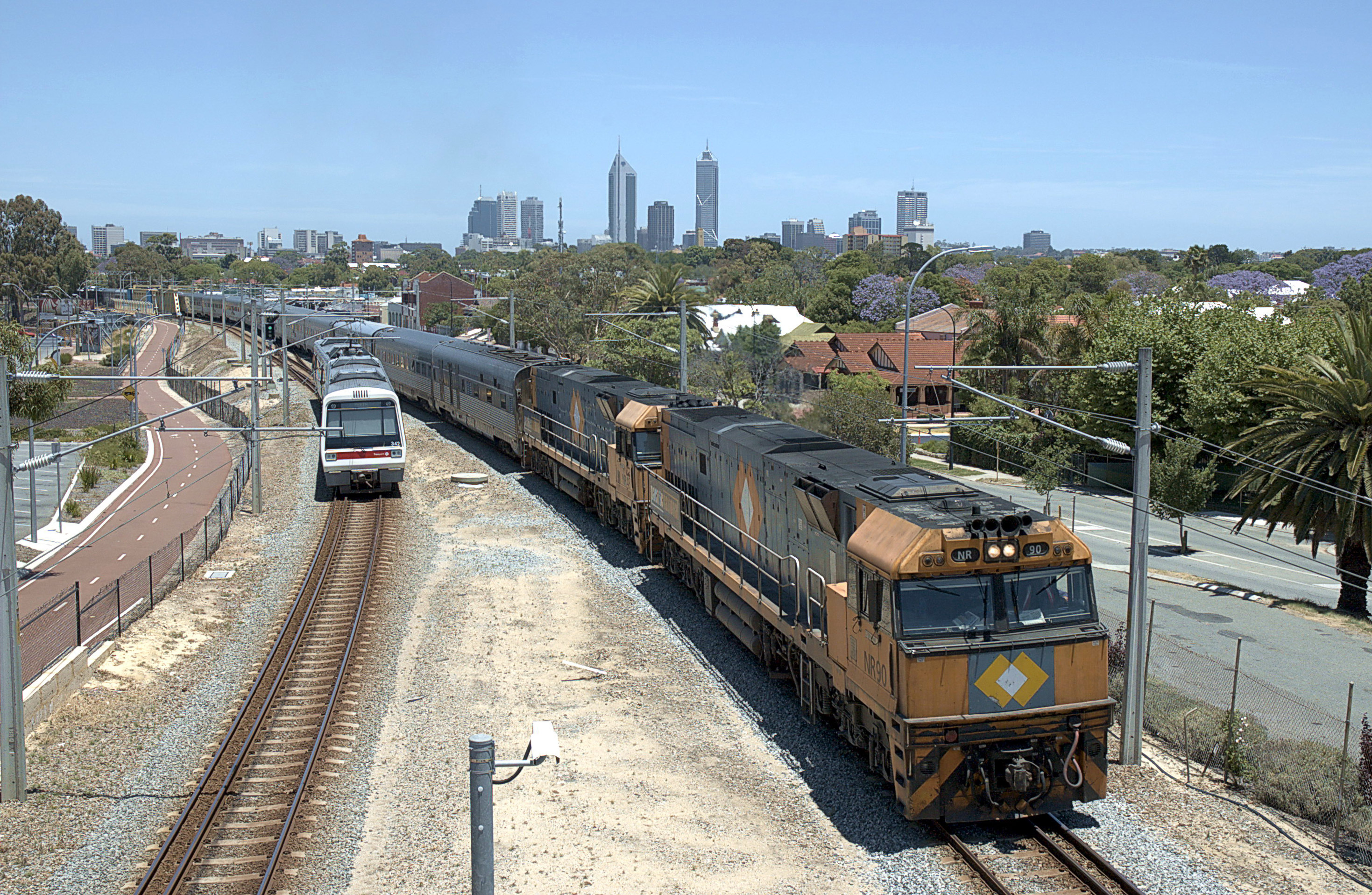
Залізниця в Перті
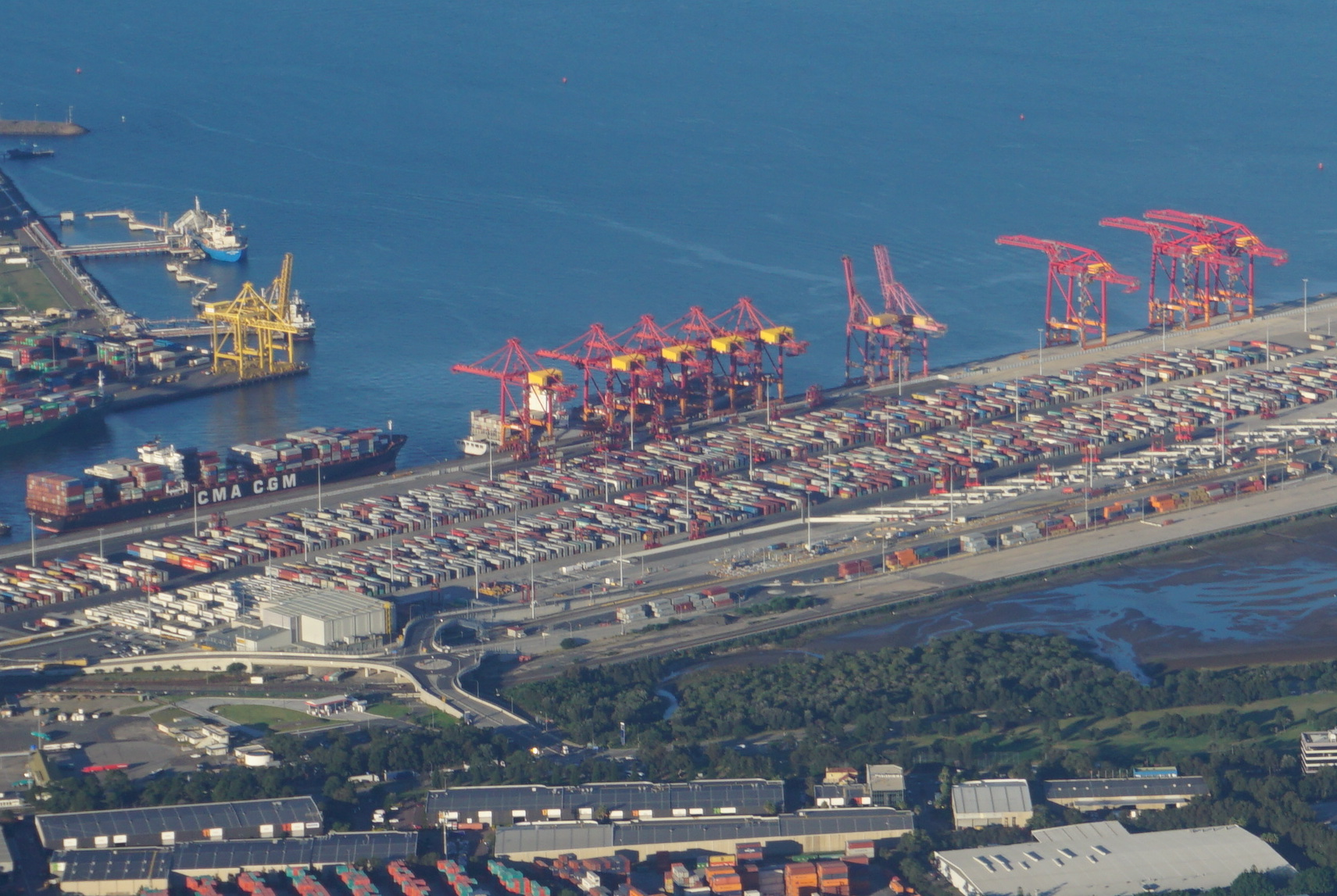
Сіднейський порт — головні морські ворота країни
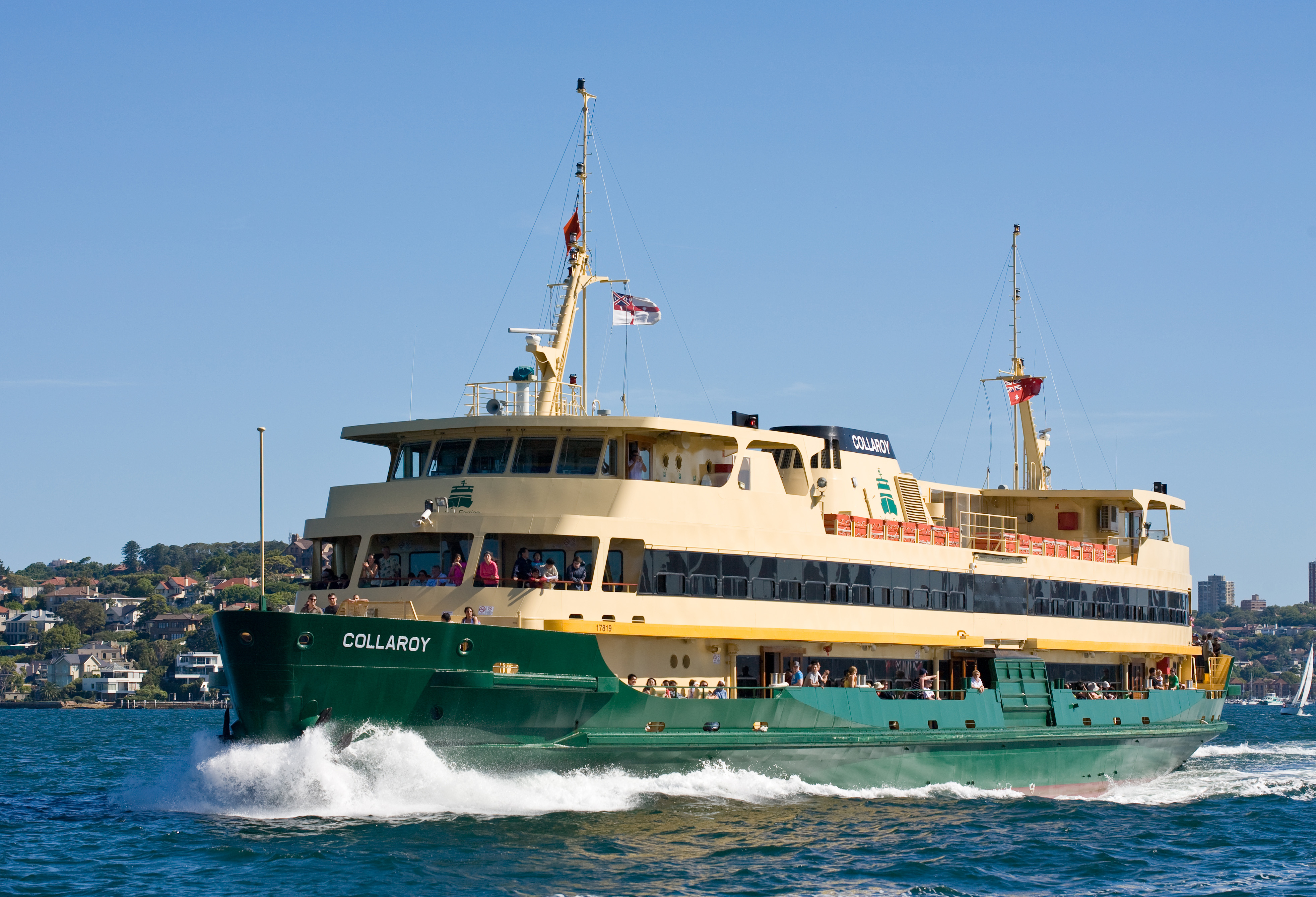
Сіднейський пором
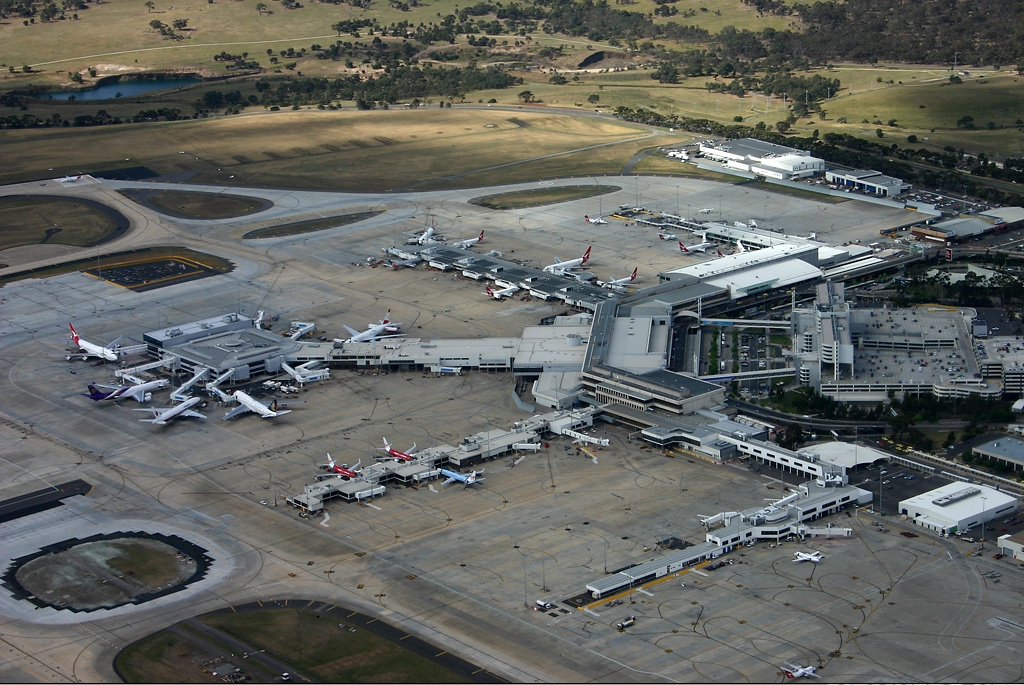
Мельбурнський аеропорт

У країні розвинений морський транспорт. Національні компанії виконують вантажне та пасажирське каботажне сполучення, іноземні займаються експортно-імпортними операціями. Морський торговий флот країни, станом на 2010 рік, складався з 41 морського судна з тоннажем більшим за 1 тис. реєстрових тонн (GRT) кожне (75-те місце у світі). Найбільші за вантажообігом морські порти Австралії: Дампір і Порт-Гедленд, знаходяться на північному заході і їх використовують для експорту залізної руди з Пілбари. Найбільші морські порти сходу — Сідней, Ньюкасл, Брисбен; півдня — Мельбурн, Аделаїда. На південно-західному узбережжі найважливіший морський порт — Перт, це також найбільша військово-морська база держави. Загальна довжина судноплавних ділянок річок і водних шляхів, доступних для суден із дедвейтом понад 500 тонн, 2011 року становила 2 тис. км.
Чудово розвинене внутрішнє повітряне сполучення, усі поселення, і навіть великі фермерські господарства мають власні злітно-посадкові смуги. Найбільша державна авіакомпанія Qantas. У країні, станом на 2020 рік, діє 418 аеропортів (19-те місце у світі), з них 349 із твердим покриттям і 131 із ґрунтовим. У країні, станом на 2013 рік, споруджено і діє 1 гелікоптерний майданчик.
У країні розвинена мережа трубопроводів. Загальна довжина газогонів в Австралії, станом на 2013 рік, становить 30 693 км; трубопроводів зрідженого газу — 240 км; нафтогонів — 3 609 км; інших трубопроводів — 110 км; продуктогонів — 72 км. Трубопроводи доставляють до Брисбена природний газ із родовища Рома та нафту з родовища Муні. Природний газ із родовищ Джиджеалпа та Мумба, що у внутрішніх районах континенту, газогонами доставляється у Сідней та Аделаїду; з родовища Донгара — до Перта. 1996 року споруджено унікальний етанопровід Мумба — Сідней завдовжки 1375 км для транспортування етану з родовищ басейну Купера у штаті Південна Австралія до нафтохімічного комплексу в Сіднеї. У південно-східному та східному регіонах вони доставляють воду для потреб сільського та міського господарств, металургії.
У XIX столітті до північних районів Австралії задля спрощення пересування місцевими пустелями були завезені дромадери. Наразі тут налічується близько 750 тис. чистокровних верблюдів, котрих країна навіть експортує на Близький Схід.

### Телекомунікації
Міжнародний телефонний код Австралії — +61. Загальна чисельність абонентів фіксованої телефонної мережі (станом на 2019 рік) — 7,79 млн, що у перерахунку на 100 мешканців становить 31 (20-те місце у світі). У країні діє декілька мереж мобільних операторів. Загальна чисельність абонентів (станом на 2019 рік) — 27,78 млн, що у перерахунку на 100 мешканців становить 110 апаратів (47-те місце у світі).
Національна громадська Австралійська телерадіомовна компанія (англ. Australian Broadcasting Corporation; ABC) веде мовлення на численних теле- і радіоканалах як у межах країни, так і загалом у Азійсько-Тихоокеанському регіоні. Спеціальна служба мовлення (англ. Special Broadcasting Service; SBS)  — другий найбільший оператор теле- і радіоканалів у країні, веде мовлення різними мовами. У країні, станом на 1998 рік, працювали 607 радіостанцій різних діапазонів: (AM — 262, FM — 345, на коротких хвилях — 1). Дві найбільші радіомережі, ABC і SBS, ведуть мовлення різними мовами в Азійсько-Тихоокеанському регіоні. У країні, станом на 1997 рік, працювали 104 телевізійні станції. Дві найбільші телерадіомережі, ABC і SBS, ведуть мовлення різними мовами в Азійсько-Тихоокеанському регіоні. Широко розповсюджене використання супутникових тарілок і кабельних мереж.
Австралія є членом Міжнародної організації супутникового електрозв'язку (ITSO), Міжнародного союзу електрозв'язку (ITU), Міжнародного поштового союзу (UPU).
Міжнародний інтернет-домен Австралії — .au, присвоєний Адміністрацією адресного простору Інтернет (англ. Internet Assigned Numbers Authority) згідно зі стандартом ISO 3166 Alpha-2. Станом на 2018 рік в Австралії зареєстровано 7,64 млн інтернет-хостів (22-ге місце у світі). Станом на липень 2018 року в Австралії налічувалось 21,419 млн унікальних інтернет-користувачів (35-те місце у світі), що становило 86,55 % від загальної кількості населення країни.

### Туризм
Австралійські готелі відрізняються високими стандартами і розраховані на туристів із різними фінансовими можливостями. Спектр засобів розміщення достатньо широкий — від фешенебельних, що входять до міжнародних готельних мереж, до мотелів і окремих приватних квартир, можливе проживання на фермах. Австралія була членом Всесвітньої туристичної організації (UNWTO) з 1979 по 1990 роки, поновила членство 2004 року.
Провідні позиції за кількістю прибуттів у країну займають громадяни США і Нової Зеландії, значні потоки туристів із Європи (особливо Великої Британії) і Азії (Малайзія, Сінгапур, Японія, Китай і Гонконг). Основні потоки туристів з Австралії спрямовані до Нової Зеландії; в Азії до Малайзії, Сінгапуру, Японії і Гонконгу; в Європі до Великої Британії, Італії, Іспанії та Франції.

### Зовнішньоекономічні зв'язки
Економіка Австралії сильно залежить від трендів на світових ринках, бо 3/4 її продукції спрямовується на зовнішні ринки, здебільшого це сировинна продукція, у той час як імпорт складається з машин, обладнання та готової промислової продукції. Австралія в різні часи була одним із головних постачальників на світові ринки мінеральної (залізної руди, бокситів, рутилу, свинцю, вугілля, цинку, міді, марганцю) та аграрної сировини (вовни, тростинного цукру, пшениці, м'яса). Постійними торговими партнерами є Японія, США, Європейський Союз. У середині XX століття 70 % експорту з Австралії припадало на Європу, частка Великої Британії в імпорті з Австралійського Союзу в 1957—1958 роках становила 41,8 %, в експорті — 28,0 %. Але за 30 післявоєнних років країна зуміла позбавитись залежності від колишньої метрополії зменшивши британську долю в експорті до 5 %. Наприкінці XX століття головними торговельними партнерами Австралії стали Японія, США, Китай та Нова Зеландія. Причиною цього стало те, що Австралія першою із західних країн після війни уклала торговельну угоду з Японією від 1957 року, а також зняла ембарго на поставки залізної руди до цієї країни. 1965 року з Новою Зеландією встановлено зону вільної торгівлі.
Австралія входить до складу ряду регіональних і глобальних економічних, торговельних і кредитно-фінансових організацій:
- Азійського банку розвитку (ADB),
- Азійсько-Тихоокеанського економічного співробітництва (APEC),
- Банку міжнародних розрахунків (BIS),
- Європейського банку реконструкції та розвитку (EBRD),
- Ініціативи щодо забезпечення прозорості у видобувній промисловості (EITI),
- Продовольчої та сільськогосподарської організації ООН (FAO),
- Міжнародної групи з протидії відмиванню брудних грошей (FATF),
- Міжнародного банку реконструкції та розвитку (IBRD),
- Міжнародної асоціації розвитку (IDA),
- Міжнародного енергетичного агентства (IEA),
- Міжнародної фінансової корпорації (IFC),
- Міжнародного валютного фонду (IMF),
- Міжнародної організації зі стандартизації (ISO),
- Багатосторонньої агенції з гарантій інвестицій (MIGA),
- Організації економічного співробітництва та розвитку (OECD),
- Спартека (SPARTECA),
- Конференції ООН з торгівлі та розвитку (UNCTAD),
- Всесвітнього митного союзу (WCO),
- Світової організації торгівлі (WTO)[17].

Розподіл експорту з Австралії до країн світу, в порівнянні з лідером, Японією (100 % = $32,4 млрд), 2006 рік

Сальдо рахунку поточних операцій країни (експорт/імпорт товарів і послуг, чистий дохід від інвестицій і трансфертних платежів) 2014 року склало −43,83 млрд доларів США, 2015 року — −56,2 млрд доларів США (194-те місце у світі).
Держава експортує: вугілля, залізну руду, золото, м'ясо, вовну, алюміній, пшеницю, машини й устаткування, транспортне обладнання. Значна стаття експорту — поліметали; у невеликій кількості вивозяться чорні метали, устаткування. Основними партнерами 2015 року стали: Китай — 32,2 %, Японія — 15,9 %, Південна Корея — 7,1 %, США — 5,4 %, Індія — 4,2 %. Вартість експорту 2014 року становила 240,8 млрд доларів США, 2015 року — 184,4 млрд доларів США (27-ме місце у світі). Необхідно зазначити, що Австралія є одним з основних постачальників залізняку в КНР.
Держава імпортує: машини й устаткування, транспортне обладнання, комп'ютери, офісне і телекомунікаційне обладнання; сиру нафту, нафтопродукти. Основними партнерами 2015 року стали: Китай — 23 %, США — 11,2 %, Японія — 7,4 %, Південна Корея — 5,5 %, Таїланд — 5,1 %, Німеччина — 4,6 %. Вартість імпорту 2014 року становила 240,5 млрд доларів США, 2015 року — 208,4 млрд доларів США (21-ше місце у світі).

#### Економічні відносини з Україною
Австралія є ключовим торговельним партнером України в Океанії, але від загального обсяг торгівлі досить незначний. Економічні відносини з Україною характеризуються позитивним сальдо для Австралії.
У 2021 році відповідно до бази даних ООН щодо статистики торгівлі товарами український експорт до Австралії становив приблизно 61,3 мільйона доларів США, а імпорт з Австралії – близько 154,9 млн. доларів США.За інформацією Державної митної служби України, зовнішня торгівля товарами України з Австралією за 9 місяців 2024 р. склала 116,64 млн доларів США. Експорт товарів з України до Австралії склав 12,114 млн доларів США, імпорт в Україну – 104,528 млн доларів США. Негативне сальдо для України за 9 місяців 2024 р. становить 92,414 млн доларів США.
Основними сегментами експорту в Україну є:
- мінеральні палива(кам'яне вугілля, антрацит);
- продукти машинобудування;
- фармацевтична продукція;
- оптичні пристрої;
- деревину;
- ювелірні вироби;

- папір та картон.

Основними сегментами імпорту з Україну є:
- металургія та машинобудування;
- жири і олії тваринного і рослинного походження.

### Трудові ресурси
Загальні трудові ресурси 2020 року становили 12,568 млн осіб (43-те місце у світі). Зайнятість економічно активного населення у господарстві країни розподіляється наступним чином:
- аграрне, лісове і рибне господарства — 3,6 %;
- промисловість і будівництво — 21,1 %;
- сфера послуг — 75,3 % (станом на 2009 рік)[17].

Безробіття 2019 року дорівнювало 5,16 % працездатного населення, 2018 року — 5,29 % (83-те місце у світі).
Станом на 2016 рік, уся країна була електрифікована, усе населення мало доступ до електромереж. Розподіл доходів домогосподарств у країні виглядає так: нижній дециль — 2 %, верхній дециль — 25,4 % (станом на 1994 рік).

### Економічне районування
В Австралії можливо виділити вісім економічних районів.

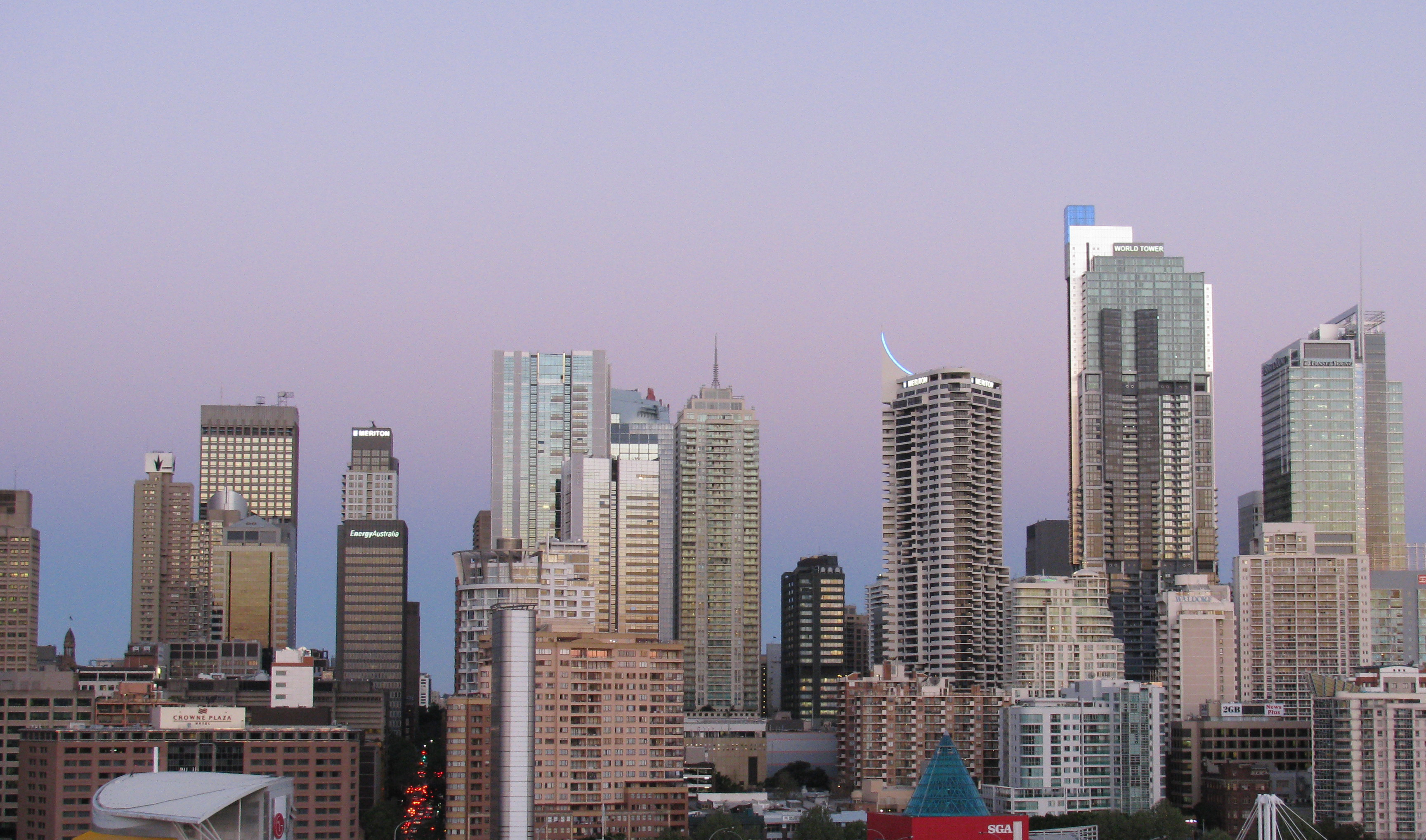
Сідней — найбільший фінансовий і промисловий центр країни

- Південно-східний регіон найбільш історично освоєний, густо заселений та економічно розвинений. Займає територію штатів Вікторія та Новий Південний Уельс[100][101]. Загальна площа регіону складає 14 % території країни; населення — більше 60 %; рівень урбанізованості — майже 90 %. Регіон багатий на поклади мінеральної сировини: Сіднейський вугільний басейн (42 тис. км²) бітумінозного та коксівного вугілля (Ньюкасл, Вуллонгонг, Порт-Кембла); буре вугілля (Яллурн, Моруелл); нафта (Лейк-Ентранс, шельф Бассової протоки); мідь (Кобар); поліметалічні руди (Брокен-Гілл); олово (Ардлтан); титан; магнезит; азбест[100][70]. На місцевому бурому вугіллі працюють найбільші в країні ТЕС[100]. У Сніжних горах споруджено великий гідрокомплекс: 7 водосховищ, 8 ГЕС (4,7 МВт)[70]. Важка промисловість, металургія, коксохімія, трубопрокат та машинобудування у містах Ньюкасл, Вуллонгонг, Порт-Кембла; нафтопереробна, електротехнічна (Сідней, Клейтон) та хімічна промисловість; суднобудування (Сідней, Мельбурн, Ньюкасл)[100][70]. Концентруються найбільші підприємства легкої промисловості країни, велика кількість підприємств харчової промисловості[70]. На території регіону концентрується 2/3 поголів'я овець і 1/4 великої рогатої худоби країни[70]. У регіоні вирощують найбільшу частку врожаю пшениці та інших зернових, половину винограду. Долина річки Намой — головний район вирощування бавовнику[70]. Найбільші міста регіону: Сідней, Мельбурн, Вуллонгонг, Порт-Кембла, Джилонг[7].

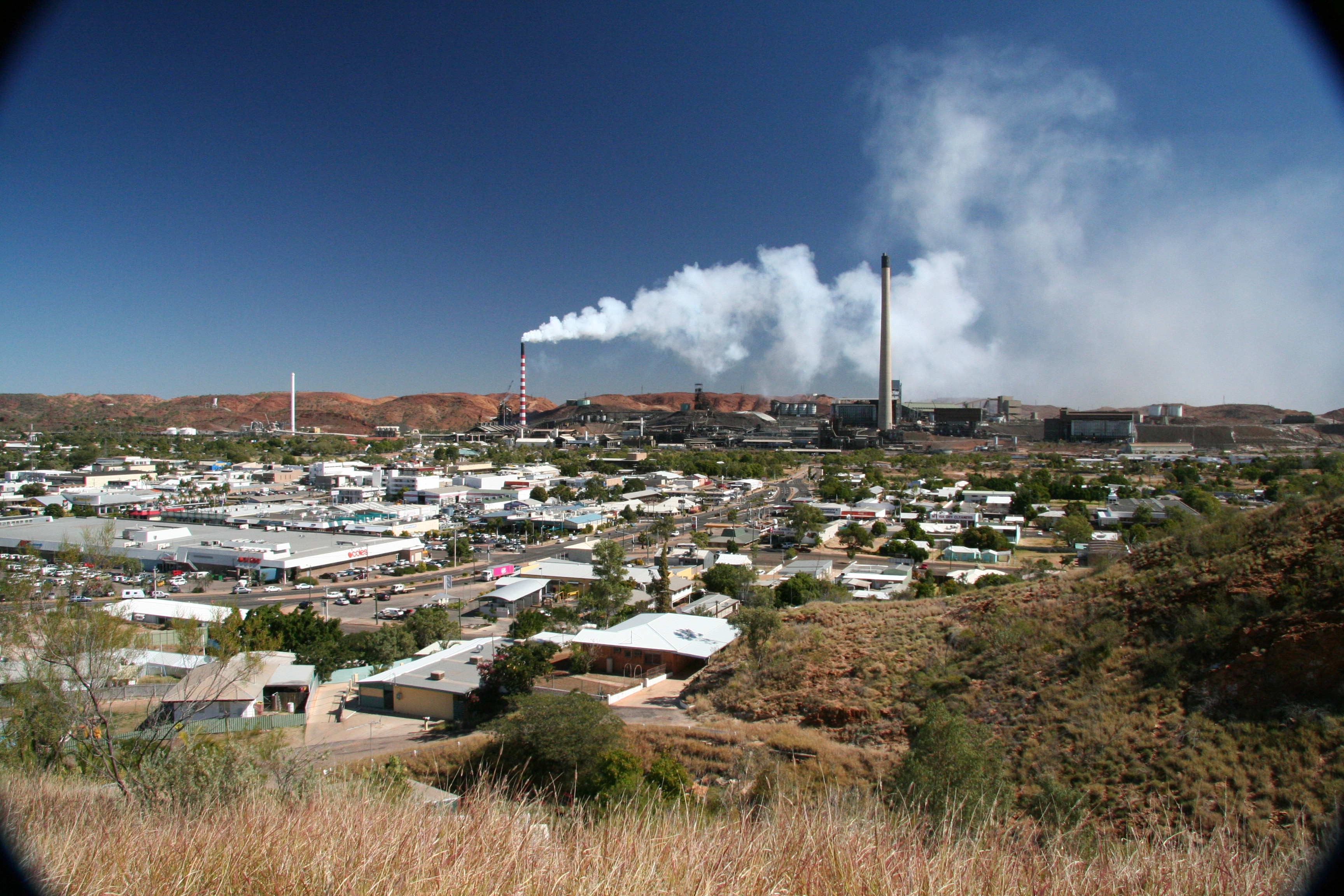
Панорама міста Маунт-Айза

- Північно-східний регіон другий за рівнем економічного розвитку. Територіально збігається з більшою частиною штату Квінсленд (20 % території країни)[100]. Регіон багатий на мінеральну сировину: боксити (Уейпа); другий за площею кам'яновугільний басейн (Блер-Атолл, Бовен); поліметалічні та уранові руди (Маунт-Айза); олово й кобальт (Маунт-Кобальт); природний газ (Рома); нафта (Муні); фосфорити; монацитові піски східного узбережжя[70]. Основні галузі промисловості: гірнича; кольорова металургія (поліметали, алюміній, рафінування міді); хімічна (мінеральні добрива); транспортне машинобудування (залізничне обладнання, вагонобудування, судноремонт)[100][70]. Морські порти для експорту мінеральної сировини (Уейпа) та сільськогосподарської сировини (Лусінда)[70]. Головні сільськогосподарські культури: цукрова тростина, тютюн, кукурудза, сорго, бавовник, кормові трави, пшениця[100]. Також вирощують манго, папаю, ананаси, банани, цитрусові та кісточкові[100][101]. Регіон займає перше місце в країні з поголів'я великої рогатої худоби та коней (половина поголів'я, 85 % м'ясного експорту), третє — овець (15 %)[70]. У портових містах розміщуються м'ясокомбінати[70]. Для потреб деревообробної галузі вирощують сосну[70]. Найбільші міста регіону: Брисбен, Таунсвілл, Рокгемптон, Гладстон, Маунт-Айза, Маунт-Катлін, Рома, Вейпа.
- Південний регіон третій за рівнем економічного розвитку, займає південний схід штату Південна Австралія[100]. Регіон тяжіє до океану, узбережжя Великої Австралійської затоки, заток Спенсер та Сент-Вінсент, де сконцентровано майже все населення регіону. Промисловість регіону представлена металургійними підприємствами міст Вайалла, Порт-Пірі та Порт-Огаста[100]. Кам'яне вугілля видобувається на північ від Аделаїди. Солончаки солоних озер та прибережні лагуни — місце видобутку солі. Головні галузі промисловості: нафтохімічна (Порт-Станвак); машинобудівна та харчова[100]. Головні сільськогосподарські культури: ячмінь, пшениця, овес, кормові, цитрусові. Сади, пасовища й виноградники (перше місце в країні зі збору винограду). Головною проблемою рослинницької галузі регіону є брак прісної води; розвинене крапельне зрошування. Тваринництво представлене мериносними вівцями та великою рогатою худобою[70]. У пустельній частині регіону на північ від півострова Ейр розташований центр космічних досліджень Вумера[70]. Головні міста: Аделаїда, Порт-Огаста, Порт-Пірі, Вайалла, Порт-Станвак[7].

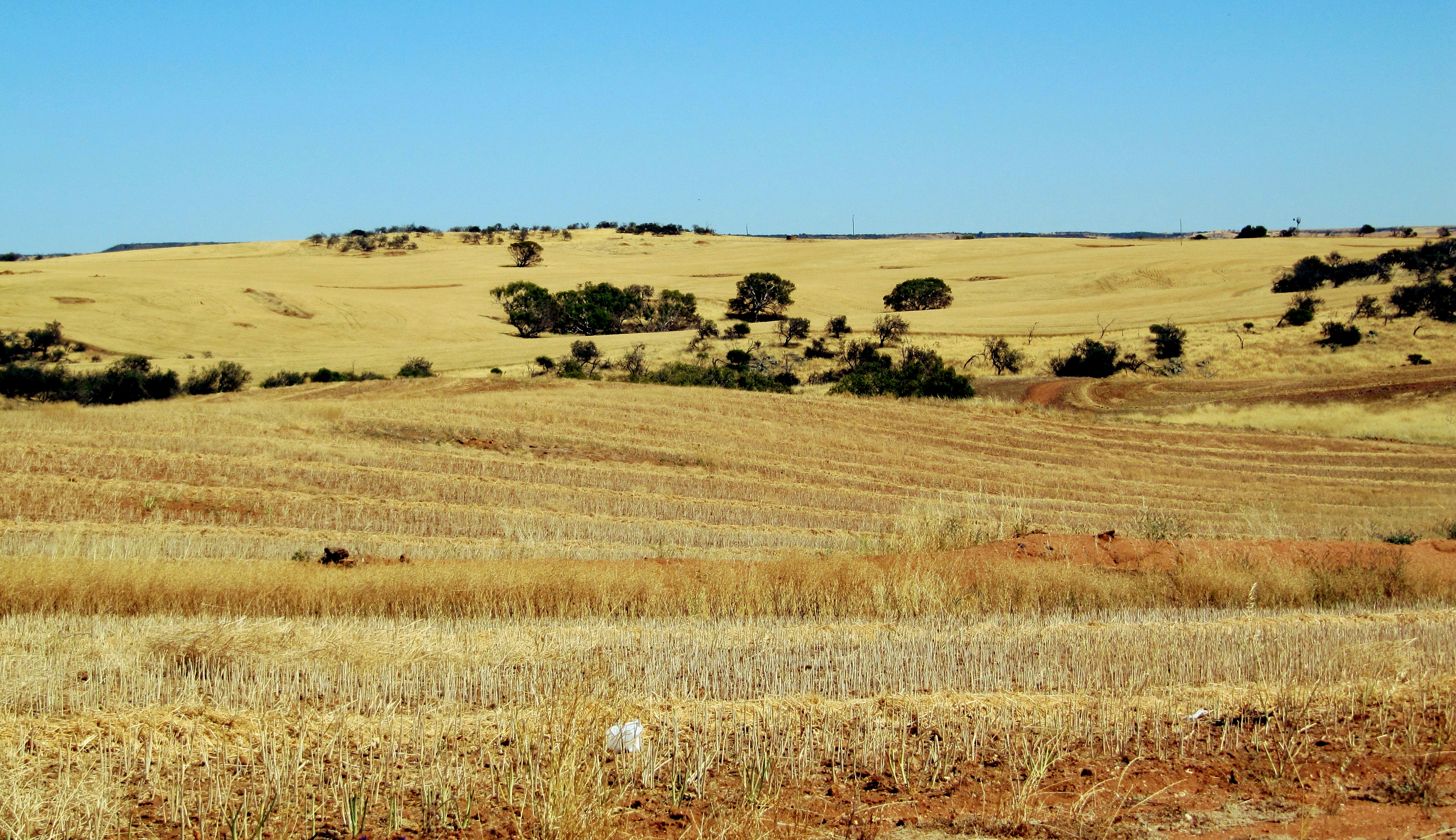
Сільськогосподарські угіддя поблизу Джералдтона

- Південно-західний регіон четвертий за рівнем економічного розвитку, займає крайній південний захід штату Західна Австралія. Регіон багатий на мінеральні ресурси нафта, природний газ, боксити, залізна руда, титанові піски; продуктивні ліси; сприятливі для ведення сільського господарства природні умови[70]. Промисловість регіону представлена підприємствами харчової (Перт, Джералдтон, Банбері, Олбані), машинобудівної (Перт), хімічної (Банбері, Перт), цементної, електротехнічної (Перт), деревообробної галузей, транспортного машинобудування (Фрімантл), металургії (Куїнана)[100][70]. Агрокліматичні умови ведення землеробства подібні до степової зони України. «Пшеничний пояс» простягається від Саутерн-Кросса до Джералдтона[70]. У невеличких фермерських господарствах вирощують фрукти, овочі, виноград, розводять молочну худобу[100]. На прибережній низовині на штучних пасовищах розводять овець. Олбані — головний центр переробки сільгоспсировини[70]. Найбільші міста регіону: Перт, Куїнана, Олбані, Банбері, Джералдтон, Пінджарра[7]. Головні морські порти: Фрімантл, Куїнана, Банбері, Олбані, Джералдтон.
- Тасманія. Регіон, що займає однойменний великий острів (68 тис. км²) та прилеглі невеличкі острівці[7]. Регіон багатий на мінеральну сировину: мідь, олово, срібло, кобальт, вольфрам, залізну руду, поліметали[100]. Дешева електроенергія від ГЕС у гористій центральній частині острова дозволила швидко розвинутись кольоровій металургії, хімічній та целюлозо-паперовій галузям промисловості[70]. Сільське господарство регіону виконує допоміжну роль в економіці[70]. У водосховищах Центрального нагір'я розводять рибу, береги використовують для рекреації[70]. Найбільші міста регіону: Гобарт, Лонсестон, Девенпорт, Берні[7].

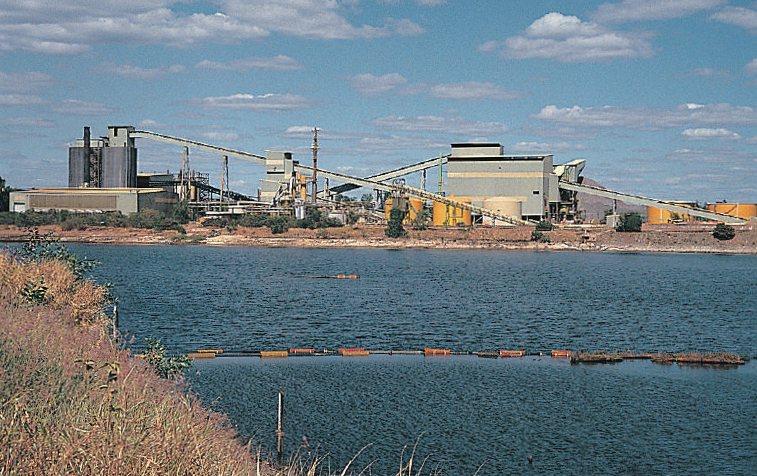
Видобуток і збагачення уранової руди, родовище Рейнджер

- Північний регіон нерозвинений, займає глибовий масив Кімберлі, базальтове плато Антрім, пісковикове плато Арнемленд, західне та південно-західне узбережжя затоки Карпентарія на півночі країни[7]. Регіон багатий на мінеральні ресурси: боксити (Гов), марганець (острів Грут-Айленд), уранові руди (Рейнджер, Набарлек), залізні руди (острови Клан і Кокату), фосфати (басейн Джорджини), природний газ (шельф Арнемленду)[100][70]. Тваринництво представлене розведенням м'ясних порід великої рогатої худоби на природних пасовищах. Головні сільськогосподарські культури: бавовник, рис, тютюн, цукрова тростина[100]. У морі — рибальство, вилов перлів, на півострові Коберг — розведення перловиць[70]. Найбільші міста регіону: Дарвін, Віндем, Ларріма[7].

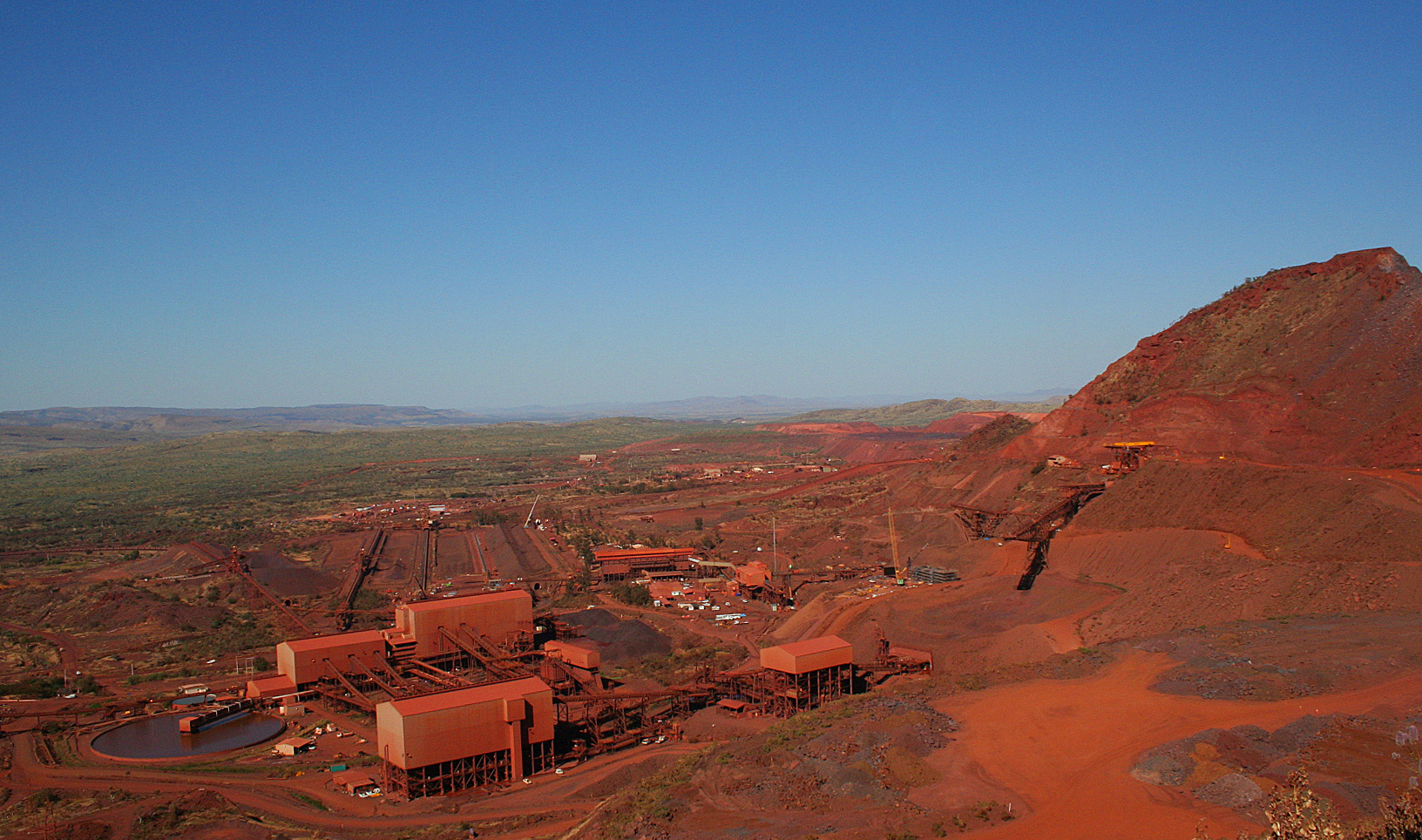
Видобуток залізної руди в Пілбарі

- Західний регіон займає більшу частину штату Західна Австралія. Водозабезпечення регіону відбувається за допомогою заводів з опріснення морської води та водогоном (600 км) з басейну річки Суон[70]. Головним багатством регіону слугують високоякісні залізні руди масиву Гамерслі (Пілбара), що розробляються відкритим способом і дають 90 % залізної сировини країни. Також на Гамерслі видобувають олово, марганець та блакитний азбест[70]. На острові Барроу видобувають нафту; шельфові поклади природного газу прогностично є одними з найбільших у світі (Ранкін, риф Скотт)[70]. На півдні регіону поблизу Калгурлі та Іст-Калгурлі видобувають золото; у Камбалді мідно-нікелеві руди.
- Центральний регіон охоплює майже безлюдні й неосвоєні внутрішні території континенту, від западини солоного озера Ейр на сході до Західно-Австралійського плоскогір'я на заході[100]. Тут знаходяться пустелі: Велика Піщана, Гібсона, Велика пустеля Вікторія, Сімпсона (Арунта)[7]. Головна економічна діяльність зводиться до гірничих підприємств і транспортної інфраструктури[70]. Тваринництво представлене пасовищним скотарством[70]. Під час посух велика кількість поголів'я гине. Найбільші міста регіону: Аліс-Спрингс, Теннант-Крік[7].

## Населення
Станом на липень 2020 року населення Австралії становило 25,466 млн осіб (55-те місце у світі). До кінця XVIII століття населення Австралії складали австралійські аборигени, остров'яни Торресової протоки і тасманійці. Між цими трьома групами існують культурні й навіть зовнішні відмінності. Більшість населення сучасної Австралії — нащадки іммігрантів XIX і XX століть, більшість із яких прибули з Великої Британії та Ірландії. Заселення Австралії вихідцями з Британських островів почалося 1788 року, коли на східному березі Австралії висадилась перша партія засланців, які заснували перше британське поселення Порт-Джексон (майбутній Сідней). Добровільна імміграція з Великої Британії набула значних розмірів лише в 1820-ті, коли в Австралії стало швидко розвиватися вівчарство. Після відкриття в Австралії золота сюди з Великої Британії і почасти з інших країн прибула велика кількість іммігрантів. Наприкінці XIX століття запроваджено закони, що обмежували імміграцію небританського населення на континент. Від XX століття головним чинником зростання кількості населення стає не імміграція, а природний приріст. У післявоєнний період на тлі економічного буму відмічається нова імміграційна хвиля затребуваної кваліфікованої робочої сили. Водночас помітним стає «відтік мізків» до США та Великої Британії. За період після Першої світової війни населення Австралії збільшилося більш ніж учетверо, після Другої світової — удвічі, завдяки здійсненню амбітної програми стимулювання імміграції. Прогнозується збільшення населення країни до 40 млн до 2050 року.

### Природний рух

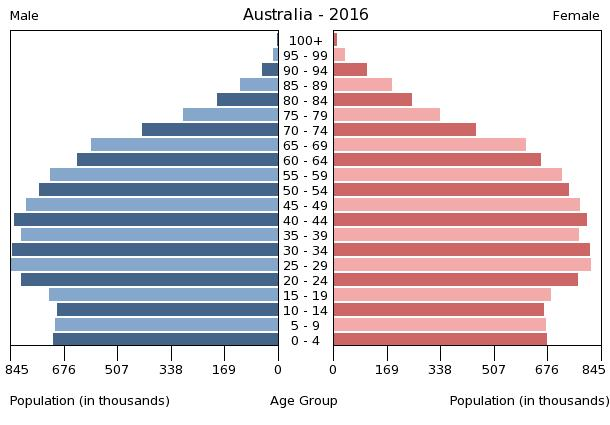
Віково-статева піраміда населення Австралії, 2016 рік

Народжуваність в Австралії, станом на 2020 рік, дорівнює 12,4 ‰ (155-те місце у світі). Коефіцієнт потенційної народжуваності 2020 року становив 1,74 дитини на одну жінку (161-те місце у світі). Рівень застосування контрацепції 66,9 % (станом на 2015 рік). Середній вік матері при народженні першої дитини становив 28,7 року (оцінка на 2014 рік). Смертність у Австралії 2020 року становила 6,9 ‰ (127-ме місце у світі). Природний приріст населення в країні 2020 року становив 1,4 % (78-ме місце у світі). Як і більшість інших розвинених країн світу, Австралія переживає демографічний зсув у бік похилого населення, стає дедалі більше пенсіонерів і менше людей працездатного віку. Середній вік населення Австралії становить 37,5 року (69-ме місце у світі): для чоловіків — 36,5 для жінок — 38,5 року. Очікувана середня тривалість життя 2020 року становила 82,7 року (14-те місце у світі), для чоловіків — 80,5 року, для жінок — 85 років.
Коефіцієнт шлюбності, тобто кількість шлюбів на 1 тис. осіб за календарний рік, дорівнює 5,4; коефіцієнт розлучуваності — 2,3; індекс розлучуваності, тобто відношення шлюбів до розлучень за календарний рік — 43 (дані за 2010 рік). Середній вік, коли чоловіки беруть перший шлюб, дорівнює 31,5 року, жінки — 29,6 року, загалом — 30,6 року (дані за 2014 рік).

### Розселення
Середня густота населення 3,3 особи на км² робить Австралію однією з найменш густозаселених країн, це найнижчий показник серед економічно розвинених країн. Розміщується населення вкрай нерівномірно. Найбільше його сконцентровано на південно-східному (до 50 осіб на 1 км²), східному та південно-західному узбережжях. До середини XX століття центральні та північні райони країни залишались майже безлюдними. Проте інтенсивна розробка корисних копалин викликала масове заснування промислових центрів, яких за півстоліття створено майже 200. Сільськогосподарське населення нечисленне, бо в країні інтенсивне механізоване фермерське господарство. Найбільше таке населення концентрується на південному сході й на рівнині Риверайна. Якщо просунутись від узбережжя вглиб материка приблизно на 200 км, то почнуться малонаселені райони континенту. Буйні вологі ліси і багаті сільськогосподарські угіддя змінюються спекотною, сухою, відкритою місцевістю, де трапляються лише чагарникові зарості і злаки. Однак у цих місцевостях теж є життя. На сотні кілометрів простягаються великі овечі і коров'ячі пасовища, або ранчо. Далі вглиб материка починаються спекотні пустелі.

#### Урбанізація
Австралія — історично високоурбанізована країна, станом на 2020 рік 86,2 % населення мешкає в містах, темпи урбанізації за останні 5 років дорівнювали 1,43 %. Такому положенню справ слугують як непривабливі природні умови величезних територій, так і історичний момент стрімкого захоплення усіх сільськогосподарських угідь скватерами. У державі містами вважаються усі населені пункти з чисельністю від 1 тис. мешканців. Найбільші міста: Сідней — столиця Нового Південного Уельсу — 4,8 млн осіб, Мельбурн — 4,8 млн, Брисбен — 2,3 млн, Перт — 2 млн, Аделаїда — 1,3 млн, Ньюкасл, Вуллонгонг, Канберра — 0,4 млн, Гобарт, Джилонг. Австралія належить до країн, де столиця не є найбільшим містом, вона була спеціально спланована й збудована для виконання адміністративних функцій. Найбільші міста слугують адміністративними, промисловими і культурними центрами штатів і територій. Австралійські міста молоді (найстарішим по 200 років), вони виникали на порожньому місці. Усі міста будувались за генеральним планом перпендикулярних вулиць зорієнтованих за сторонами світу, що прийнятий 1829 року. У більшості міст вокзали, будівлі легіслатур, суду, школи та лікарні збудовані за єдиним взірцем. Усі великі міста країни — це портові міста, у Сіднеї, Брисбені та Гобарті портові споруди знаходяться поблизу ділових та історичних центрів. Головна маса невеличких містечок із населенням менше 10 тис. мешканців виконують у сільській місцевості роль адміністративних та торгових центрів, центрів первинної переробки сільгоспсировини. Такі старі містечка за два століття майже не розрослися, їхнє населення переважно похилого віку. На противагу їм великі міста приваблюють більшу частину переселенців і невпинно розростаються.

#### Міграції
Міграційна політика держави базується на залученні з-за кордону висококваліфікованої робочої сили. Річний рівень імміграції 2017 року становив 8,1 ‰ (11-те місце у світі). Цей показник не враховує різниці між законними і незаконними мігрантами, між біженцями, трудовими мігрантами та іншими. Імміграція була найважливішим фактором формування населення Австралії після заснування першого англійського поселення у 1788 році. Виділяють три стадії міграційного процесу:
- Перша тривала до кінця 1940-х років, йшла нерівномірно і відбувалася переважно з Великої Британії[103]. На зорі колоніального періоду в Австралію засилали ув'язнених, яких англійські суди засуджували до каторжних робіт, однак епізодично прибувало чимало добровольців. Головними міграційними хвилями стали періоди «золотої лихоманки» у 1850-х та 1880—1890-х роках. За 10 років (1851—1861) населення Австралії збільшилося майже втричі, перевищивши 1 млн людей, велика кількість китайців[102]. У період з 1838 по 1900 рік до Австралії прибуло понад 18 тис. німців, що розселилися переважно на півдні країни; до 1890 року німці були другою за численністю етнічною групою континенту. Серед них були лютерани, які піддавалися переслідуванням, економічні та політичні біженці — наприклад, ті, хто покинув Німеччину після революційних подій 1848 року. З кінця XIX століття діяли принципи так званої «Білої Австралії», що обмежували імміграцію з Азії. У період світової економічної кризи і Другої світової війни імміграція сильно скоротилася, і до середини 1940-х років напередодні післявоєнної реконструкції господарства склад населення Австралії залишався відносно однорідним. За даними перепису 1947 року, менше 10 % населення не були уродженцями цієї країни (це був рекордно низький показник за всю історію). Понад 90 % населення було британського походження, а більшість інших легко асимілювалася в англомовне суспільство (переважно європейці).
- Друга стадія імміграції почалася наприкінці 1940-х років, коли уряд Австралії був змушений розпочати широкомасштабну імміграційну програму. Спочатку переслідувалися дві мети — збільшити населення країни для забезпечення її надійного захисту і привабити малокваліфікованих і некваліфікованих робітників, у яких відчувала потребу обробна промисловість. Протягом наступних 25 років імміграція в Австралію різко зросла, особливо з країн післявоєнної Східної Європи, потім із Північної Європи, з кінця 1950-х років із Південної Європи Італія й Греція). У 1969—1970-х роках до Австралії переселилося 185 тис. осіб (рекордно високий показник).
- Третя стадія почалася з перегляду імміграційних квот наприкінці 1970-х років і триває дотепер. Попит на дешеву робочу силу в цей період набагато випереджав імміграційні квоти. 1973 року австралійська влада скасувала етнічні, расові й національні критерії добору іммігрантів згідно з політикою «білої Австралії» й розпочала розвивати мультикультуралізм[111]. Наприкінці 1970-х років Австралія прийняла багато біженців із В'єтнаму й інших країн Індокитаю, і відтоді частка переселенців азійського походження почала зростати. З липня 1997-го по червень 1998 року в Австралію офіційним шляхом прибуло 80,8 тисяч переселенців, у тому числі 32 % уродженців країн Азії, 19 % — Нової Зеландії, 13 % — Великої Британії й Ірландії, 12 % — інших країн Європи, 8 % — країн Африки і 7 % — країн Близького Сходу та Північної Африки. Загалом за період 1945—2000 років до Австралії прибуло 5,9 млн переселенців[112].

Міграційні потоки (1976-2017)
Відсоток мешканців, що народились поза межами країни, перепис 2011 року
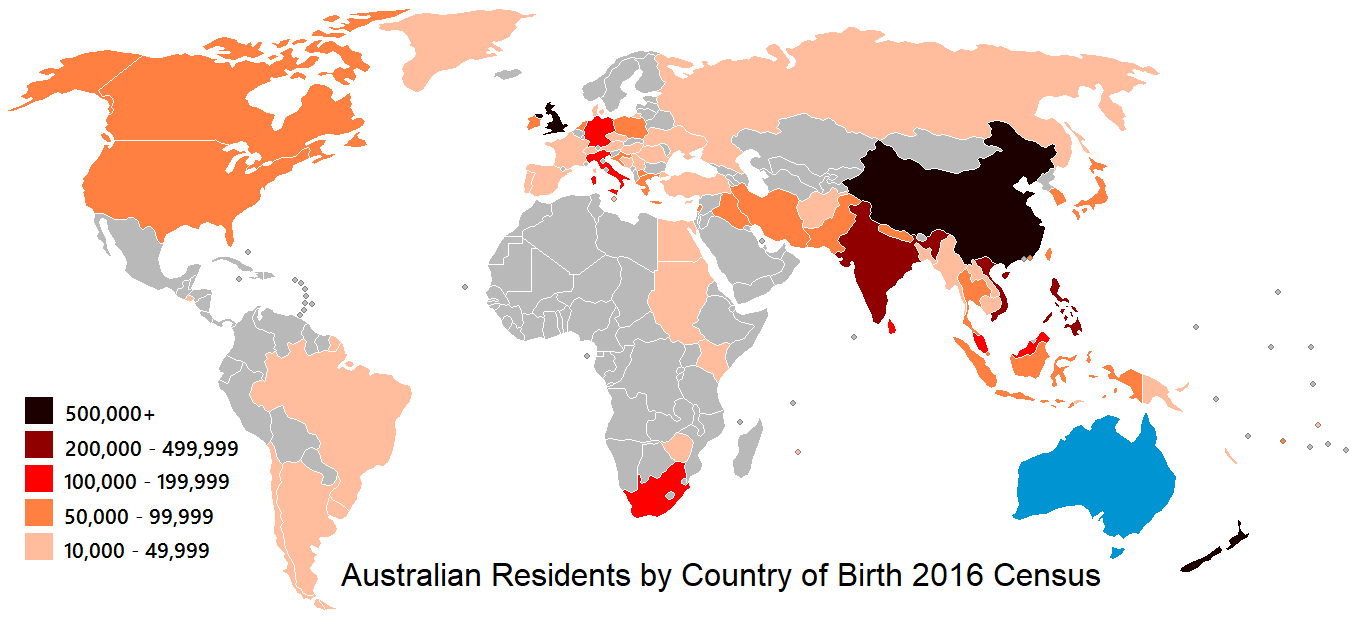
Країни-донори міграційних потоків
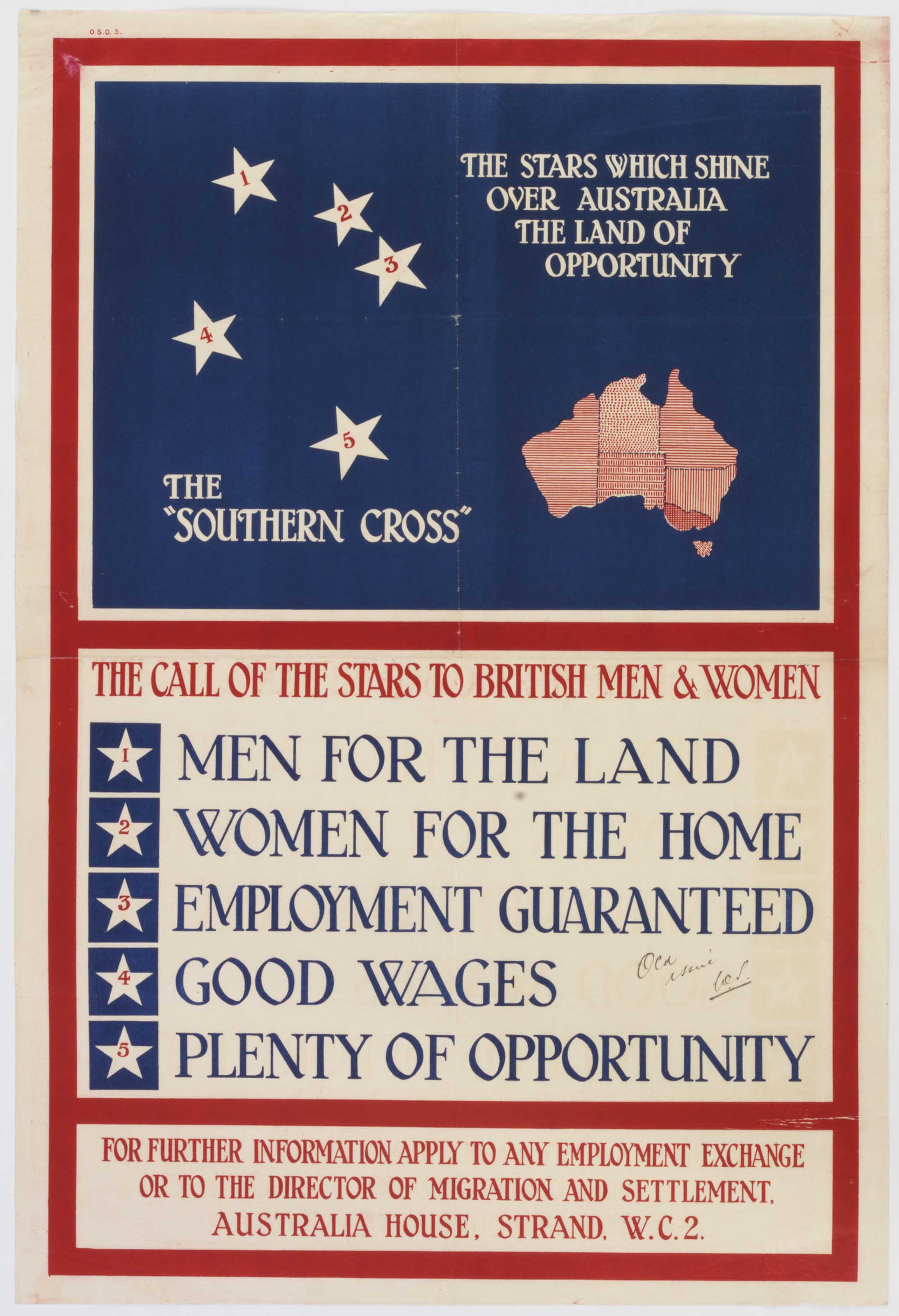
Імміграційний плакат 1928 року
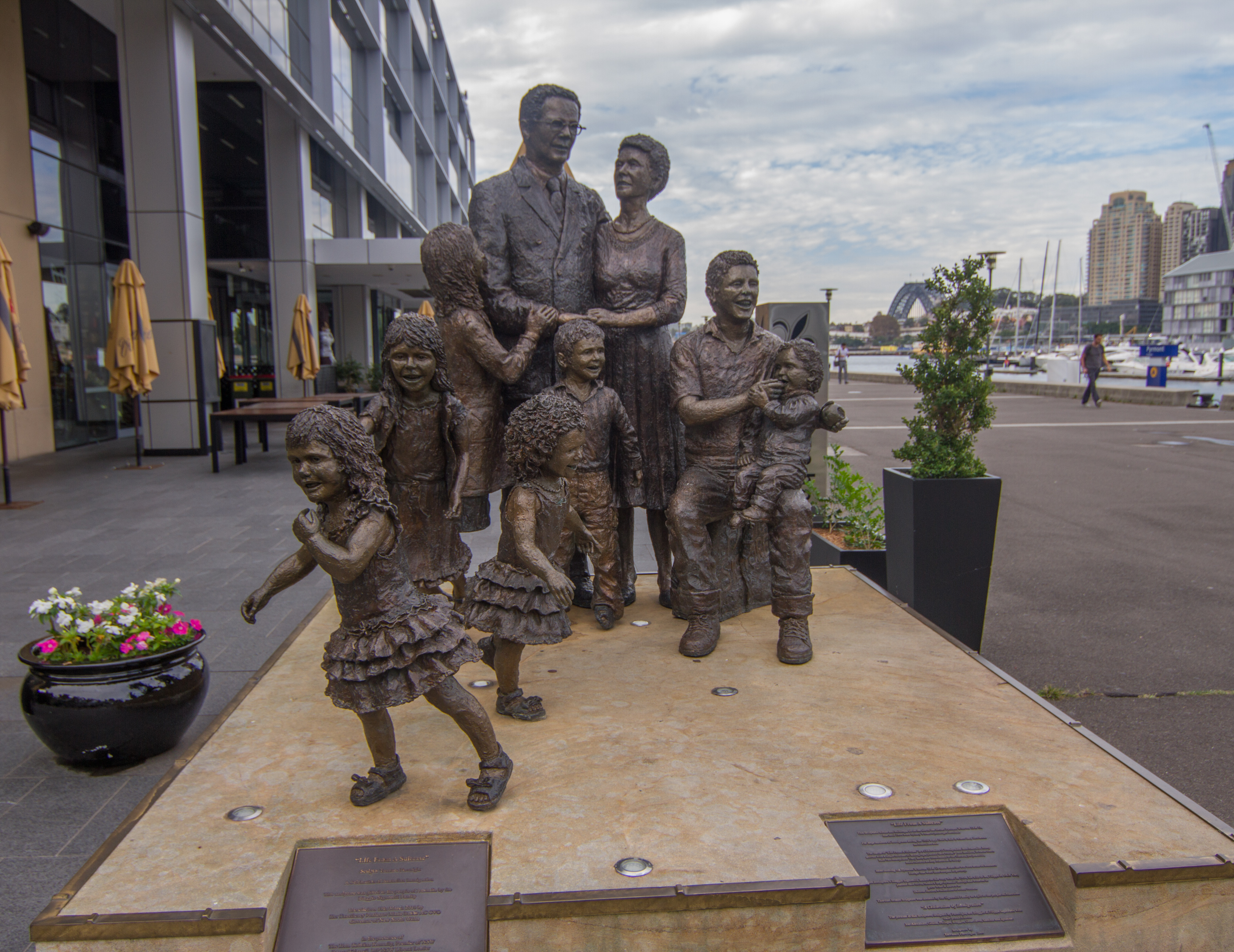
«Життя з валізи», пам'ятник іммігрантам

2016 року близько чверті населення країни народилось за кордоном, ще 21 % — нащадки іммігрантів другого покоління. Найбільшими групами серед мігрантів у першому і другому поколіннях були британці та ірландці, новозеландці, італійці (240 тис.), греки, нідерландці, німці, вихідці з Югославії, в'єтнамці, китайці. 5 найбільших країн-донорів з 189,7 тис. новоприбулих мігрантів 2016 року були Велика Британія (3,9 %), Нова Зеландія (2,2 %), Китай (2,2 %), Індія (1,9 %), Філіппіни (1 %). 2005 року 1 млн громадян Австралії (5 %) постійно мешкали за межами держави.
Станом на 2015 рік, в країні постійно перебуває 7,78 тис. біженців з Афганістану і 5,2 тис. з Ірану. Австралія є членом Міжнародної організації з міграції (IOM).

### Етнічний склад
Австралійці — англомовна нація з британськими традиціями, звичаями, рисами, притаманними мешканцям Британських островів. Віддаленість та ізольованість континенту внесли певні відмінності в її портрет, на який наклали свій відбиток також місцева природа та культура австралійських аборигенів. Головною складовою австралійської нації є англо-австралійці, нащадки переселенців із Британії (англійці, шотландці, ірландці, уельсьці) — 77 %; 12 % становлять недавні мігранти з Великої Британії; 3 % — вихідці з Італії, Греції, Балкан, Німеччини, Нідерландів; присутні вихідці з Китаю, Індії та Південно-Східної Азії.

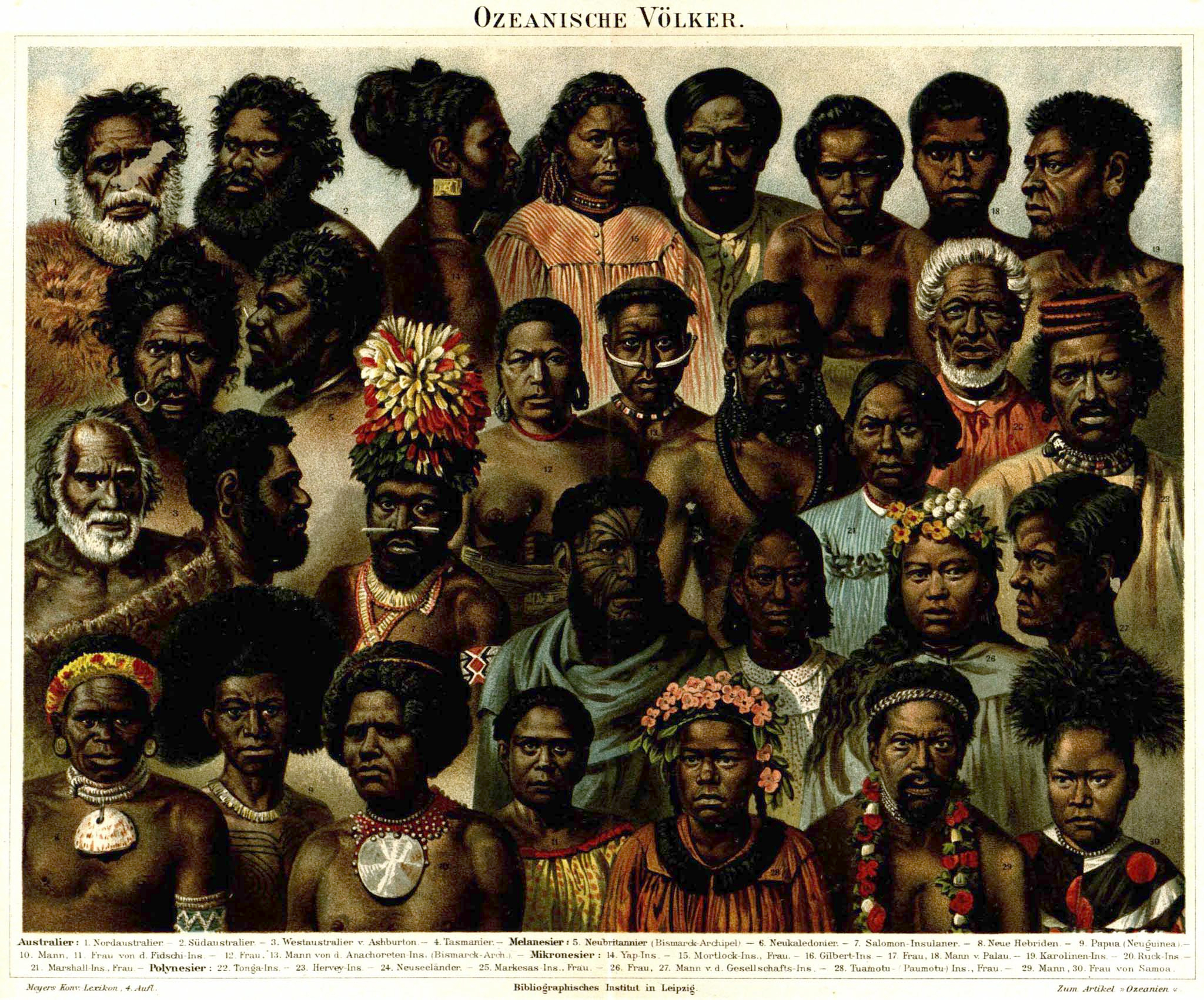
Австралійські аборигени
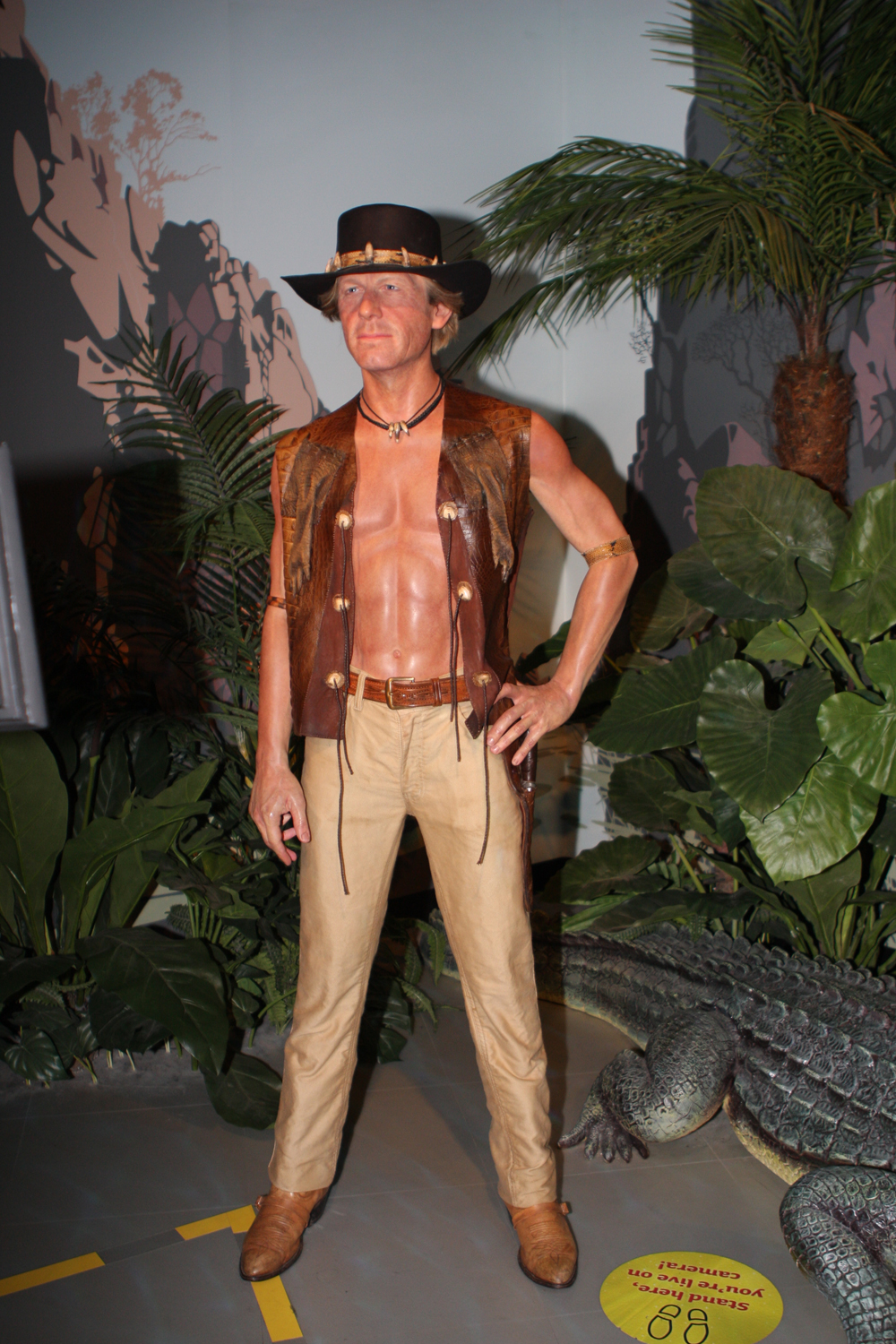
Мік «Крокодил» Данді
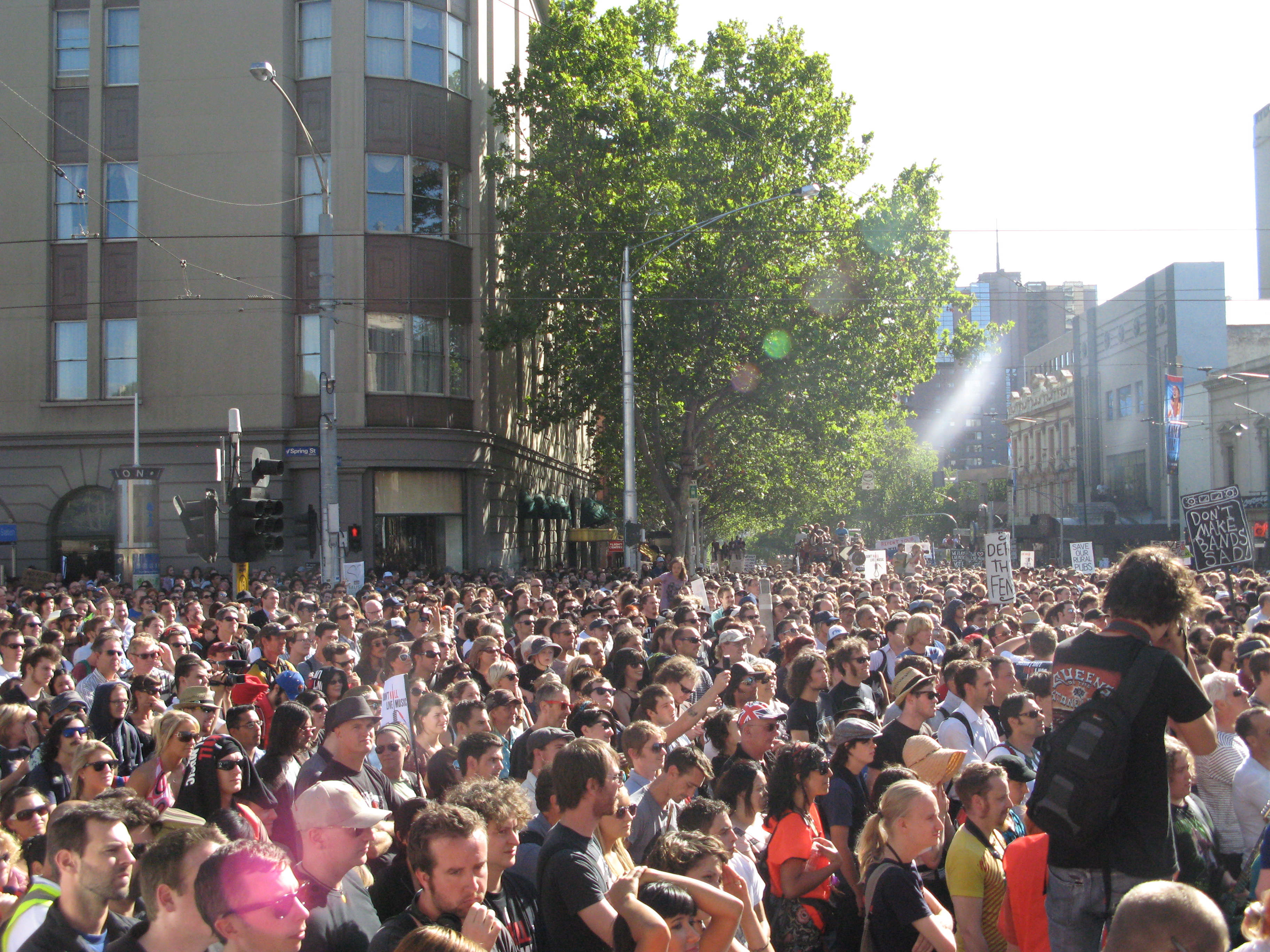
Австралійці у Мельбурні
Австралійські діти під час святкування дня АНЗАК
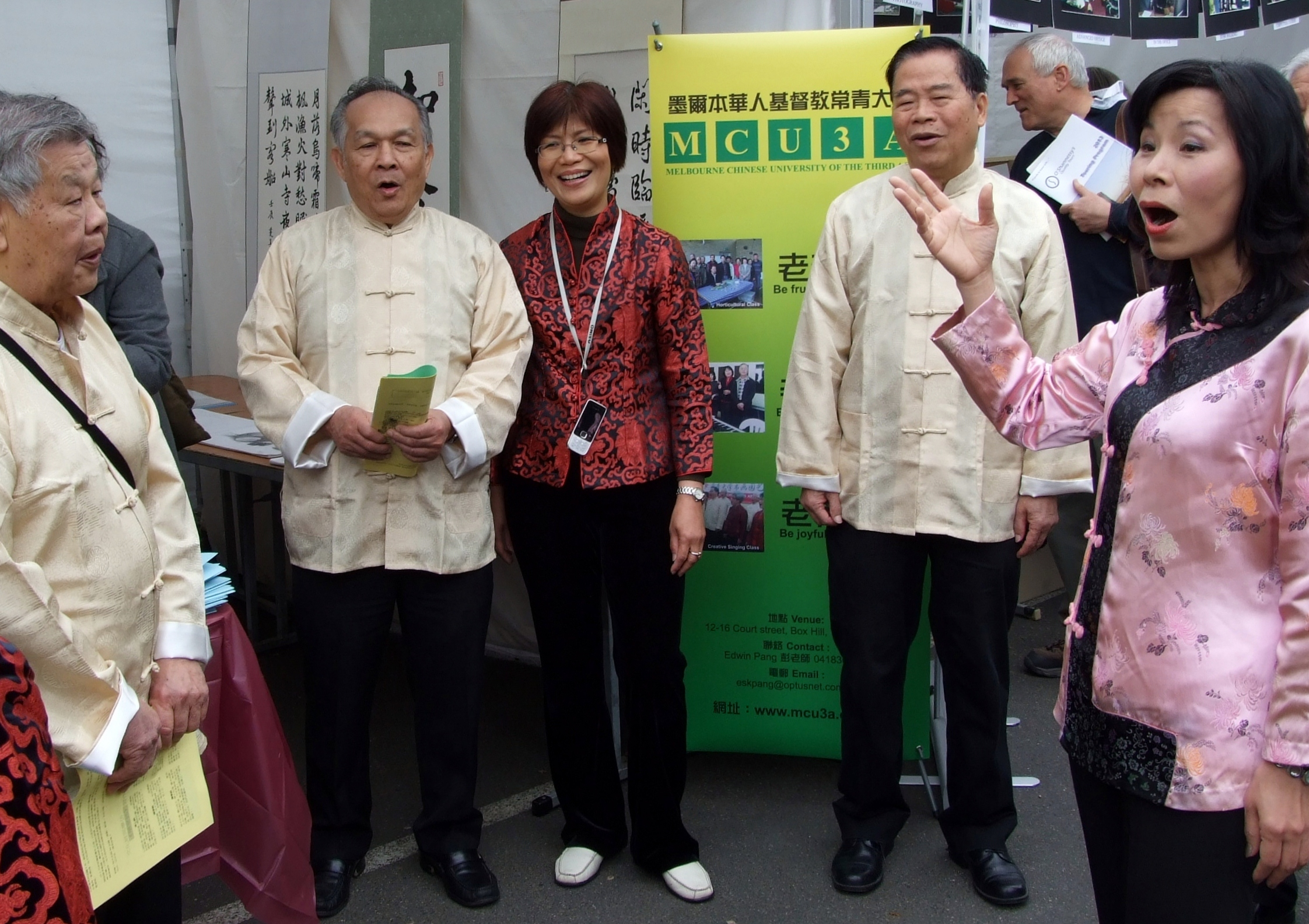
Китає-австралійці
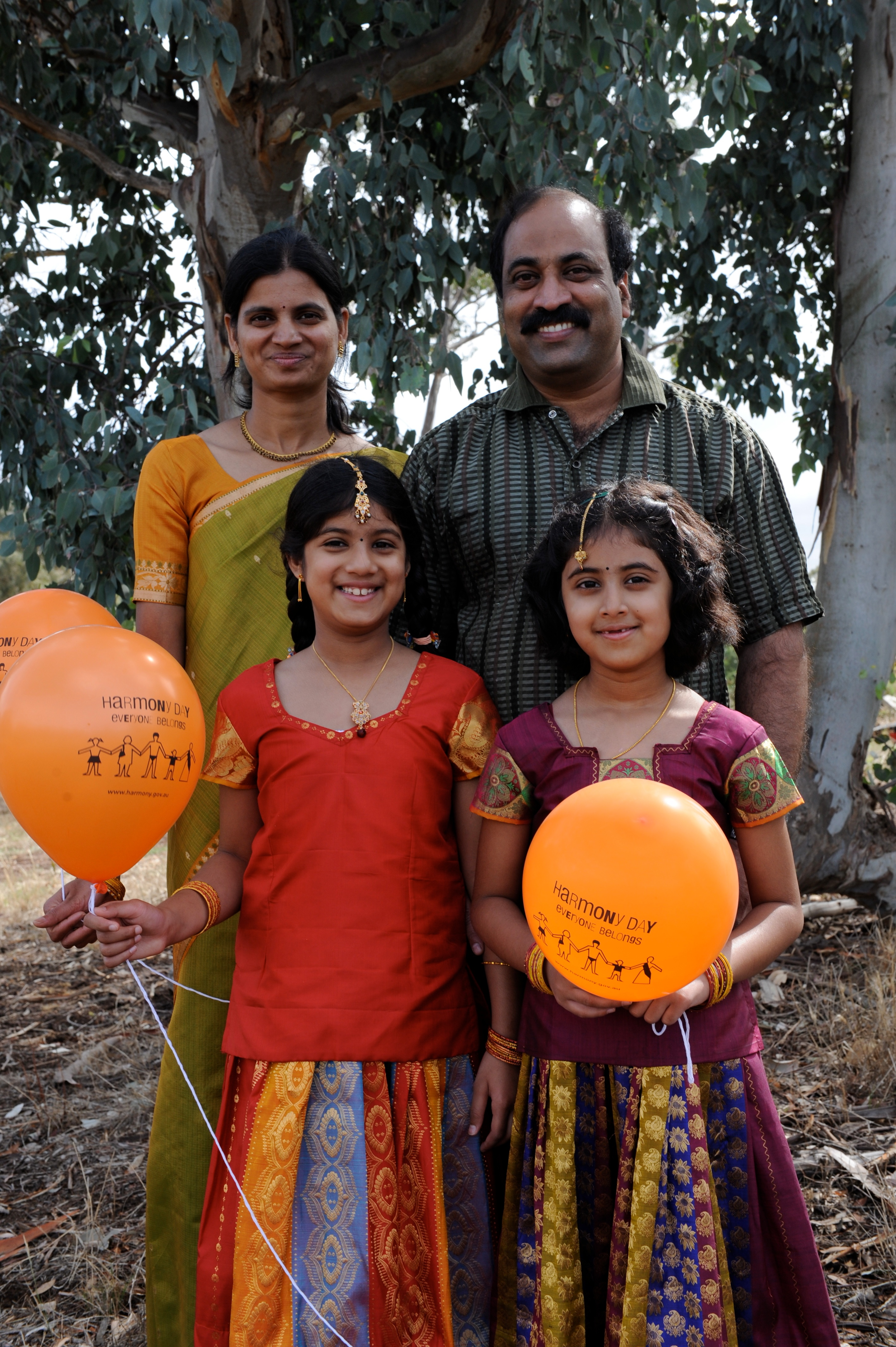
Індо-австралійці

2016 року, згідно з даними перепису, в країні проживало 649 тис. аборигенів разом із метисами, що становило 2,8 % населення країни. Різке збільшення чисельності у порівнянні з даними перепису 2001 року пояснюється тим, що багато людей раніше не потрапили до перепису, або їхній статус корінного населення не був відображений у формі. Серед корінних австралійців спостерігається перевищення середнього рівня ув'язнень і безробіття, нижчий рівень освіти та очікуваної тривалості життя чоловіків і жінок, які на 11 і 17 років нижчі, ніж у білих австралійців, відповідно. Аборигени є представниками окремої австралоїдної раси, генетично близької до веддів Індостану, меланезійців та папуасів Нової Гвінеї. До прибуття Джеймса Кука до Австралії її населення складали приблизно 300 тис. аборигенів, що кочували з місця на місце та займались мисливством, збиранням і риболовлею, переважно на східному узбережжі. Густота населення тоді становила 1 особа на 25 км². До початку XX століття англо-австралійці не визнавали рівності з аборигенами й відносились до них як до «братів менших». За першої ліпшої нагоди винищували або витісняли з обжитих місць. З утворенням Австралійського Союзу проводиться політика сегрегації з місцевим населенням. Заради захисту «примітивних народів» було утворено ряд резервацій. Спочатку на узбережжях, надалі вони були перенесені здебільшого в пустельні регіони. Прийняті акти «про охорону аборигенів» державою, заради збереження ними традиційного ведення господарства, побуту, традицій та звичок. Проте під час гірничої лихоманки 1960-х років масове відчуження земель під видобуток корисних копалин без жодних компенсацій показало цілковиту декларативність законодавчого «захисту» аборигенів. 1967 року було проведено загальнодержавний референдум і скасовано дискримінаційні статті конституції щодо прав тубільного населення. 1973 року відбулися перші вибори до Національного консультативного комітету аборигенів. На початку XXI століття багато громад аборигенів, що мешкають у віддалених регіонах, визнані «неспроможними».

#### Українська діаспора
Післявоєнне розміщення потоків українських іммігрантів
| Суб'єкт федерації                | тис. осіб |
| -------------------------------- | --------- |
| Новий Південний Уельс            | 7,01      |
| Вікторія                         | 5,52      |
| Південна Австралія               | 4,02      |
| Квінсленд                        | 1,54      |
| Західна Австралія                | 1,25      |
| Тасманія                         | 0,02      |
| Північна Територія               | 0,10      |
| Австралійська столична територія | 0,20      |
| Разом:                           | 19,7      |

Українська діаспора Австралії — одна з наймолодших серед традиційних українських діаспор. Масова еміграція до країни почалася після Другої світової війни. Згідно з даними перепису 1997 року, в країні проживало близько 30 тис. українців, 85 % із них у містах Сідней, Мельбурн, Аделаїда, Брисбен, Перт та їхніх передмістях. Громадянсько-політичне життя громади розпочалося від самого початку імміграції, тоді було створено дві найактивніші спілки: 1949 року було засноване Об'єднання українських жінок (від 1951 — Союз українок Австралії); 1950 року — Об'єднання українців в Австралії, через три роки перейменовано на Союз українських організацій. Низка інших організацій: Станиця вояків УПА (1949), Союз українських ветеранів (1950), Легіон імені Симона Петлюри (початок 1950-х років), Спілка визволення України (1953), Демократичне об'єднання колишніх репресованих совєтами українців (початок 1950-х років), Союз українських комбатантів Австралії (1958), Українська антибільшовицька ліга (1965), Комітет оборони національних і людських прав в Україні (1967), Фундація допомоги дітям Чорнобиля (1990).
Важливе значення українці приділяють освіті. Заради об'єднання українських шкіл різних штатів, видання підручників, підготовки вчителів 1952 року постала Українська центральна шкільна рада Австралії. 1950 року в Австралії заради розвитку української науки в цій країні було створено місцеве відділення Наукового товариства імені Шевченка. Його члени відіграють провідну роль у створенні основ громадянського, культурного, церковного і наукового життя громади. Українознавство в Австралії розвивається в українських установах і при університетах. Від 1984 року діє лекторат україністики імені Миколи Зерова при університеті Монаша в Мельбурні, з 1984 року — Центр українознавчих студій при університеті Макворі в Сіднеї, з 1990 року — Асоціація україністів Австралії. Вони сприяють розвиткові дослідницької й навчальної діяльності з україністики, підтримування тісних контактів із науковими організаціями за кордоном. Членами цих установ є не лише етнічні українці.

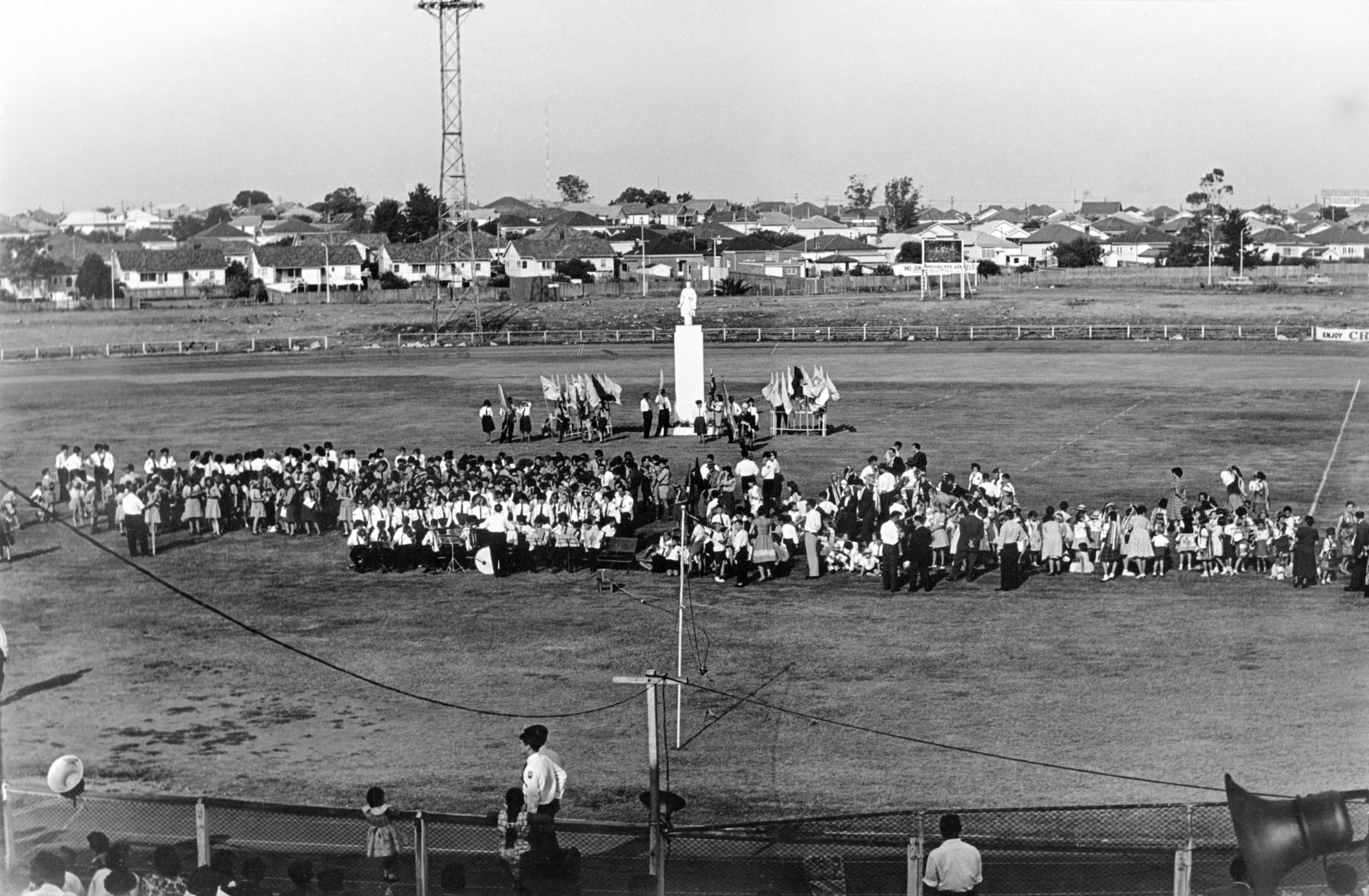
Святкування 150-річного ювілею Тараса Шевченка у Сіднеї
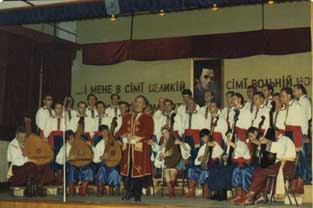
Капела бандуристів ім. Г. Хоткевича 1968 рік
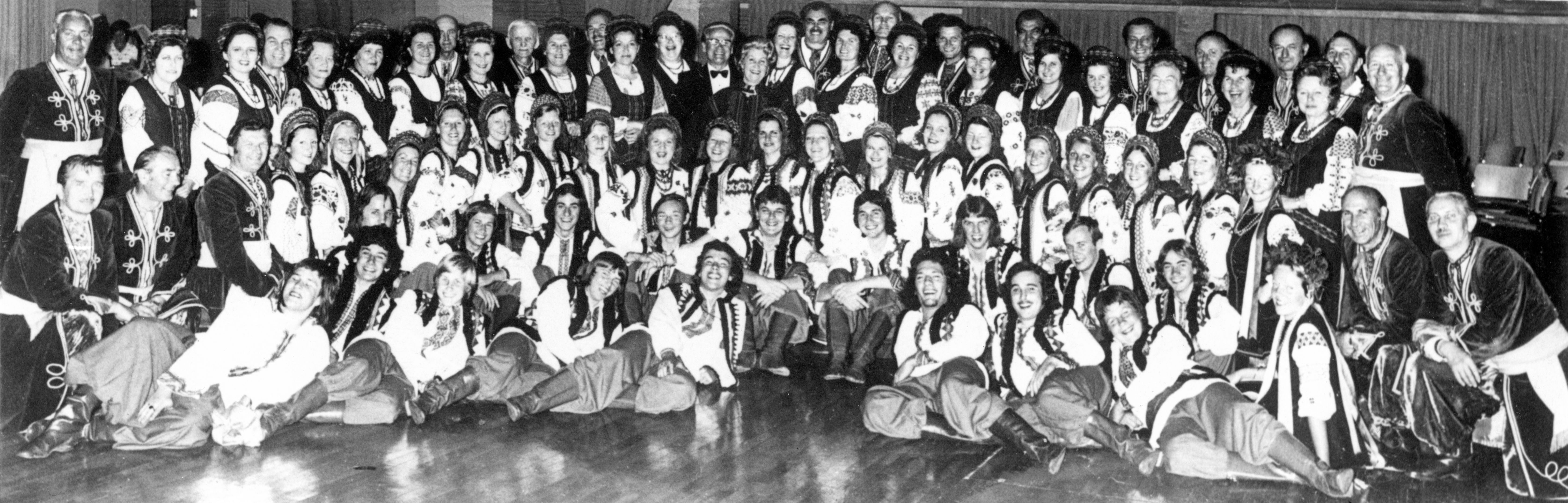
Хор «Боян», 1974 рік
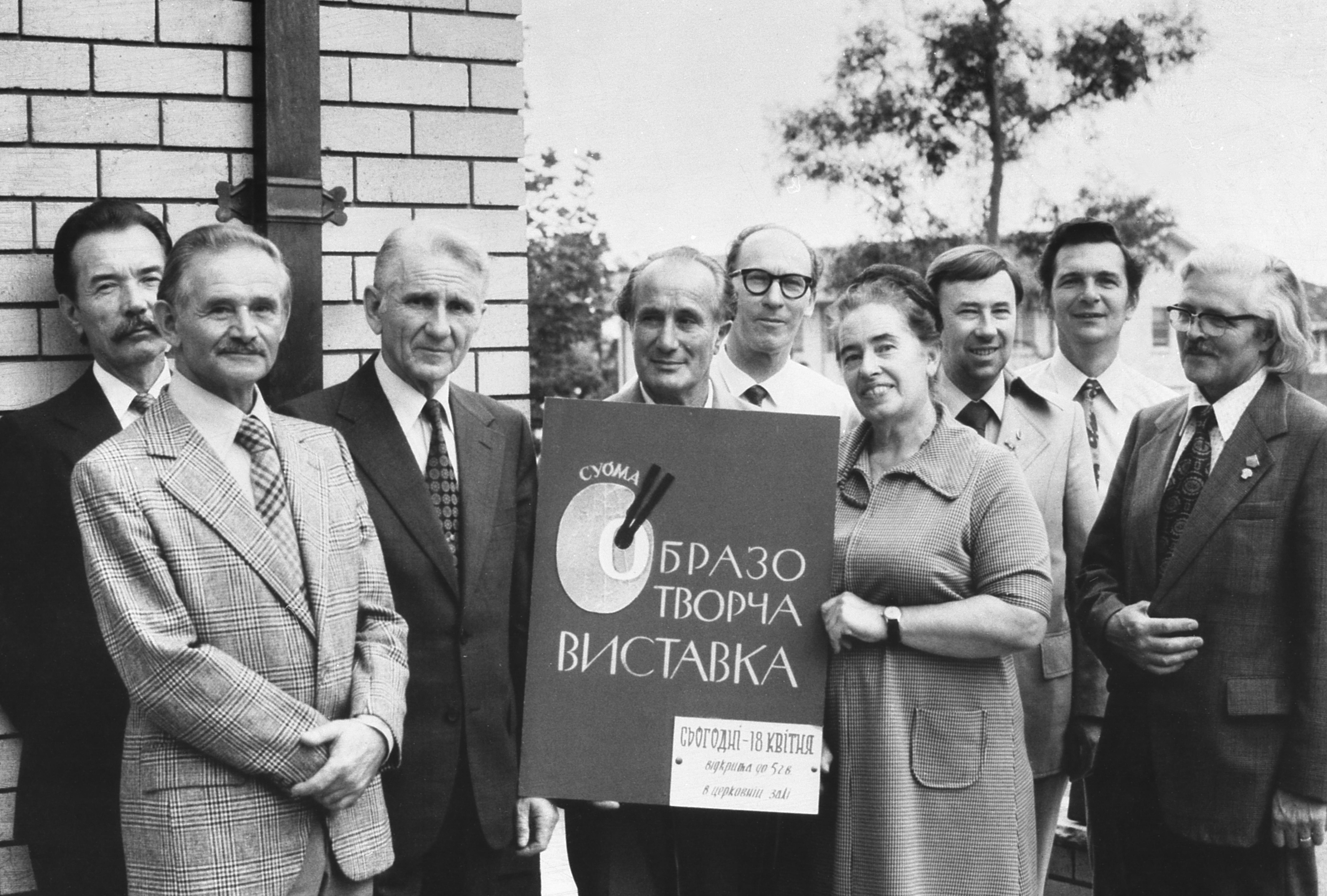
Спілка українських образотворчих митців Австралії, 1976 рік

Українська преса в Австралії з'явилась із початком масової імміграції, вона завжди базувалася на добровільній праці та фінансовій допомозі українських організацій та церков. Найвідоміші часописи: «Вільна думка» (англ. «The Free Thought»; 1949) та «Церква і Життя» (англ. Church and Life; 1960), «Єдність», «Бюлетень Об'єднання українських католицьких організацій», «Наш фронт» (англ. Our Front; 1968) , «Парафіяльні новини», «Праця і життя» (англ. Labour and Life; 1960), «Українець в Австралії» (англ. Ukrainian Settler; 1957—1985), «Australian Ukrainian Review», «Ukrainian Issues».
Серед мистецтв в австралійських українців найпопулярнішим є театральна діяльність. Відомі ансамблі бандуристів імені Гната Хоткевича, ім. Лесі Українки, ім. Г. Китастого, «Колорит»; ансамбль пісні й танцю «Євшан»; хори «Боян», «Ластівка», «Сурма», «Чайка»; танцювальні колективи «Веселка», «Коломийка», «Кубанські козаки», «Дніпро», ім. В. Івасюка та інші. 1952 року в Сіднеї було створено Українське мистецьке товариство; 1967 року там же — Спілку українських образотворчих митців (СУОМА). 1951 року в місті Перт був заснований футбольний клуб «Київ» (англ. Kiev Soccer Club), з 1978 року — «Інглвуд Юнайтед» СК. Його кольори — жовто-блакитні. За участі української громади 1976 року побудований клубний стадіон.

### Мови
Офіційною мовою країни де-факто слугує англійська, вона рідна для 72,7 % населення (згідно з даними перепису 2016 року). Австралійська англійська є одним із діалектів англійської зі своєрідною лексикою та помітним акцентом у вимові, вона трохи відрізняється від інших різновидів англійської мови своєю граматикою і орфографією. Інші поширені мови: китайська — 3,7 %, арабська — 1,4 %, в'єтнамська — 1,2 %, італійська — 1,2 %, грецька — 1 %, інші мови — 10,4 %, не визначено — 5 % (дані 2016 року). 5,5 тис. глухих людей у країні користуються жестовою мовою авслен. Значна частка мігрантів у першому і другому поколінні є білінгвами. Жодна з мов не встановлена як державна.
Вважається, що на час прибуття перших європейських поселенців аборигени розмовляли більш ніж 250 мовами, з яких лише 20 збереглись у повсякденному вжитку на кінець XX століття, а ще 110 є такими, що зникають, бо їх пам'ятають лише окремі літні люди. Ці мови становлять окрему мовну родину й поділяються на 6 окремих груп із величезною кількістю місцевих діалектів. Слова доповнюються виразними жестами. Більшість мов безписемні, для ряду створено писемність на основі латинської абетки. Аборигени й метиси в містах розмовляють англійською, рідних мов здебільшого не знають. Згідно з переписом 2006 року, лише 52 тис. аборигенів (12 % від загальної чисельності) стверджували, що користуються рідними мовами в побуті.

### Релігії
74 % від усього населення країни — віруючі. Основною релігією держави виступає християнство — 71 % населення, серед них католики — 22,6 %, прихильники англіканської церкви — 13,3 %, Об'єднаної церкви — 3,7 %, православні — 2,3 %, баптисти — 1,5 %, лютерани — 0,7 % та інші. Серед нехристиянських віросповідань найбільше число послідовників буддизму і ісламу — по 2,5 %, індуїстів — 1,9 % від усього населення — та деяких інших релігій (дані 2016 року). 9,6 % населення під час перепису не дали адекватної відповіді на питання про віросповідання. Помітно збільшилась частка тих, хто не ідентифікує себе із жодною релігією, з 19 % 2006 року до 30 % 2016. Найбільша зміна цього показника відбулась між 2011 та 2016 роками, з 22 до 30,1 %, коли ще 2,2 млн людей повідомили про свою арелігійність. В Австралії один із найнижчих показників релігійної відданості у світі, так 2001 року лише 8,8 % австралійців відвідували церкву щотижня.
Християнська церква від 1788 року, дати прибуття першого флоту поселенців із Британії, відігравали невід'ємну роль у становленні та розвитку місцевої освіти, охорони здоров'я та соціуму. Протягом більшої частини австралійської історії англіканська церква (тепер автономна австралійська церква у її складі) була найбільшою релігійною конфесією на континенті. Мультикультурна післявоєнна імміграція сприяла зниженню її відносних позицій, тому римо-католицька церква стала найчисельнішою на континенті. Частка сповідуючих іслам, буддизм, індуїзм та інші релігії за останні півстоліття виросла.
Осілі аборигени сповідують християнство, кочові зберегли традиційні вірування (анімізм). Згідно з переписом 1996 року останніх налічувалось понад 7 тис. осіб. Духовні практики континентальних аборигенів відомі пов'язані із «часом сновидінь», у них велику увагу приділено зв'язкам із землею на якій проживає те, чи інше плем'я. Закони життя, обрядів і звичаїв зібрані в колекції усних оповідань. Навіть сучасне образотворче та виконавче мистецтво аборигенів продовжує спиратися на споконвічні духовні традиції. Вірування та звичаї аборигенів островів Торресової протоки відзеркалюють їхнє меланезійське походження та тісно пов'язані з природою моря.
В Австралії, на відміну від її колишньої метрополії, не встановлено жодної державної релігії, стаття 116 конституції забороняє федеральному уряду приймати будь-який закон для встановлення будь-якої релігії, нав'язування будь-яких релігійних обрядів або заборони вільного сповідування будь-якої релігії. Жодна з конфесій не одержує субсидій від держави. Свобода совісті ніяк не обмежується. Основні християнські свята — Різдво і Великдень — визнаються як державні. Федеральний уряд і влада штатів надають фінансову допомогу недержавним школам, у тому числі тим, що утримуються релігійними громадами. Розміри цієї допомоги, що надавалася різним релігійним громадам, у минулому неодноразово викликали дискусії, але за останні 20 років це питання було врегульовано шляхом домовленості з представниками різних конфесій.

### Освіта
Австралійці надзвичайно освічена нація, рівень письменності 2015 року становив 99 % дорослого населення (віком від 15 років): 99 % — серед чоловіків, 99 % — серед жінок. Проте Статистичне бюро Австралії 2012 року у своїй щорічній доповіді зазначало, що на Тасманії достатнім рівнем письмової і математичної грамотності володіє лише 50 % населення штату. Державні витрати на освіту складають 5,1 % від ВВП країни, станом на 2017 рік (53-те місце у світі. Католицька освіта є найбільшим недержавним сектором у галузі освіти. Середня тривалість освіти становить 21 рік, для хлопців — до 20 років, для дівчат — до 21 року (станом на 2018 рік). Згідно з даними міжнародної програми оцінки освітніх досягнень учнів (PISA) Австралія регулярно опиняється у першій п'ятірці серед 30 основних розвинених країн (членів OECD).

Відсоток населення, що, згідно з переписом 2011 року, здобував освіту
початкову
середню
вищу

#### Середня і професійна
Середня освіта, або реєстрація для навчання за шкільною програмою вдома, для дітей у віці від 6 до 15 років безкоштовна та обов'язкова. Освітянські справи перебувають у віданні відповідальних органів штатів і територій, тому окремі норми та регламент шкільного навчання різниться у різних суб'єктах федерації. У деяких штатах (Західна Австралія, Північна Територія і Новий Південний Уельс) діти у віці 16—17 років повинні або відвідувати школу, або брати участь у професійній підготовці, або бути учнем професійного майстра. Через значну віддаленість фермерських господарств у країні набула поширення дистанційна освіта, колись засобами радіо, телебачення та телефонії, а в наш час через мережу інтернет. Приблизно 20 % середніх шкіл приватні. Після закінчення середньої школи є можливість здобути університетську або професійну освіту, яка за останні 15 років зазнала значних змін.

#### Вища
2005 року 49 % австралійців мали вищу або професійну освіту, це найвищий показник серед розвинених країн, 58 % австралійців у віці від 25 до 64 років мають професійну або диплом бакалавра, більше 31 % — по ступінь бакалавра і вище. В Австралії працює 37 державних університетів (з них деякі були перетворені в університети тільки наприкінці 1980-х років) і 3 приватних університети — університет Бонда (1987) у Голд-Кості (Квінсленд); Австралійський католицький (1991), зосереджений у 7 кампусах у Східній Австралії; Нотр-Дам (1989) у Західній Австралії. П'ять австралійських університетів постійно входять до 50-ти найкращих університетів світу в рейтингах британської консалтингової компанії QS. Найстаріші університети країни: Сіднейський, заснований 1850 року, та Мельбурнський — 1853 року. 1996 року в університетах навчалося 630 тис. осіб, з них 72 % (458 тис.) з метою отримання диплома бакалавра. Тривалість навчання коливається від 3 років для здобуття ступеня бакалавра наук або мистецтв до 6 років для отримання диплома лікаря або хірурга. Університети Мельбурна, Квінсленду і Нової Англії надають заочну освіту за деякими спеціальностями. Навчальний рік для студентів починається у березні й триває по листопад; у Сіднейському — з лютого по грудень. В Австралії найвищий показник співвідношення між іноземними та місцевими студентами у вищих навчальних закладах серед розвинених країн світу.
Державні університети фінансуються федеральним урядом відповідно до визнаного наукового профілю. Державні університети поділяють на три групи:
- До першої групи відносять університети, які були засновані давно і мають чітко виражену наукову орієнтацію — Сіднейський, Мельбурнський та ін.
- До другої групи відносяться університети, створені в післявоєнний період, які, крім потужної наукової бази, приділяють велику увагу підготовці викладачів — Австралійський національний у Канберрі (1946), Нового Південного Уельсу в Кенсінгтоні (1949) тощо.
- До третьої групи входять університети, організовані в останні роки, деякі з них були перетворені з учительських коледжів, технологічних інститутів — Сіднейський технологічний (отримав університетський статус 1988 року), Західного Сіднея (1989) та ін.

Університети Австралії
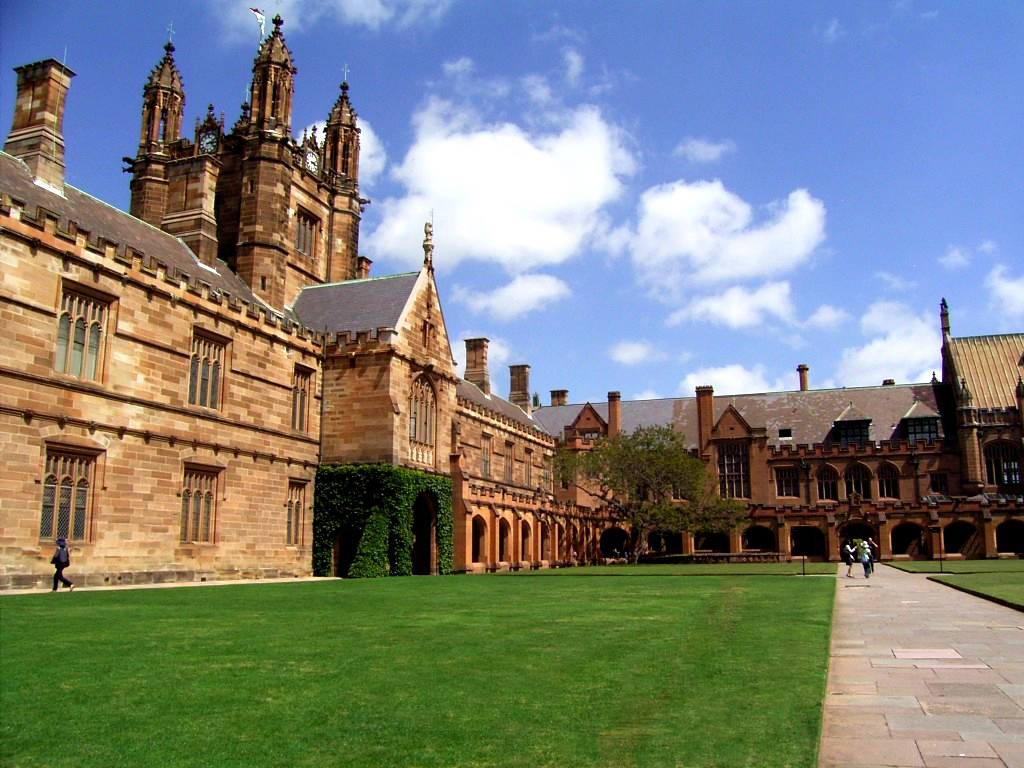
Сіднейський
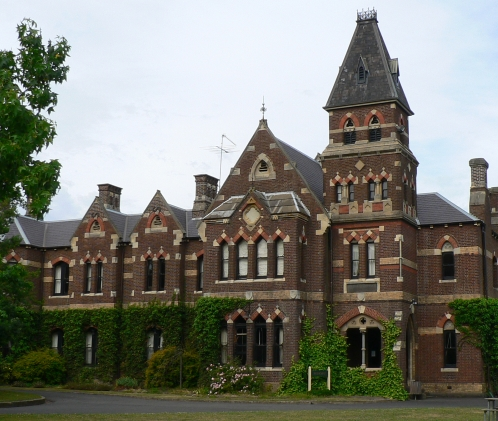
Мельбурнський
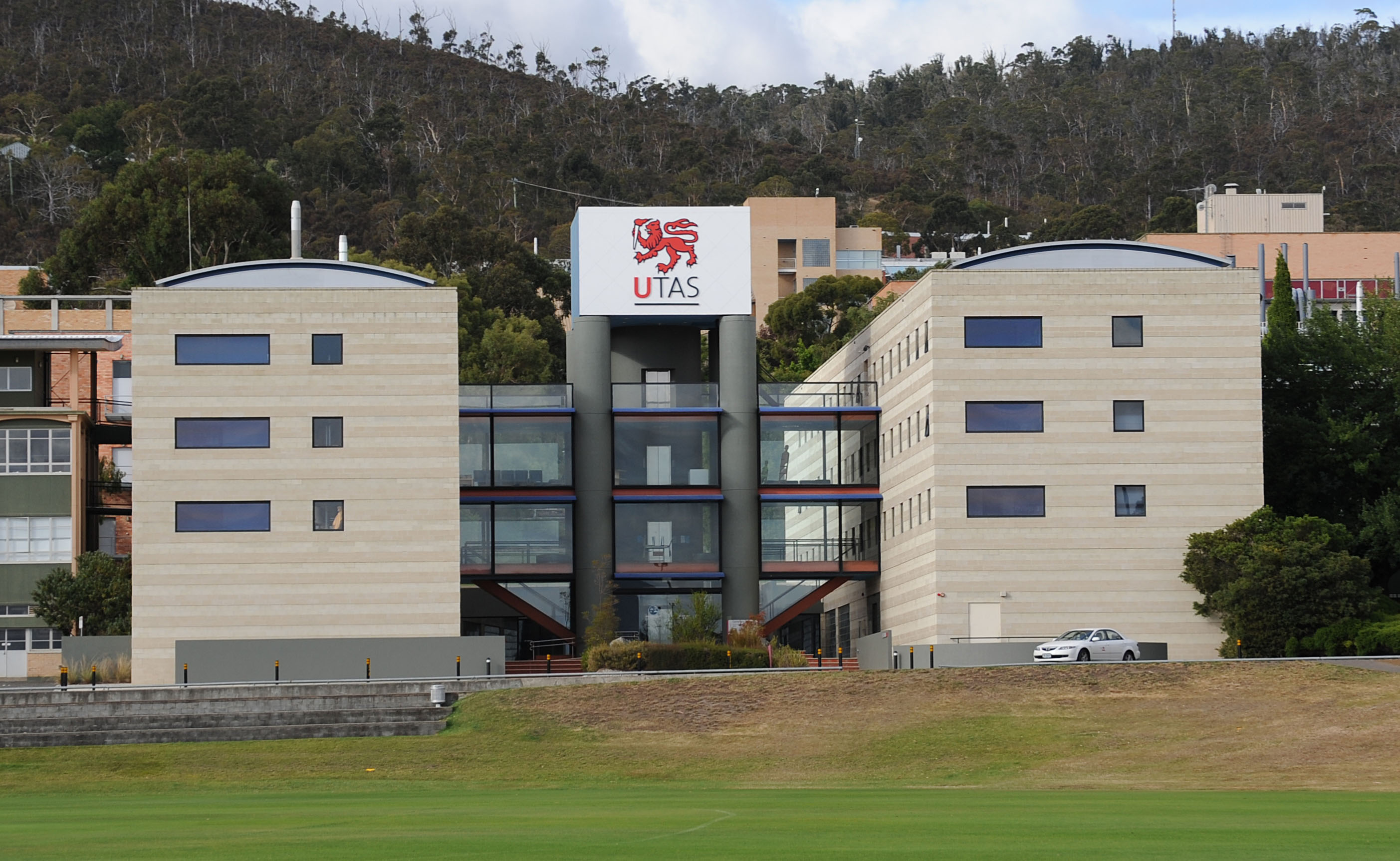
Тасманійський
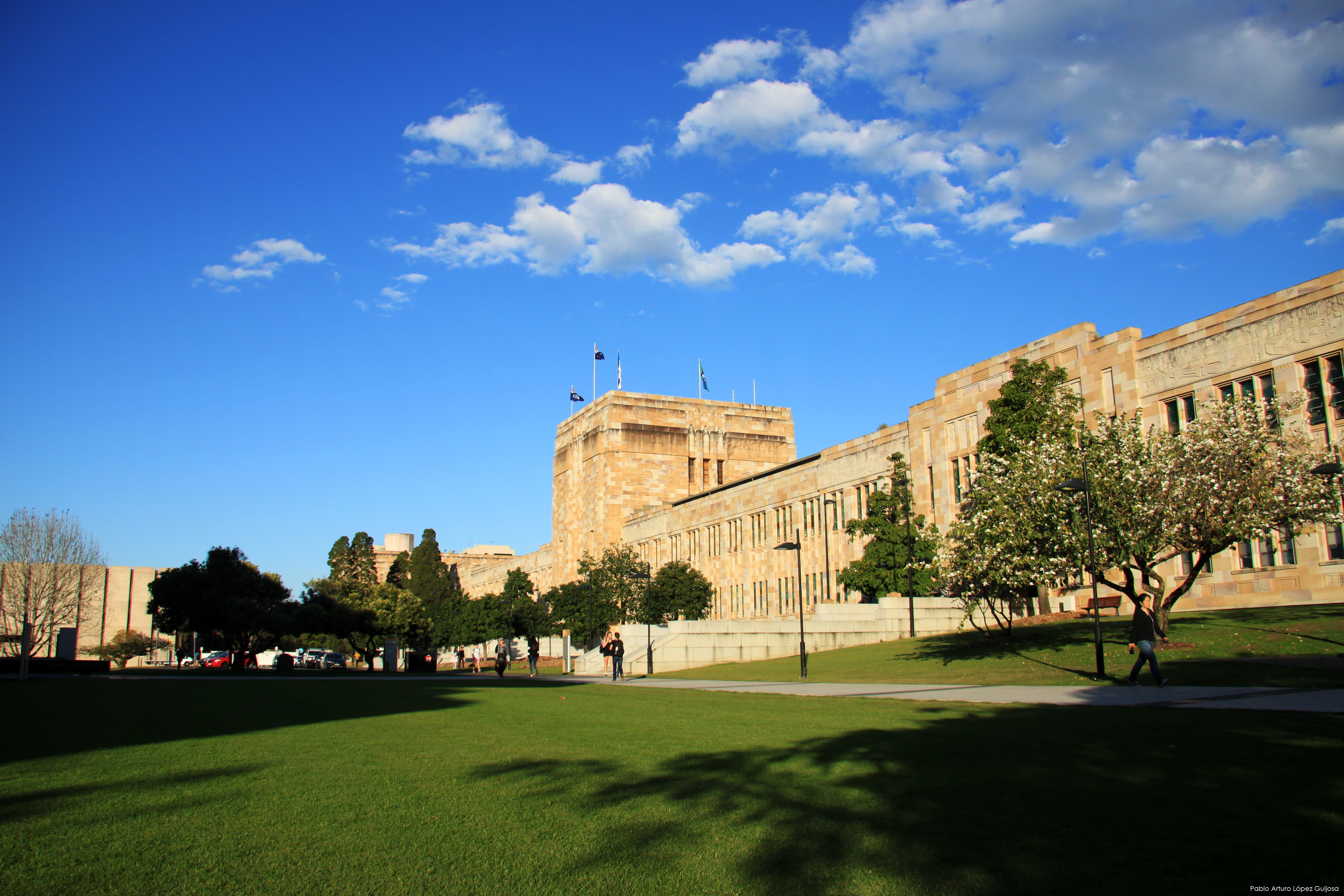
Квінслендський
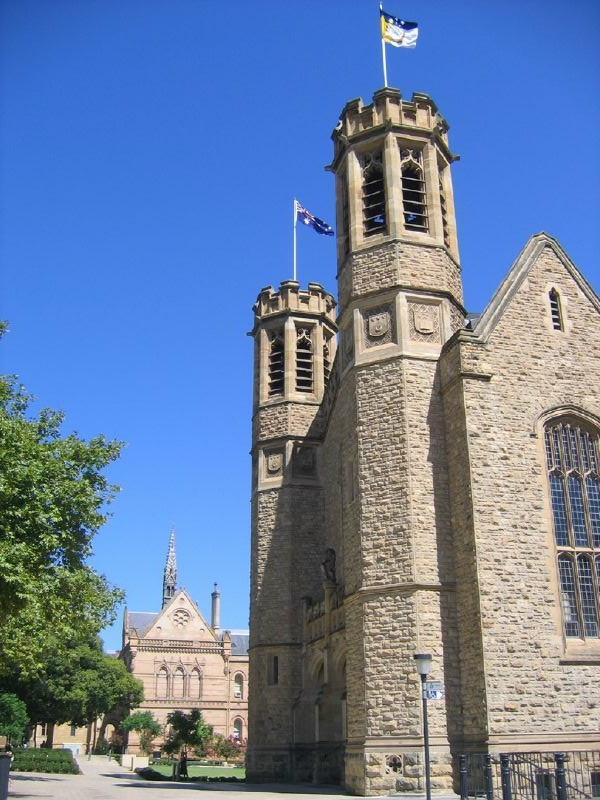
Аделаїдський

1974 року лейбористський уряд намагався запроваджувати в державних закладах безкоштовну освіту. Зростання вартості навчання наприкінці 1970-х років призвело до раціоналізації відбору абітурієнтів і високого конкурсу при вступі у такі престижні університети, як Сіднейський, Мельбурнський і Австралійський національний. З 1984 по 1988 роки студенти австралійських університетів не вносили плату за навчання. З 1989 року була введена система платної вищої освіти, за якою студенти вносили плату за весь курс навчання (яка насправді покривала лише частину фактичних витрат). Цю суму можна було внести відразу або після закінчення університету виплачувати частинами із заробітної плати, коли вона перевищить 21 тис. австралійських доларів на рік. Станом на 1999 рік, розмір цієї плати становив 3,4 тис. австралійських доларів на рік за курси гуманітарних, суспільних і педагогічних наук, 4,9 тис. австралійських доларів на рік за курси технічних наук, комп'ютерної технології і підприємництва і 5,5 тис. австралійських доларів на рік за курси юриспруденції, медицини, стоматології і ветеринарії. 2011 року Австралія займала перше місце за вартістю здобуття вищої освіти серед розвинених країн OECD.
Крім університетів, в Австралії існує розгалужена система професійної освіти, наприклад, державна система TAFE. У штатах і територіях функціонують інститути, що мають технічне та інше утворення. Вони фінансуються федеральним урядом і приватними особами. 1996 року в цій системі навчалося 1,35 млн студентів.

### Охорона здоров'я
За середньою очікуваною тривалістю життя серед чоловіків Австралія займає 3-тє місце серед країн світу (79,5 року), а жінок — 7-ме (84 роки). Забезпеченість лікарями в країні на рівні 3,27 лікаря на 1000 мешканців (станом на 2011 рік); 1972 року цей показник дорівнював 1,5 лікаря на 1000 мешканців. Забезпеченість лікарняними ліжками в стаціонарах 2010 року — 3,9 ліжка на 1000 мешканців; 1972 року цей показник дорівнював 12,3 ліжка на 1000 мешканців (160,5 тис. ліжко-місць). Позалікарняну допомогу надають головним чином приватні лікарі. Доступом до облаштованих джерел питної води та водовідведення (каналізація, септик) забезпечено майже 100 % населення (станом на 2017 рік). Загальні витрати на охорону здоров'я 2017 року склали 9,2 % від ВВП країни (32-ге місце у світі). 1975 року в країні було запроваджено систему обов'язкового медичного страхування — Medicare. Ця система фінансується коштом частки надходжень від сплати податку на доходи, наразі становить 2 %. В управлінні урядів штатів перебувають місцеві лікарні, надання амбулаторних послуг; федеральний уряд фінансує субсидіювання витрат на ліки та загальну медичну практику. Лікарів у країні готує 8 відомих медичних факультетів при провідних університетах країни.

Відсоток працездатного населення зайнятого в медичній галузі, 2011 рік
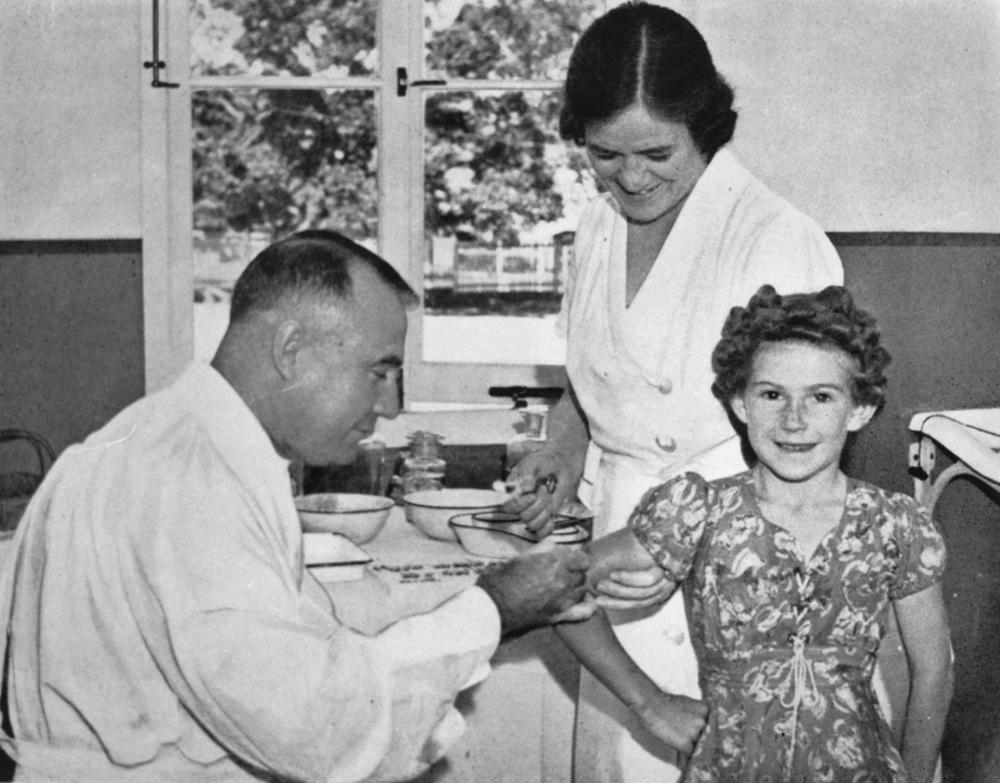
Імунізація від дифтерії, 1940 рік
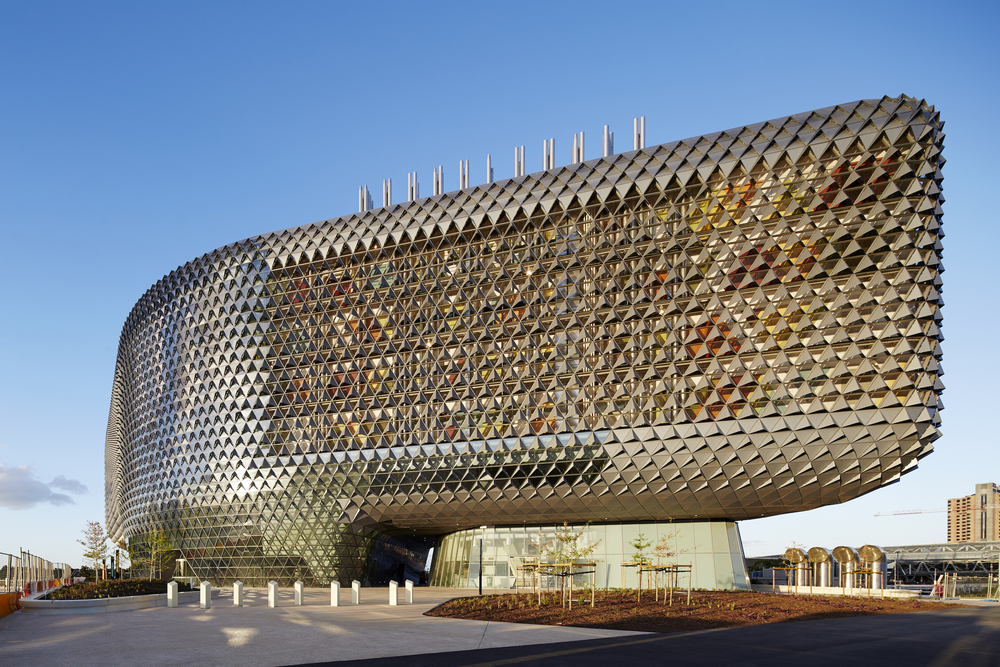
Південноавстралійський медичний НДІ, Аделаїда
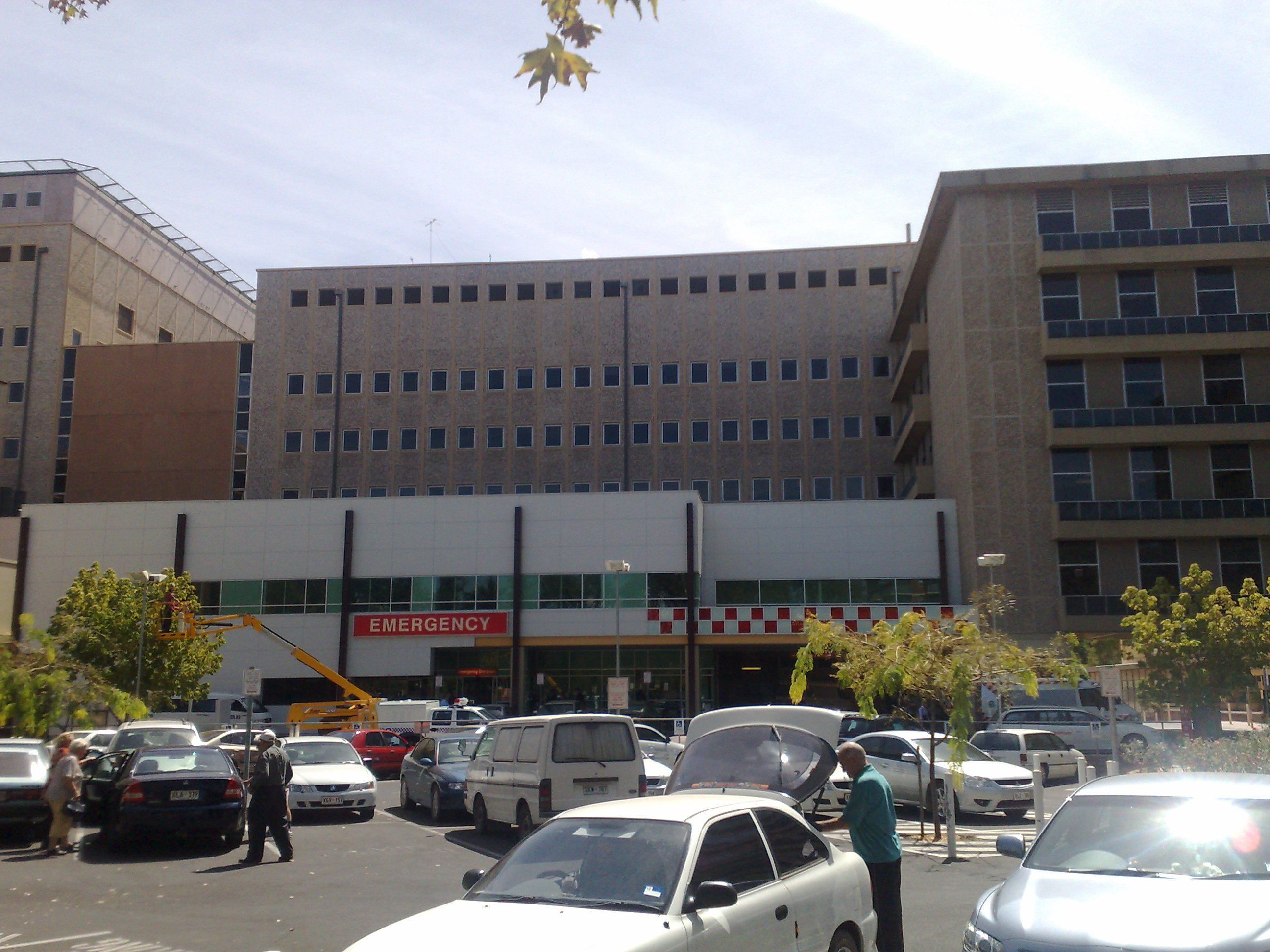
Королівський шпиталь в Аделаїді
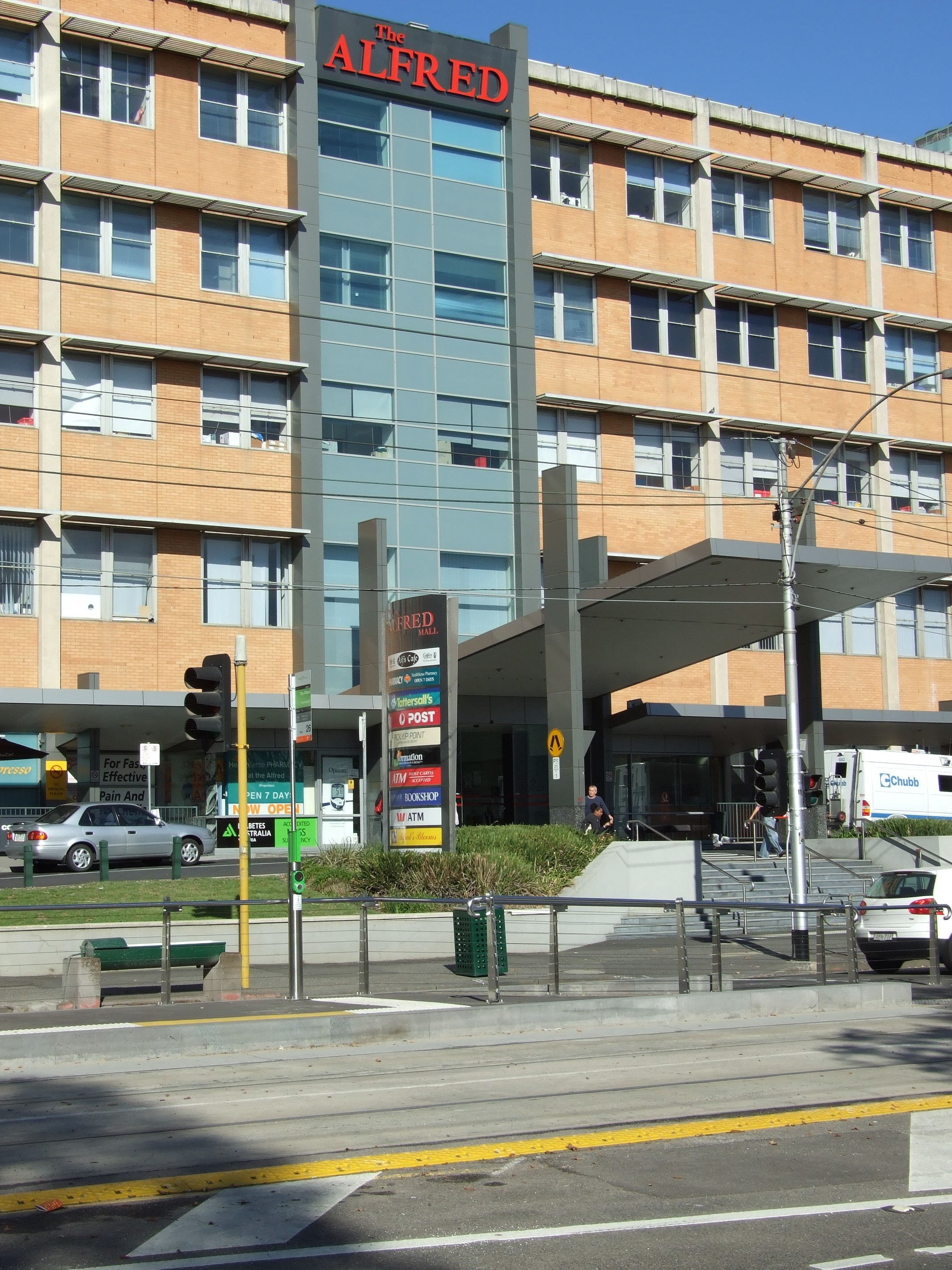
Шпиталь Альфреда в Мельбурні

Австралія має найвищі показники захворюваності на рак шкіри у світі, що обумовлене як географічним положенням у тропічній зоні південної півкулі з великою кількістю годин ясного неба, так й історичним походженням більшості її населення з туманних Британських островів. Паління сигарет є найбільшою причиною смертності та кількості захворювань — 7,8 % від загальної кількості випадків, на другому місті гіпертензія — 7,6 %, на третьому — надлишкова вага — 7,5 %. Майже ⅔, 63 % дорослого населення Австралії має надлишкову вагу або одну з форм ожиріння, за цим показником країна на 35-му місці серед країн світу й на одному з перших серед розвинених країн.
Австралія входить до складу ряду міжнародних організацій: Міжнародного руху (ICRM) і Федерації товариств Червоного Хреста і Червоного Півмісяця (IFRCS), Дитячого фонду ООН (UNISEF), Всесвітньої організації охорони здоров'я (WHO).

### Соціально-економічне положення
Співвідношення осіб що в економічному плані залежать від інших до осіб працездатного віку (15—64 роки) загалом становить 55,1 % (станом на 2020 рік): частка дітей — 29,9 %; частка осіб похилого віку — 25,1 %, або 4 потенційно працездатних на 1 пенсіонера.

#### Безпека
Острів Тасманія виступає одним із найбільших світових постачальників легальних опіатів. Уряд підтримує суворий контроль над районами вирощування опійного маку і виробництва опіатів, проте в країні відзначається значне споживання кокаїну й амфетамінів. Згідно щорічної доповіді про торгівлю людьми (англ. Trafficking in Persons Report) Управління з моніторингу та боротьби з торгівлею людьми Державного департаменту США, уряд Австралії докладає усіх можливих зусиль у боротьбі з явищем примусової праці, сексуальної експлуатації, незаконною торгівлею внутрішніми органами, законодавство відповідає усім вимогам американського закону 2000 року щодо захисту жертв (англ. Trafficking Victims Protection Act’s), держава знаходиться у списку першого рівня.

## Наука
1952 року королівським указом було створено Австралійську академію соціальних наук (англ. Academy of the Social Sciences in Australia), а через два роки Австралійську академію наук (англ. Australian Academy of Science (AAS)), що займається організацією природничих досліджень у країні. Першим президентом академії став сер Марк Оліфант. Секретаріат академії знаходиться в Канберрі, в спеціально побудованому будинку Купол Шайна (англ. The Shine Dome), названому на честь Джона Шайна. 1969 року створено Австралійську академію гуманітарних наук (англ. Australian Academy of the Humanities). 1975 року створено Австралійську академію технічних наук (англ. Australian Academy of Technological Sciences and Engineering). Усі чотири академії співпрацюють через Форум національних академій (англ. National Academies Forum), який було утворено 1995 року.

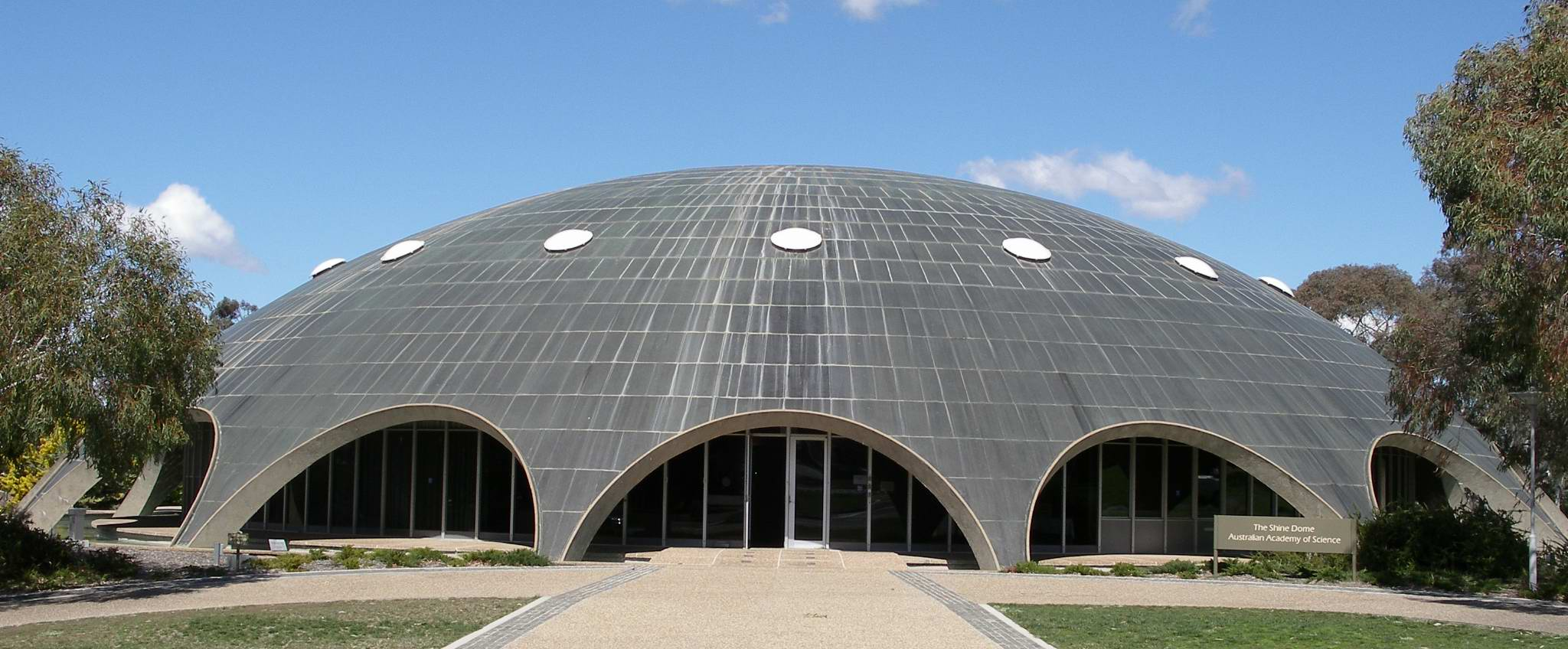
Купол Шайна — резиденція секретаріату академії наук
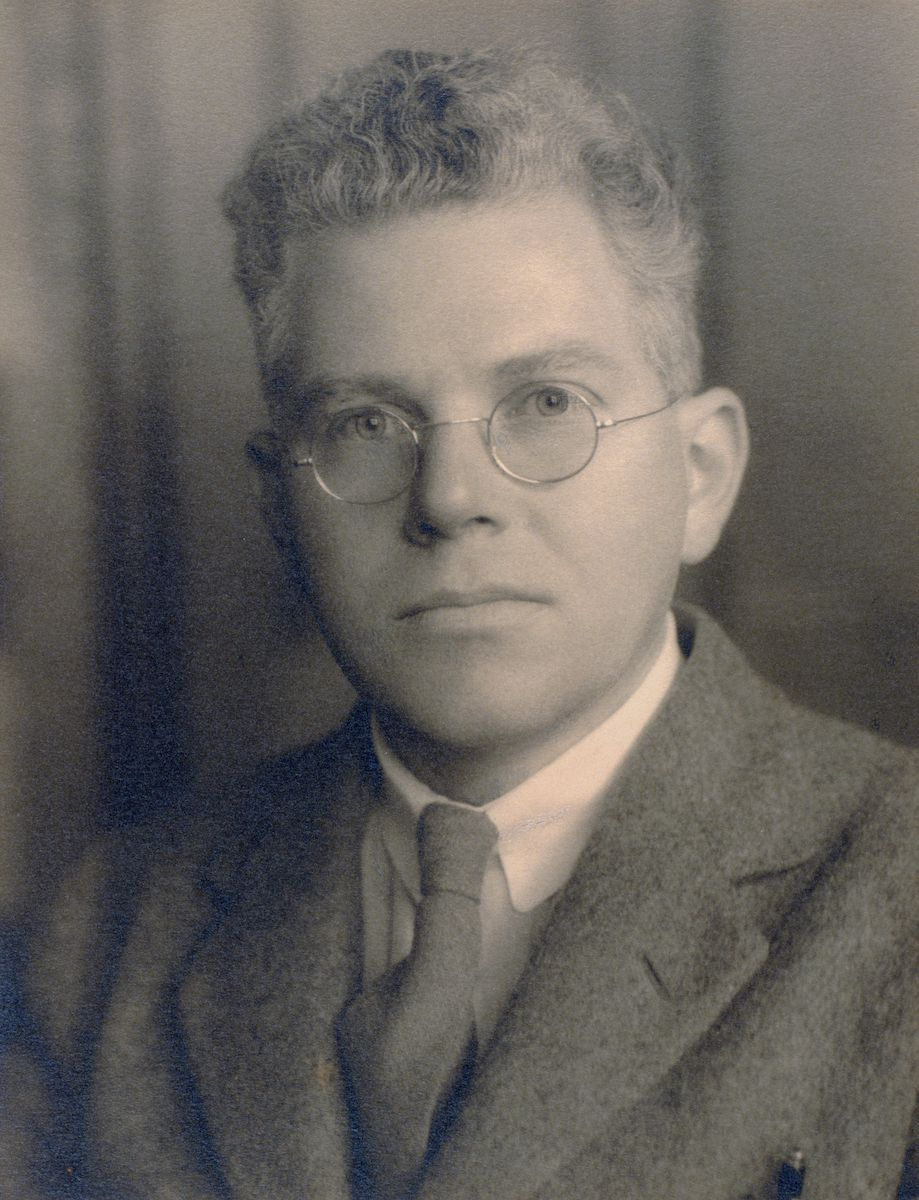
Марк Оліфант

Координацією науково-дослідних центрів, різноманітних досліджень та розробок займається федеральна Організація з наукових і промислових досліджень.

## Культура
В основі культури австралійської нації лежить британська культура XIX століття, часу найтісніших зв'язків колонії з метрополією в поєднанні з частково знищеною першими колонізаторами оригінальною культурою австралійських аборигенів. У 1880—1895 роках, коли в Австралії посилилася тенденція до об'єднання країни, почався досить помітний культурний підйом, що залишив слід у художній літературі. Дві світові війни, міжвоєнний період економічної кризи і великий наплив європейських іммігрантів після 1945 року вплинули на формування специфічної австралійської національної культури. За післявоєнні десятиліття австралійські художники, музиканти, вчені та письменники стали краще відомі за кордоном. У той самий час американська популярна культура мала сильний вплив, особливо через телебачення та кіно. Поєднання і коеволюція місцевої аборигенної культури з культурою європейських поселенців впродовж декількох століть, приплив «молодої крові» з Південно-Східної Азії, Південної і Східної Європи та нових віянь з американського континенту утворили своєрідну сучасну австралійську культуру.
Відмінною рисою культурного ландшафту країни є прямолінійна конфігурація меж фермерських угідь, адміністративних кордонів, транспортних магістралей, що спочатку наносились на паперові плани, а потім переносились на місцевість. Для австралійського суспільства притаманна віра в «австралійську мрію» (англ. Australian Dream), безконфліктне, безхмарне, заможне життя.
Англоавстралійці носять звичайний європейський одяг. У сільській місцевості серед чоловіків популярні широкі капелюхи та шорти.

### Архітектура
Архітектура австралійських будівель початку XIX століття успадковує англійські традиції будівництва XVIII століття: цегляне мурування, масивні дерев'яні двері, симетрично яким розташовуються прямокутні підйомні вікна. Пізніше починає ширитись британський колоніальний стиль дерев'яних будівель із просторими верандами і колонадами в білому кольорі. Таких будинків залишилось дуже мало, більшість із них не витримало натиску природних сил (особливо термітів) і були знесені, перебудовані. У містах того часу будували триповерхові котеджі з окремими входами й верандами на перших двох поверхах. Друга половина XIX століття — епоха пишного вікторіанського стилю з масивними кам'яними стінами, колонами, баштами, чавунними сходами й огорожами, гіпсовою ліпниною. Дуже добре така архітектура збереглась у Мельбурні. У другій половині XIX — на початку XX століття розгорнулась інтенсивна забудова міст Сіднея, Мельбурна, Брисбена і Аделаїди. Для цього періоду характерним в еклектичний напрям в архітектурі: будівля головного поштамту в Сіднеї на вулиці Мартінплейс у формах ранньо-ренесансного палацу та інші. Розпочинаючи від 1920-х років у архітектурі Австралійського Союзу поширюються нові течії, переважно конструктивізм (урядові будинки в Канберрі, Сіднеї, Мельбурні та інші). Сучасні адміністративні та бізнесові споруди будують у неокласичному стилі; собори і церкви — у стилі готичного відродження. Ділові центри великих міст, даунтауни, забудовуються хмарочосами зі скла, сталі та бетону.
Австралія — батьківщина геометризму, використання поєднання різноманітних геометричних форм при плануванні будівель. Яскравими прикладами такого стилю виступають будівлі Академії наук у Канберрі (Купол Шайна) та Сіднейський оперний театр. Ключову роль в архітектурний вигляд Канберри, австралійської столиці, вніс американський архітектор і ландшафтний дизайнер Волтер Берлі Гріффін. У 1960—1970-х роках над забудовою Канберри працювали архітектори Гаррі Зайдлер та Джон Ендрюс.

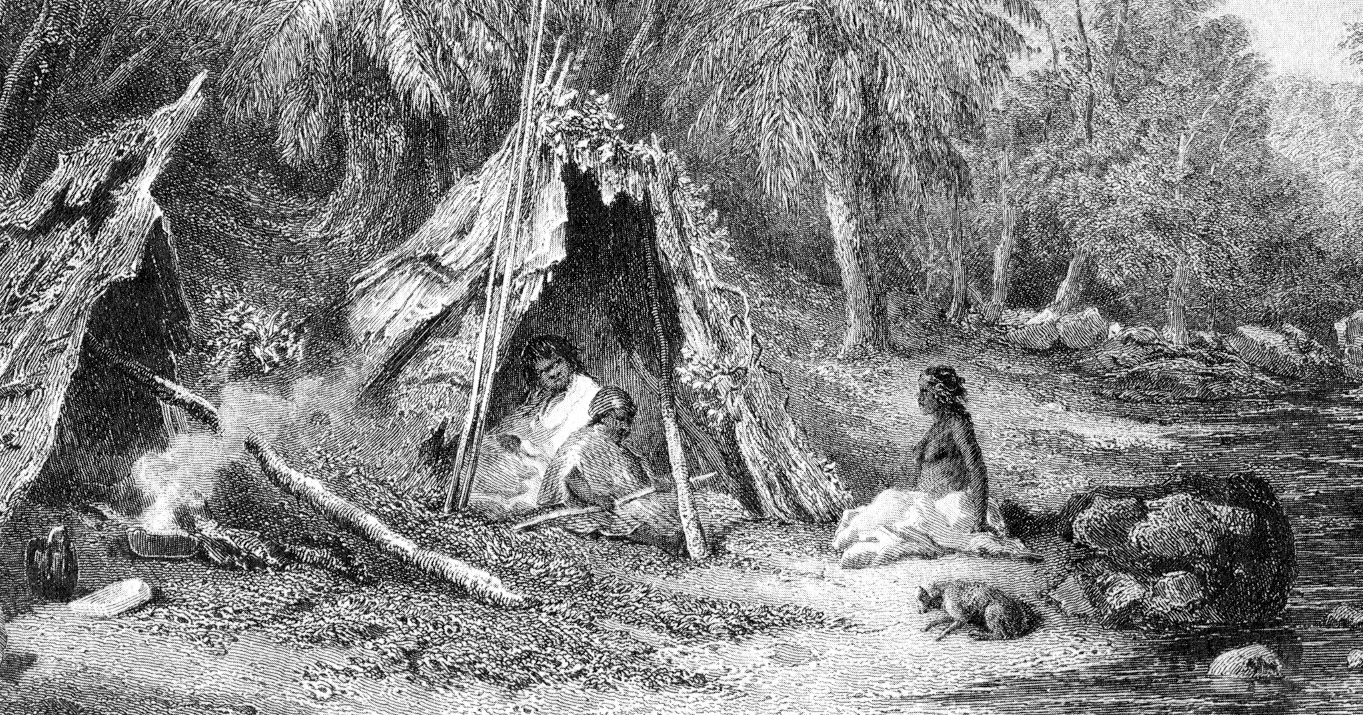
Типове житло австралійських аборигенів
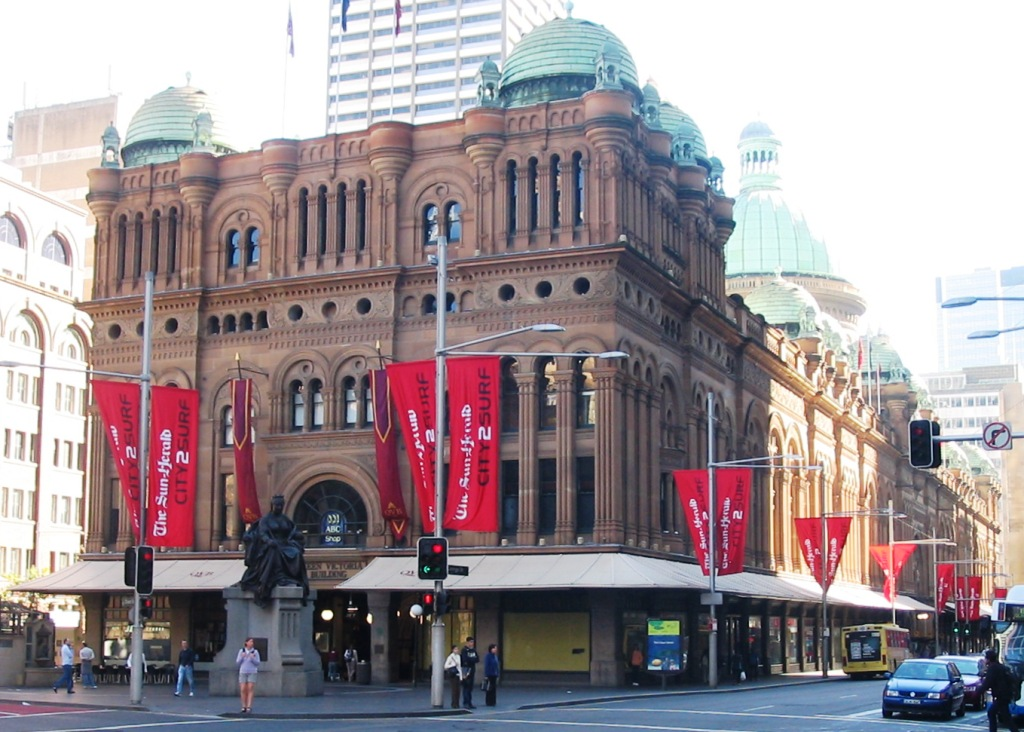
Вікторіанський стиль, Сідней
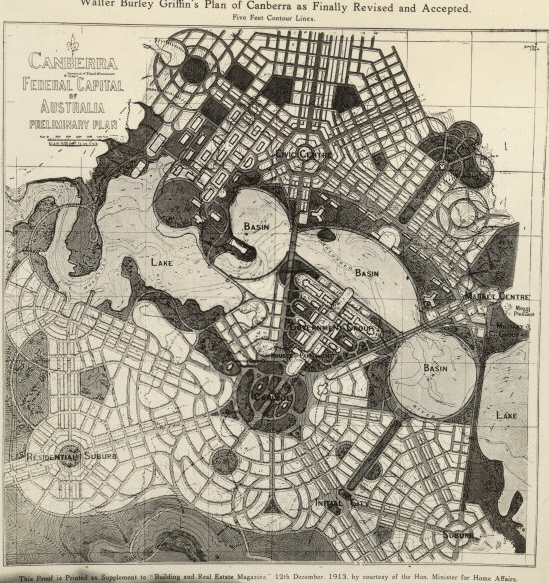
Генеральний план Канберри, 1913 рік
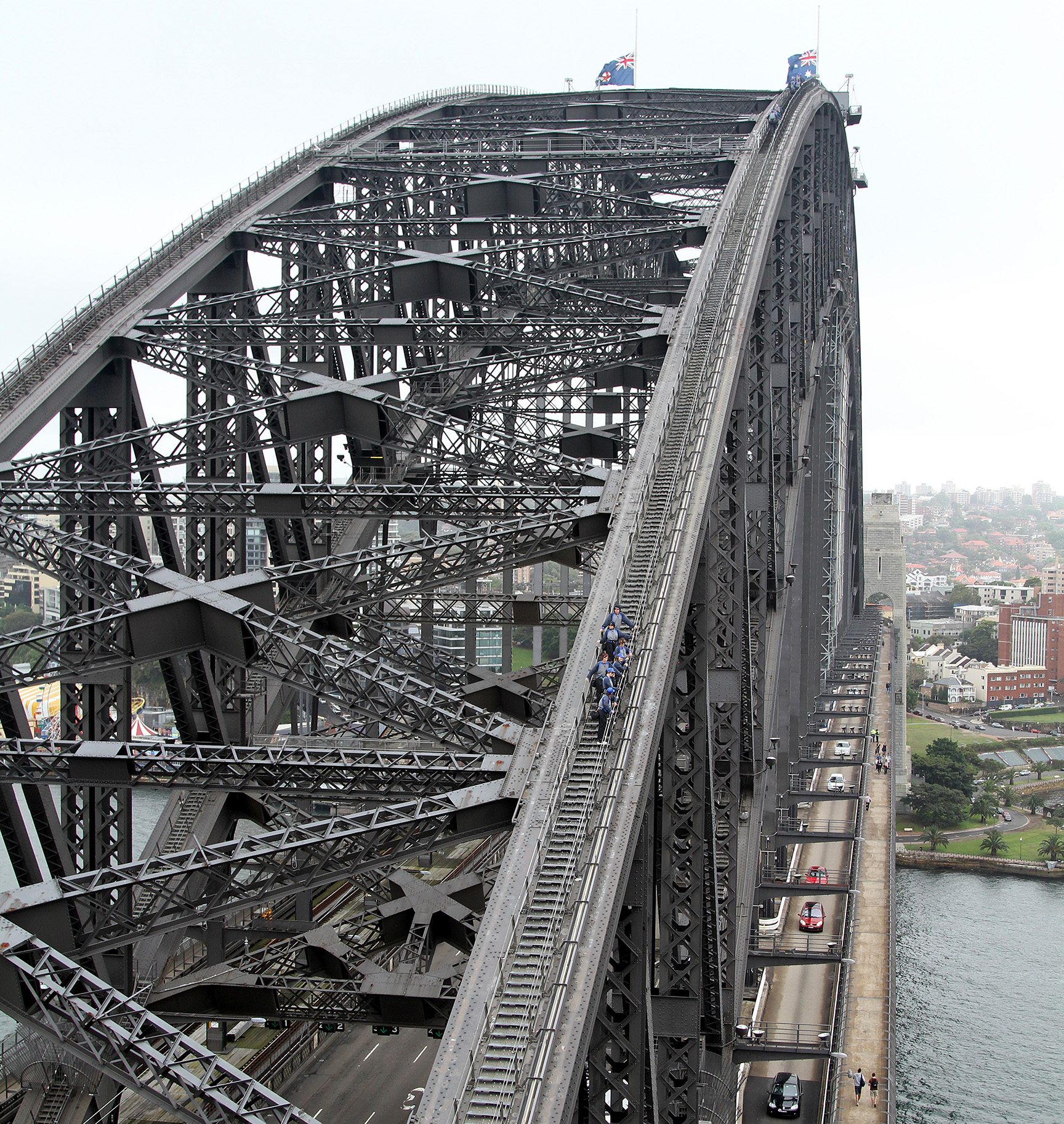
Гарбор-Брідж, Сідней
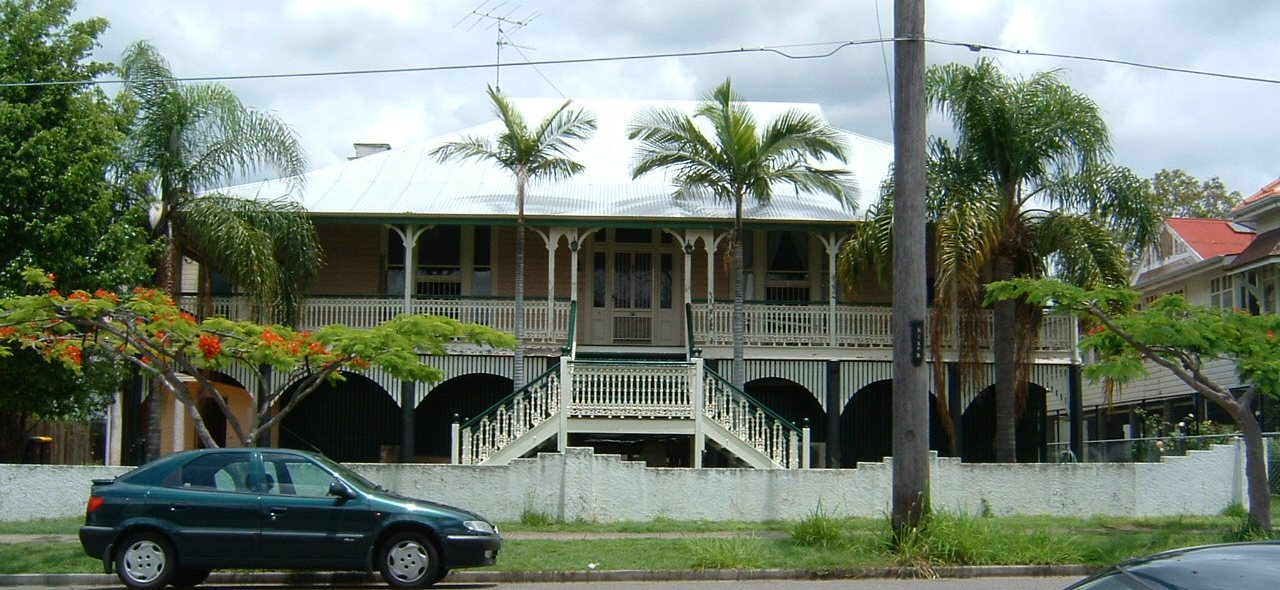
Будинок у стилі «квінслендер»
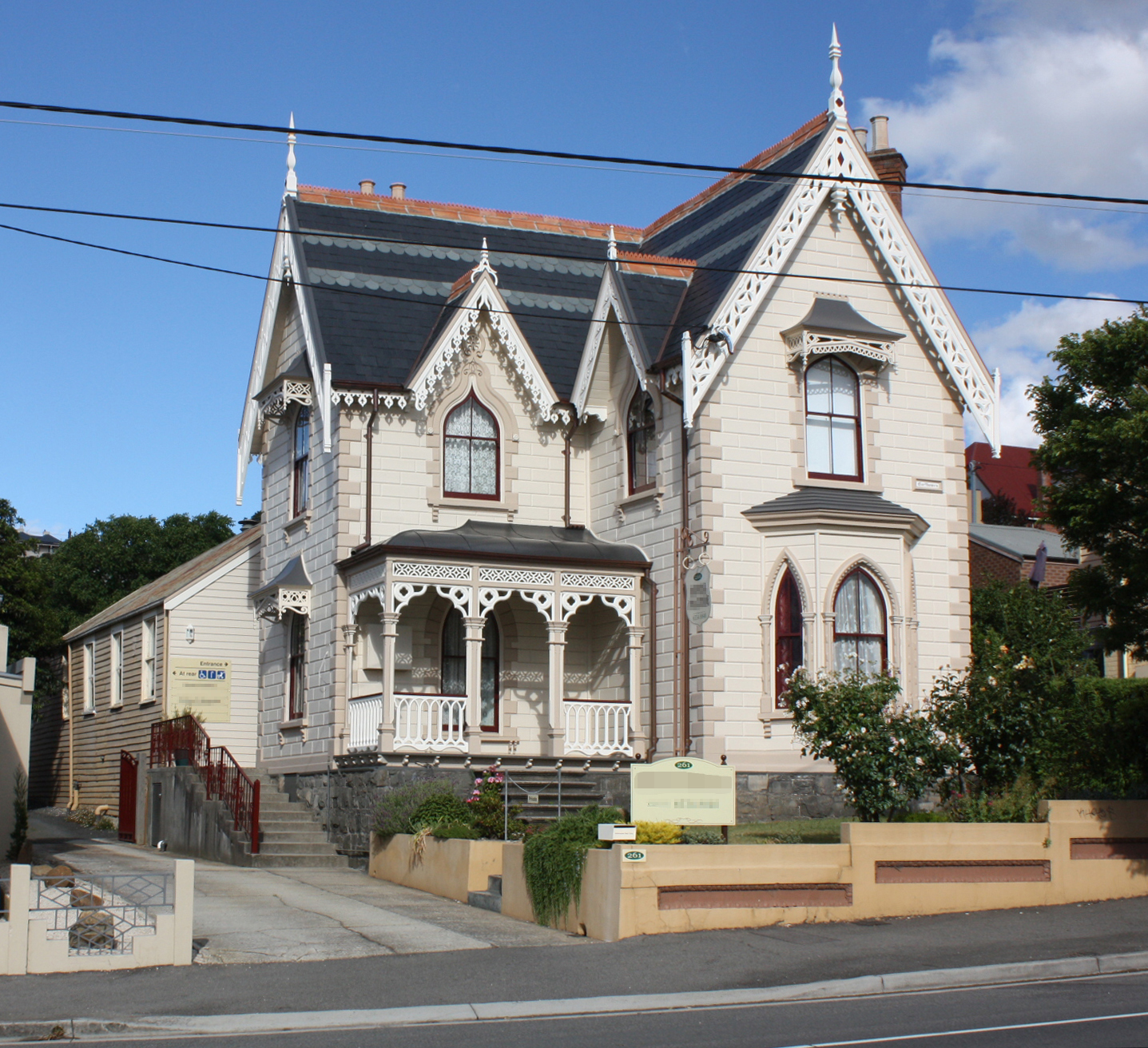
Будинок у неоготичному стилі

Сільська забудова одноповерхова. Фермерські будинки та господи одноманітного стандартно затвердженого плану. Вони обов'язково мають відкриту веранду з колонадою. Часто на подвір'ї риють став або басейн заради прохолоди, збору прісної води, або заради розведення риби.
1932 року через гавань Порт-Джексон у Сіднеї було перекинуто сталевий арковий міст завдовжки 4 км, заввишки 53 , який сполучив 6 автомобільними рядами та 4 залізничними коліями дві частини найбільшого австралійського міста.

### Образотворче мистецтво
Корінне населення Австралії здавна знало мистецтво гравірування, різьблення і розпису: у південній і центральній частинах континенту — геометричний криволінійний з умовними магічними символами, на заході — прямолінійний орнамент. Прикрашали побутові й культові предмети, зброю (бумеранги, списи та щити), розписували фарбами тіло та обличчя. На північному узбережжі зустрічаються сюжетні наскельні розписи: монохромні лінійні зображення людей (здебільшого міфологічних істот), що відзначаються динамікою та енергією малюнка, поліхромні мальовничі зображення тварин, птахів, риб, плазунів. Знайдено також дерев'яні пластичні фігури та вирізьблені на камені рельєфні зображення.
Нове мистецтво Австралії розвивається з кінця XVIII століття під впливом англійського мистецтва. Перші колоніальні митці XIX століття, що навчались живопису в Європі, виявили захоплення незнайомими для них ландшафтами. Відомі своїми документально точними зарисовками природи аквареліст Конрад Мартенс, живописець-пейзажист Луї Бувелот і його послідовники: імпресіоністи Томас Вільям Робертс і Артур Стрітон, Фредерік Мак-Каббін і Руперт Банні та інші, що визначили національне обличчя мистецтва країни, стали засновниками так званої «гейдельберзької школи», особливого національного руху в західному образотворчому мистецтві. Своїми сатиричними замальовками відомий графік-реаліст Самюел Томас Гілл. Наприкінці XIX — на початку XX століття поширюються напрями, зв'язані з академізмом, Джордж Вашингтон Ламберт, і модернізмом, брати Н. та Л. Ліндсі. Наприкінці XIX — початку XX століть розвинулася національна школа реалістичної жанрової скульптури, відомі представники — Бертрам Мак-Кеннал та Ліндон Дадсуелл. У 1930—1940-х роках стали відомими талановиті місцеві художники, що засвоїли техніку західноєвропейського живопису. Проникають формалістичні течії: кубізм, сюрреалізм, абстракціонізм. У післявоєнному національному образотворчому мистецтві переважав абстракціонізм і американський модернізм. Відомі австралійські художники другої половини XX сторіччя: Джордж Балдессін, модерністи Маргарет Престон, Сідні Нолан і Артур Бойд, реалісти Лівінгстон Гопкінс і Вільям Делафілд Кук, аквареліст Фред Вільямс, Бретт Вайтлі, портретист і карикатурист Ноел Куніган.

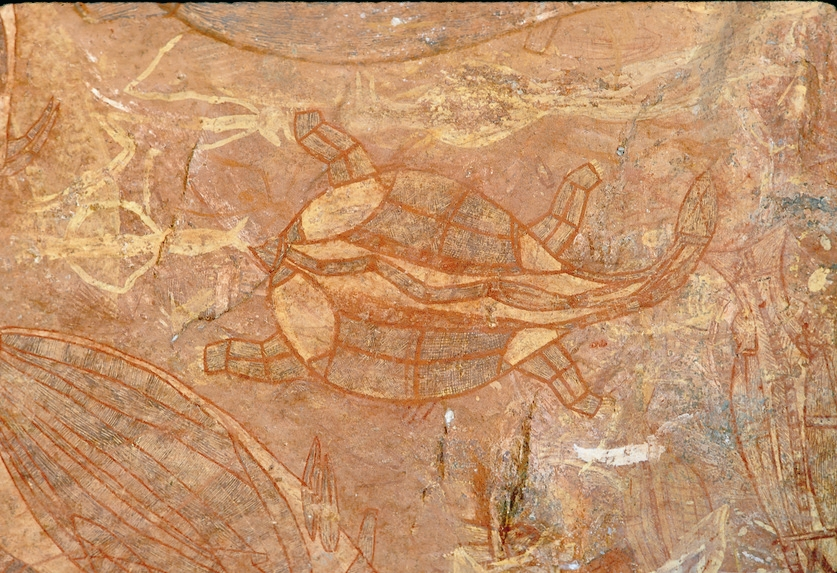
Наскельний живопис північних аборигенів
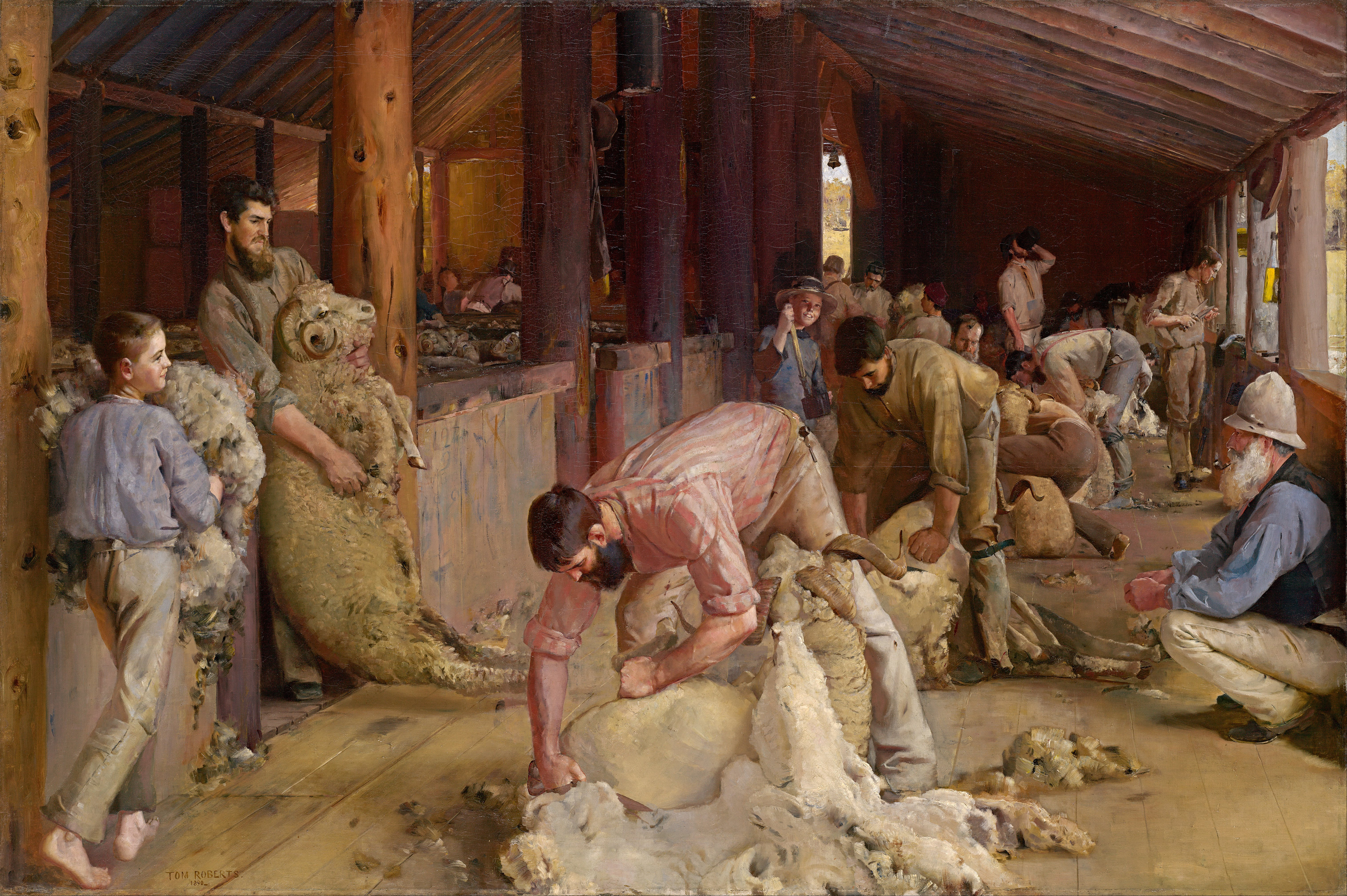
Томас Вільям Робертс. Стрижка баранів, 1890
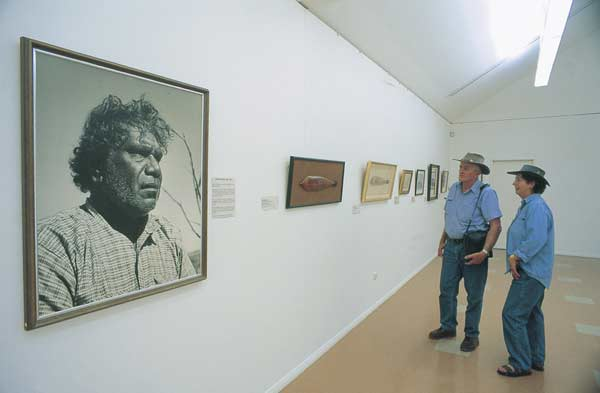
Галерея Альберта Наматьїри в Аліс-Спрингс
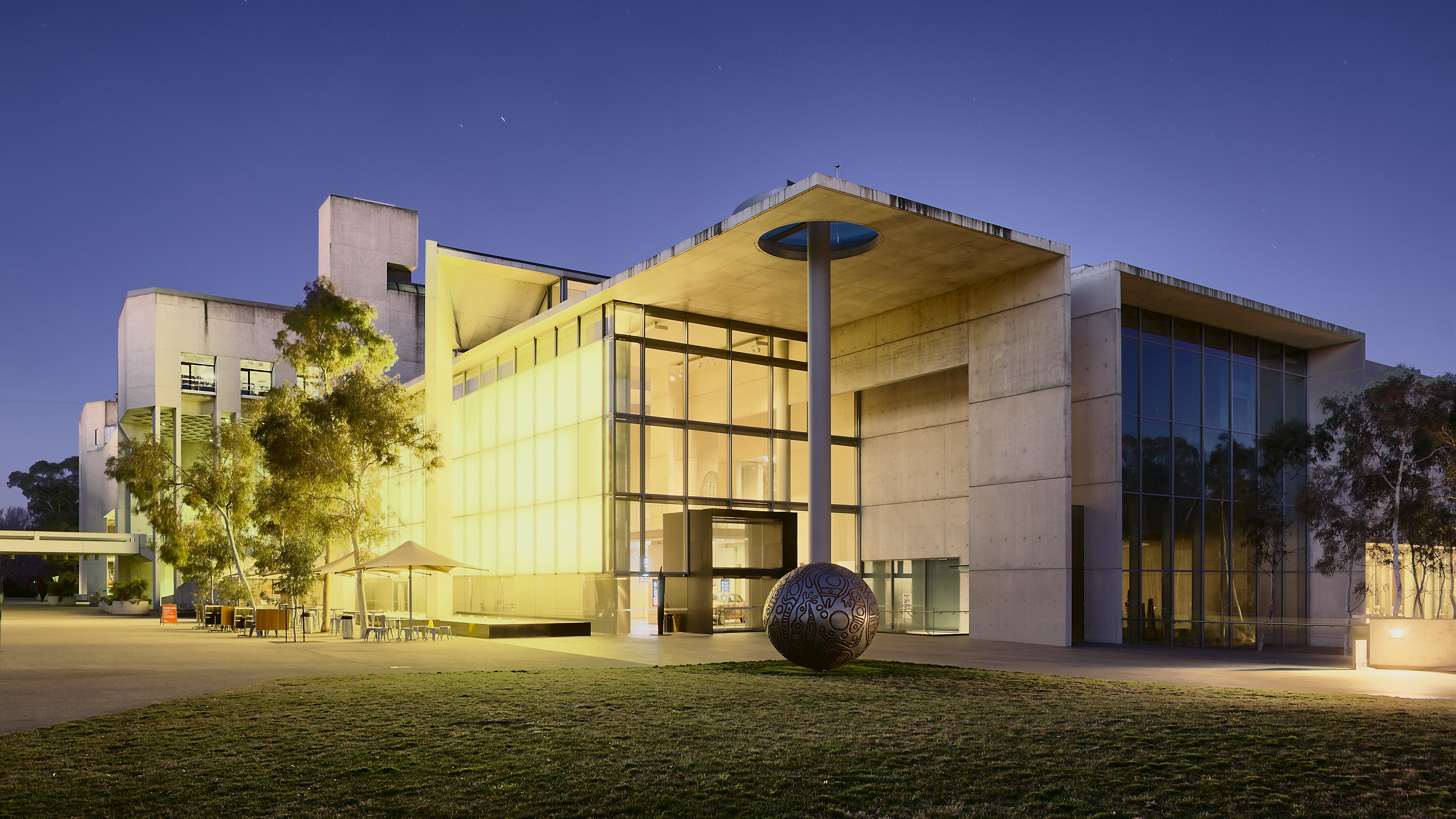
Національна галерея
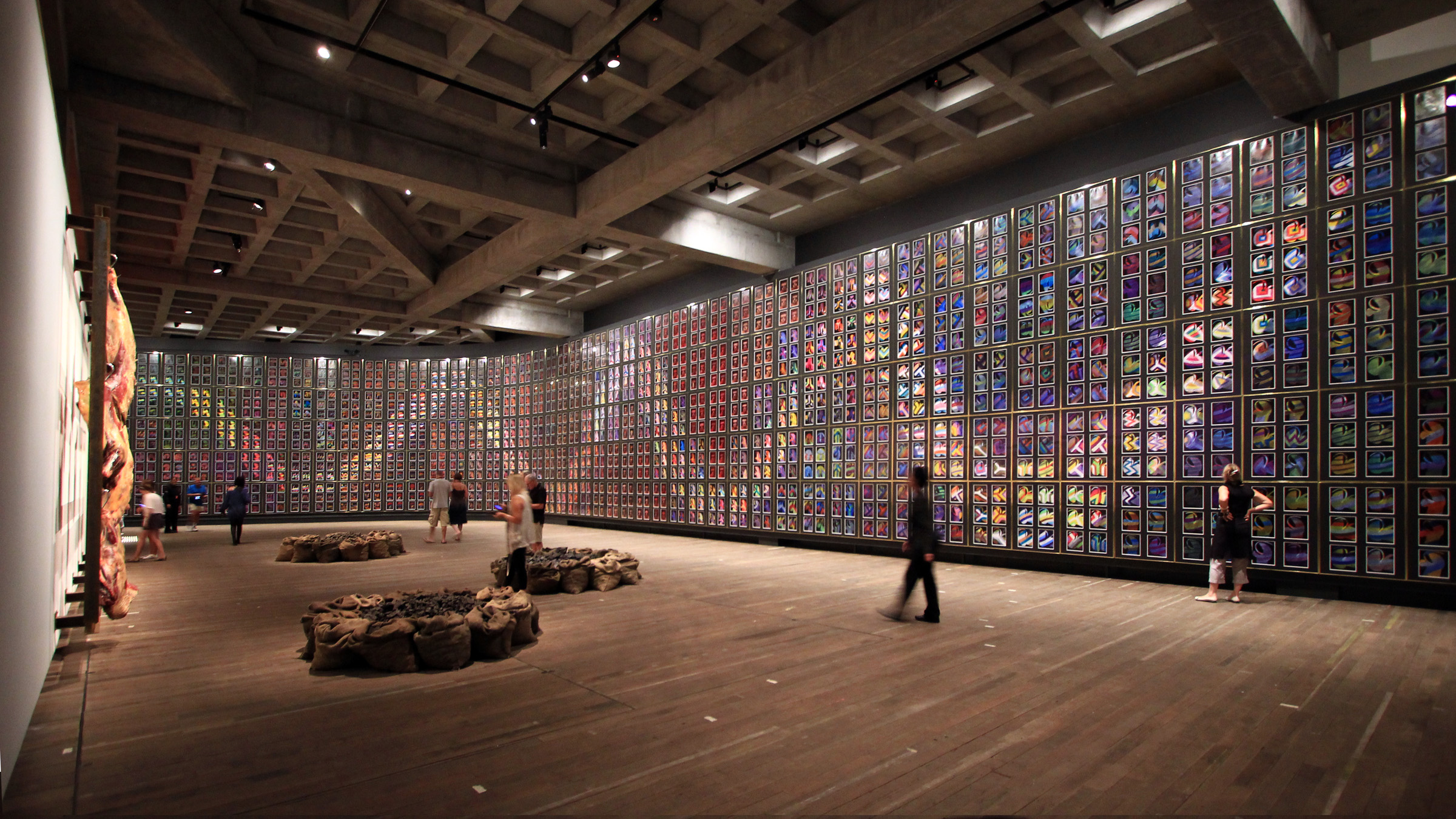
«Зміїний мурал» Сідні Нолана

Австралія всесвітньо відома пейзажними акварелями художника-аборигена Альберта Наматьїри (1902—1959), який створив низку яскравих, пройнятих любов'ю до рідної країни пейзажів. У стилі Наматжири пізніше працювали Д. Рафсі та М. Анганмар. Видатною представницею сучасного аборигенного мистецтва виступає Емілі Каме Кнгваррейе.
Австралія має найвищий показник відвідувань художніх галерей та музеїв на душу населення у цілому світі. Національні та державні галереї зберігають колекції місцевих та іноземних митців. У країні збудовано нову Національну художню галерею в Канберрі, замість старої в Мельбурні, де експонуються твори відомих австралійських митців.

### Музеї і бібліотеки
Найбільші бібліотеки Австралії: Державна бібліотека Вікторії у Мельбурні; Національна бібліотека у Канберрі, заснована 1960 року, обсяг фондів — 9 млн одиниць; Бібліотека штату Новий Південний Уельс та Бібліотека Фішера при університеті у Сіднеї, з обсягом фондів — 5 млн одиниць. Бібліотека Мітчелла в Сіднеї слугує основним джерелом досліджень з історії континенту, в ній зберігається безцінна колекція рукописів.

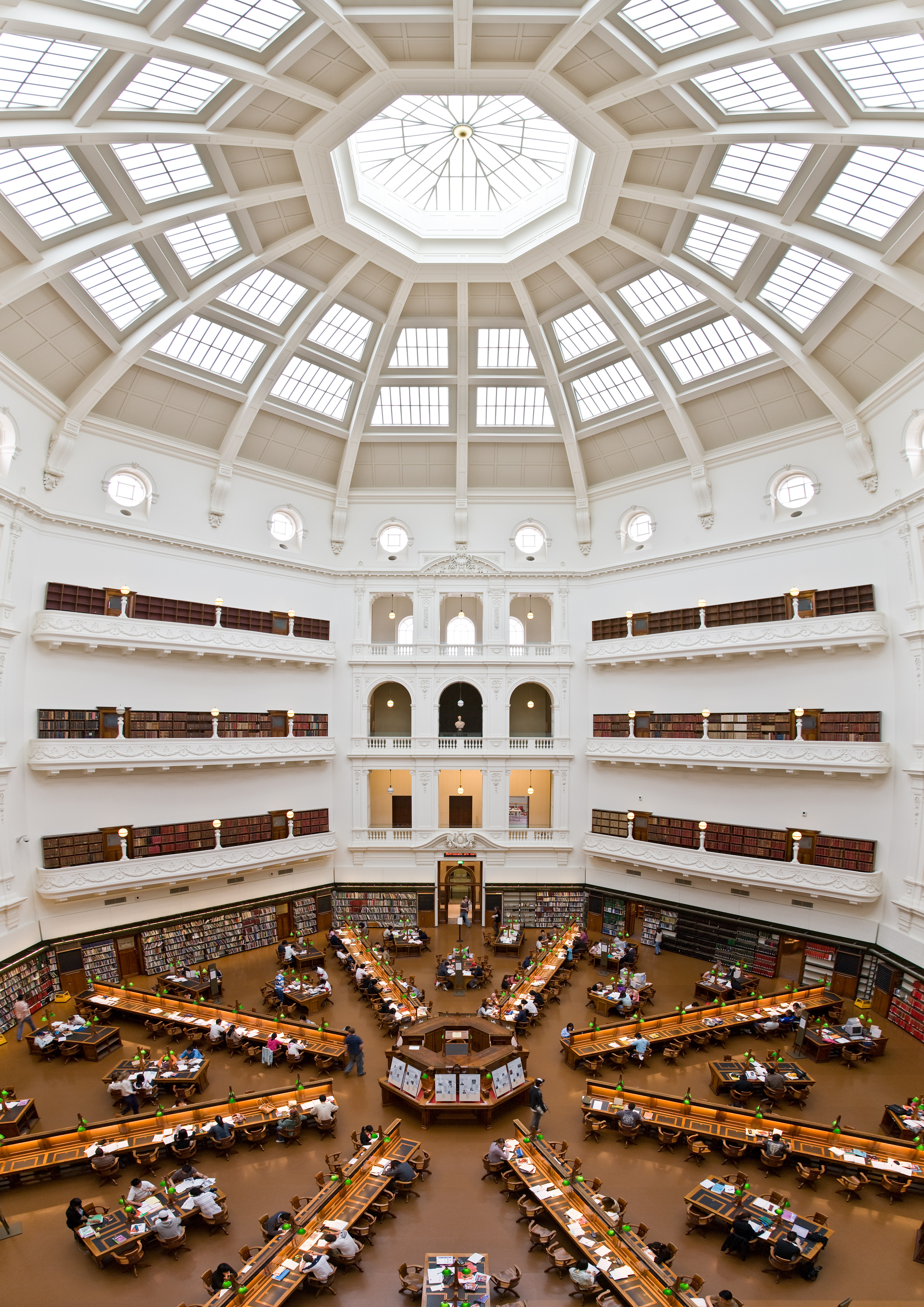
Читацька зала бібліотеки штату Вікторія
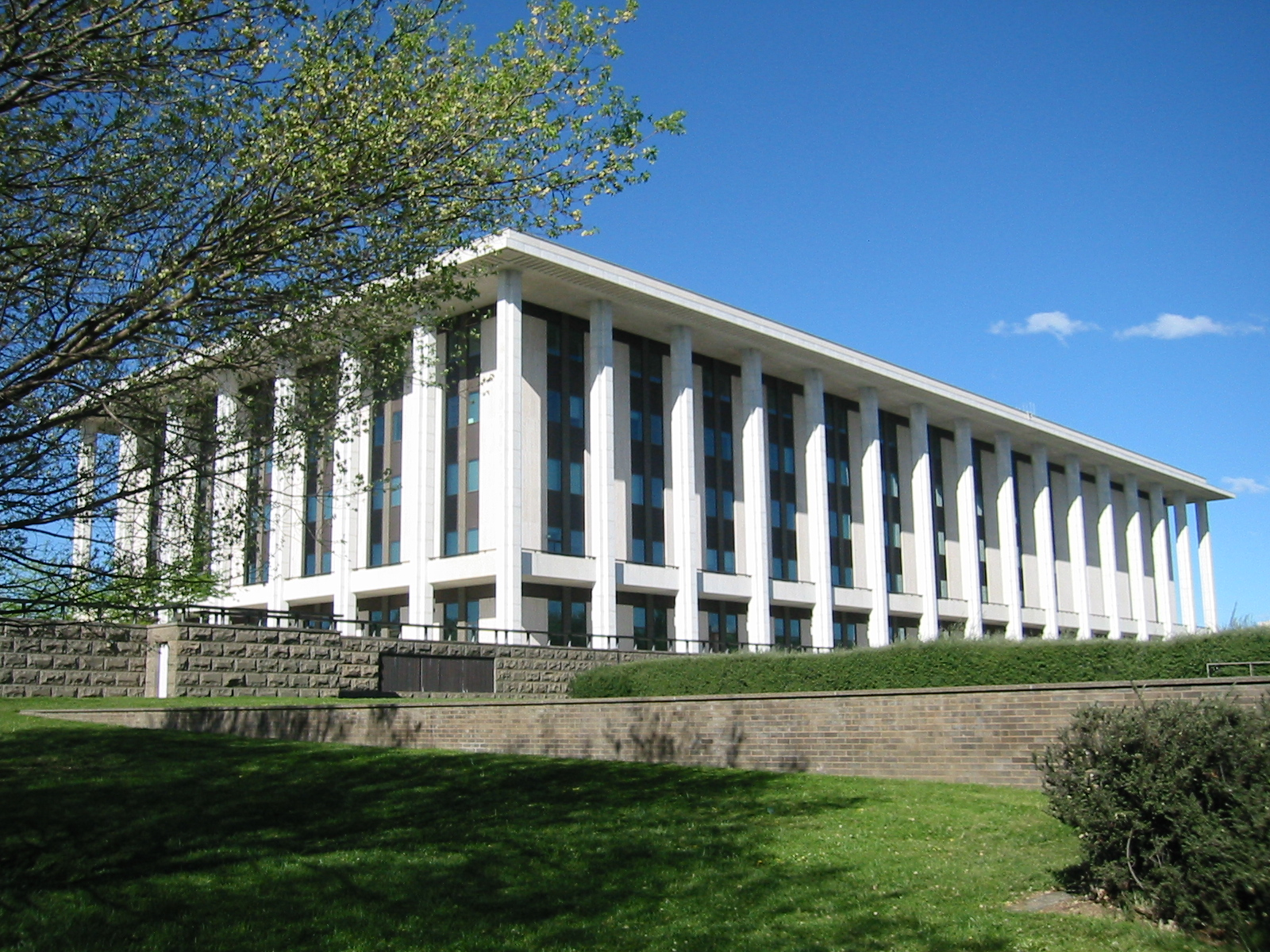
Національна бібліотека, Канберра
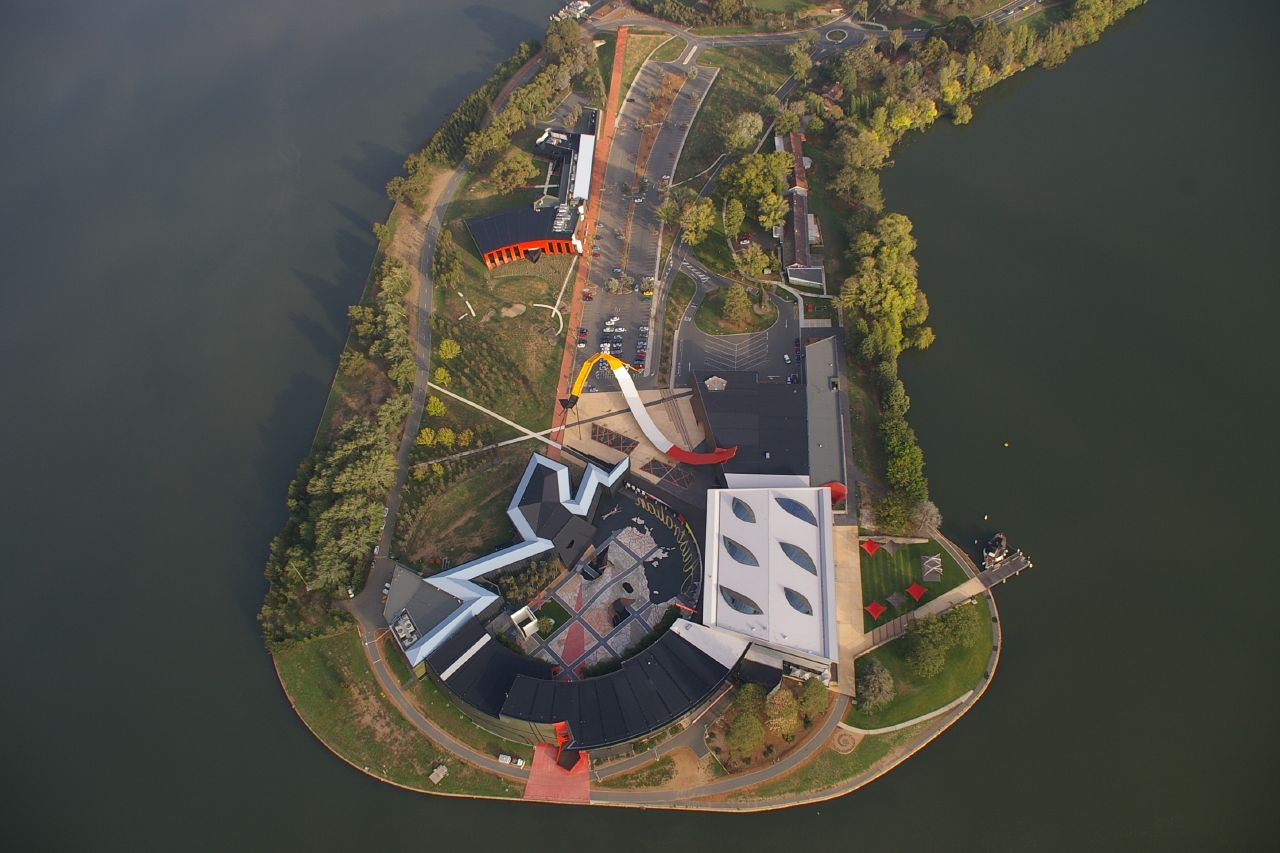
Національний музей, Канберра
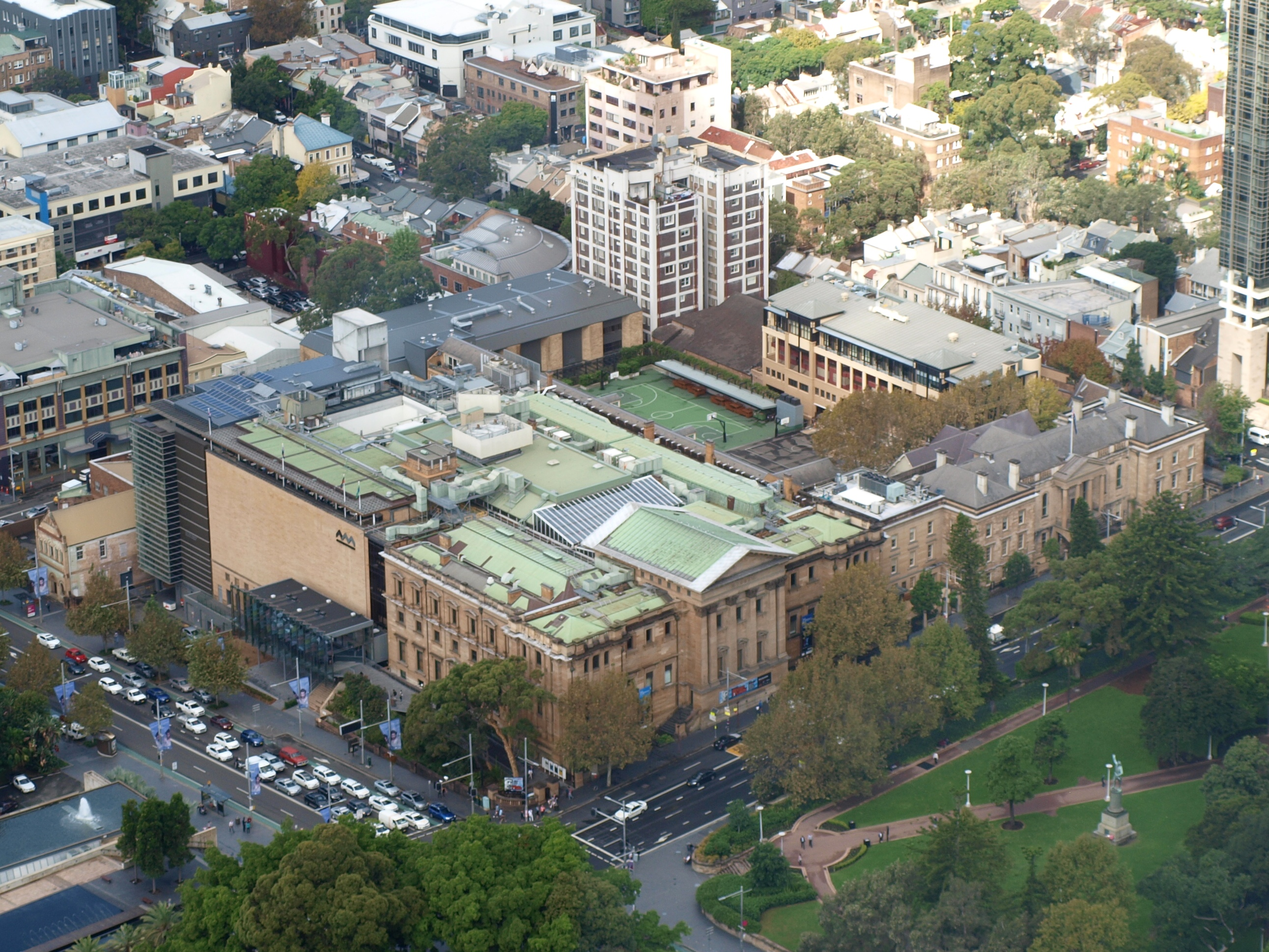
Австралійський музей, Сідней
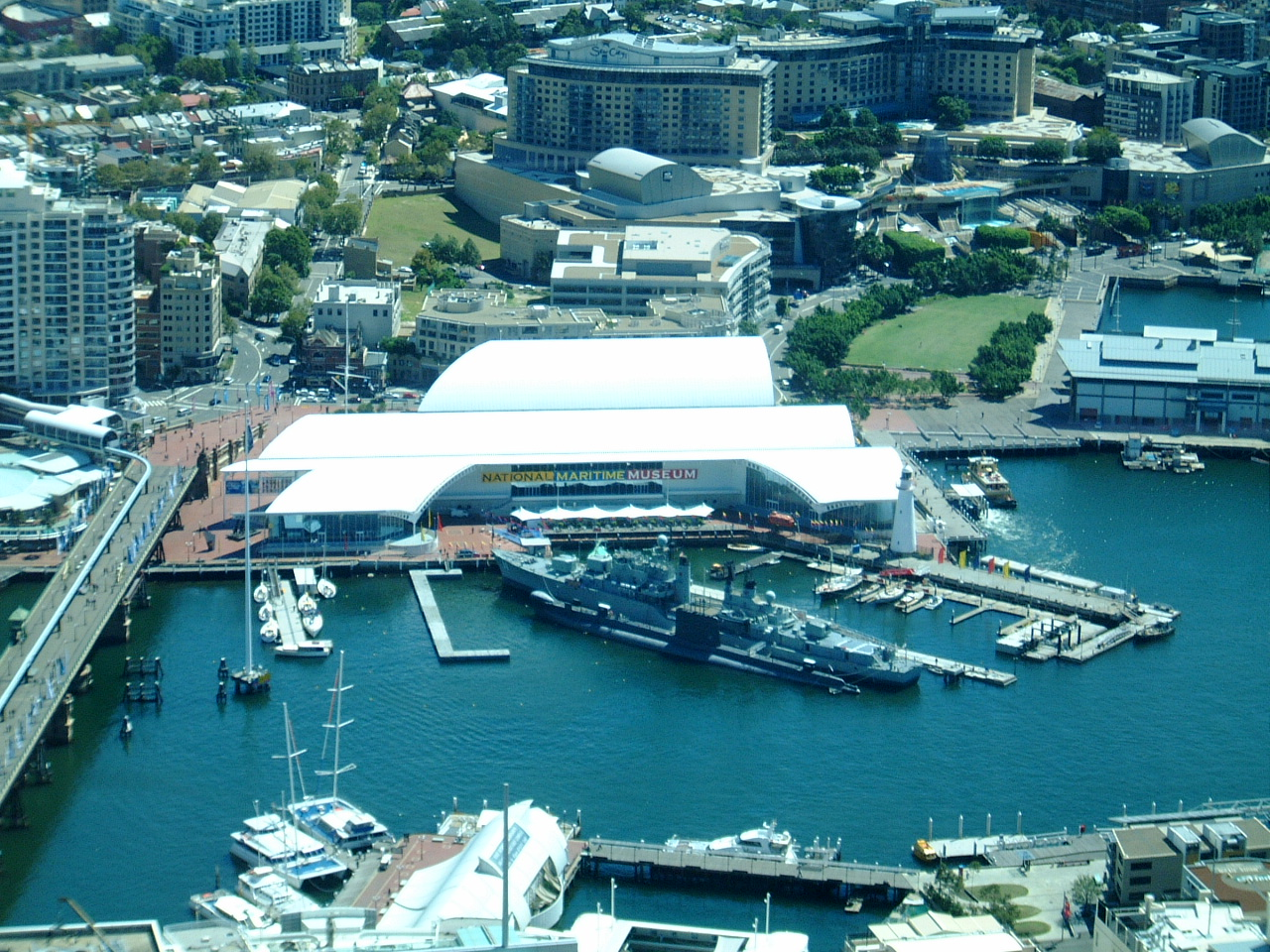
Австралійський національний морський музей

Новий Національний музей було відкрито в Канберрі 2001 року; там же працює Національний військовий музей. У Сіднеї при університеті створено чудовий Музей старожитностей; місцева флора і фауна демонструються в Австралійському музеї (колишній Колоніальний), який було відкрито 1827 року; на березі затоки від 1991 року працює великий Австралійський національний морський музей.

### Література

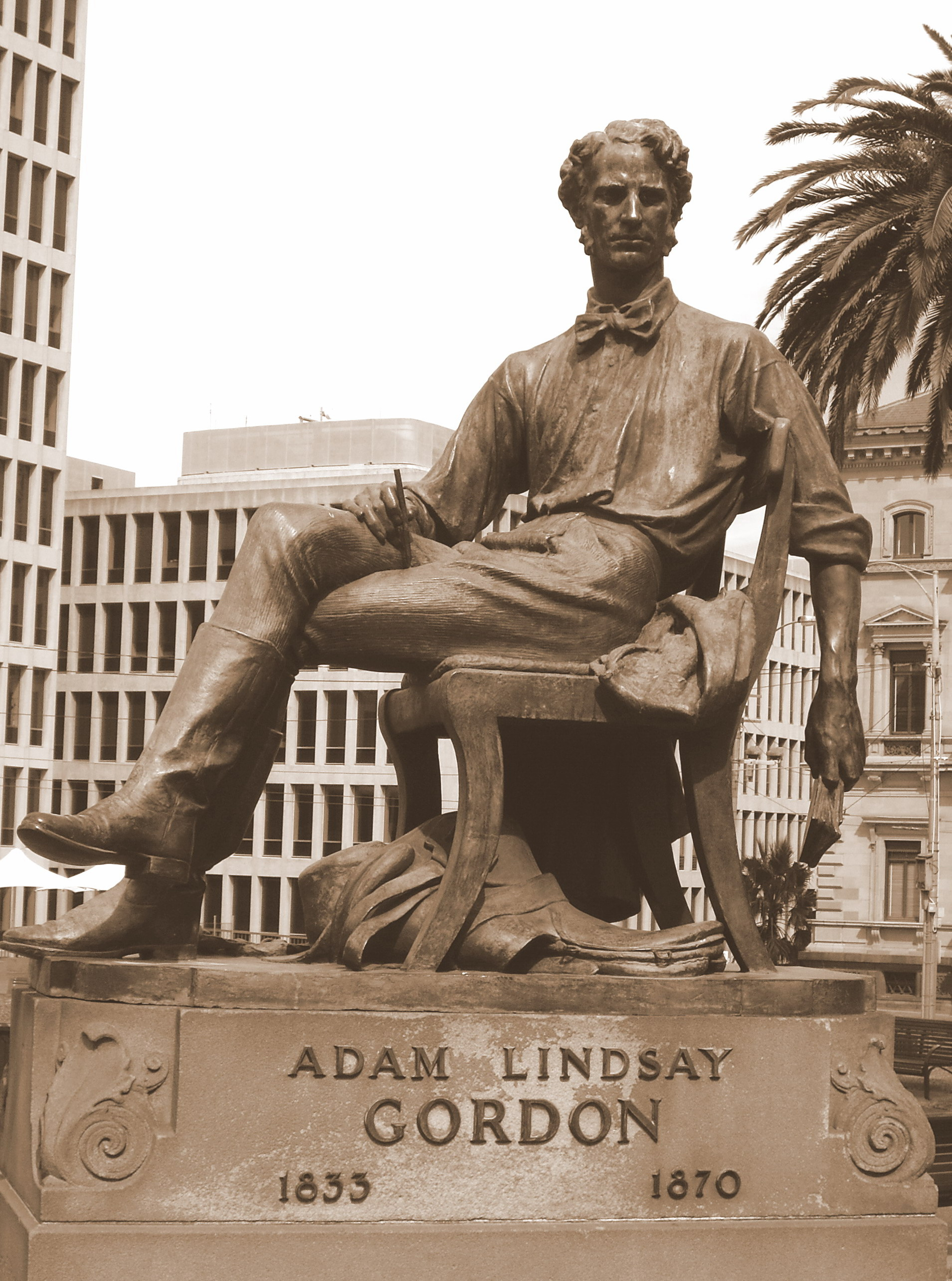
Пам'ятник Адаму Гордону на Азорах
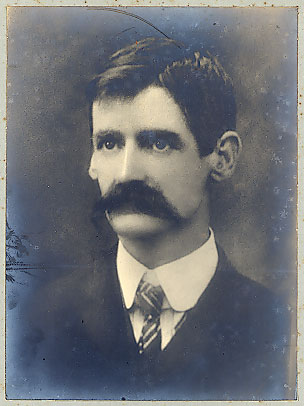
Генрі Ловсон
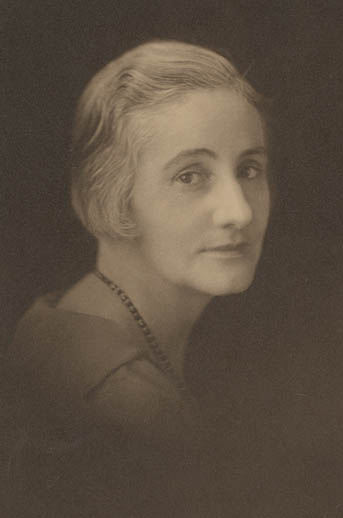
Катарина Сусанна Причард
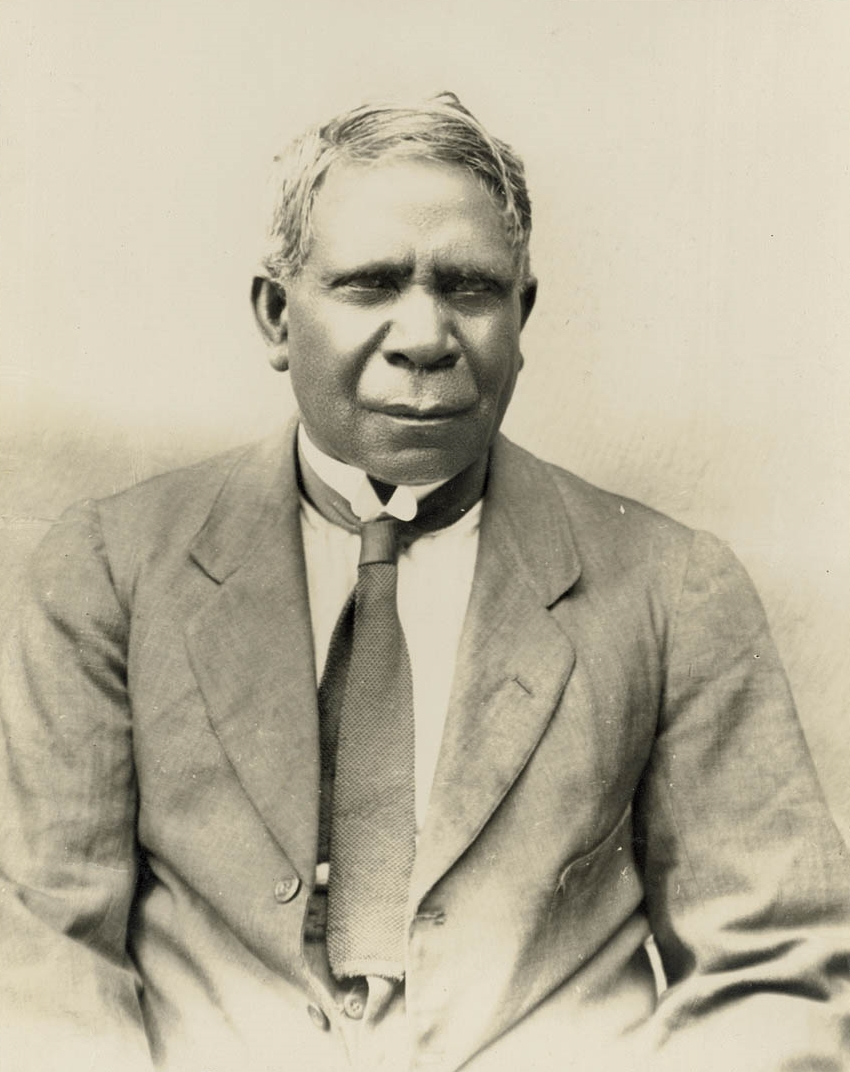
Девід Юнайпон
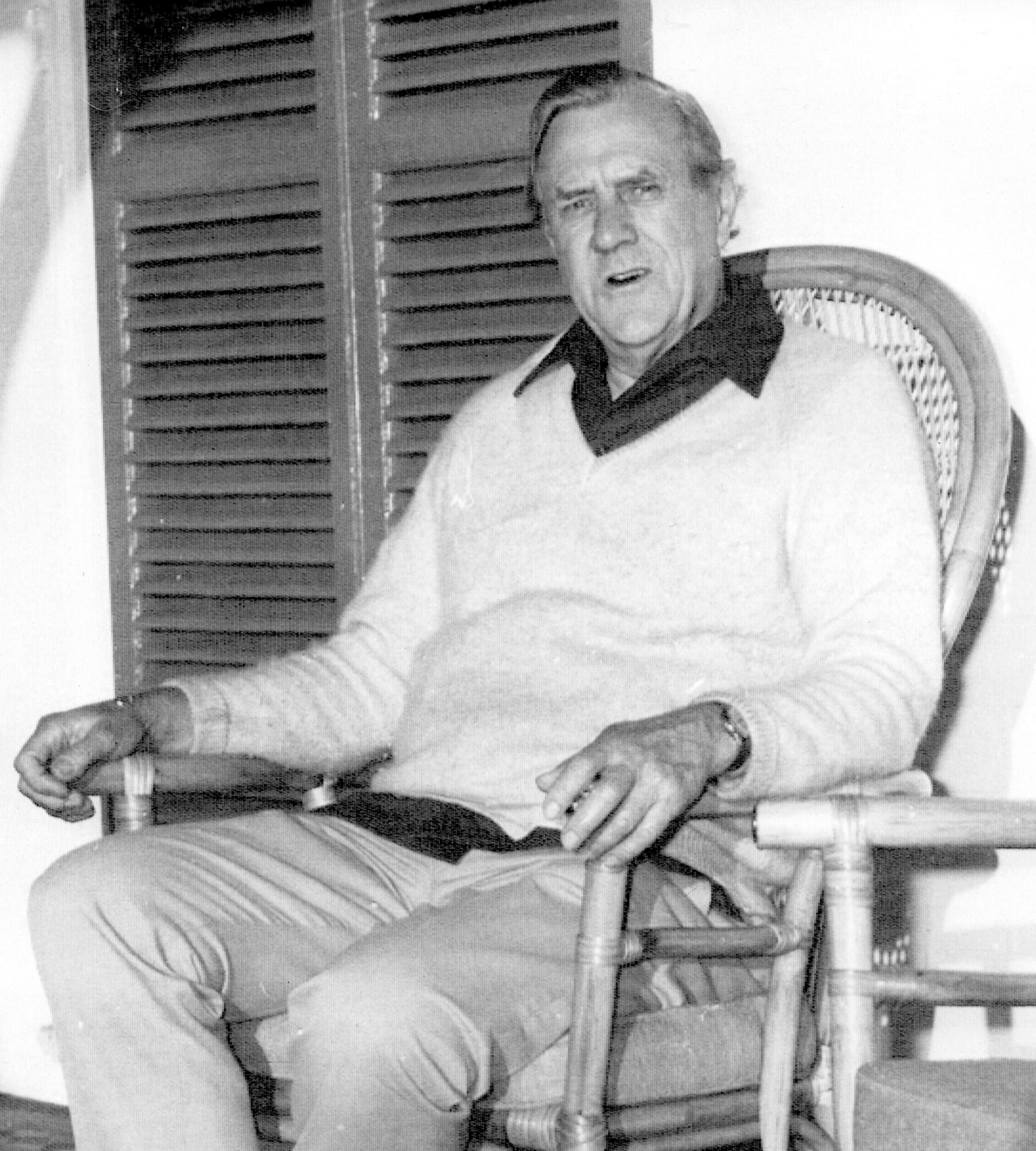
Патрік Вайт

#### Українсько-австралійські літературні відносини
На українську мову перекладались гостросоціальні твори Катарини Сусанни Причард «Буремні дев'яності»; Алана Маршалла «Я вмію стрибати через калюжі» та «Шепіт на вітрі». 2011 року Україну відвідав австралійський поет Лес Вікс із творчим візитом. У видавництві «Крок» вийшла невелика книжка поета в українських адаптаціях. Під час Форуму видавців поет представив українсько-австралійську антологію «AU/UA: Сучасна поезія Австралії та України», яку він уклав спільно з такими українськими поетами, як Юрій Завадський і Григорій Семенчук.

### Театр й танці
Корінне населення Австралії театрального мистецтва не знало. Проте на сучасний австралійський театр мав вплив корроборі — церемоніальний танок австралійських аборигенів, історія якого, за оцінками вчених, налічує понад 40—60 тис. років. Перші театральні вистави колоністів і засланих до Австралії з королівства Великої Британії засуджених осіб відносяться до 1780-х років. 1837 року у Гобарті (Тасманія) був відкритий Королівський театр, найстаріший театр Австралії. Театр був широко відомий у всьому світі, сер Ноел Ковард назвав його «театром мрії», а Лоуренс Олів'є особисто встав на його захист, коли в 1940-х роках його будівля опинилась під загрозою знесення.У 1830—1840-ті роки у Сіднеї, Аделаїді, Мельбурні почали також створюватись театри на постійній основі. У другій половині XIX століття театри об'єднуються у трести, які очолили Дж. Коппін, Дж. Вільямсон, А. Гарнер, Д. Бусіко-молодший та інші, які згодом стали відомими театральними діячами країни. Театри ставили твори австралійських авторів, європейську та американську класику, намагаючись копіювати закордонні постановки. На початок XX століття театри переживали фінансову і творчу кризу. У 1910—1930-ті роки активізувалась діяльність прогресивних літературно-театральних об'єднань, які відіграли велику роль у формуванні національного театру. Об'єднання ставили переважно національну драматургію — Катарину Сусанну Причард, Луїса Ессона, Вільяма Мура, К. Вотсона, В. Палмера, С. Маккі, а також п'єси французьких, англійських, російських та інших європейських авторів. 1936 року робочі самодіяльні театральні колективи, що виникли у 1930-ті роки, об'єдналися у «Лігу нового театру», діяльність якої сприяла появі «нових театрів» (англ. New Theater).

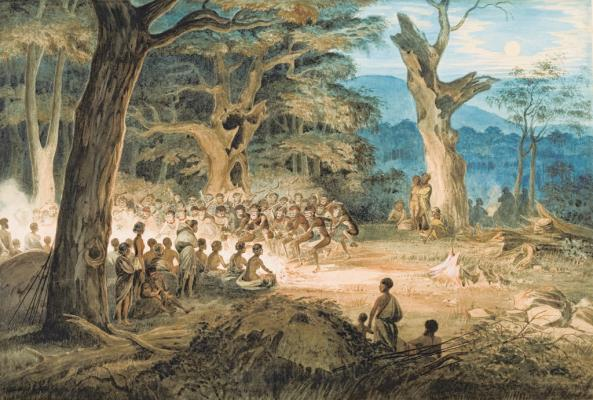
Південноавстралійське корроборі
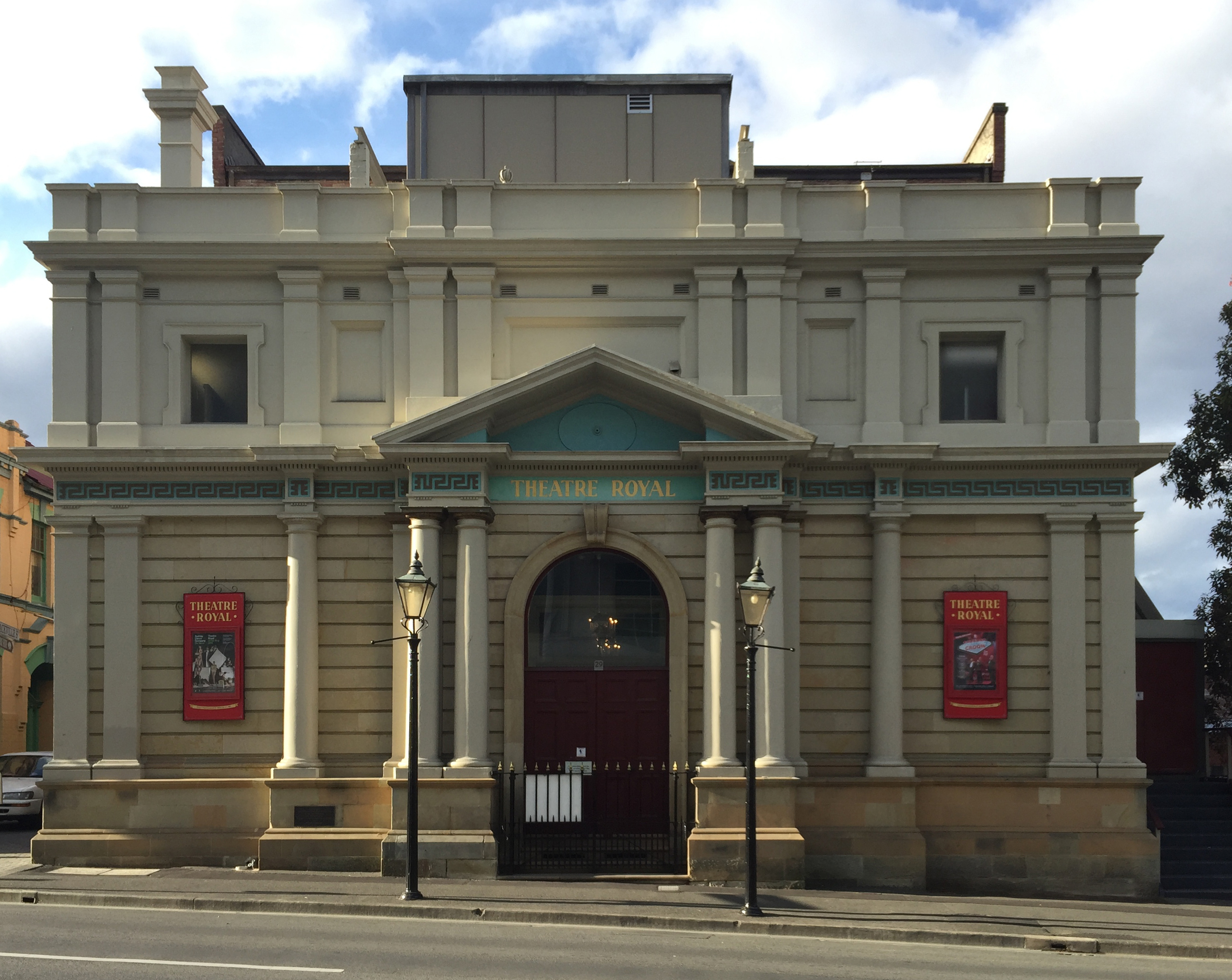
Королівський театр Гобарта
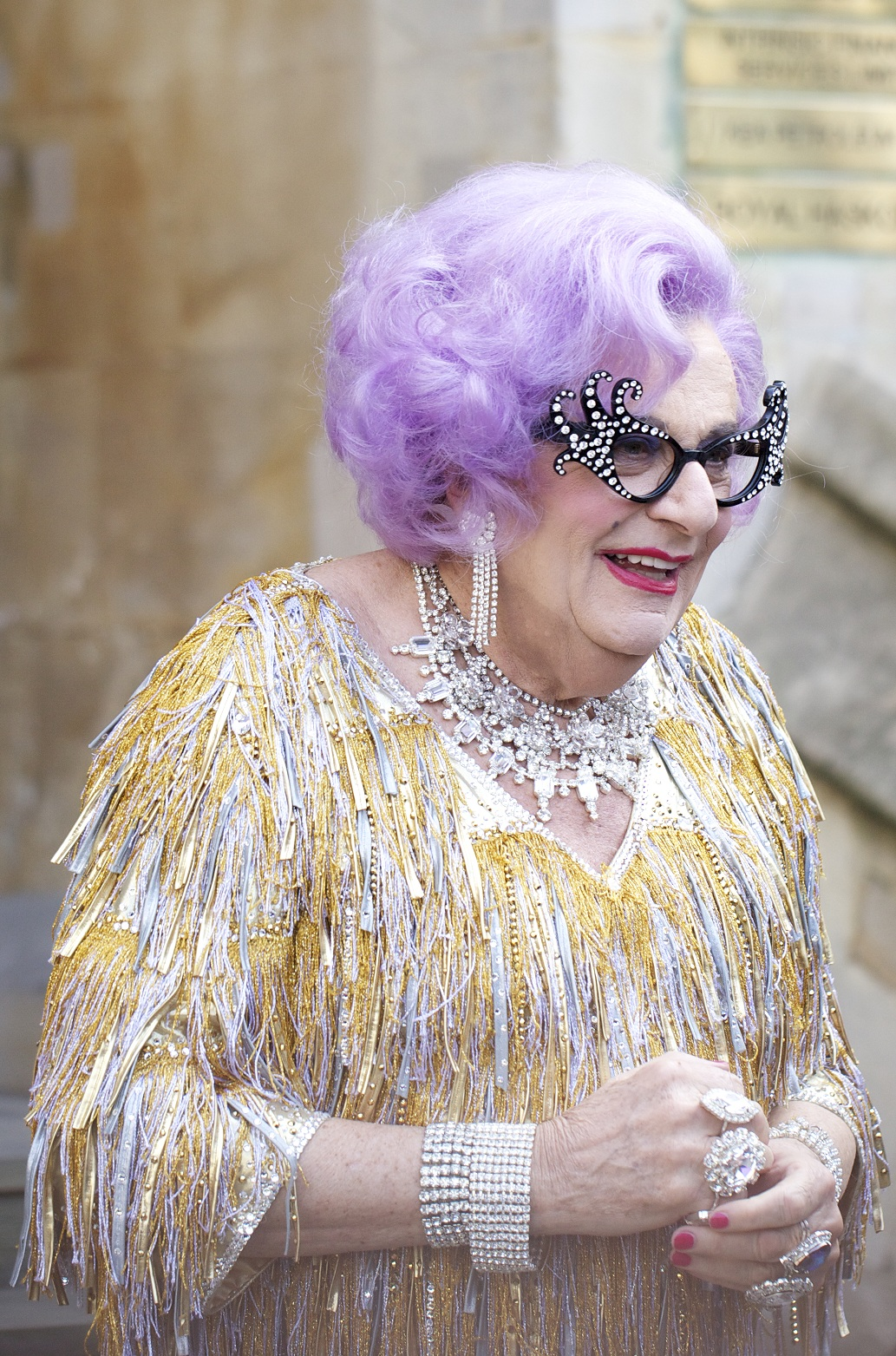
Баррі Хамфріс в образі Едни Евередж
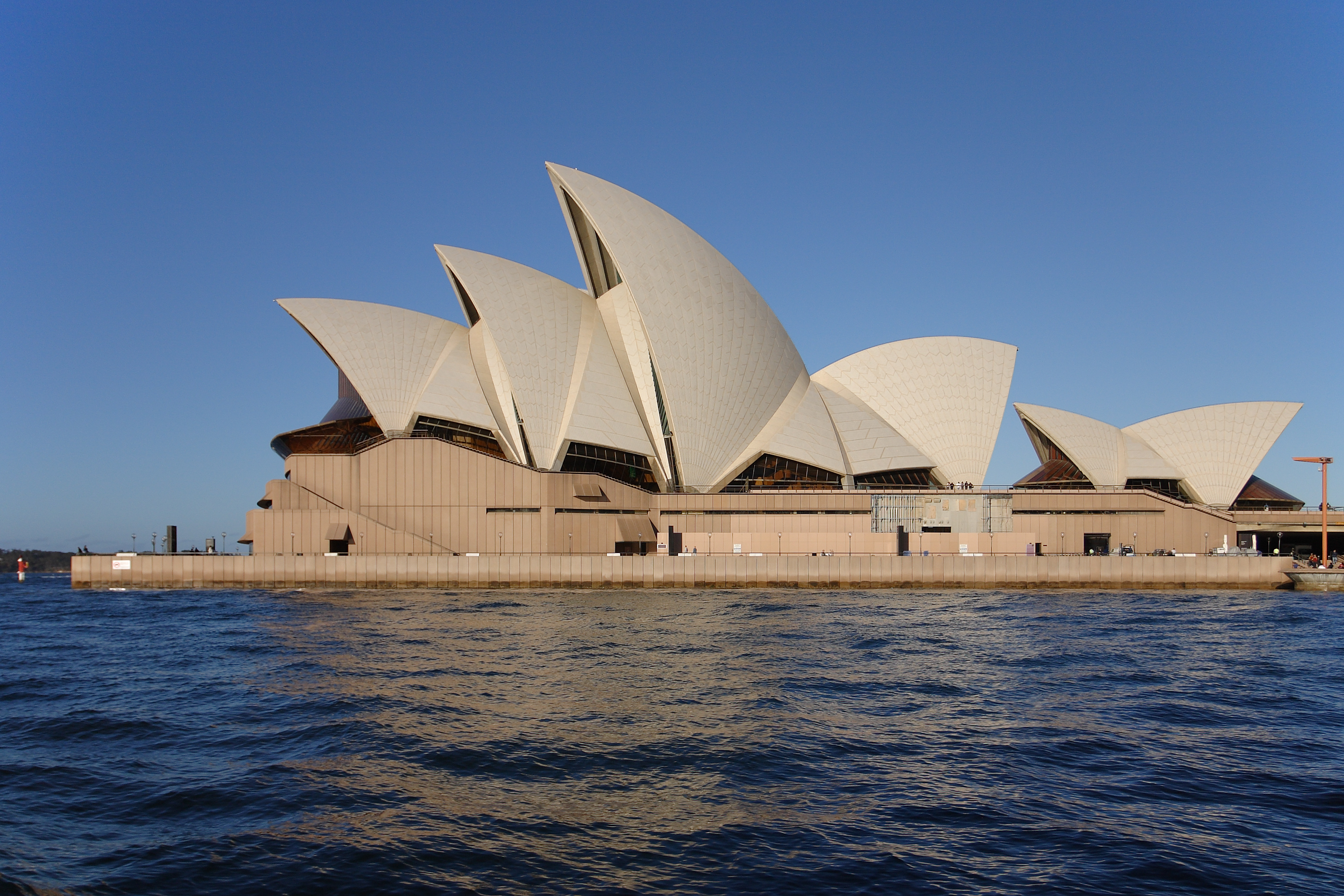
Сіднейський оперний театр
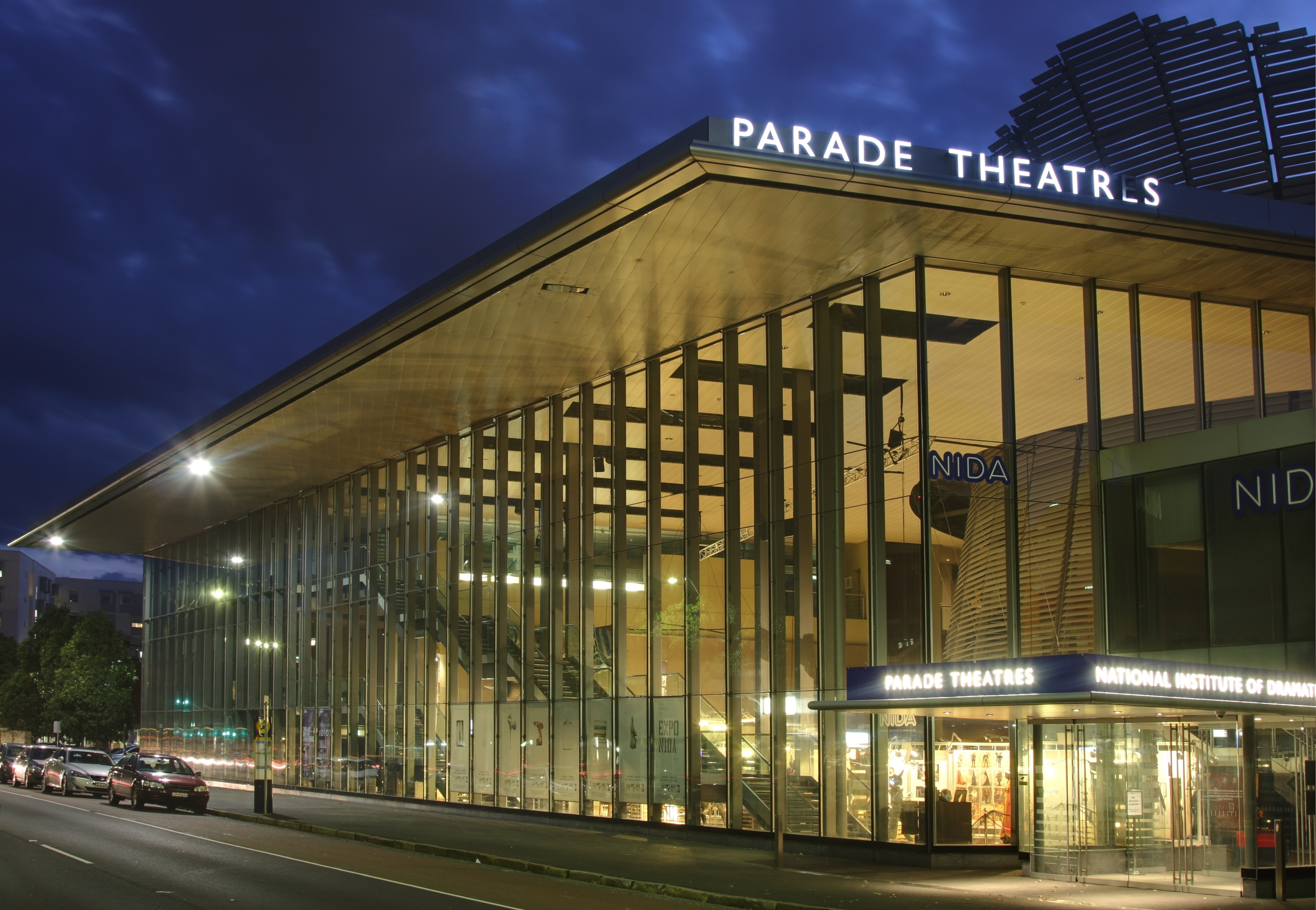
Національний інститут драматичного мистецтва

Умови, у яких протікала робота театральних колективів (відсутність постійних приміщень, матеріальні труднощі), не сприяли зростанню і розвитку національного театру; у спектаклях переважав театральний провінціалізм. Створений 1954 року державний «Австралійський єлизаветинський театральний трест» ставив завдання розвитку професійного австралійського театру (у тому числі балетного та оперного), проте субсидії надавалися переважно балетним трупам, які наприкінці 1950-х — 1960-х років поширилися й досягли значного професійного рівня. Серед танцівників — Гарт Велч, танцівниць — Мерілін Джонс, Ж. Карін, Е. Файфілд та інші. Керівники балетної трупи — балетмейстери Роберт Гелпменн і Пеггі ван Праг. Група Австралійський балет, заснована у 1961 році, виступала переважно у Сіднеї і Мельбурні, неодноразово гастролювала за кордоном. Австралійський театр танцю був заснований 1965 року в Аделаїді, його очолював відомий хореограф Меріл Танкарт. Сіднейська хореографічна компанія організує вистави в Оперному театрі, які завоювали широке визнання у країні.
Більшість театрів у країні комерційні, з них ведучі — «Театральна компанія Вільямсона», об'єднання «Тіволі» і трест «Гарнет Х. Керолл». Ці театри не мають постійних режисерів і постійного складу акторів, на головні ролі запрошуються «зірки» з інших країн. У розвитку національного театру значна діяльність «репертуарних» (некомерційних) театрів Сіднея і Мельбурна: «Олд тоут», «Індепендент тіетр», «Сент-Мартінс-тіетр», «Емералд-гілл-тіетр». Репертуарні театри, сміливо експериментуючи, ставлять спектаклі, які відрізняються високим професіоналізмом (театри мають постійні будівлі, акторські школи-студії); існують вони головним чином на грошові пожертвування місцевої інтелігенції. За основу репертуару австралійських театрів беруться п'єси модних бродвейських та лондонських авторів. Популярні п'єси Вільяма Шекспіра та Бертольда Брехта. Значна кількість акторів приходять у театри з аматорських, так званих малих театрів, широко поширених у передмістях і в провінції. У Сіднеї, Ньюкаслі і Мельбурні цікаво працюють напівпрофесійні театри «New Theater», де ставляться насамперед національна та класична драматургія. Першою поставленою на австралійському континенті оперою, 1847 року в Сіднеї, була «Дон Хуан Австрійський» австралійського композитора Ісаака Натана, «батька австралійської музики». У Сіднейському театрі опери та балету була поставлена опера Джузеппе Верді «Аїда» за участі відомої австралійської співачки Джоан Сазерленд.
У Мельбурні з 1958 року працює Національний інститут драматичного мистецтва (англ. National Institute of Dramatic Art; NIDA), серед його випускників: Кейт Бланшетт, Тоні Коллетт, Мел Гібсон і Баз Лурманн.

### Музика
Головний прояв музикальної творчості корінного населення країни — спів, що супроводиться відбиванням ритму. Музичні інструменти аборигенів: гонг, дерев'яні барабани, диджериду тощо. З початку XIX століття шириться європейська музика. З 1975 року під патронажем піаніста Роджера Вудворда в Сіднеї проводять музичний фестиваль «Музична трибуна». Відомий австралійський композитор і диригент Малколм Вільямсон впродовж 1975—2003 років був майстром королівської музики її величності королеви Великої Британії.

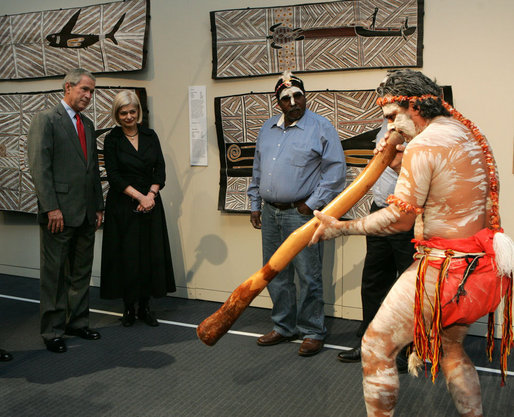
Виступ аборигенів перед Джорджем Бушем
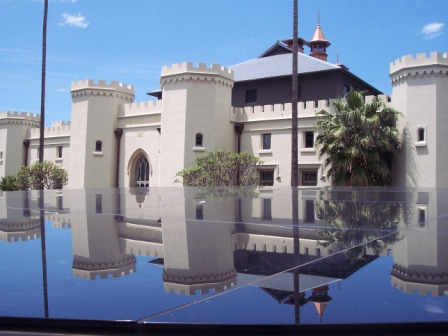
Сіднейська консерваторія
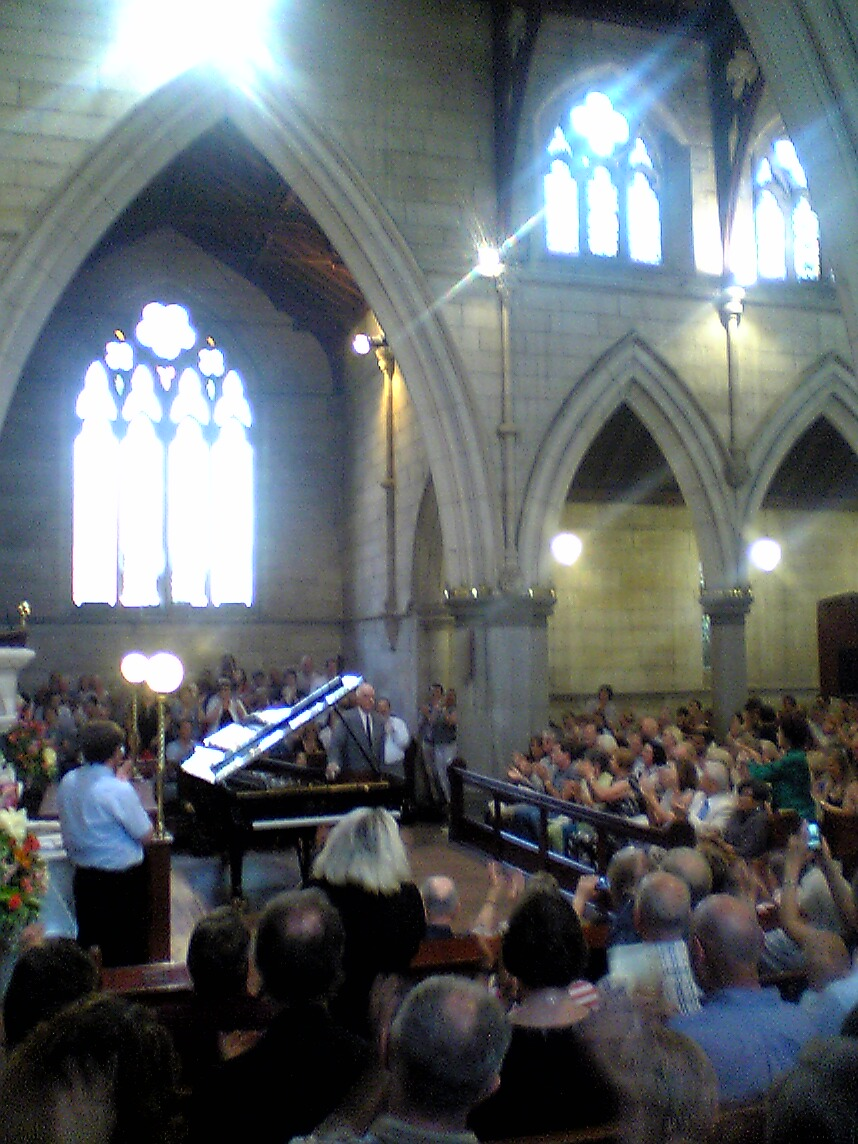
Роджер Вудворд дає концерт у церкві Сіднея
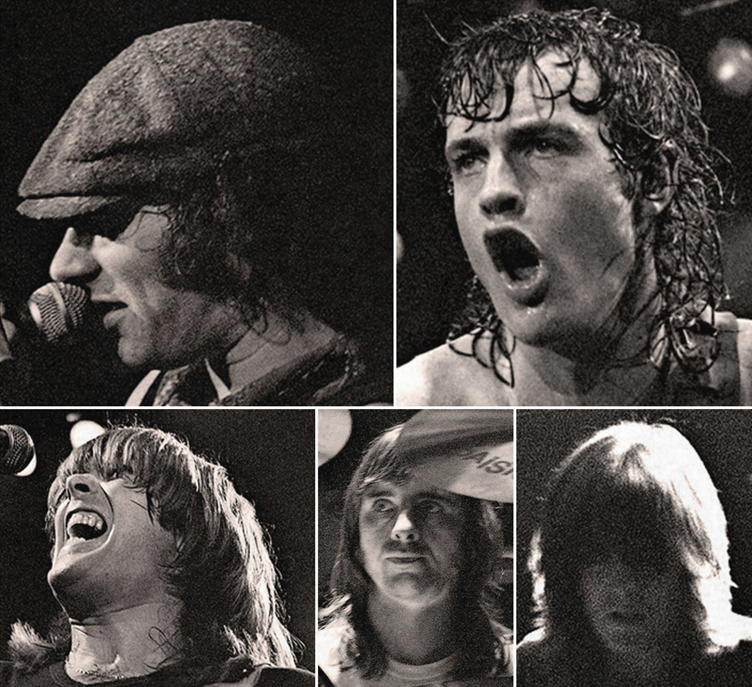
Гурт AC/DC
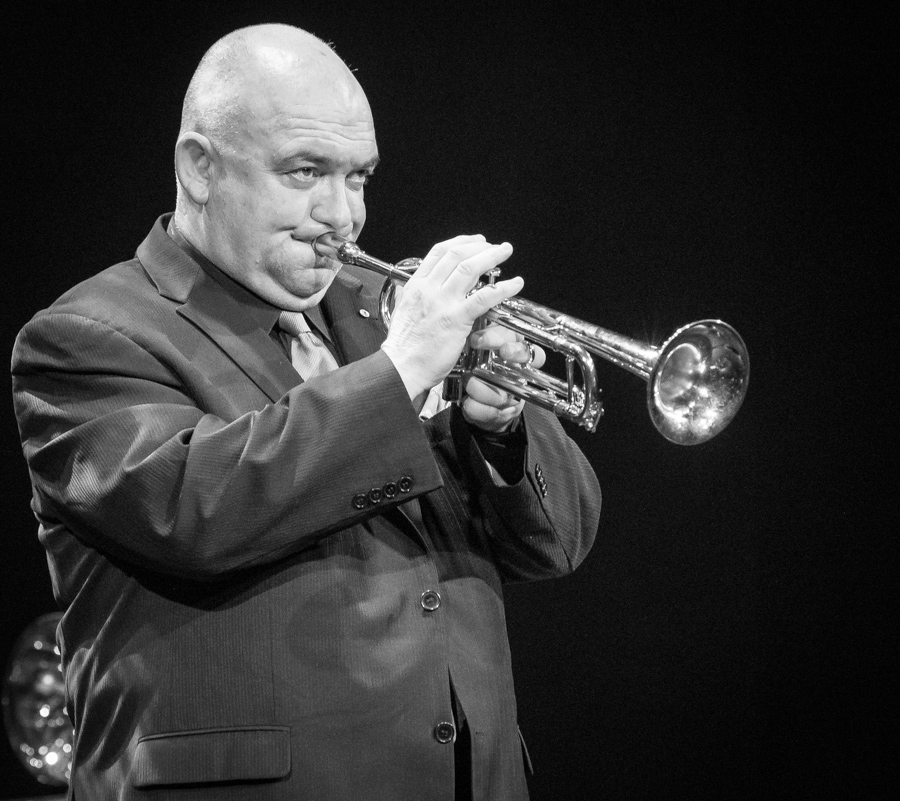
Джеймс Морріссон
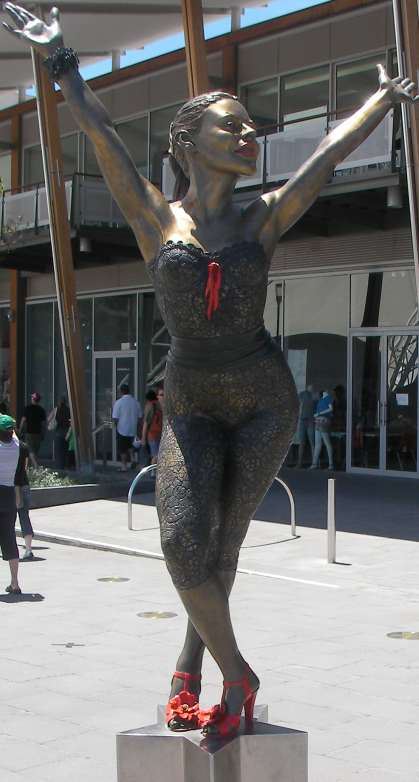
Статуя Кайлі Міноуг у Мельбурні

Серед найпопулярніших гуртів Австралії — AC/DC, Air Supply, Bee Gees, Cold Chisel, The Easybeats, Hunters & Collectors, INXS, Little River Band, Men at Work, Mental As Anything, Midnight Oil, Mondo Rock, Parcels, The Seekers, Silverchair, Tame Impala і Yothu Yindi.
Серед виконавців попмузики найвідоміші Пітер Аллен, Джиммі Барнс, Нік Кейв, Кейт Серебрано, Джон Фарнгем, Ґотьє, Енді Гіб, Ролф Гарріс, Кайлі Міноуг і Олівія Ньютон-Джон.
У жанрі народної і кантрі-музики прославилися Ерік Богл, Смокі Доусон, Слім Дасті, Джина Джефріс, Енн Кіркпатрік, Рег Ліндсі, Маргрет Роднайт, Ширлі Томс і Джон Вільямсон.
Серед музичних діячів Австралії: композитори Альфред Гілл, Джон Антілл і Артур Бенджамін; диригент Бернард Гейнце; скрипачка Мері-Беріл Кімбер; вокалістка Неллі Мелба. У містах Аделаїда, Сідней та Мельбурн створено і працюють консерваторії. Серед австралійських піаністів відома ціла плеяда музикантів українського походження: киянин Мірошник Анатолій Михайлович, емігрував 1948 року; харків'янин Гаврилюк Олександр Миколайович, емігрував 1997 року; горлівчанин Євгеній Уханов, емігрував 1998 року.

### Кухня
Австралійська кухня дуже подібна до британської, бо першими європейськими поселенцями на континенті були британці. Основні страви: вівсяна каша, бекон, ростбіф, баранячі чопси (відбивні на реберцях), велика кількість фруктів, овочів та морепродуктів. Більшість завезених британських страв зараз вважається типово австралійськими, як приклад — недільна смаженя. Масова мультикультурна імміграція після Другої світової війни сильно преобразила австралійську кухню. Мігранти з Середземномор'я допомогли розбудувати австралійську культуру пиття кави, а вплив азійських мігрантів створив своєрідні австралійські варіанти їхніх традиційних страв, як-от китайський дім-сім та чіко-ролл. Екстракт із дріжджів — веджимайт, різдвяний десерт «Павлова» і лемінгтон, місцевий різновид м'ясних пирогів вважаються оригінальними винаходами австралійської кухні.

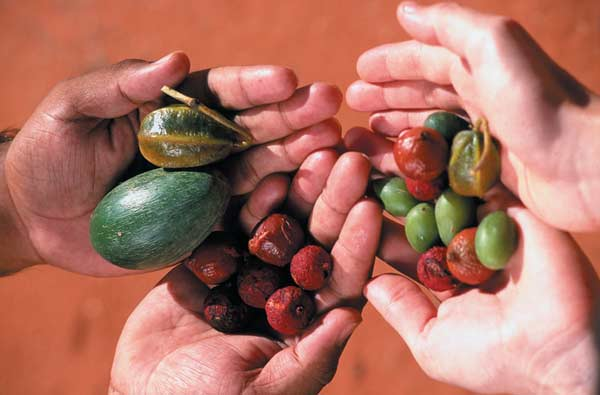
Бушфуд — дари бушів
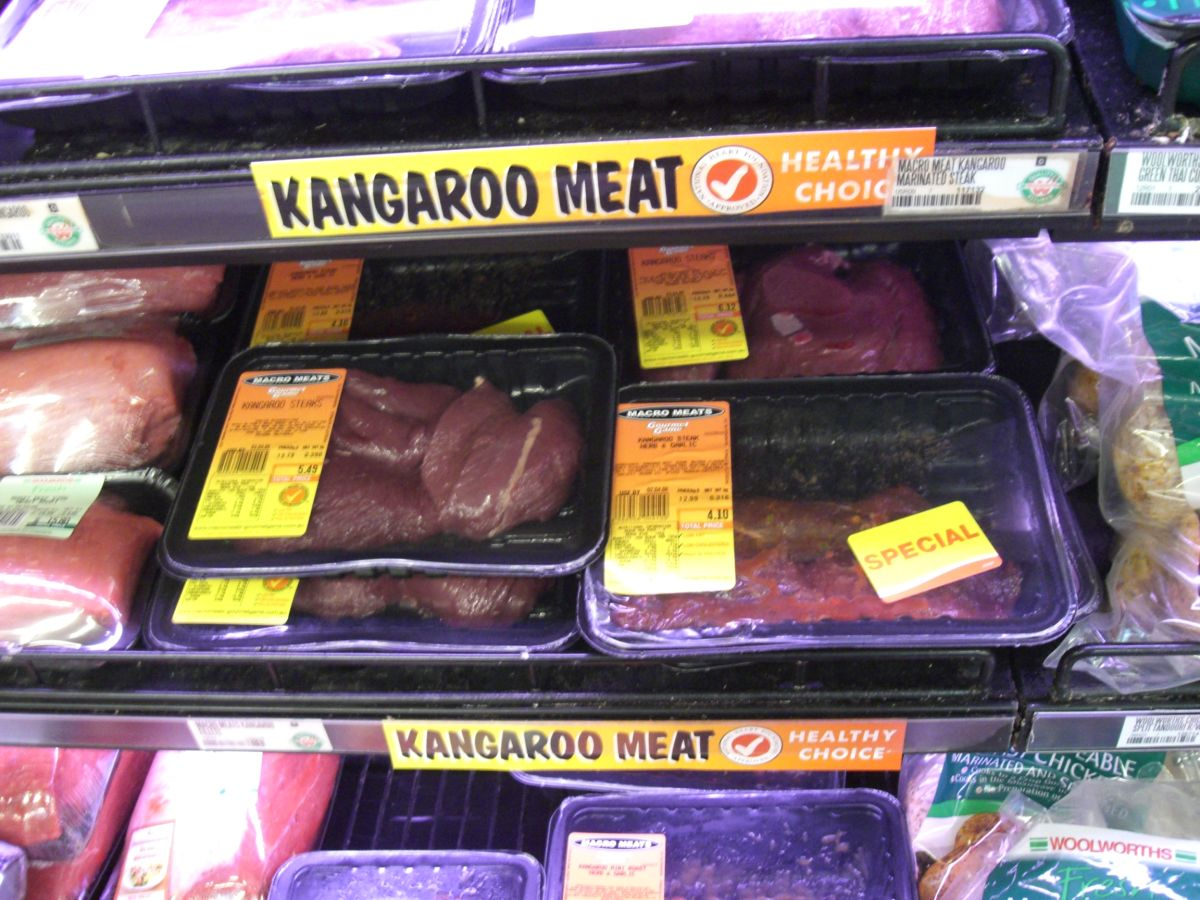
М'ясо кенгуру
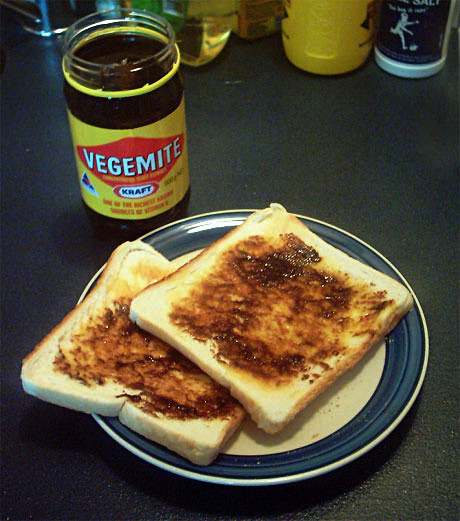
Веджимайт на тостах
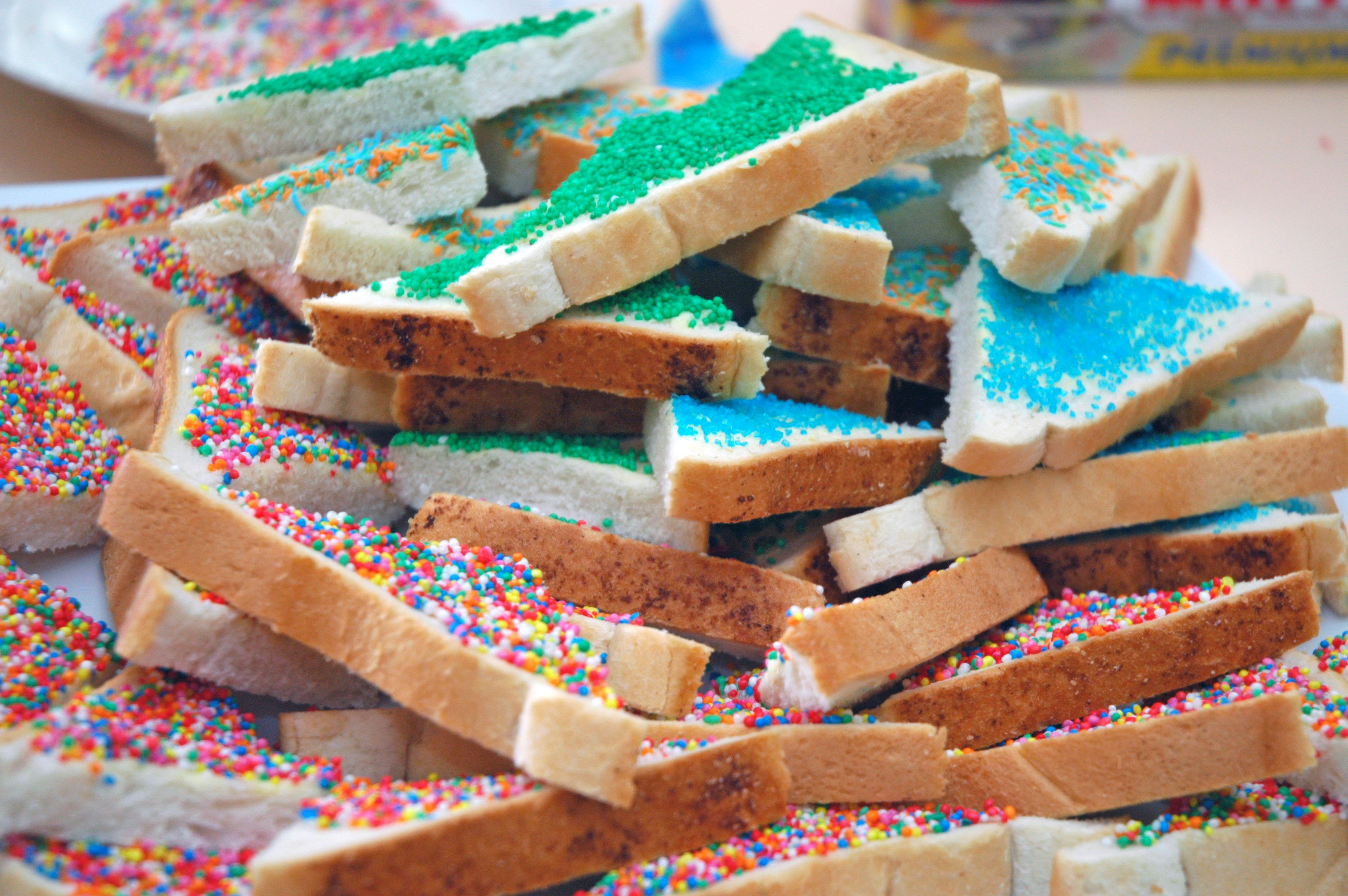
Чарівний хліб
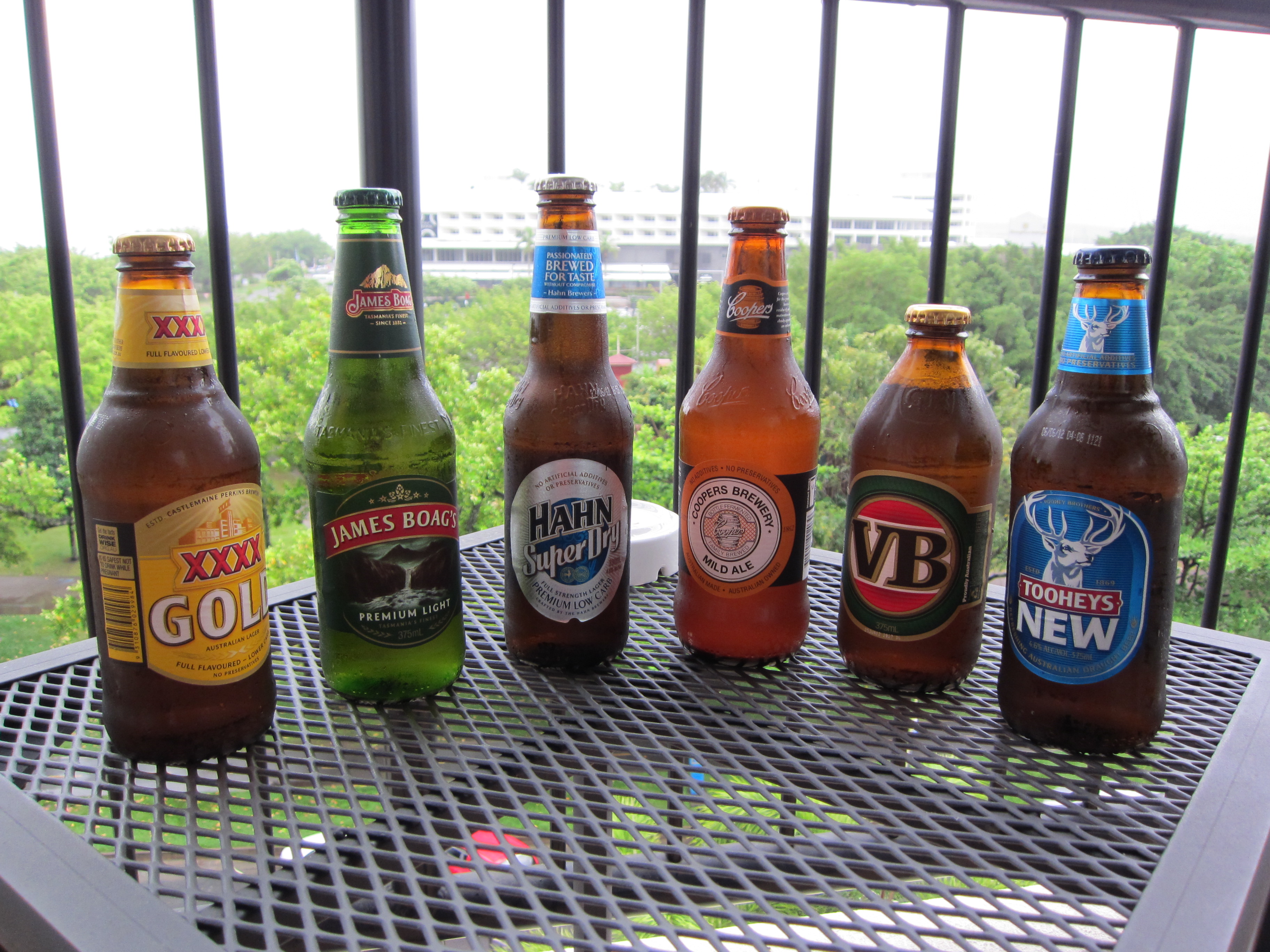
Найпопулярніші австралійські сорти пива 2012 року

Австралія також відома власною кавовою культурою в кав'ярнях та міських центрах, що вплинуло на розвиток аналогічної культури за кордоном, включно з Нью-Йорком. Флет-вайт — різновид кави з молоком, виник у кафе Сіднея в середині 1980-х років. З напоїв найпопулярнішим виступає пиво, Австралія один зі світових лідерів із його вживання. Австралійське вино виробляються переважно в південних, прохолодніших частинах країни.
Більшість корінних австралійців тисячоліттями обходились простою дієтою мисливців-збирачів місцевої фауни та флори — буш-такер, чи бушфуд.

### Свята
Двічі на рік австралійці відзначають закінчення стрижки овець масовими виїздами на природу, танцями та барбекю. Популярними видами відпочинку також є туризм до національних парків, подорожі на морські пляжі, спортивна риболовля на водоймах.
Найголовніші національні свята
| Дата                                                                                | Назва                    | Короткий опис |
| ----------------------------------------------------------------------------------- | ------------------------ | --- |
| 1 січня                                                                             | Новий рік                | Австралійці святкують це свято коли сонячно і спекотно, бо у Південній півкулі у цей час літо. |
| 26 січня                                                                            | День Австралії           | 26 січня 1788 року капітан Артур Філіп висадився в бухті Сіднея, підійняв британський прапор і заснував першу колонію — Новий Південний Уельс.                                                                |
| Другий вівторок березня                                                             | День Співдружності       | Щорічне свято Співдружності націй. |
| Березень-травень                                                                    | Великдень                | Пасха в Австралії святкується за католицьким календарем, але припадає на осінь, на відміну від весни в Північній півкулі.                                                                                     |
| 25 квітня                                                                           | День АНЗАК               | Цього дня по всій країні проходять урочисті церемонії пам'яті і подяки, присвячені всім чоловікам і жінкам, загиблим у війнах.                                                                                |
| Перший, другий понеділок березня, перший понеділок травня, перший понеділок жовтня. | День праці               | День прийняття восьмигодинного робочого дня, день досягнень робітників у боротьбі за свої права. У різних штатах святкується в різні дні, оскільки відповідні закони в різних штатах приймались у різні дати. |
| Другий понеділок червня                                                             | День народження королеви | Насправді королева Єлизавета Олександра Мері Віндзор народилася 21 квітня 1926 року, але перенесла святкування свого дня народження на дещо сонячніший і тепліший (у Європі) час.                             |
| 25 грудня                                                                           | Різдво                   | Святкується як і в більшості країн. |

### Кінематограф
Австралійський кінематограф достатньо розвинений, щоб забезпечити внутрішній попит країни. Кіновиробництво в країні розпочалося 1900 року. Перший у світі повнометражний (70 хв.) художній фільм «Історія банди Келлі» (англ. The Story of the Kelly Gang) 1906 року, що був занесений ЮНЕСКО до списку «Пам'ять світу», спричинив бум австралійського кіновиробництва епохи німих фільмів. Після Першої світової війни Голлівуд поступово монополізував індустрію. У післявоєнні роки кіноринок Австралії був заповнений американською кінопродукцією. Місцеве кіновиробництво концентрувалось навколо малобюджетних низькоякісних кінострічок «на один вечір». До 1960-х років австралійське кіновиробництво фактично припинилось. У 1974—1975 роках лейбористський уряд уперше увів у дію програму субсидіювання національного кіновиробництва, було створено Австралійську федерацію розвитку кіно, розпочалась ера так званої «Нової австралійської хвилі» (англ. Australian New Wave). На цій хвилі були створені такі кінофільми: комедії «Пригоди Барі Маккензі» (англ. The Adventures of Barry McKenzie) режисера Брюса Бересфорда та «Елвін Перпл» (англ. Alvin Purple) Тіма Берсталла; драма «До неділі дуже далеко» (англ. Sunday Too Far Away) Кена Хеннама; провокаційні та успішні фільми, що досліджують тему національної ідентичності, як-от трилер «Небезпечне пробудження» (англ. Wake in Fright) 1971 року та військова драма «Галліполі» (англ. Gallipoli) 1981 року. 1978 рік відзначився двома всесвітньо відомими кінокартинами про австралійських аборигенів: «Пісня Джиммі Блексміта» (англ. The Chant of Jimmie Blacksmith) Фреда Скепісі та гостросоціальна фантастична драма «Остання хвиля» (англ. The Last Wave) Пітера Уїра. В останній картині знялися актори-аборигени Томмі Л'юїс та Девід Гулпіліл. Інші картини 1970-х років: «Моя блискуча кар'єра» (англ. My Brilliant Career), «Кедді» (англ. Caddie) та «Хлопчик і океан» (англ. Storm Boy).

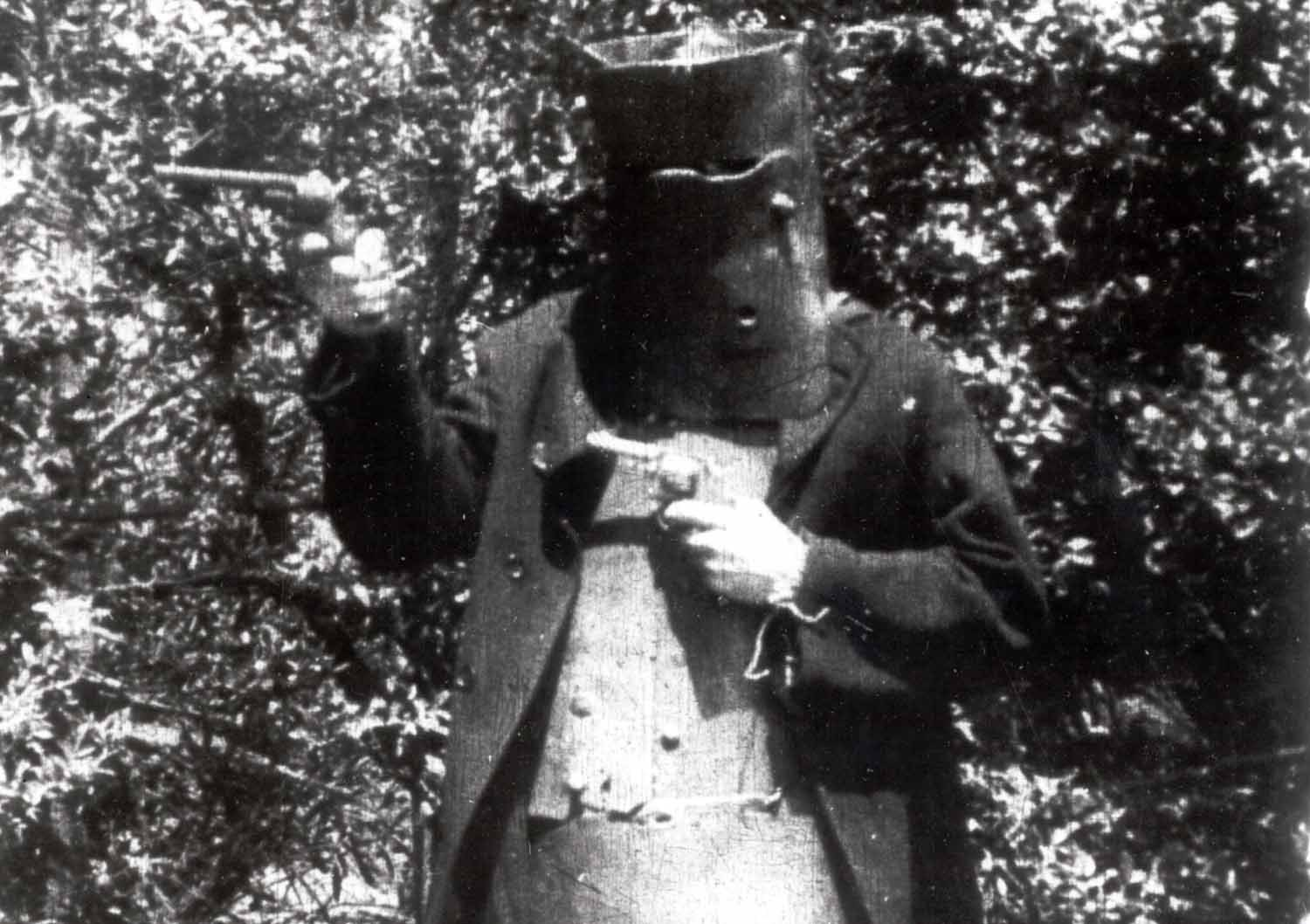
Кадр із першого кінофільму «Історія банди Келлі»
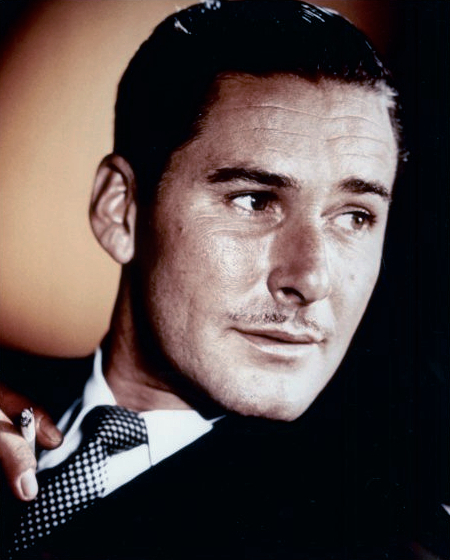
Еррол Флінн
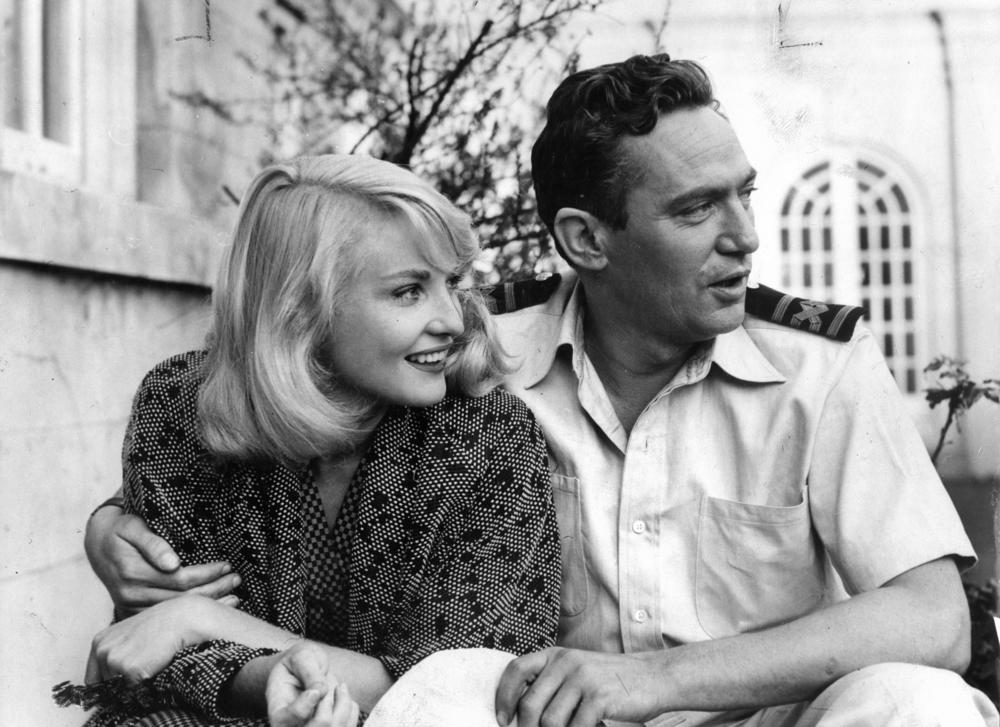
Пітер Фінч
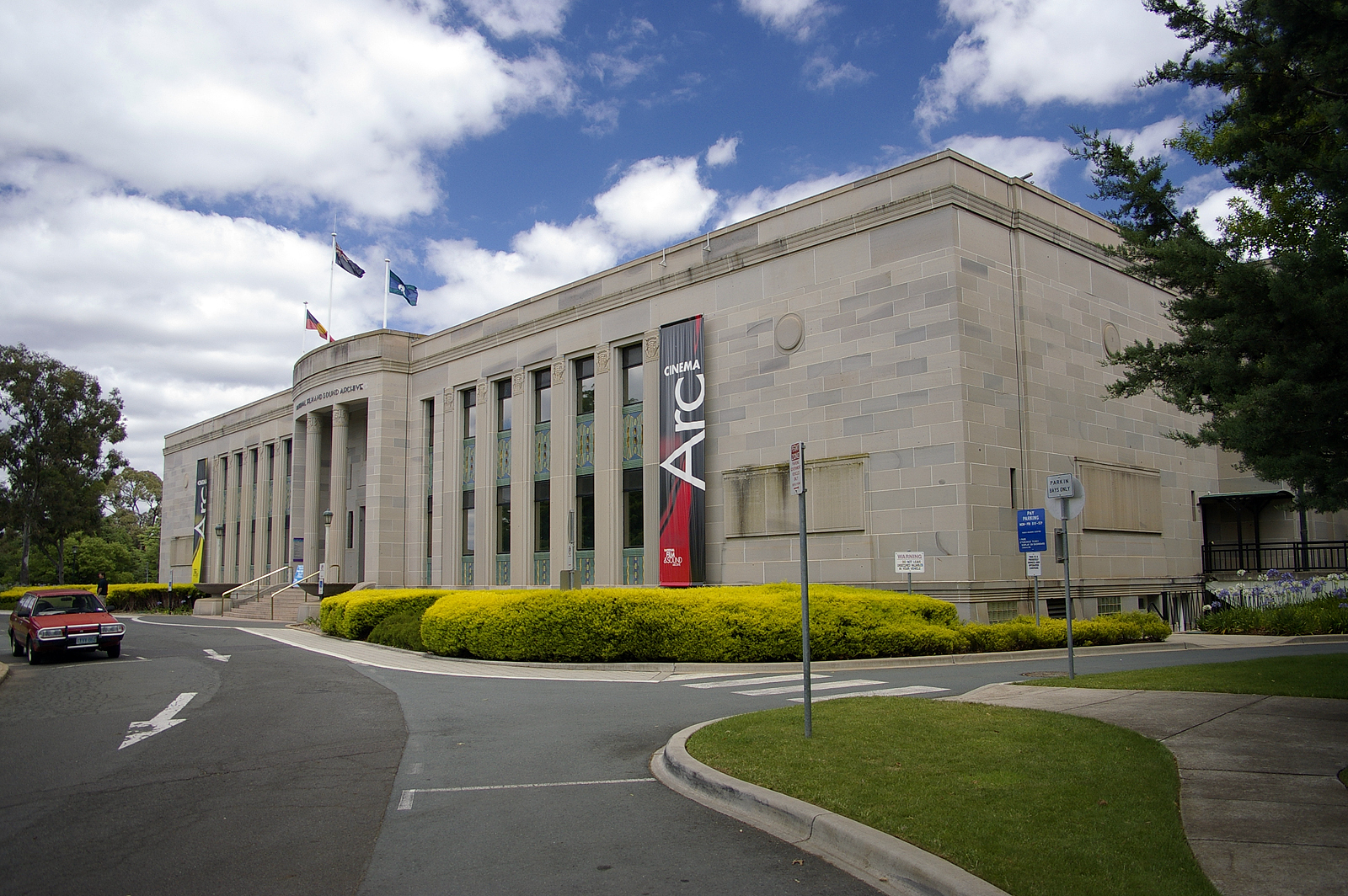
Національний архів відео- та аудіоматеріалів у Канберрі
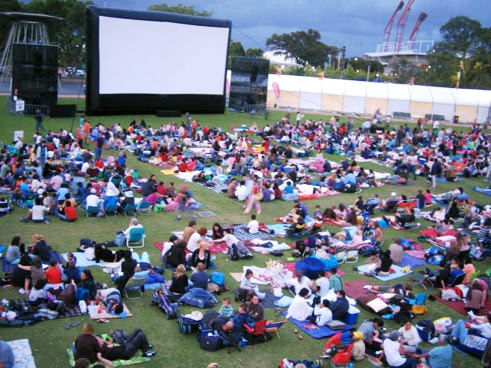
«Зелений кінотеатр» у Олімпійському парку Сіднея

У 1980-ті роки серії пригодницьких фільмів «Крокодил Данді» (англ. Crocodile Dundee) та «Шалений Макс» (англ. Mad Max) стали міжнародними блокбастерами, яскравими представниками хвилі австралійського експлуатаційного кіно — Озплоїтейшн (англ. Ozploitation). У країні досить поширена індустрія документального кіно під патронажем державної організації науково-промислових досліджень, що базується у Мельбурні. Деякі картини стають загальновідомим у світі й отримують світові нагороди, наприклад фільм «Кравчиня» або молодіжні серіали «Грозове каміння», «H2O: Просто додай води» та «На краю Всесвіту». 2015 року на кіноринку, заповненому іноземним медіаконтентом, австралійські кінофільми принесли 7,7 % загальних касових зборів країни. Відомі австралійські кіноактори, лауреати кінопремії Оскар: Джеффрі Раш, Ніколь Кідман, Кейт Бланшетт і Хіт Леджер. У країні існує власна національна премія за досягнення в кіно та на телебаченні від Австралійської академії кінематографа і телебачення, вручається щорічно з 1958 року — AACTA (англ. AACTA Awards).

### Засоби масової інформації
Історично в післявоєнний час на життя австралійців мало вплив телебачення та радіо. Його використовували навіть для організації процесу навчання в середніх школах. Для австралійського медіапростору у другій половині XX століття була характерна централізація ЗМІ в руках декількох медійних холдингів: «Фейрфакс медіа лімітед» (англ. Fairfax Media), «Ньюс корпорейшн» (англ. News Corporation) та «Геральд енд Віклі таймс лімітед» (англ. The Herald and Weekly Times Limited; HWT) медіамагната Руперта Мердока. 2010 року «Репортери без кордонів» у власному рейтингу помістили національні ЗМІ на 18-ту сходинку серед 178 країн світу за рівнем свободи преси; інші англомовні країни, як-от Нова Зеландія, Велика Британія та США зайняли 8-ме, 19-те та 20-те місця, відповідно. Відносно невисокий національний рейтинг пояснюється обмеженою кількістю власників комерційних засобів масової інформації в країні. Наприклад, більшість друкованих видань перебуває під контролем корпорації News Corp. і Fairfax Media.

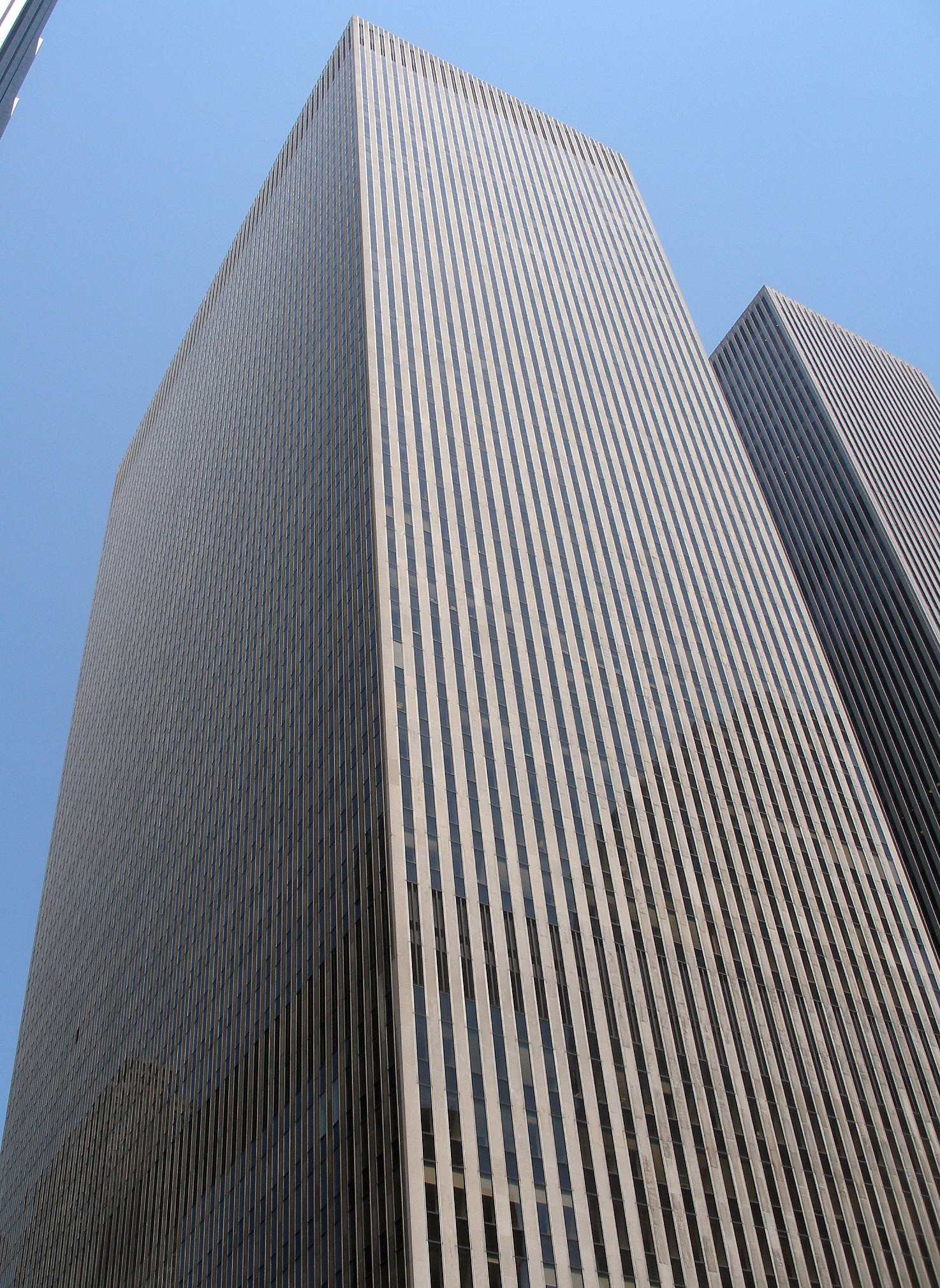
Штаб-квартира News Corp. у Нью-Йорку
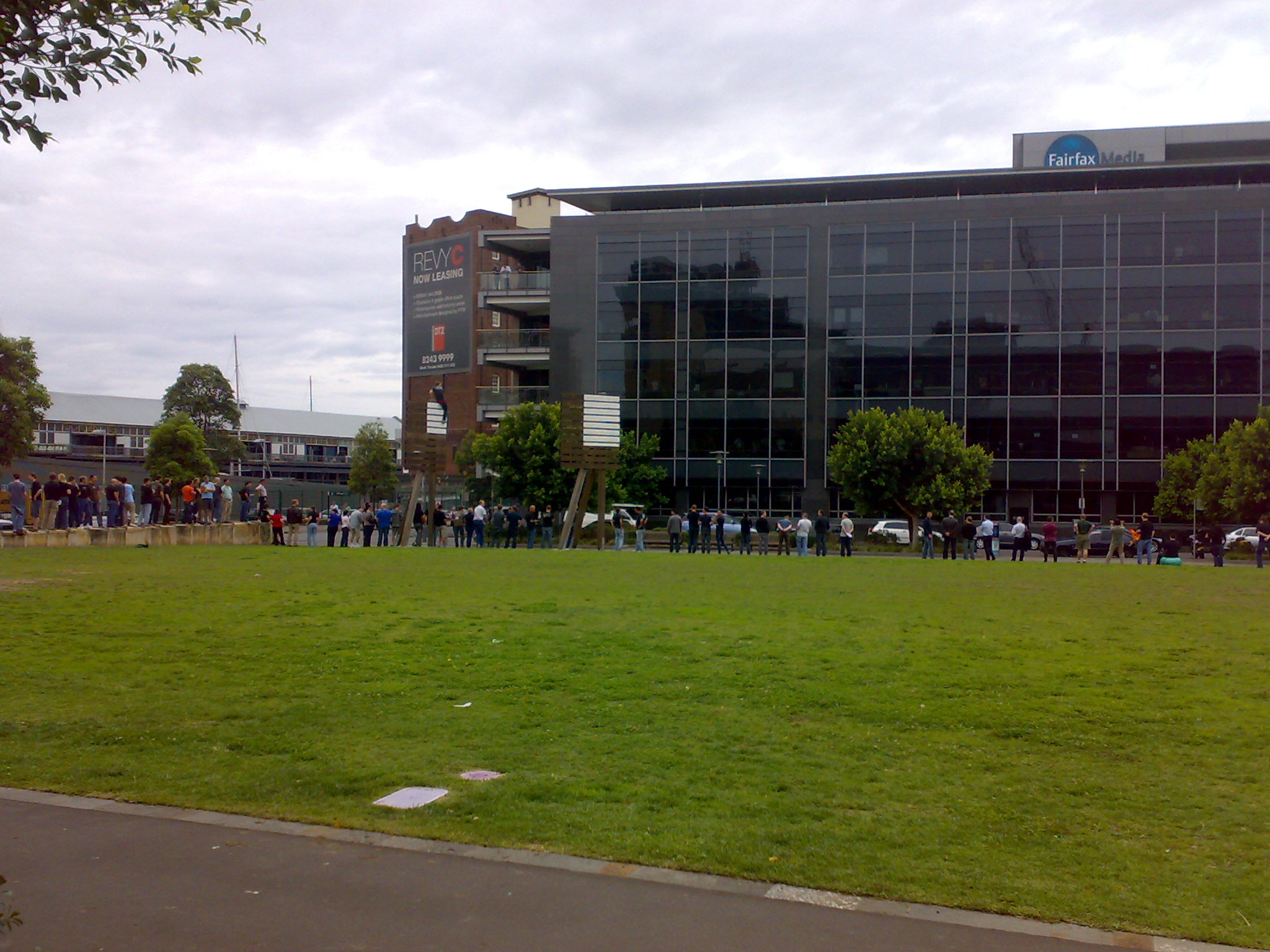
Штаб-квартира Fairfax Media у Пірмонті
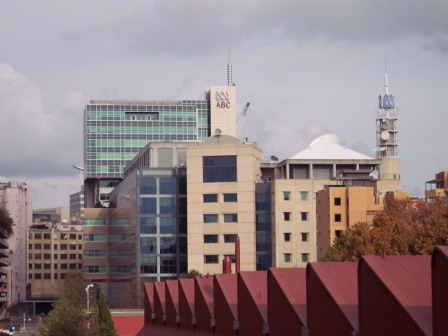
Штаб-квартира ABC у Сіднеї
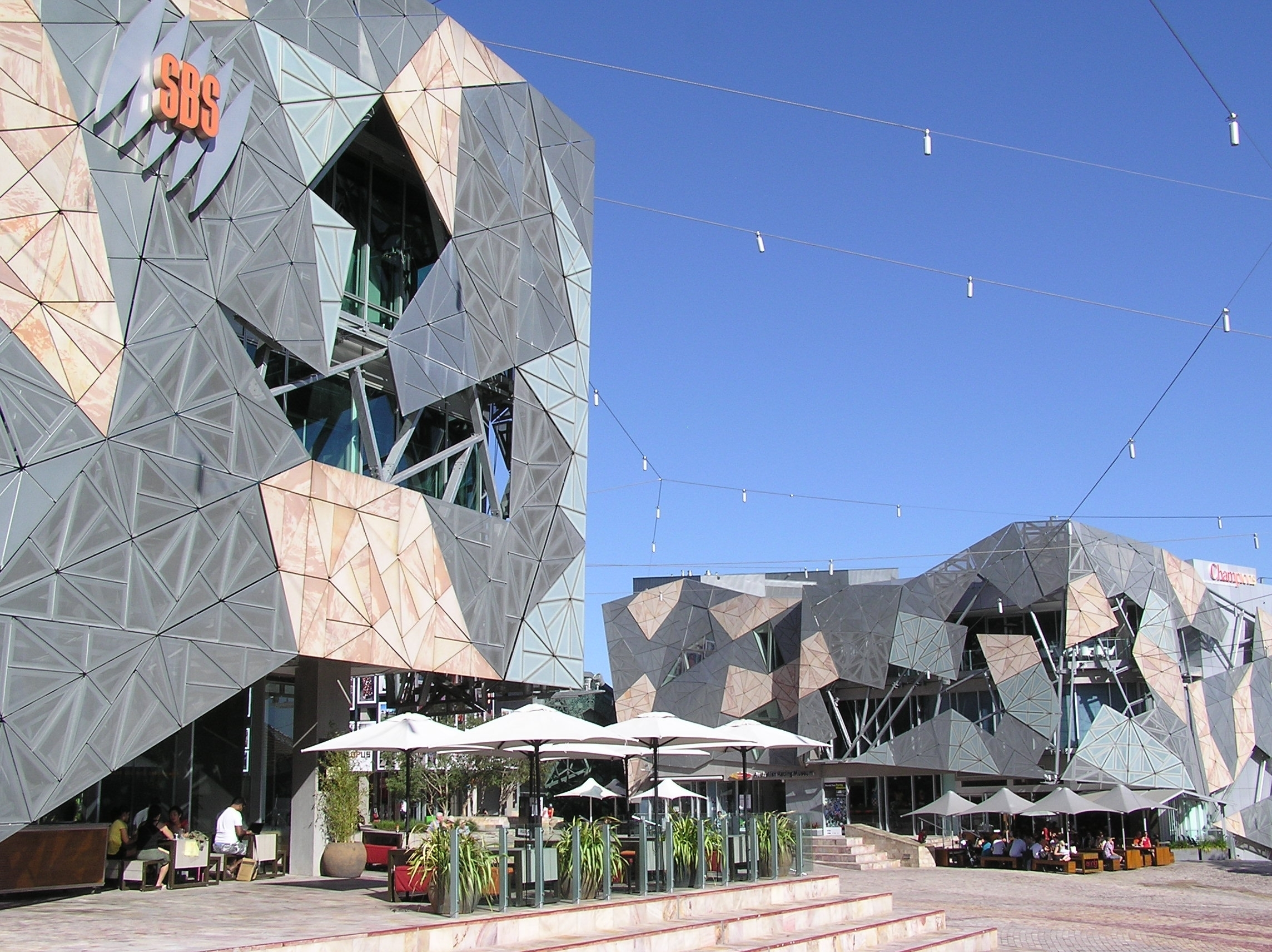
Будівля SBS у Мельбурні
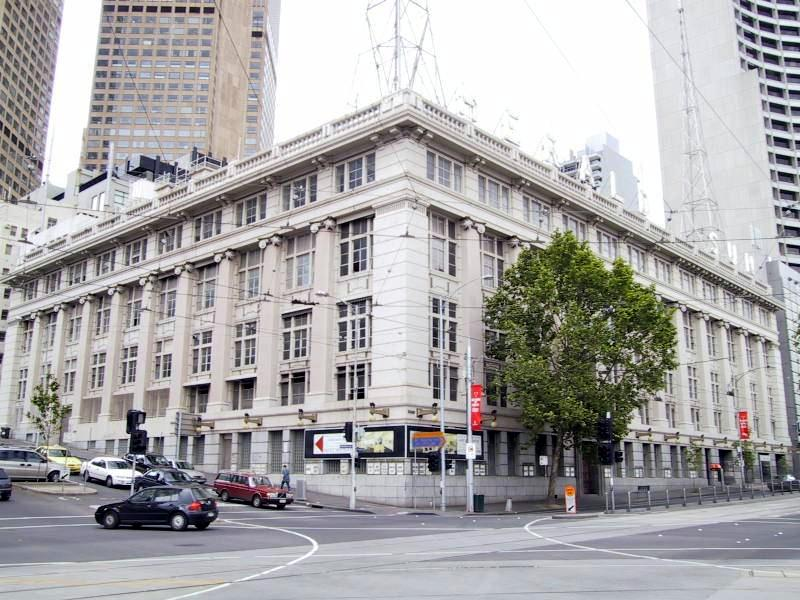
Колишня штаб-квартира Herald and Weekly Times у Мельбурні

#### Телебачення
Телевізійне мовлення в країні ведеться з 1956 року. У другій половині XX століття в країні діяло до десятка загальнонаціональних телевізійних каналів. Великий вплив як на телебачення, так і загалом на масову культуру мали англомовні північноамериканські ЗМІ. Через міграційну хвилю, спричинену економічним зростанням, на телебаченні почали виходити програми італійською, грецькою та іспанською мовами. У 2010-х роках в Австралії телерадіомовлення ведуть дві великі загальнонаціональні громадські мережі — англомовна ABC та мультикультурна SBS, 3 приватні комерційні телевізійні мережі, кілька телеканалів за передплатою, та численні громадські, некомерційні телерадіокомпанії та радіостанції.

#### Радіо
Радіомовлення в країні ведеться з 1923 року. На середину 2010-х років у Австралії функціонувало 274 комерційні (фінансуються за рахунок реклами) і 341 громадські (фінансуються публічно) радіостанції. Перша радіостанція 2SB (пізніше 2BL) на постійній основі з'явилась в Австралії 13 листопада 1923 року в Сіднеї. Australian Broadcasting Corporation (ABC) почала мовлення 1932 року. Першою розмовною інтерактивною радіостанцією стала 2UE у Сіднеї, що почала власне віщання відразу після опівночі 17 квітня 1967 року. ABC почав експериментувати з FM-станціями в 1960-х роках, але тільки у липні 1980 року перша FM-станція почала повноцінні трансляції. Мельбурнська 3EON (тепер знана як 3MMM) була першою суто FM-радіостанцією.

#### Друковані видання

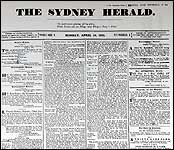
Шпальта «Сідні геральд», від 18 квітня 1831 року

Перше новинарне агентство «Остреліан юнайтед прес» (англ. Australian United Press; AUP) було засноване 1928 року, найбільше діюче, «Остреліан Ассошіейтед Пресс» (англ. Australian Associated Press; AAP), засноване 1935 року в Сіднеї, тісно зв'язане з британським агентством Рейтер. У другій половині XX століття, до масованого поширення мережі інтернет, у країні видавалось більше 600 щоденних газет різного накладу. У 2010-х роках в Австралії кожне велике місто друкує принаймні одну власну щоденну газету, а в трьох найбільших також друкуються власним накладом дві загальнонаціональні.
Найбільші австралійські газети:
- національні — «Остреліан» (англ. The Australian — «Австралієць») та «Австралійське фінансове ревю» (англ. The Australian Financial Review)[209];
- у Новому Південному Вельсі — «Сідні монінг геральд» (англ. The Sydney Morning Herald — «Сіднейський ранковий вісник»), найстаріша газета країни, що видається понині, заснована 1831 року, «Дейлі телеграф» (англ. The Daily Telegraph — «Щоденний телеграф») та «Сан» (англ. The Sun — «Сонце»), що видавалась з 1910 по 1988 рік[72];
- у штаті Вікторія — «Геральд Сан» (англ. Herald Sun), утворена 1990 року шляхом злиття однієї з найстаріших газет «Геральд» (англ. The Herald — «Вісник»), що видавалась з 1840 року[72][72], і «Сан ньюс пікторіел» (англ. The Sun News-Pictorial).

Свого часу комуністична партія (з 1970-х років соціалістична) видавала газети «Трибюн» (англ. Tribune) і «Гардіан» (англ. The Guardian — «Вартовий»), журнал «Комьюніст ревю» (англ. Communist review).

### Спорт
Кожен четвертий австралієць у віці від 15 років регулярно займається якимось із видів спорту. Австралійці традиційно славетні плавці, серфери й гравці у великий теніс, це найпопулярніші аматорські види спорту в країні. Популярні також кінний спорт, регбі та крикет, баскетбол та мотоперегони. 2016 року Австралійська спортивна комісія повідомила, що найбільш масовими видами спорту в країні є плавання, їзда на велосипеді та футбол. Австралія унікальна тим, що має професійні ліги з чотирьох видів футболу. Австралійський футбол, найстарший вид футболу, найпопулярніший у Австралії вид спорту з точки зору доходів та кількості вболівальників. Уперше він виник у Мельбурні наприкінці 1850-х років і відтоді залишається найпопулярнішим різновидом футболу в усіх штатах, окрім Нового Південного Уельсу та Квінсленду, де більше популярний регбіліг. Третім за популярністю різновидом є звичайне регбі. Європейський вид футболу, хоча і займає четверте місце за популярністю та капіталовкладеннями, проте це найбільш масовий вид футболу в країні. Австралійська збірна є регулярним учасником Чемпіонату світу ФІФА, окрім того, вигравала Кубок націй ОФК чотири рази, а також Кубок Азії з футболу — це єдина країна, що виграла чемпіонати в двох різних конфедераціях ФІФА. Національна збірна Австралії з крикету бере участь у кожному чемпіонаті світу, команда дуже успішна в цьому виді спорту, вигравала турнір п'ять разів (у 1987, 1999, 2003, 2007 та 2015 році), що є рекордом. Рух пляжних рятувальників-серфінгістів (англ. surf lifesaving) зародився в Австралії, тому волонтер-рятувальник на морі — одна зі знакових професій країни, як пожежник у Нью-Йорку. Щорічні кінні змагання на Кубок Мельбурна у перший вівторок листопада, та регата із Сіднея до Гобарта, що розпочинається другого тижня лютого і триває 3 дні, викликають великий інтерес у глядачів. Австралійська збірна з баскетболу регулярно конкурує з провідними баскетбольними командами світу, вона входить до трійки лідерів із кваліфікації до баскетбольного турніру на літніх Олімпійських іграх. У країні проходить один з етапів міжнародного тенісного турніру Великого шолома — Відкритий чемпіонат Австралії з тенісу (англ. Australian Open). Серед інших видовищних спортивних змагань — автоперегони Формули-1 Формула-1 — Гран-прі Австралії в Аделаїді. Уперше кататися на лижах в Австралії почали в 1860-х роках, в Австралійських Альпах. Там та у горах Тасманії сезонно проводять змагання із зимових видів спорту.

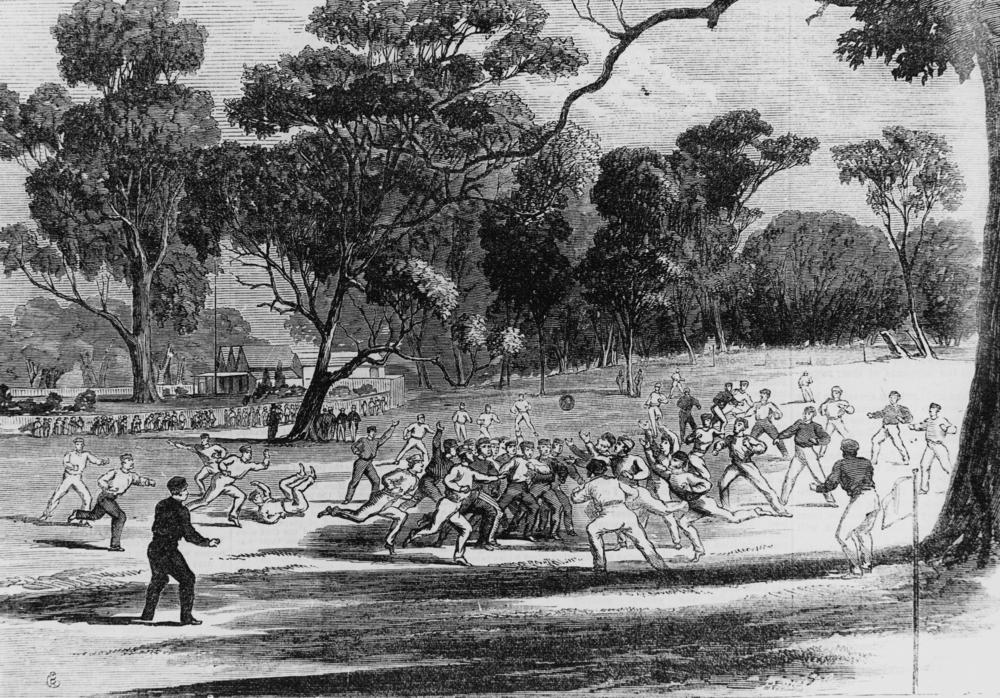
Гра в австралійський футбол у Мельбурні, 1866 рік
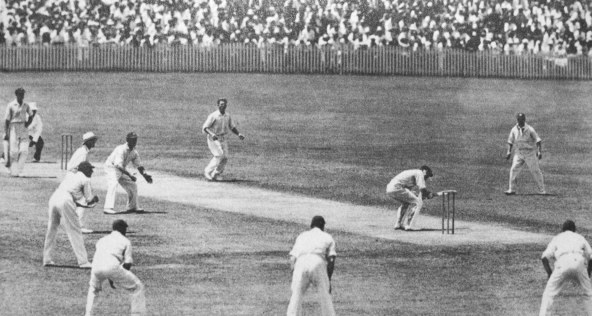
Крикет у Брисбені, 1933 рік
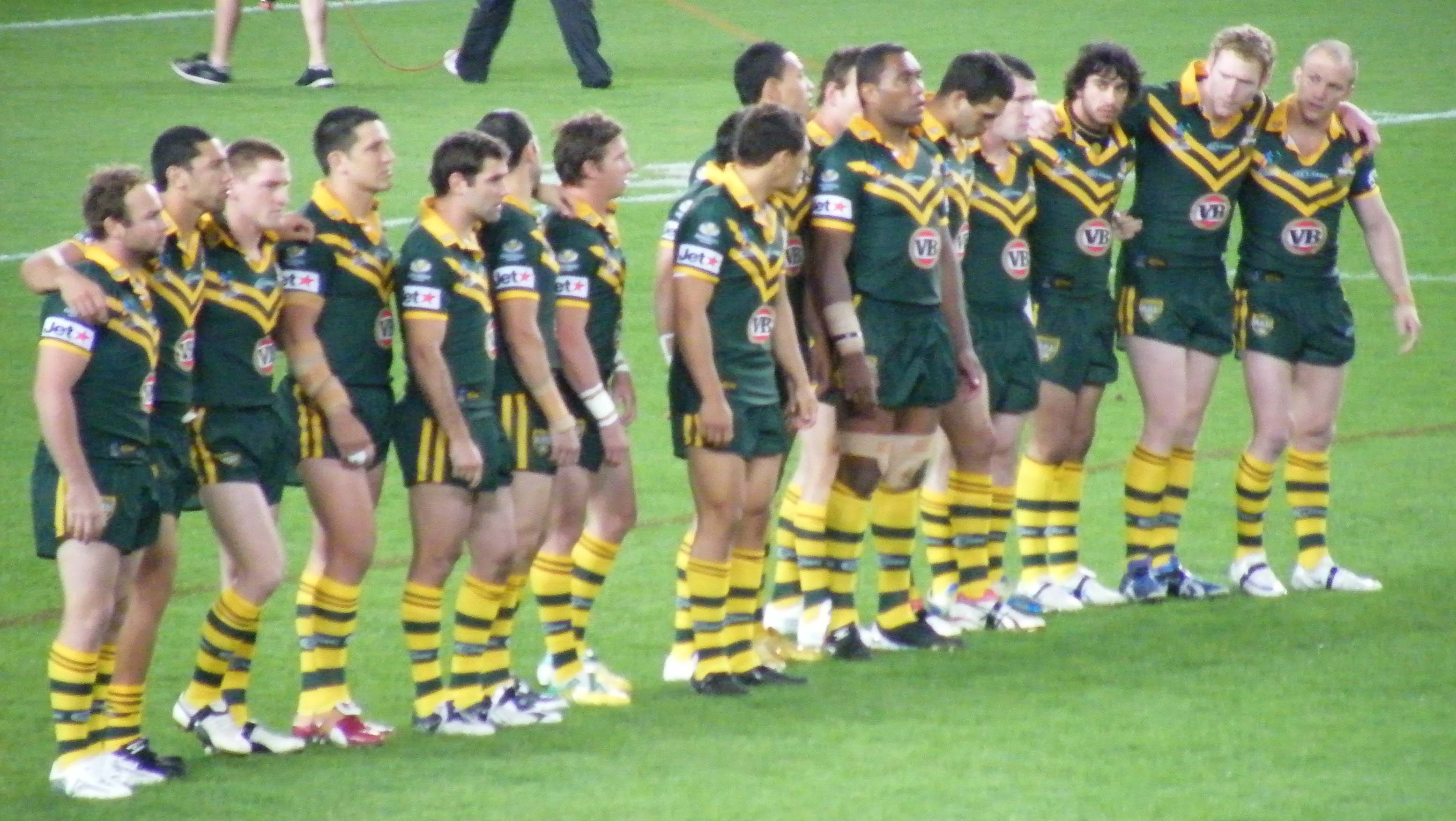
Національна збірна з регбі 2008 року
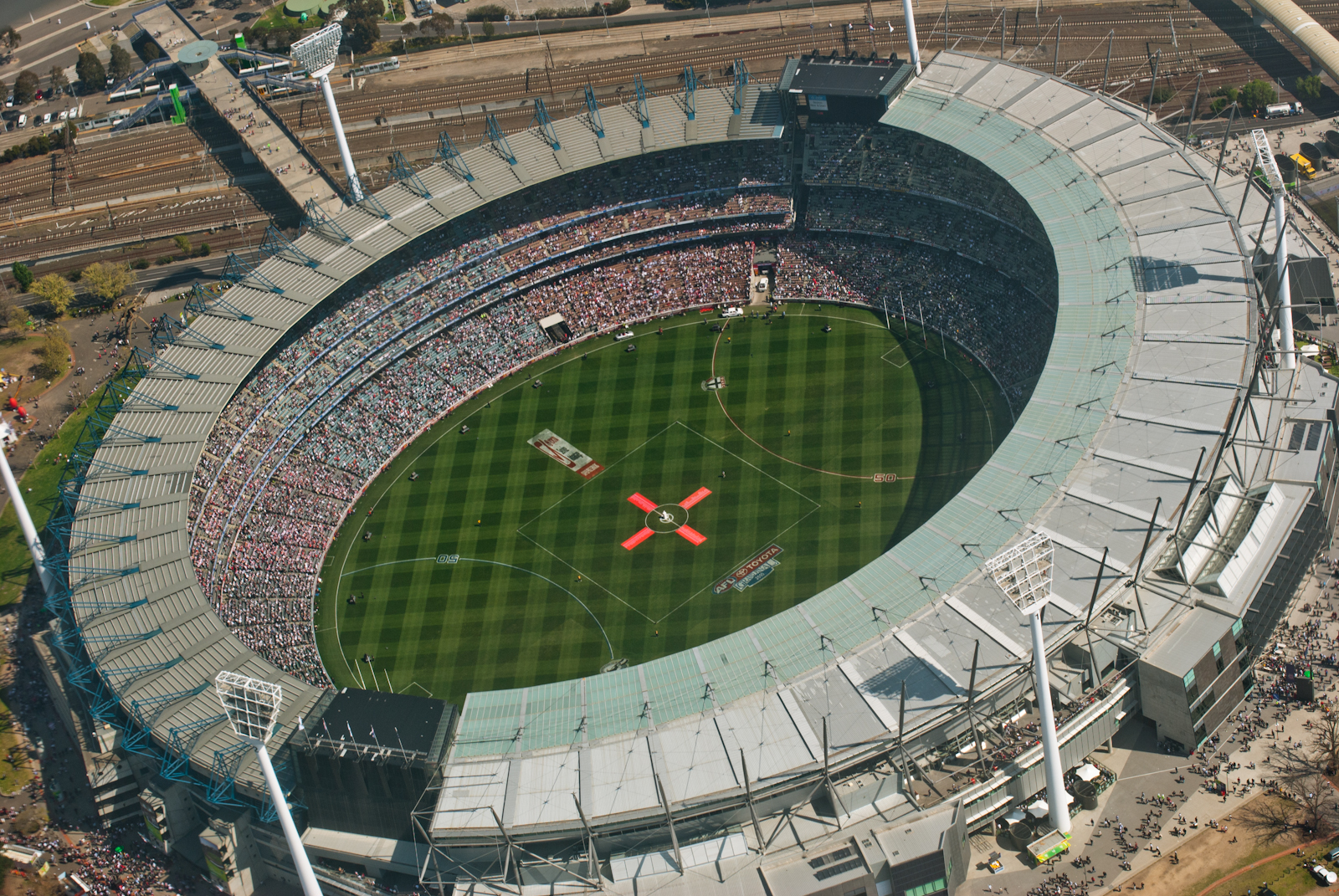
Мельбурн Крикет Граунд
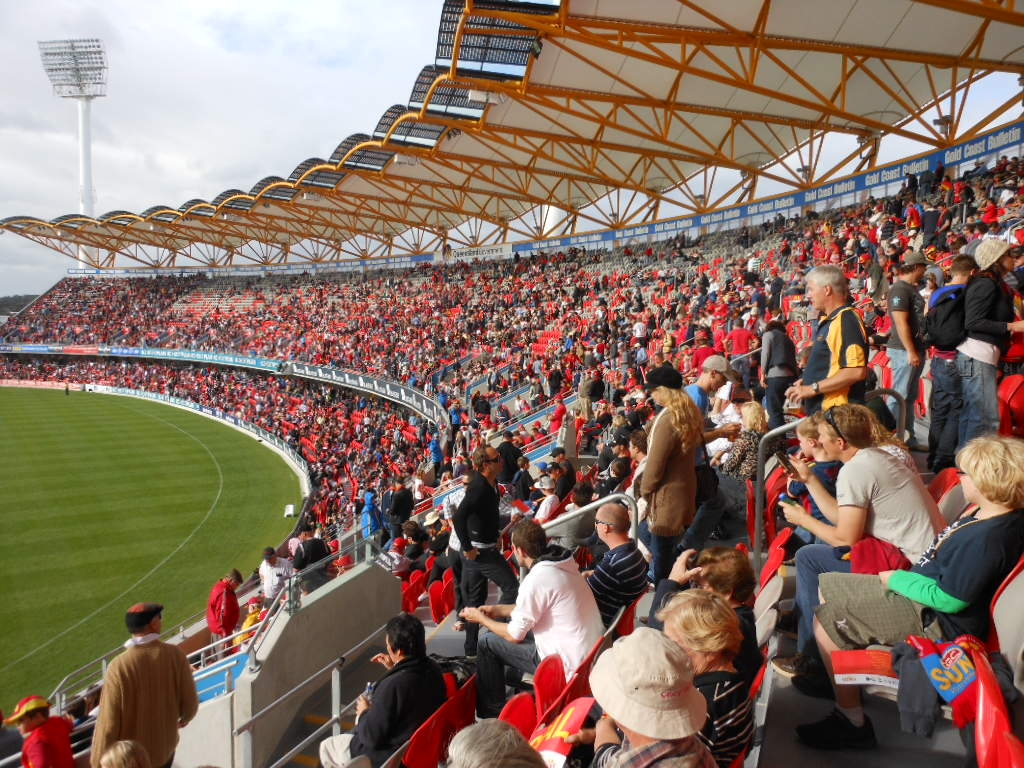
Стадіон Каррара у Голд-Кості

Австралія є членом Міжнародного олімпійського комітету (IOC) і має власний національний комітет. Австралія унікальна тим, що її збірна одна з п'яти спортивних націй, що брали участь в усіх літніх олімпійських іграх. Країна двічі приймала літню Олімпіаду, 1956 року в Мельбурні та 2000 року в Сіднеї. Австралія також брала участь в усіх іграх Співдружності й п'ять разів була країною-господарем — 1938 року в Сіднеї, 1962 року в Перті, 1982 року в Брисбені, 2006 року в Мельбурні та 2018 року в Голд-Кості. 2015 року австралійська збірна вперше брала участь у Тихоокеанських іграх. До найбільш рейтингових телевізійних програм на австралійському телебаченні потрапляють такі видовищні спортивні змагання, як-от Літні Олімпіади, Чемпіонат світу з футболу, Ешес (змагання між командами Англії та Австралії), фінальні матчі Національної ліги з регбі та Австралійської футбольної ліги.

### Природа
- Атлас світу / голов. ред. І. С. Руденко ; зав. ред. В. В. Радченко ; відп. ред. О. В. Вакуленко. — К. : ДНВП «Картографія», 2005. — 336 с. — ISBN 9666315467.
- Австралія // Гірничий енциклопедичний словник : у 3 т / за ред. В. С. Білецького. — Д. : Східний видавничий дім, 2001. — Т. 1. — 512 с. — ISBN 966-7804-14-3.

- Атлас. 7 клас. Географія материків і океанів / Укладачі О. Я. Скуратович, Н. І. Чанцева. — К. : ДНВП «Картографія», 2014.
- Барановська О. В.  Фізична  географія  материків  та  океанів:  Навч. посібник у 2 ч. — Ніжин : НДУ ім. М. Гоголя, 2013.  — Ч. 1.  Світовий океан, Африка, Австралія, Океанія, Південна Америка. — 306 с. — ISBN 978-617-527-106-3
- Бєлозоров С. Т. Географія материків. — К. : Вища школа, 1971. — 371 с.
- (англ.) Banting, Erinn. Australia: The land. — N. Y. : Crabtree Publishing Company, 2003. — ISBN 0-7787-9343-5.
- (англ.) Johnson, David. The Geology of Australia. — Cambr. : Cambridge University Press, 2009. — ISBN 978-0-521-76741-5.
- (англ.) Ernst Loffler, Anneliese Loffler, A. J. Rose, Denis Warner. Australia: Portrait of a continent. — Richmond, Victoria : Hutchinson Group (Australia), 1983. — С. 37–39. — ISBN 0-09-130460-1.
- (рос.) Бабаев А. Г., Дроздов Н. Н., Зонн И. С., Фрейкин З. Г. Природа мира. Пустыни / Отв. ред. Э. М. Мурзаев. — М. : Мысль, 1986. — 318 с.
- (рос.) Власова Т. В. Физическая география материков. С прилегающими частями океанов. Южная Америка, Африка, Австралия и Океания, Антарктида. — 4-е, перераб. — М. : Просвещение, 1986. — 269 с.
- (рос.) Исаченко А. Г., Шляпников А. А. Природа мира. Ландшафты. — М. : Мысль, 1989. — 504 с.
- (рос.) Физико-географический атлас мира. — М. : Академия наук СССР и Главное управление геодезии и картографии ГГК СССР, 1964. — 298 с.

### Історія
- Ковальчук О. О. Австралія [Архівовано 18 квітня 2016 у Wayback Machine.] // Енциклопедія історії України : у 10 т. / редкол.: В. А. Смолій (голова) та ін. ; Інститут історії України НАН України. — К. : Наукова думка, 2003. — Т. 1 : А — В. — С. 17. — ISBN 966-00-0734-5.
- (англ.) The Cambridge history of the British Empire. — Cambridge, 1933. — Т. VII.
- (англ.) Davison, Graeme; Hirst, John; Macintyre, Stuart. The Oxford Companion to Australian History. — Melbourne : Oxford University Press, 1998. — ISBN 978-0-19-553597-6.
- (англ.) Denoon, Donald, et al. A History of Australia, New Zealand, and the Pacific. — Oxf. : Blackwell, 2000. — ISBN 0-631-17962-3.
- (англ.) Flinders, Matthew. Introduction // A voyage to Terra Australis. Reprint of 1814 ed. — Adelaide : Libraries Board of South Australia, 1966. — Т. 1. — С. II—III.
- (англ.) Greenwood G. Australia. A social and political history. — Sydney, 1955.
- (англ.) Hughes, Robert. The Fatal Shore: The Epic of Australia's Founding. — N. Y. : Alfred A. Knopf, 1986. — ISBN 0-394-50668-5.
- (англ.) Powell, J. M. An Historical Geography of Modern Australia: The Restive Fringe. — Cambr. : Cambridge University Press, 1988. — ISBN 0-521-25619-4.
- (рос.) Малаховский К. В. История Австралийского Союза. — М., 1971.

### Політика
- Шаповал В. М. Австралія [Архівовано 21 листопада 2016 у Wayback Machine.] // Юридична енциклопедія : [у 6 т.] / ред. кол.: Ю. С. Шемшученко (відп. ред.) [та ін.]. — К. : Українська енциклопедія ім. М. П. Бажана, 1998. — Т. 1 : А — Г. — 672 с. — ISBN 966-7492-00-X.
- (англ.) Constitution of Australia. — Canberra : Commonwealth Government Printer, 2012. — 150 с. — ISBN 9781921730207.
- (рос.) Австралия и Океания в современном мире : Сб. статей / АН СССР, Институт востоковедения / Овт. ред. и авт. предисл. К. В. Малаховский. — М. : Наука, 1982. — 216 с.
- (рос.) Джиффорд Д. Дж., Джиффорд К. X. Правовая система Австралии / Под общ. ред. Ф. М. Решетникова. — М. : Юридическая литература, 1988. — 342 с. — ISBN 572600146X.

### Економіка
- Атлас. 10-11 клас. Економічна і соціальна географія світу / упорядники : О. Я. Скуратович, Н. І. Чанцева. — К. : ДНВП «Картографія», 2010. — ISBN 978-966-475-639-3.
- Економічна і соціальна географія країн світу. Навчальний посібник / За ред. Кузика С. П. — Л. : Світ, 2002. — 672 с. — ISBN 966-603-178-7.
- Юрківський В. М. Регіональна економічна і соціальна географія. Зарубіжні країни: Підручник. — 2-ге. — К. : Либідь, 2001. — 416 с. — ISBN 966-06-0092-5.
- (рос.) Дукмасов Н. А. К вопросу об экономической структуре Австралии // Известия Всесоюзного географического общества. — М., 1958. — Т. 90, вып. 1.
- (рос.) Кучинский Ю. История условий труда в Великобритании и Британской империи. — М., 1948.
- (рос.) Милейковский А. Австралия. Очерк экономической географии. — Л., 1937.

### Населення
- Австралія // Енциклопедія української діяспори / гол. ред. Василь Маркусь ; Наукове Товариство ім. Шевченка, Національна академія наук України. — К. : ІНТЕЛ, 1995. — Т. 4 : Австралія, Азія, Африка. — ISBN 978-5-7702-1069-9.
- Єкельчик С. Зберігаючи спадщину: нарис історії української спільноти в Австралії // Альманах українського життя в Австралії / Упоряд. Володимир Шумський. — Сідней : «Вільна думка» та Фундація Українознавчих студій в Австралії, 1994. — 936 с. — ISBN 0-908168-04-7.
- Мельников Ф. До історії української еміграції в Австралії // Українці у вільному світі. — Джерсі-Сіті, 1954.
- Радіон, Ст. Коротка бібліографія україніки австраліяни. — Спрингвайл (Мельборн) : Спадщина, 1997. — 128 с. — (Ukrainica Australiana)
- Українці Австралії: Енциклопедичний довідник / ред. В. Шумський, М. Шумський. — Сідней : Вільна думка, 2001. — 672 с. — ISBN 0-908168-11-Х.
- (англ.) Suzane Romaine (ed). Language in Australia. — Cambr. : Cambridge University Press, 1991. — ISBN 0-521-33983-9.
- Jupp, James. The Australian people: an encyclopedia of the nation, its people, and their origins. — Cambridge : Cambridge University Press, 2001. — ISBN 978-0-521-80789-0.(англ.)
- (рос.) Народы Австралии и Океании / Под ред. С. А. Токарева и С. П. Толстова. — М., 1956.
- (рос.) Очерки общей этнографии / Под. ред. С. П. Толстова, М. Г. Левина, Н. Н, Чебоксарова. — М., 1957.

### Культура
- Петриковська А. Австралійська проза // «Всесвіт» : журнал. — К., 1958. — Вип. 6.
- (англ.) Goad, Philip and Julie Willis (eds.). The Encyclopedia of Australian Architecture. — Port Melbourne : Cambridge University Press, 2011. — ISBN 978-0-521-88857-8.
- (англ.) Hunt H. The making of Australian theatre. — Melb., 1960.
- (англ.) Kardoss J. Theatre arts in Australia. — Sydney, 1960.
- (англ.) Alan McCulloch. Golden Age of Australian Painting: Impressionism and the Heidelberg School. — Melbourne : Lansdowne Press, 1969. — 196 с. — ISBN 978-0701800109.
- (англ.) McGuire P. The Australian theatre. — Melb., 1948.
- (англ.) Smith, Bernard; Smith, Terry. Australian painting 1788–1990. — Melbourne : Oxford University Press, 1991. — ISBN 978-0-19-554901-0.
- Hsu-Ming Teo, Richard White. Cultural history in Australia. — Сідней : University of New South Wales Press, 2003. — ISBN 978-0-86840-589-6.(англ.)